# Sélections départementales et régionales du plus beau marché de France
Pour un article plus général, voir Votre plus beau marché.

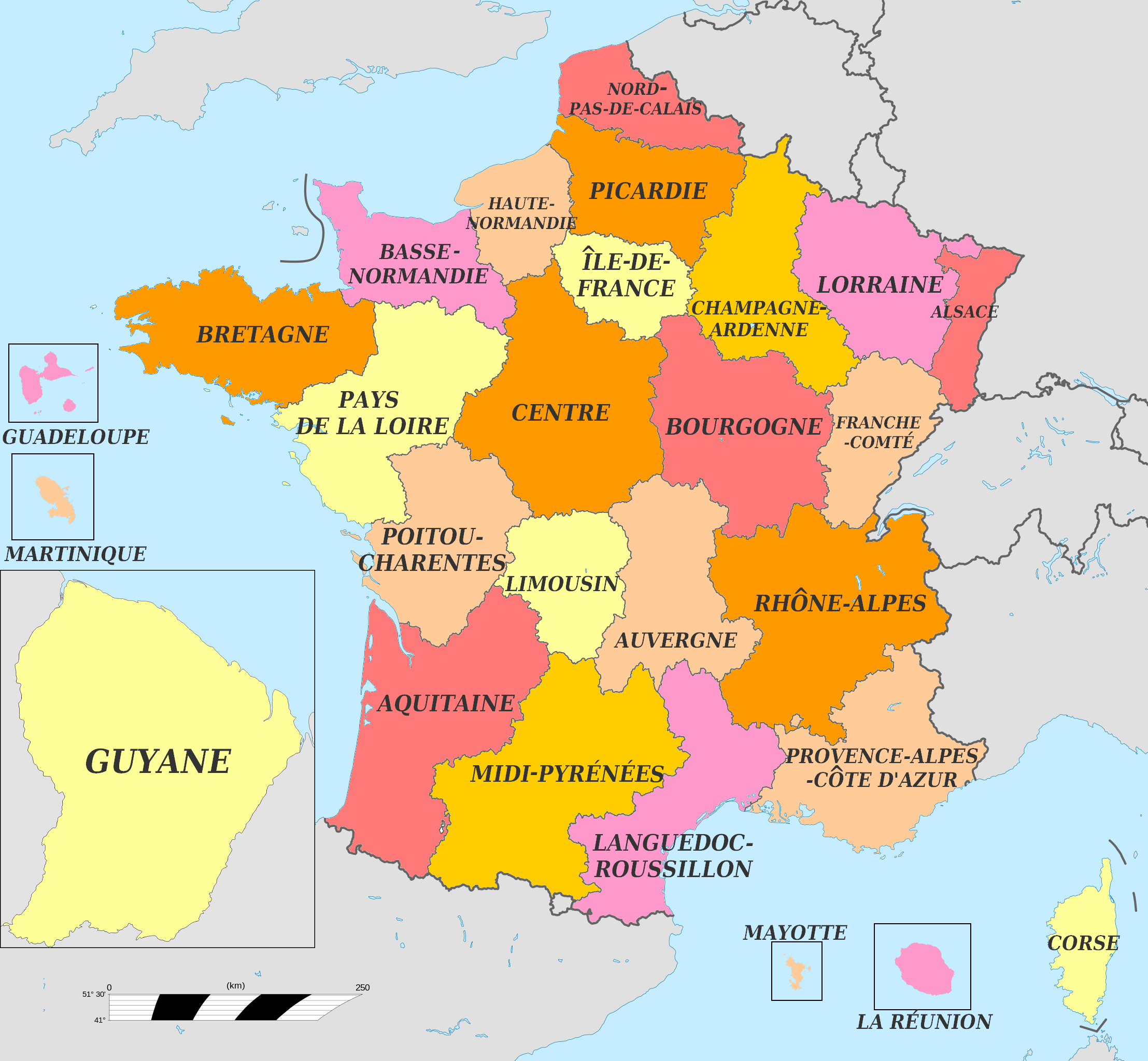
Les 22 anciennes régions françaises, avec La Réunion et la Guyane, la Guadeloupe et la Martinique soit un total de 24 sont représentées.

Les sélections départementales et régionales du plus beau marché de France sont organisées chaque début d'année depuis 2018, par la presse quotidienne régionale (PQR), via un espace dédié sur leur site.
Les lecteurs de la PQR votent pour élire le plus beau marché de la région, parmi des marchés choisis par la rédaction du quotidien. Le vote se fait selon les 24 anciennes régions (avant le redécoupage de 2016) — 22 ex-régions métropolitaines et 2 régions d'outre mer —. Le vainqueur de chaque région participe alors au concours national, organisé par TF1, lors de son journal de 13 heures.

## Première édition (2018)
Seul le journal Sud Ouest, pour les ex-régions Aquitaine et Poitou-Charentes, organise une phase de pré-sélection départementale, où les internautes votent pour le plus beau marché du département. Les lauréats de chaque département s'affrontent ensuite lors d'une phase de vote régionale, puis le lauréat, concourt au niveau national. Pour les autres titres de presse, la pré-sélection départementale est faite par la rédaction du journal, qui choisit une liste de marchés, soumis au vote des internautes.
Cette année, deux marchés sont choisis pour l'ex-région Centre, l'un représentant la région Centre, l'autre la région Val de Loire.

### Récapitulatif
Ci-après, la liste des 25 marchés sélectionnés pour le concours national :

Logotype de cette première saison.

| Ex-région                  | Marché en lice                     |
| -------------------------- | ---------------------------------- |
| Alsace                     | Marché de Colmar                   |
| Aquitaine                  | Marché d'Issigeac                  |
| Auvergne                   | Marché du Puy-en-Velay             |
| Basse-Normandie            | Marché de Saint-Lô                 |
| Bourgogne                  | Marché de Toucy                    |
| Bretagne                   | Marché de Vannes                   |
| Centre                     | Marché d'Orléans                   |
| Champagne-Ardenne          | Marché de Troyes                   |
| Corse                      | Marché de L'Île-Rousse             |
| Franche-Comté              | Marché Fréry (Belfort)             |
| Guyane                     | Marché de Cayenne                  |
| Haute-Normandie            | Marché de Dieppe                   |
| Île-de-France              | Marché de Versailles               |
| Languedoc-Roussillon       | Marché d'Uzès                      |
| Limousin                   | Marché de Brive-la-Gaillarde       |
| Lorraine                   | Marché de Nancy                    |
| Midi-Pyrénées              | Marché de Cahors                   |
| Nord-Pas-de-Calais         | Marché d'Arras                     |
| Pays de la Loire           | Marché de Talensac (Nantes)        |
| Provence-Alpes-Côte d'Azur | Marché de Sanary-sur-Mer           |
| Picardie                   | Marché de Saint-Valery-sur-Somme   |
| Poitou-Charentes           | Marché de Royan                    |
| La Réunion                 | Marché de Saint-Pierre             |
| Rhône-Alpes                | Marché de Châtillon-sur-Chalaronne |
| Val de Loire               | Marché d'Amboise                   |

### Alsace
| Cl. | Département | Marché en lice                  | Votes |
| --- | ----------- | ------------------------------- | ----- |
| 1er | Haut-Rhin   | Marché de Colmar                | 28 %  |
| 2e  | Bas-Rhin    | Marché d'Obernai                | 25 %  |
| 3e  | Bas-Rhin    | Marché de Sélestat              | 11 %  |
| NC  | Haut-Rhin   | Marché de Lautenbachzell        | NC    |
| NC  | Haut-Rhin   | Marché d'Uffheim                | NC    |
| NC  | Haut-Rhin   | Marché de Mulhouse              | NC    |
| NC  | Bas-Rhin    | Marché de la Marne (Strasbourg) | NC    |
| NC  | Bas-Rhin    | Marché de Neudorf (Strasbourg)  | NC    |
| NC  | Bas-Rhin    | Marché de Steinseltz            | NC    |

Cette phase de vote régionale se déroule du 15 janvier au 22 février 2018 sur le site des Dernières Nouvelles d'Alsace. Le tableau ci-contre donne les résultats finaux.
Avec 28 % des voix, c'est le marché de Colmar qui se qualifie pour le concours national.

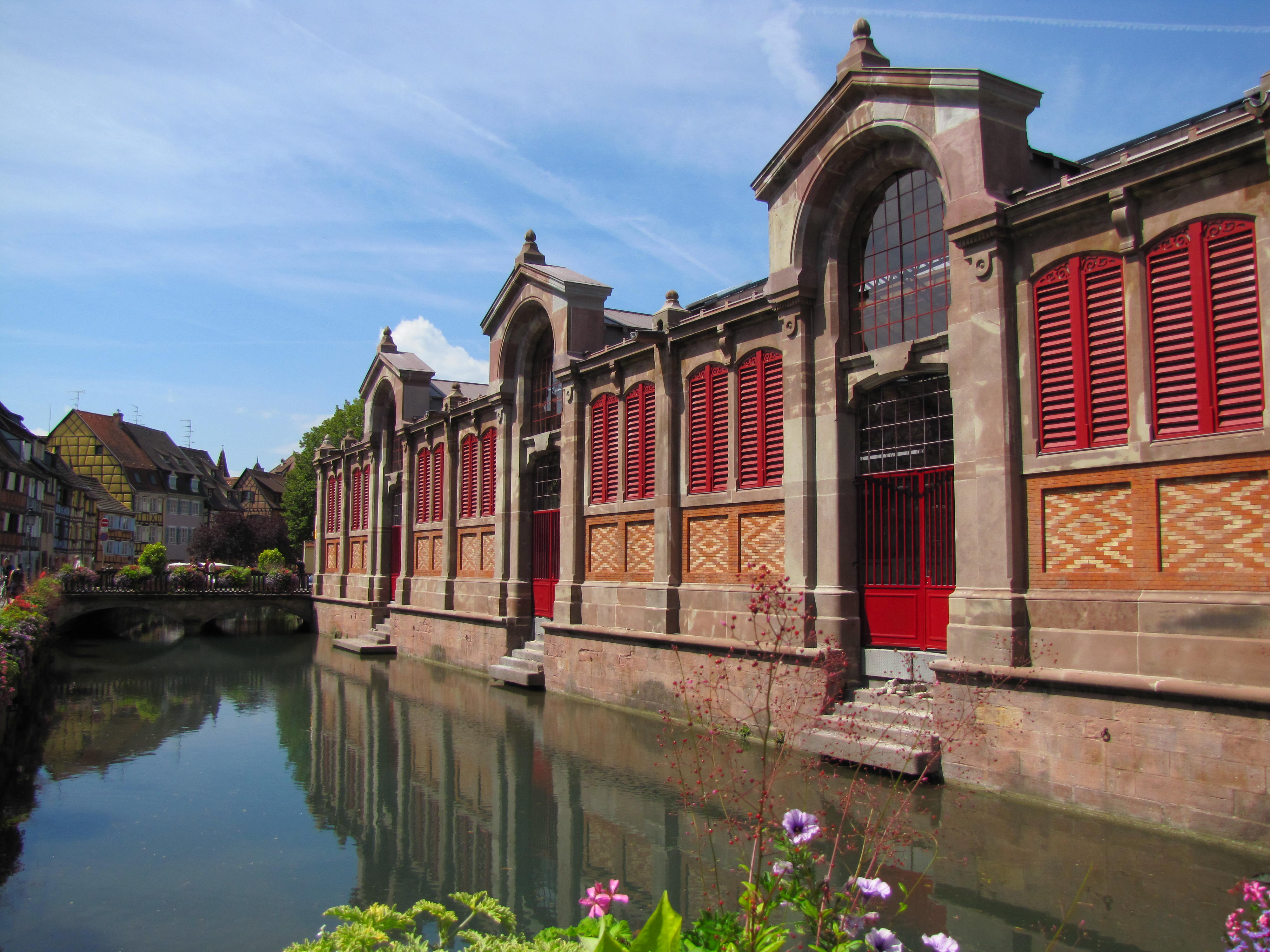
Le marché couvert de Colmar.
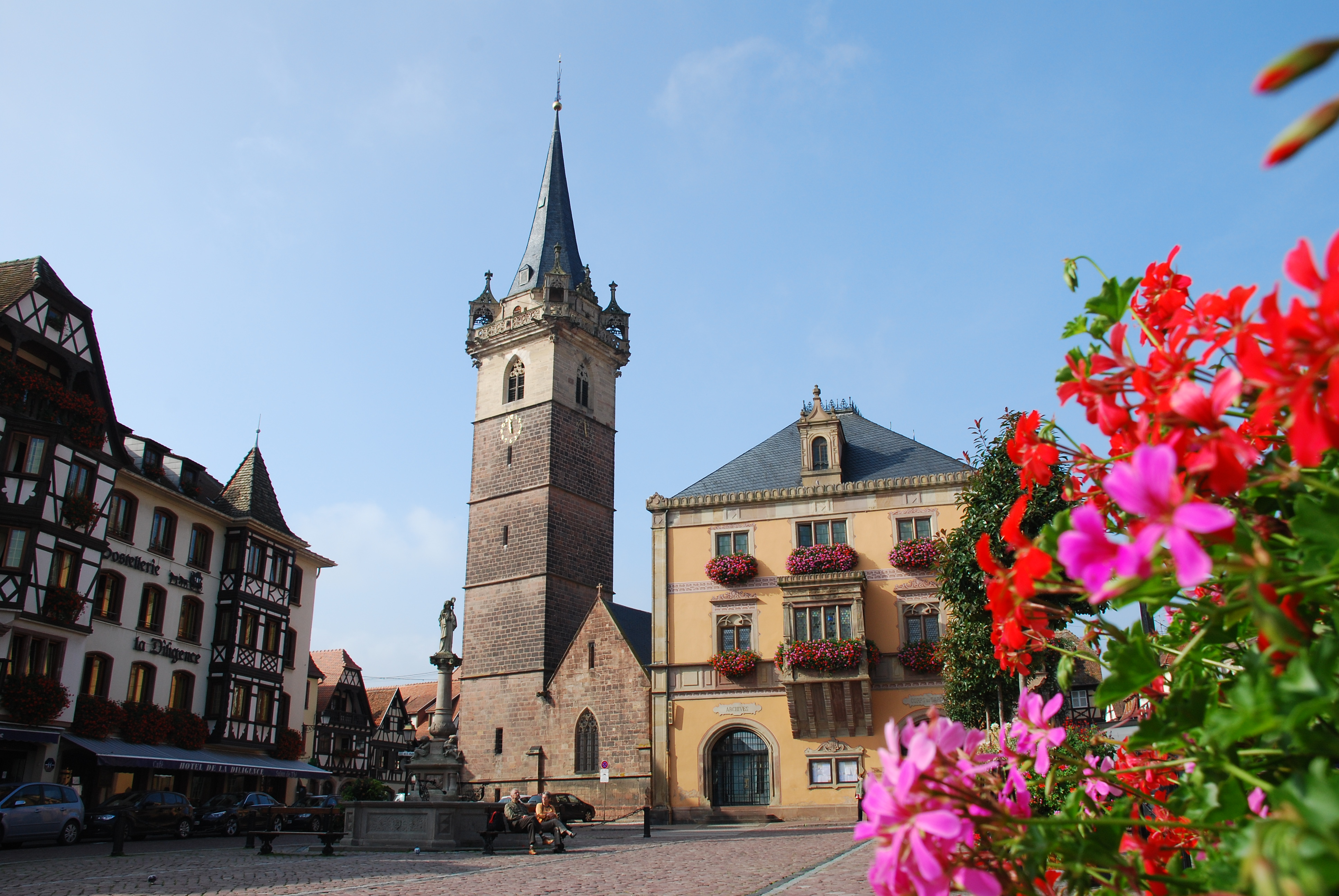
La place du marché d'Obernai.
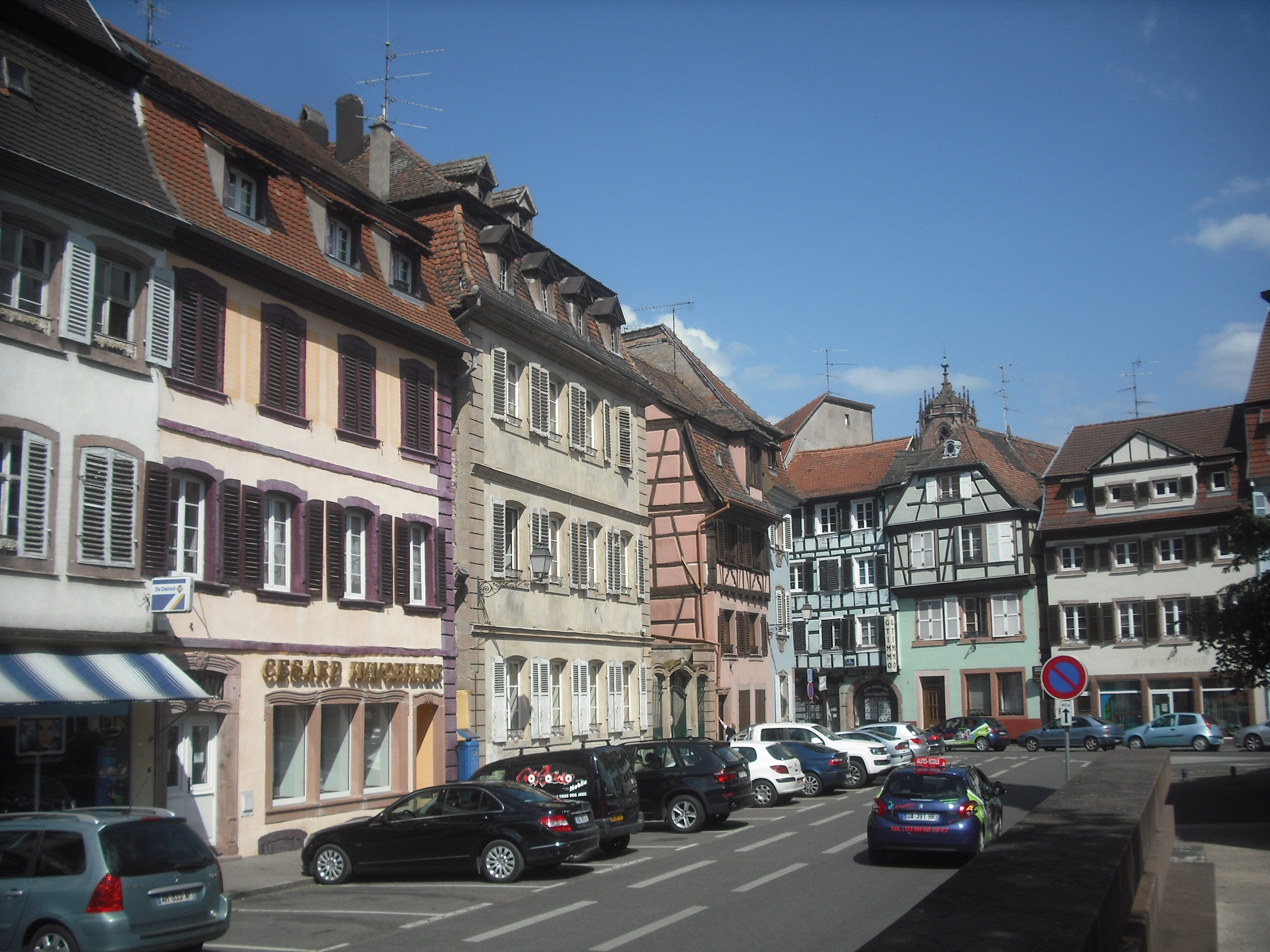
La place du marché aux pots de Sélestat.
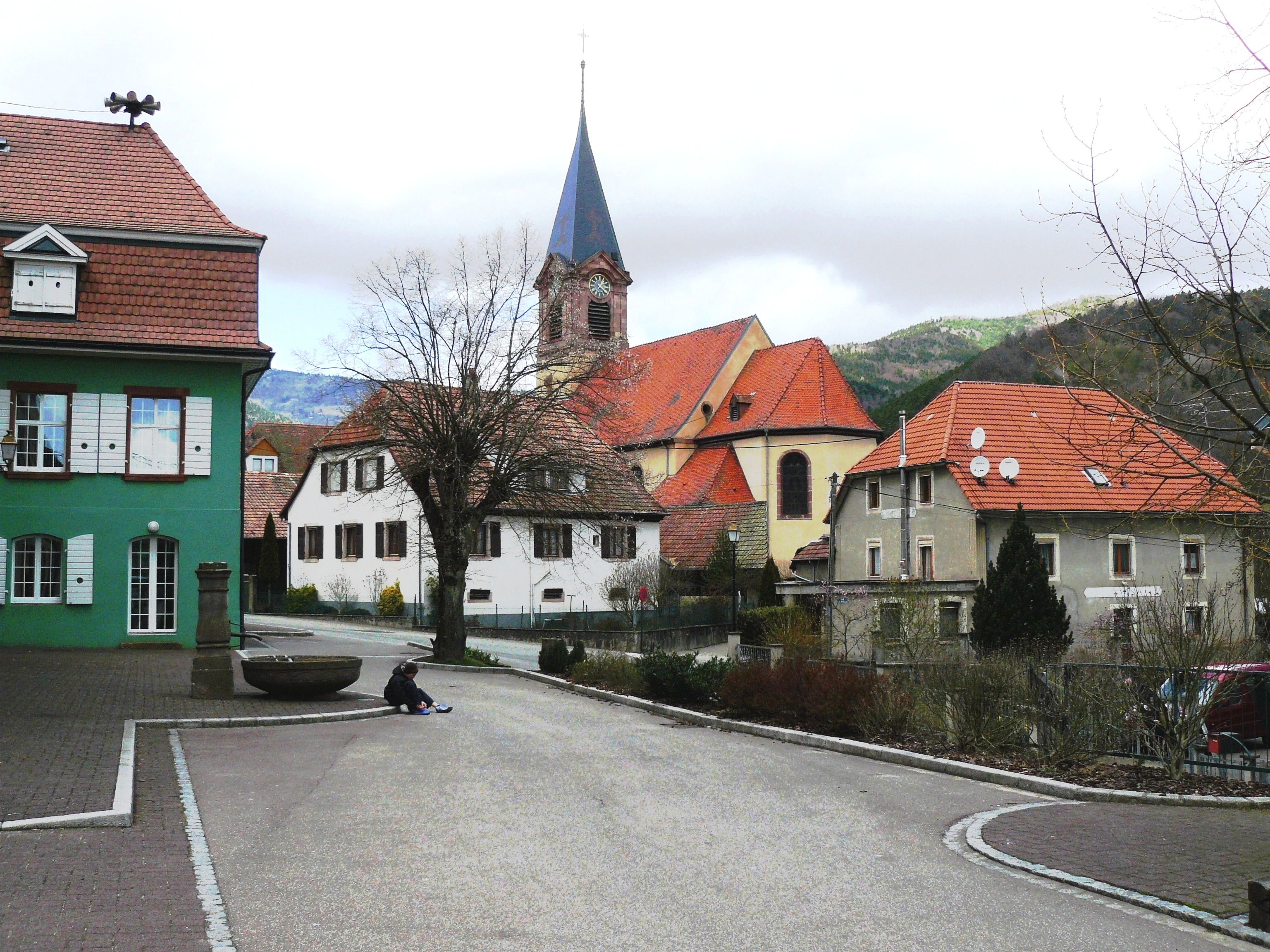
La commune de Lautenbachzell.
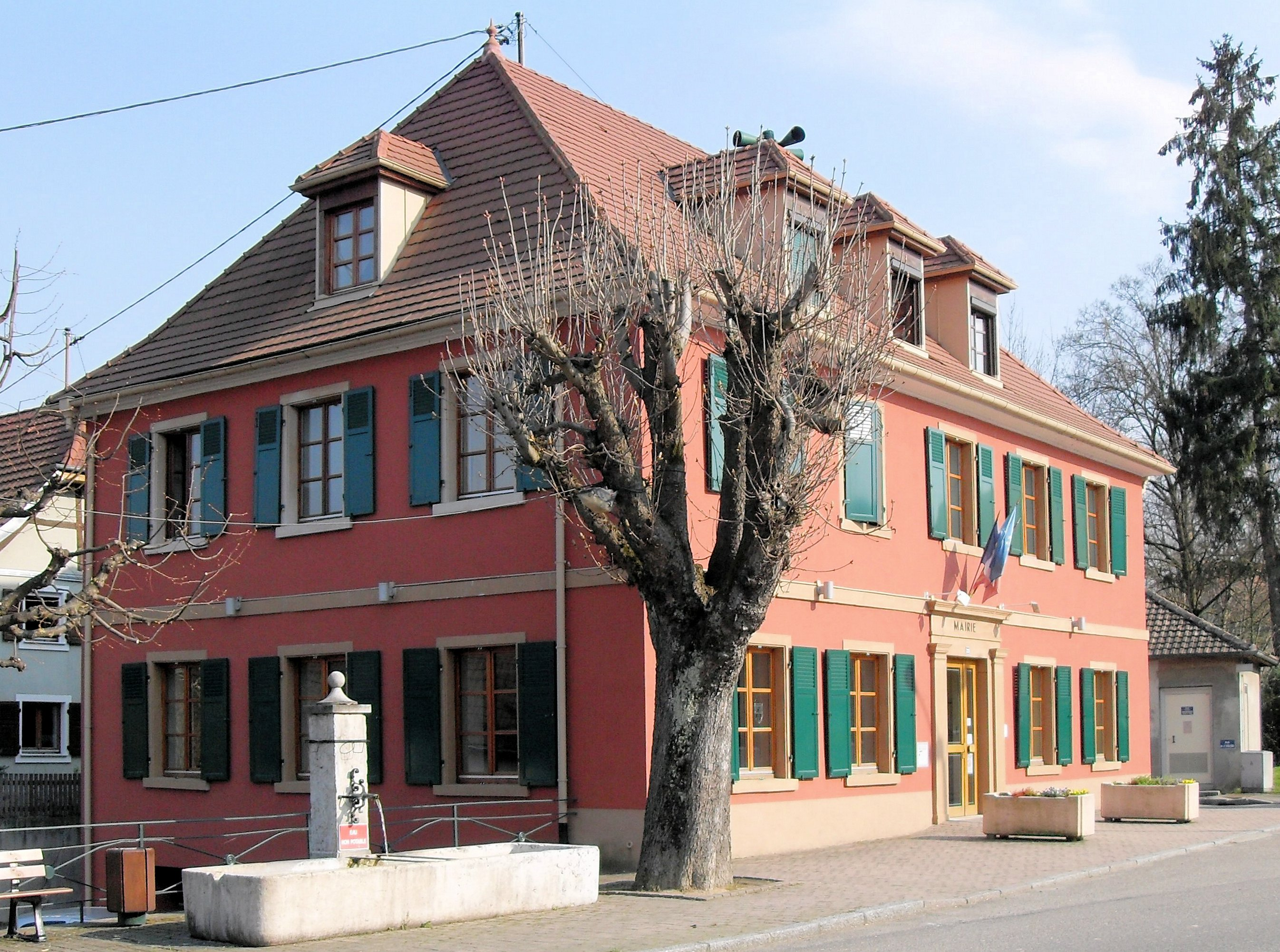
La commune d'Uffheim.
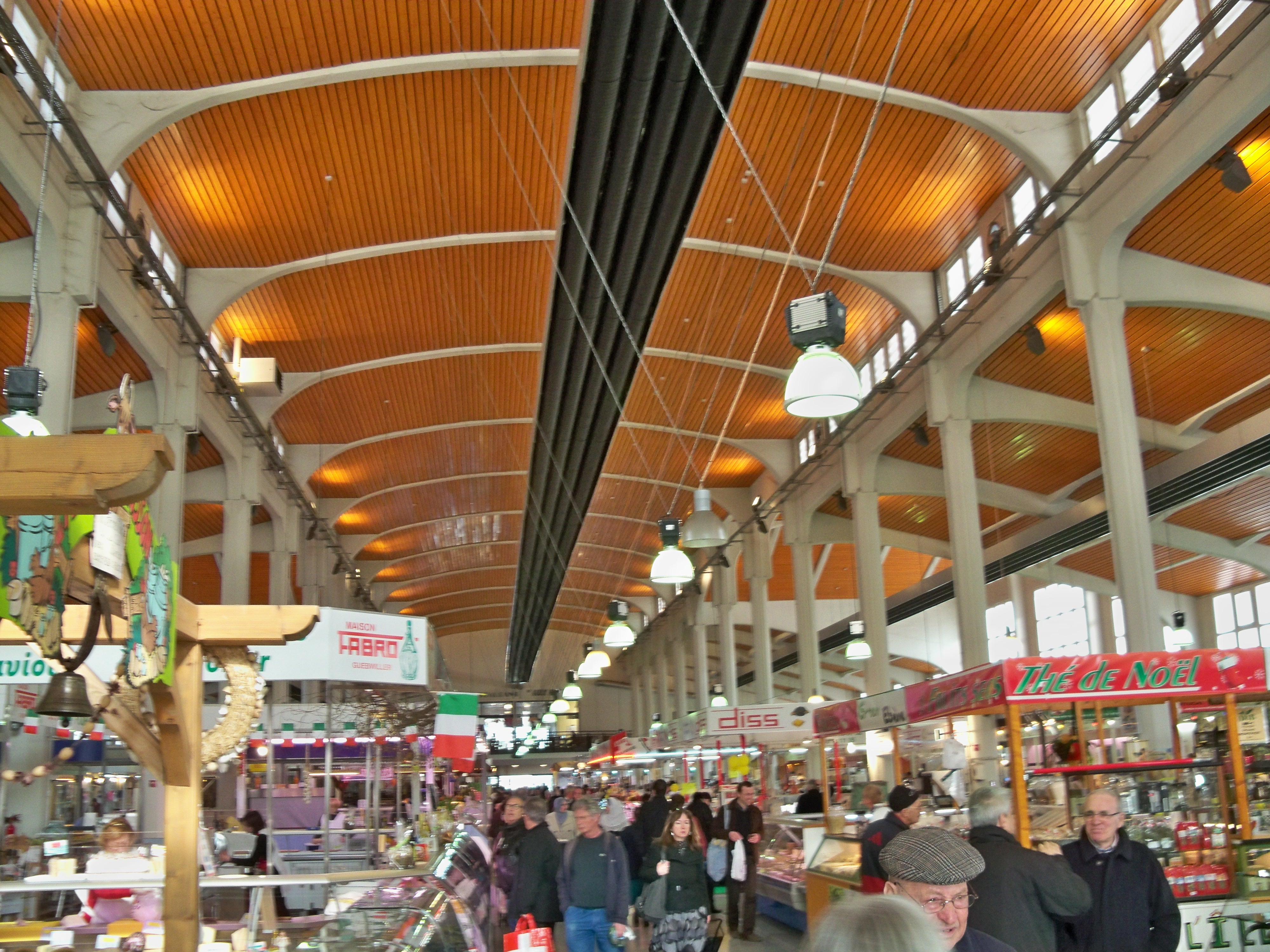
Le marché couvert de Mulhouse.
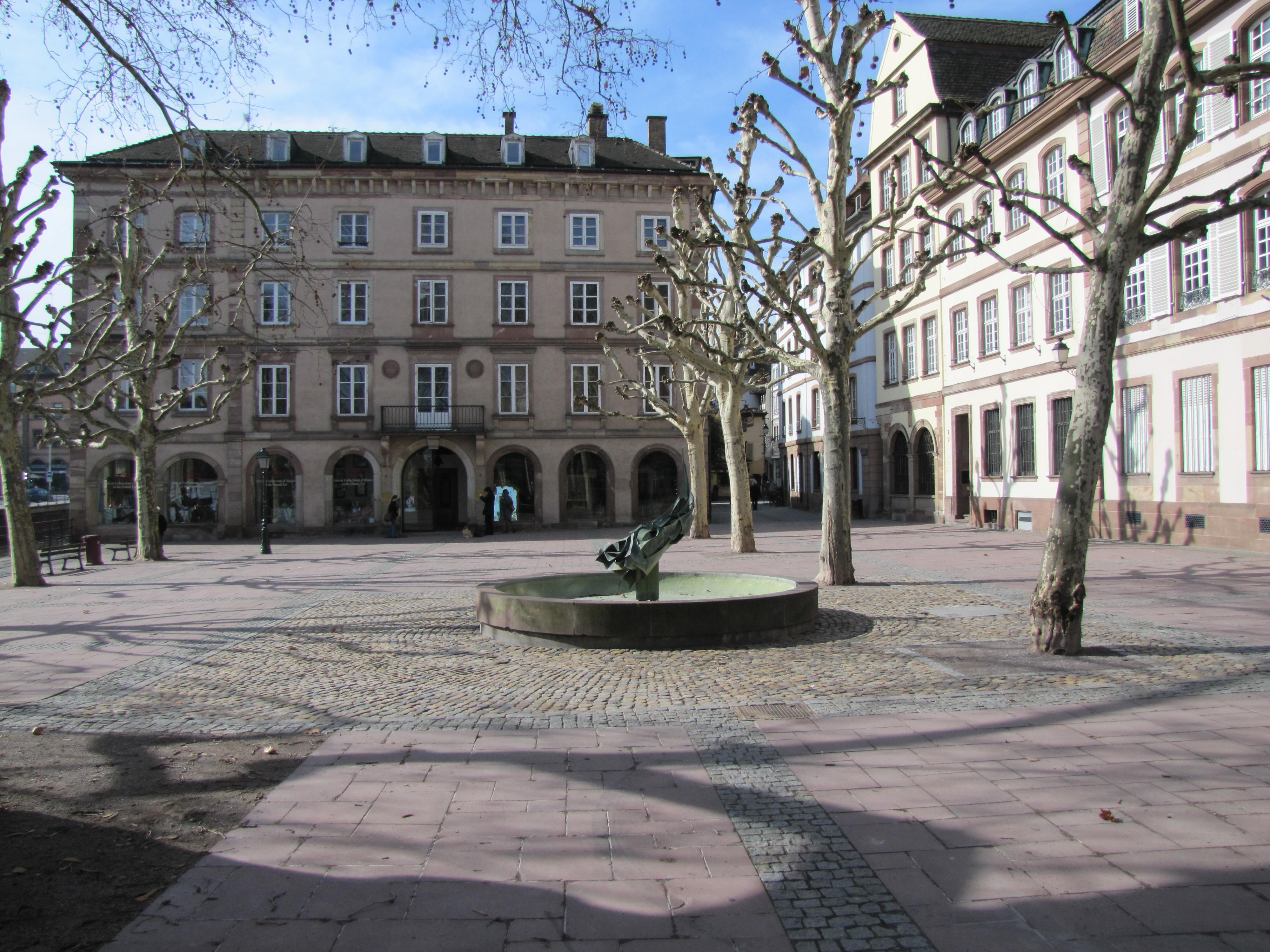
La place du marché de la Marne à Strasbourg.
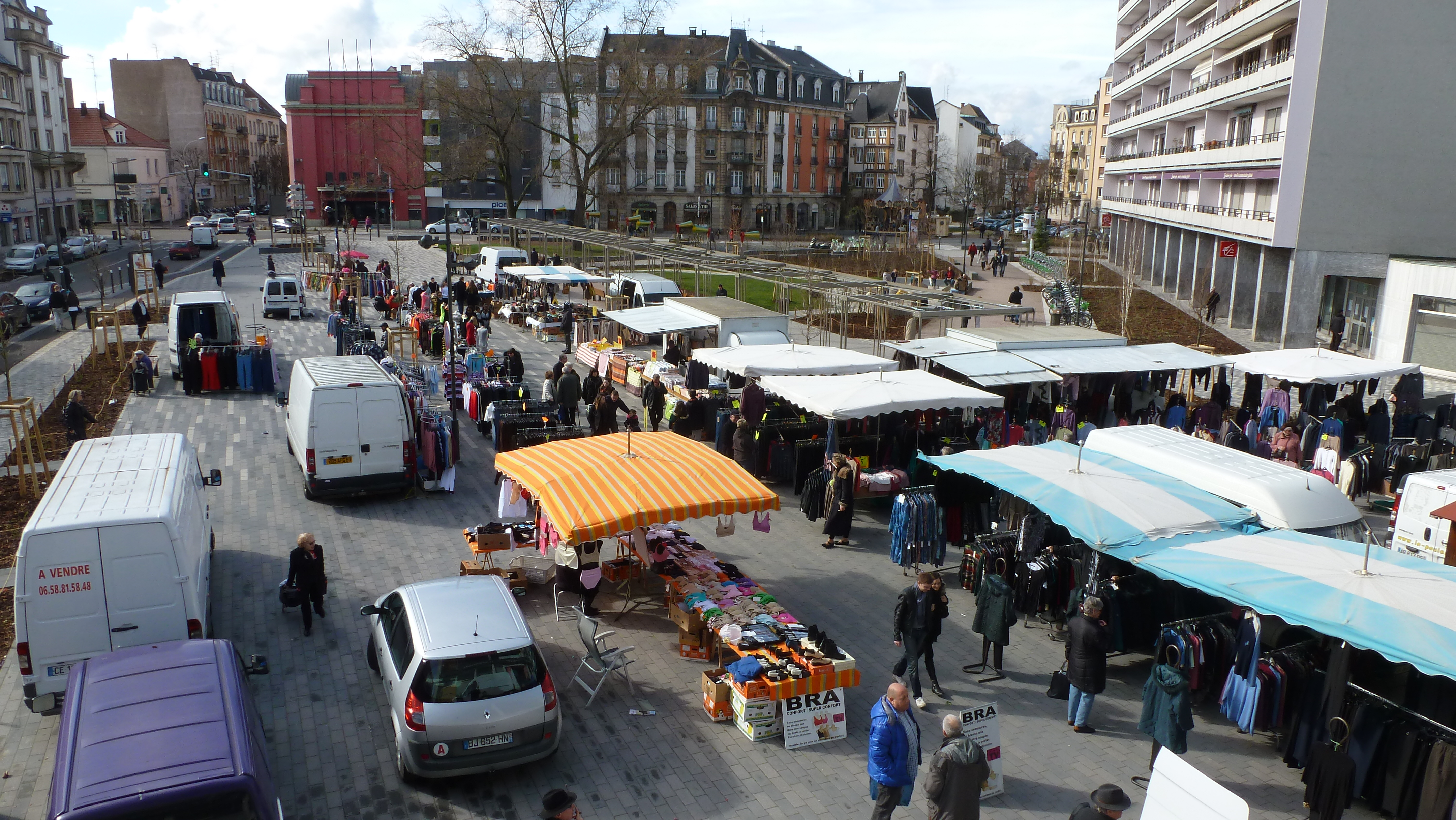
Le marché de Neudorf à Strasbourg.
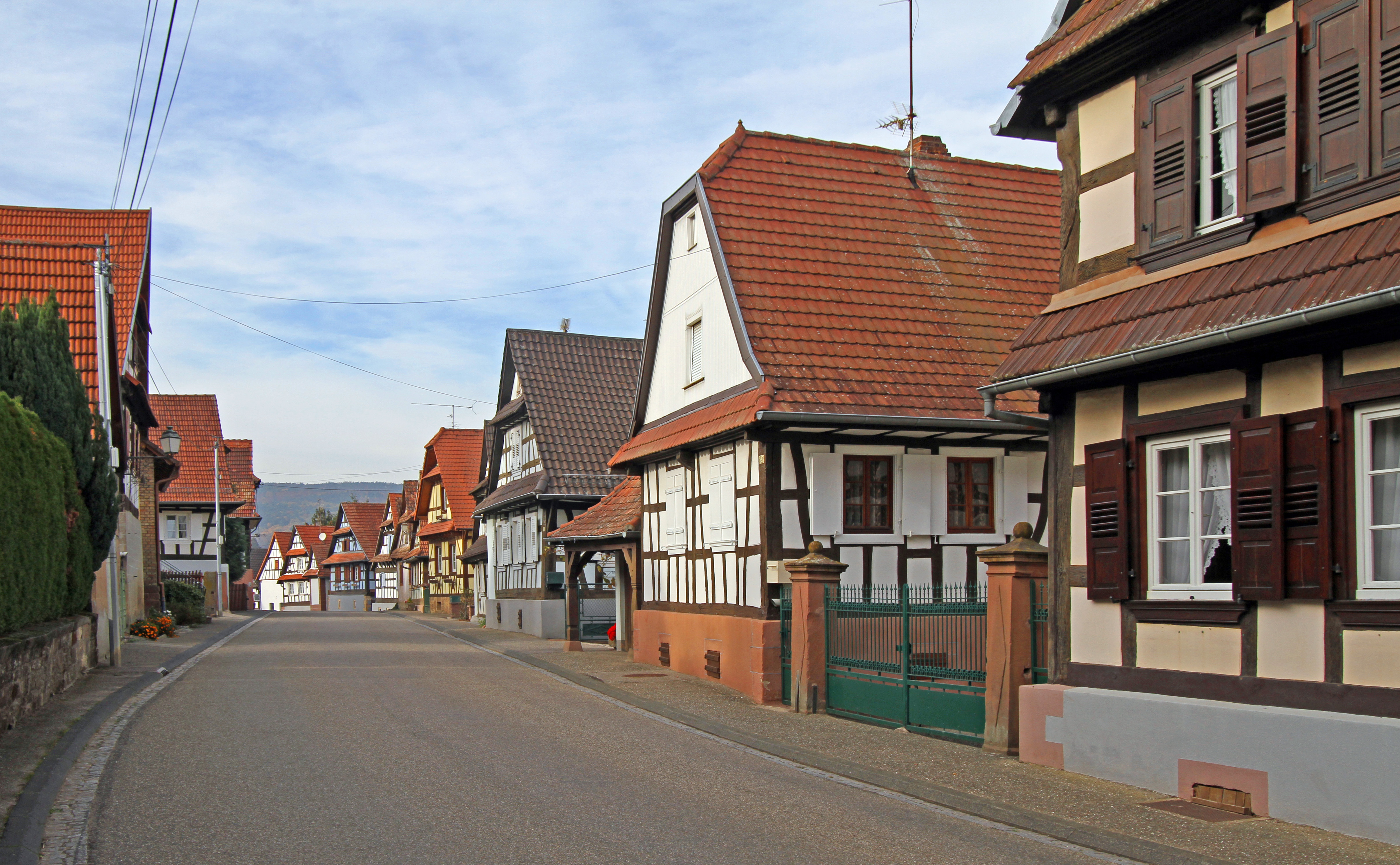
La commune de Steinseltz.

### Aquitaine

#### Phase de vote départementale
Cette phase de vote se déroule du 15 janvier au 26 janvier 2018 sur le site de Sud Ouest. Ci-après, les résultats finaux :
Gironde,
- 1er : Marché de Libourne
- 2e : Marché de Montalivet
- 3e : Marché des Capucins (Bordeaux)
- NC : Marché du Cap Ferret
- NC : Marché de Pessac
- NC : Marché de Langon
- NC : Marché de Blaye
- NC : Marché de Bassens
- NC : Marché de La Teste
- NC : Marché de Cadillac

Landes
- 1er : Marché de Mont-de-Marsan (234 voix)
- 2e : Marché de Peyrehorade (214 voix)
- 3e : Marché de Dax (126 voix)
- 4e : Marché de Labouheyre (54 voix)
- 5e : Marché de Aire-sur-l'Adour (49 voix)
- 5e : Marché de Roquefort (49 voix)
- 7e : Marché de Biscarrosse (43 voix)
- 8e : Marché du Amou (41 voix)
- 9e : Marché de Capbreton (25 voix)
- 10e : Marché de Tartas (17 voix)

Dordogne
- 1er : Marché d'Issigeac (5 315 voix)
- 9 autres marchés en lice

Lot-et-Garonne
- 1er : Marché de Nérac
- 9 autres marchés en lice

Pyrénées-Atlantiques
- 1er : Marché de Saint-Jean-de-Luz
- 2e : Marché de Quintaou (Anglet)
- 3e : Halles de Bayonne
- 7 autres marchés en lice

Près de 16 000 personnes ont voté durant cette phase.

#### Phase de vote régionale
Cette phase de vote se déroule du 15 janvier au 22 février 2018 sur le site de Sud Ouest. Le tableau ci-après donne les résultats finaux :
| \| Cl. \| Département \| Marché en lice \| \| --- \| -------------------- \| --------------------------- \| \| 1er \| Dordogne \| Marché d'Issigeac \| \| NC \| Gironde \| Marché de Libourne \| \| NC \| Landes \| Marché de Mont-de-Marsan \| \| NC \| Lot-et-Garonne \| Marché de Nérac \| \| NC \| Pyrénées-Atlantiques \| Marché de Saint-Jean-de-Luz \| |                      | - Marchés en lice - Le marché d'Issigeac. - La place Abel Surchamp (du marché) à Libourne. - La place Saint-Roch (du marché) à Mont-de-Marsan. - Le marché de Nérac se tient devant son château. - Les halles de Saint-Jean-de-Luz. |
| Cl. | Département          | Marché en lice |
| 1er | Dordogne             | Marché d'Issigeac |
| NC | Gironde              | Marché de Libourne |
| NC | Landes               | Marché de Mont-de-Marsan |
| NC | Lot-et-Garonne       | Marché de Nérac |
| NC | Pyrénées-Atlantiques | Marché de Saint-Jean-de-Luz |

Marchés en lice
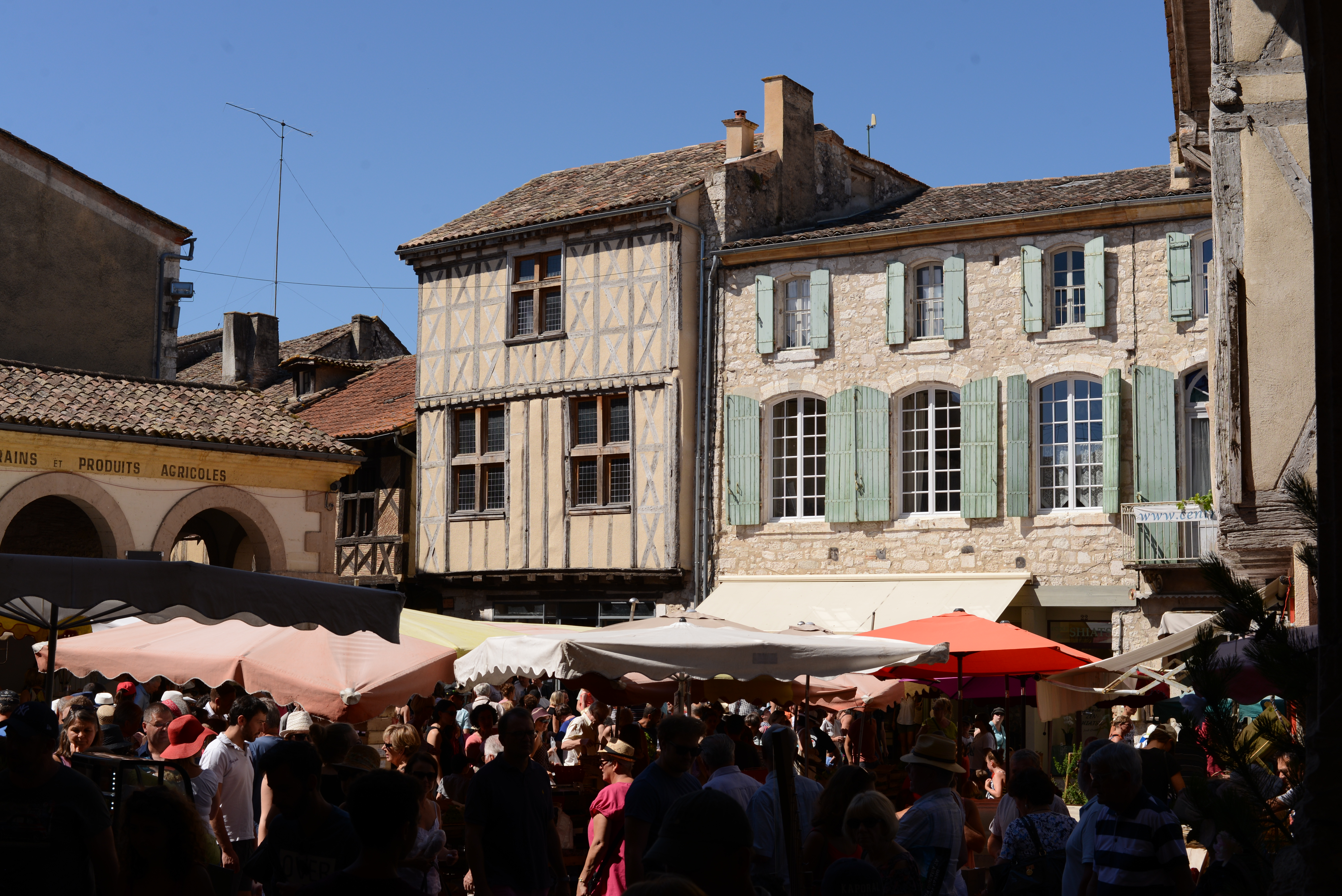
Le marché d'Issigeac.
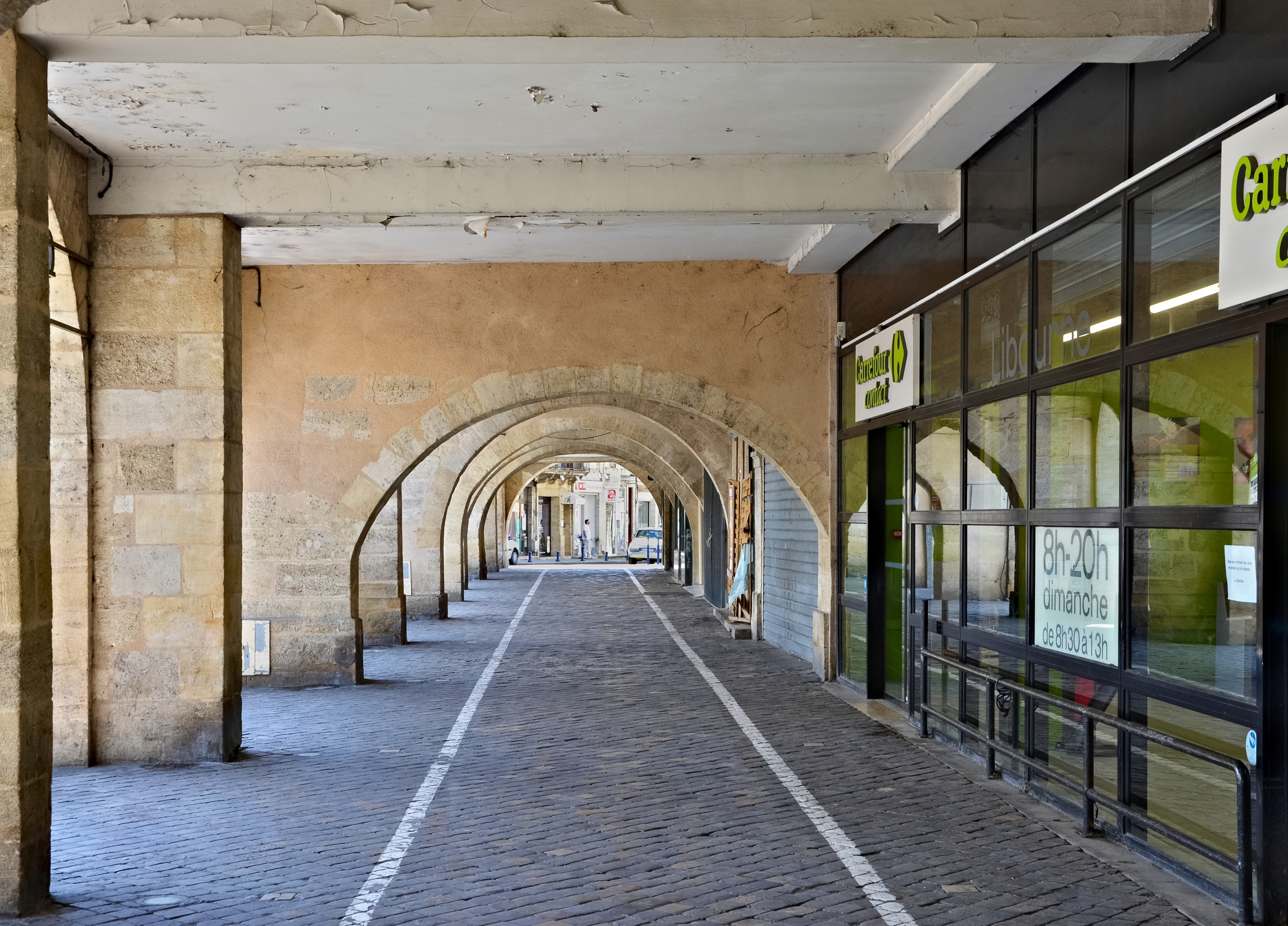
La place Abel Surchamp (du marché) à Libourne.
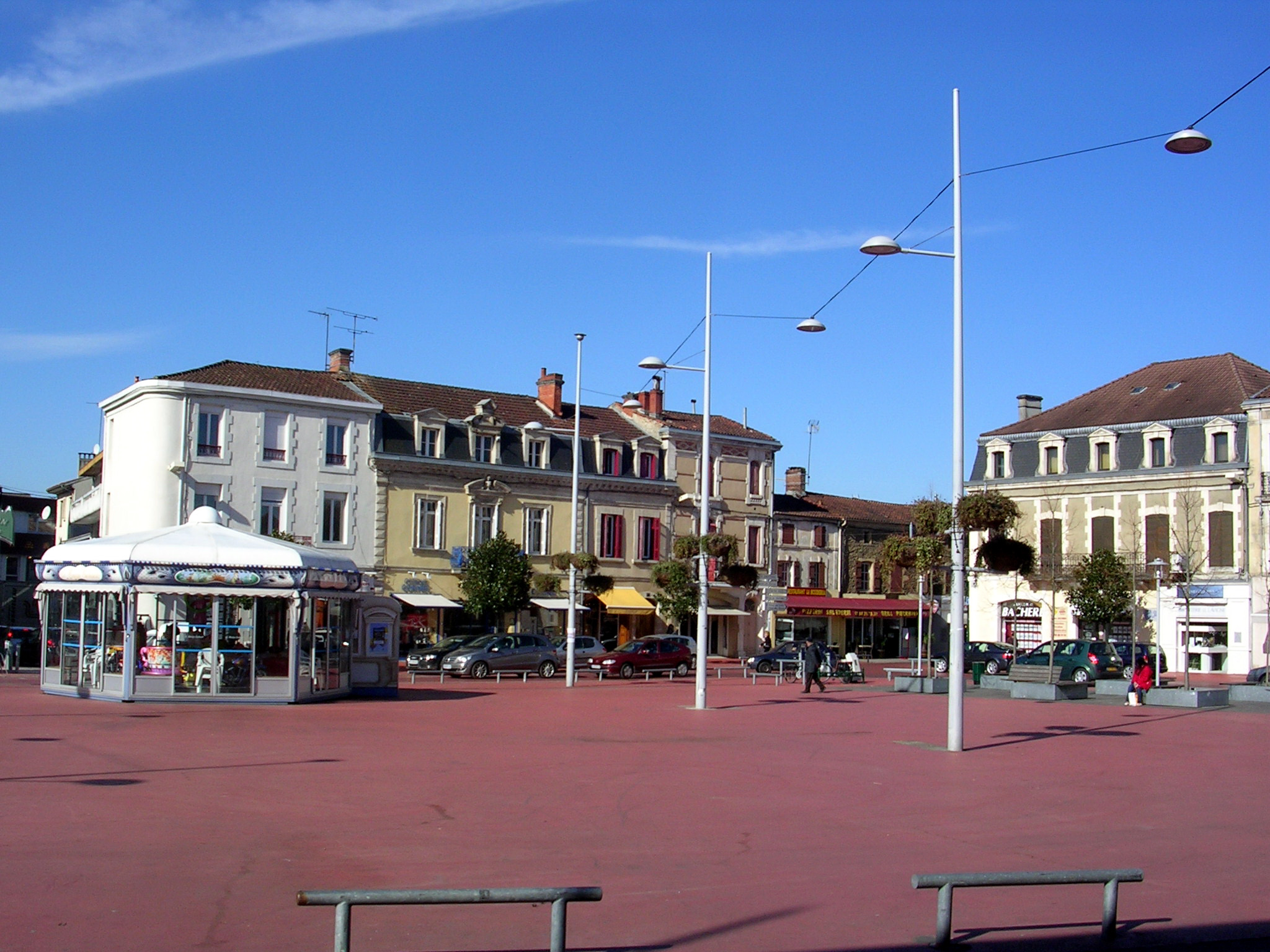
La place Saint-Roch (du marché) à Mont-de-Marsan.
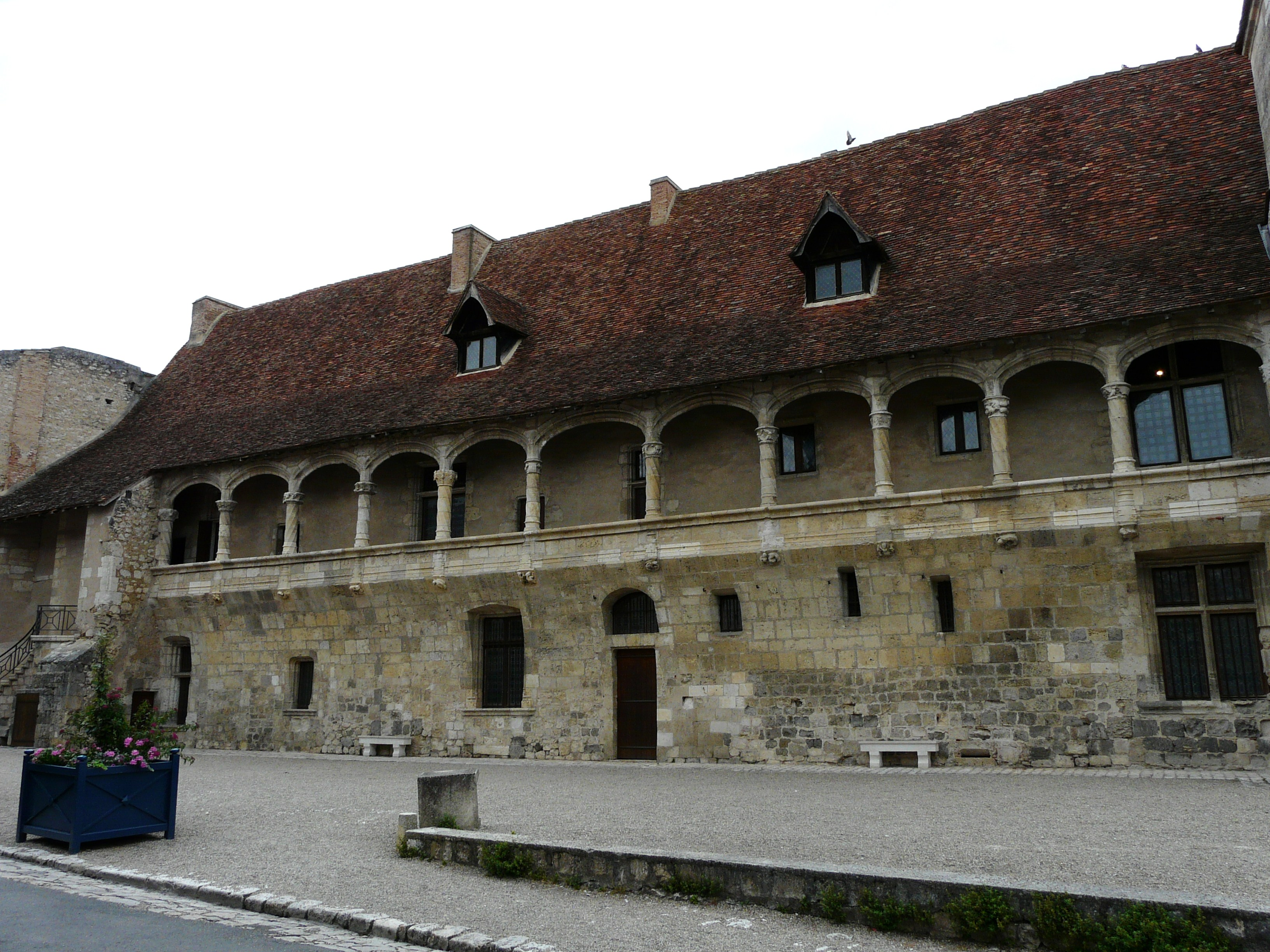
Le marché de Nérac se tient devant son château.
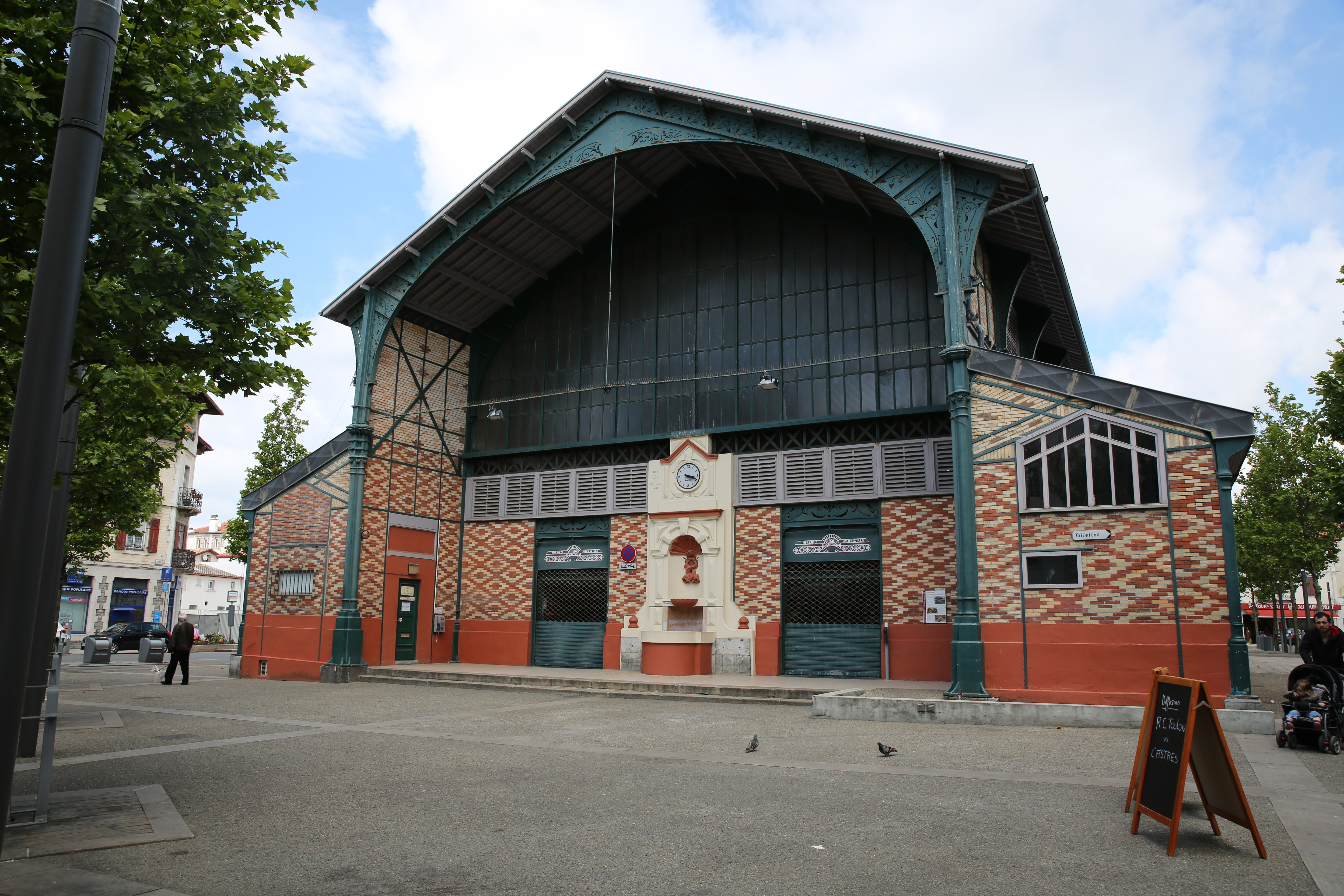
Les halles de Saint-Jean-de-Luz.

Marchés en lice
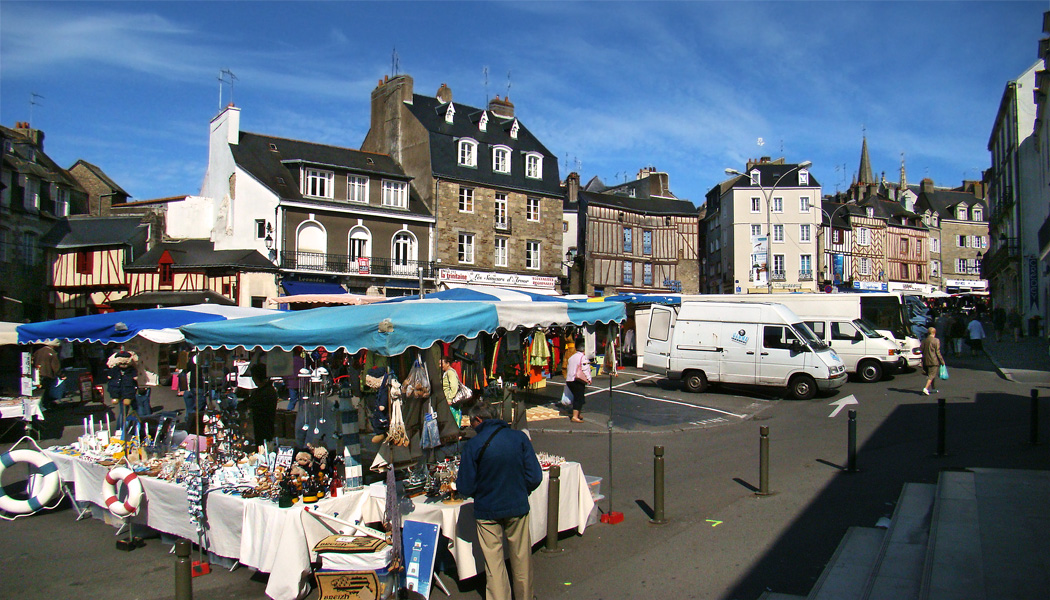
Le marché, place des Lices, à Vannes.
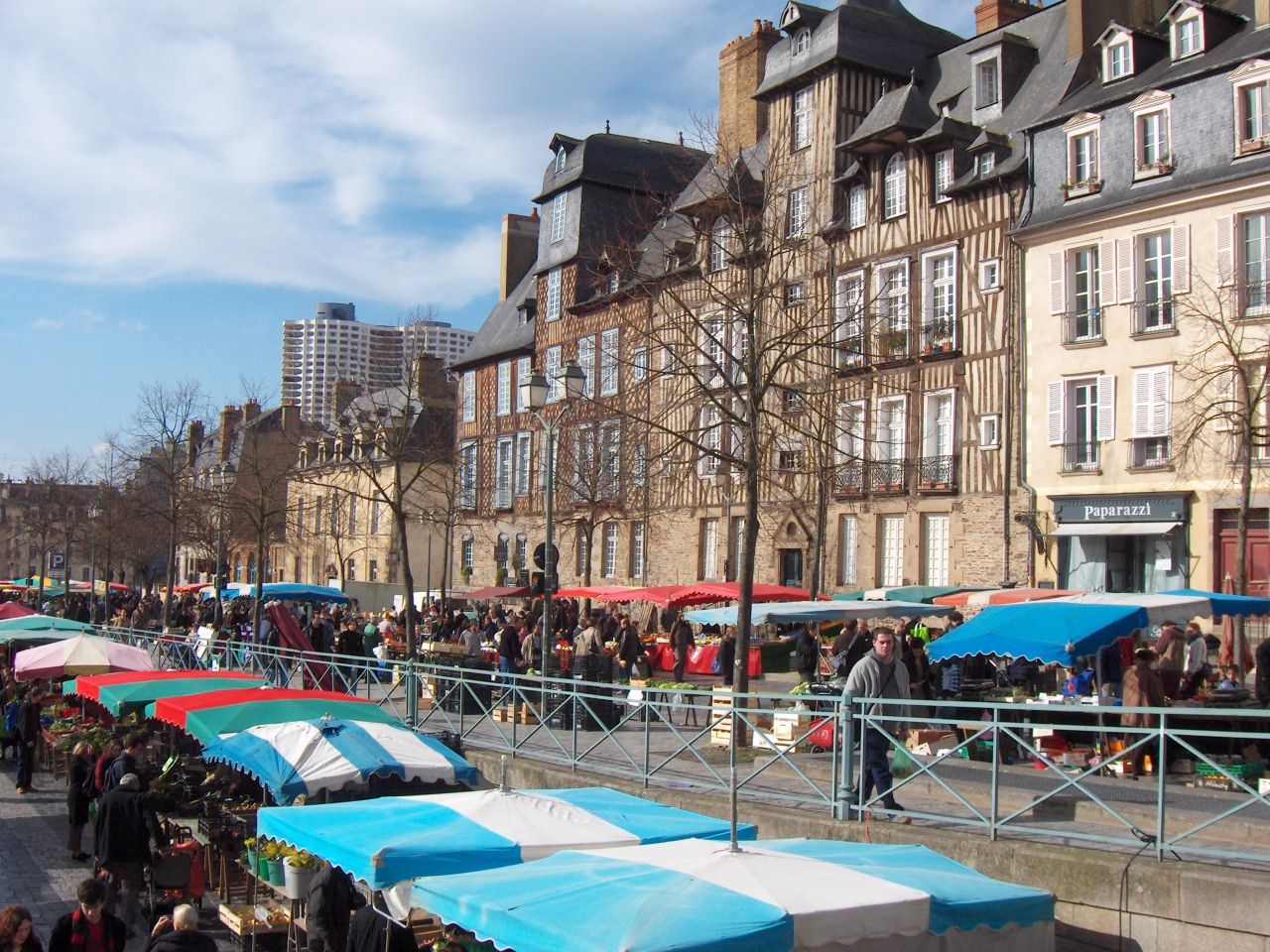
Le marché des Lices à Rennes.
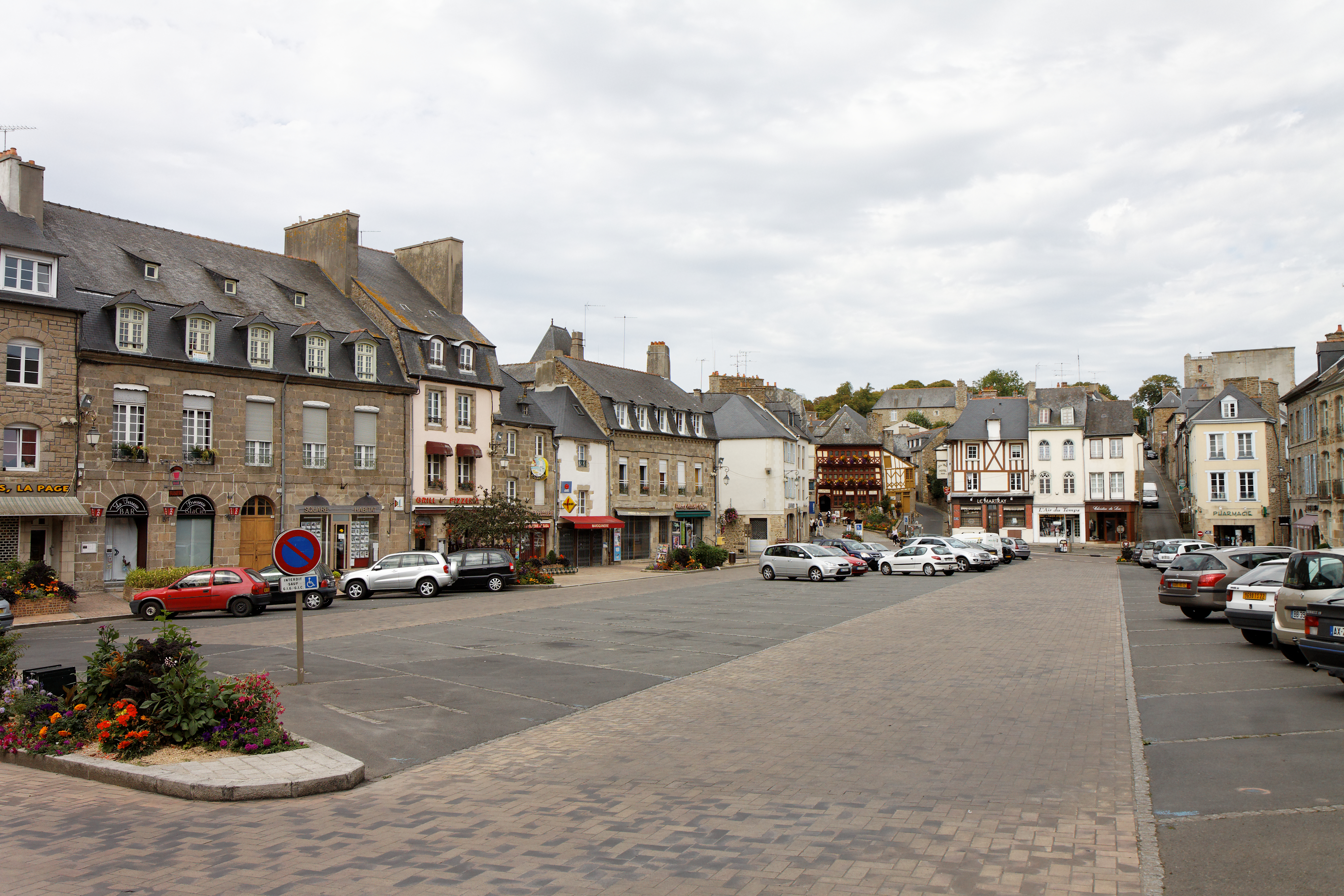
La place du marché de Lamballe.
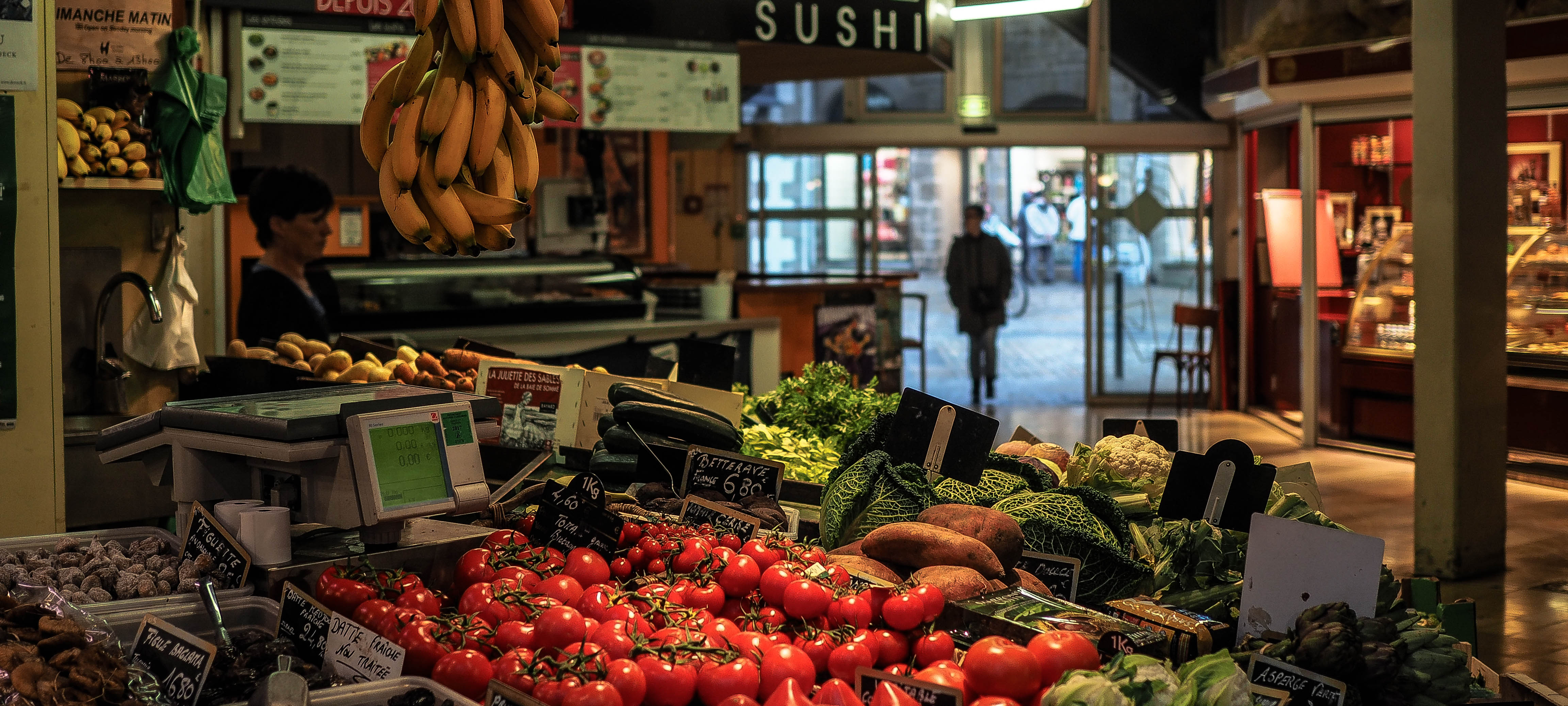
Les halles Saint-François de Quimper.
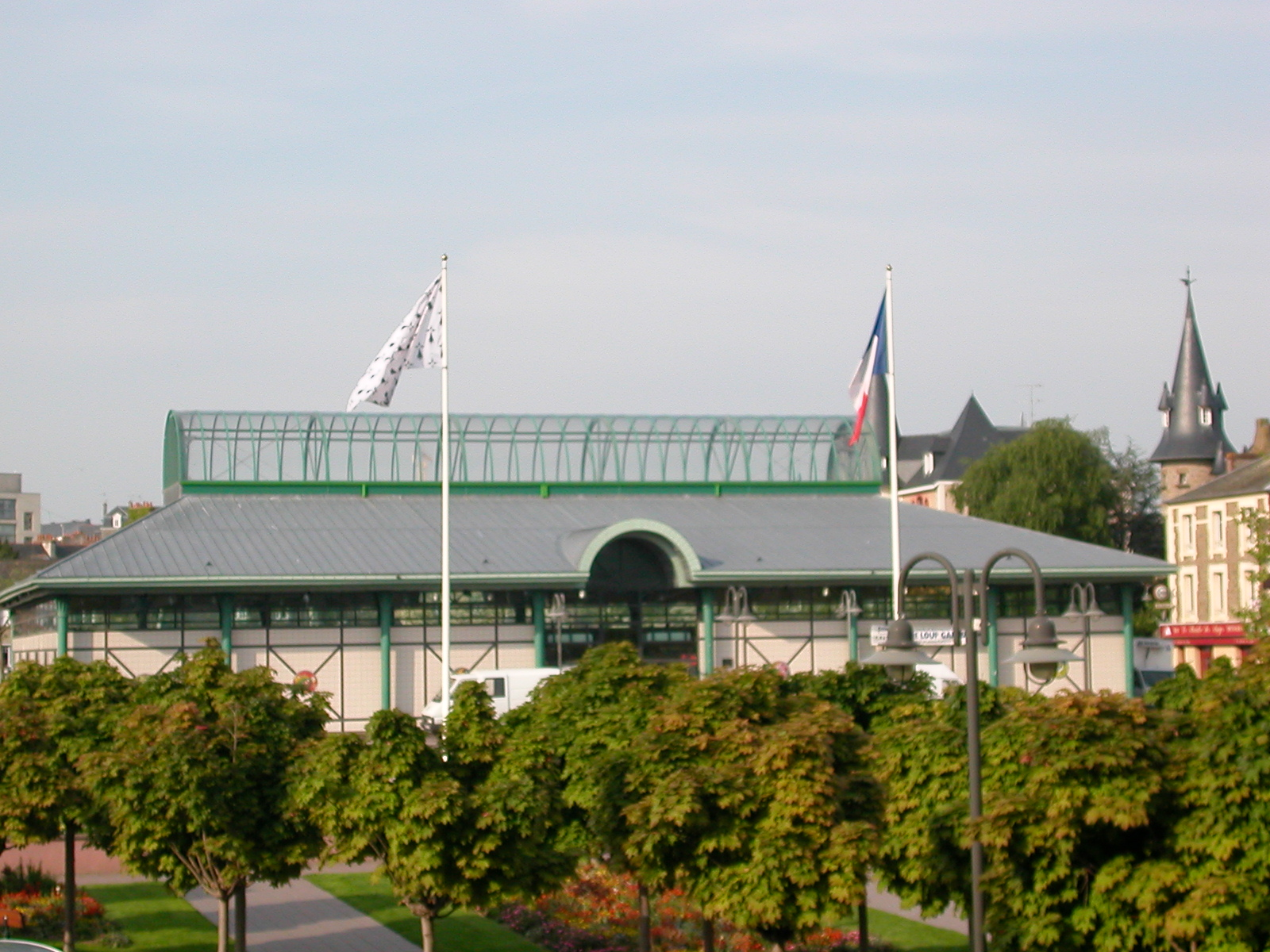
Le marché de Dinard.

Marchés en lice
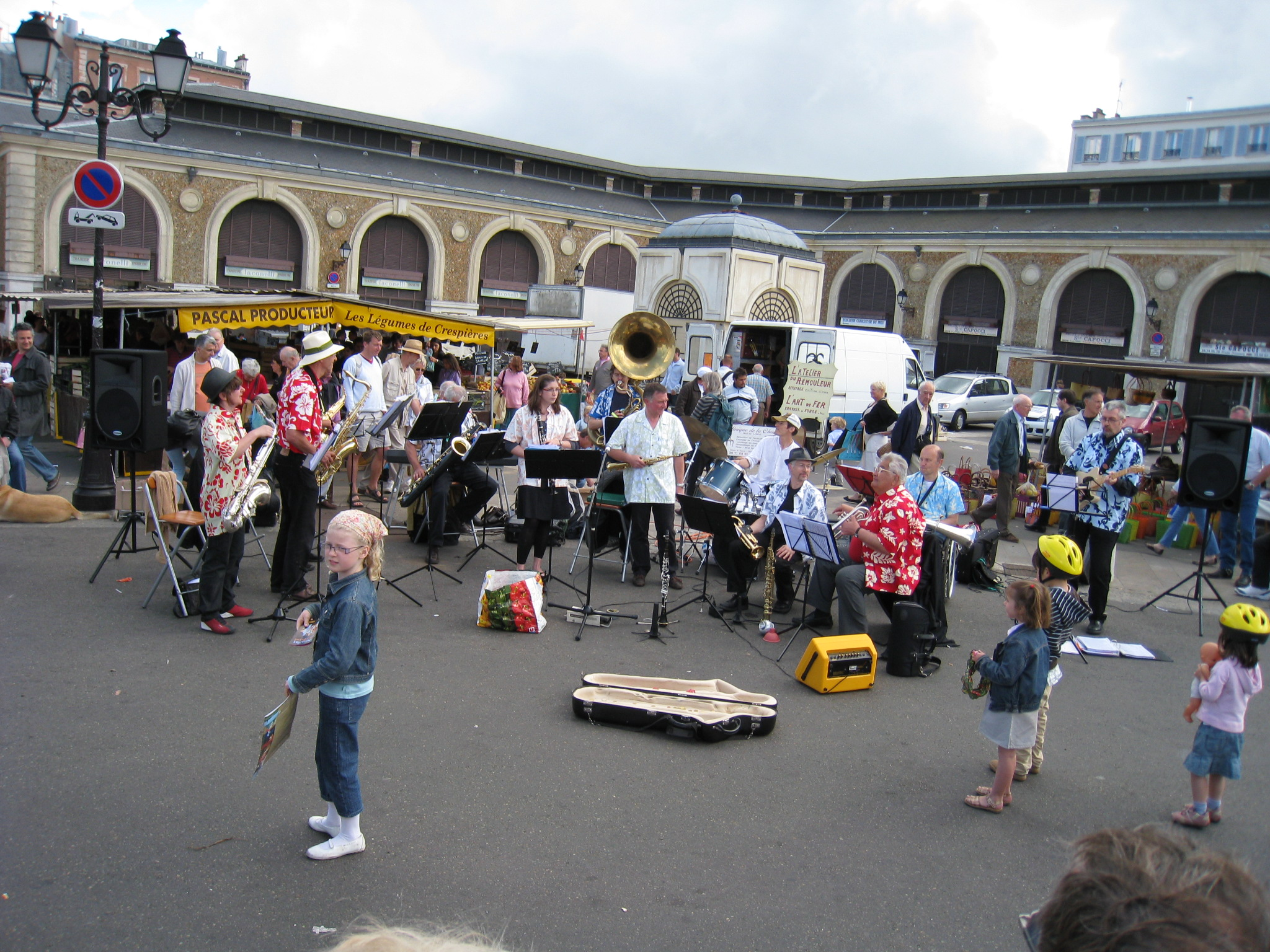
Le marché de Versailles.
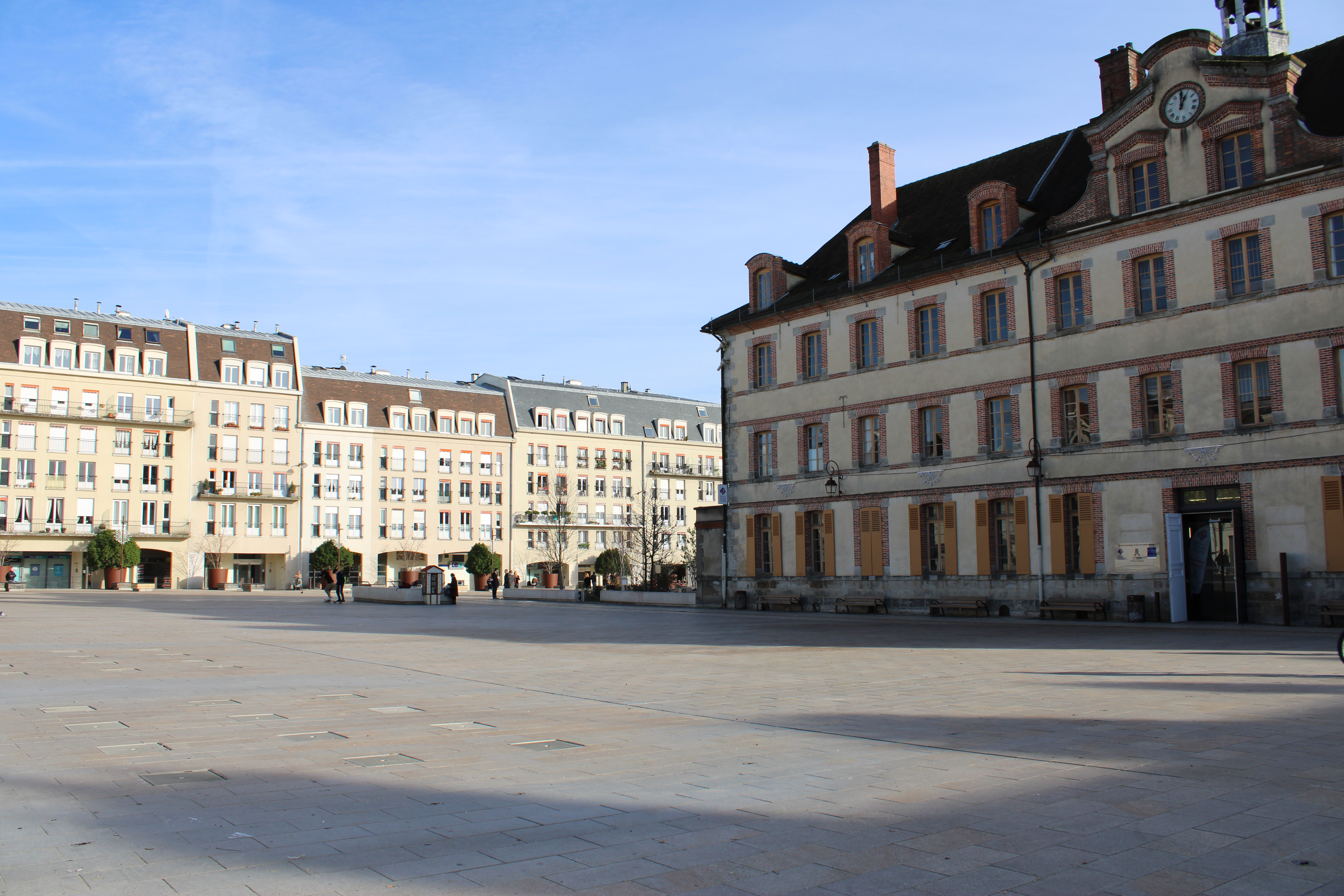
La place de la République (du marché) à Fontainebleau.
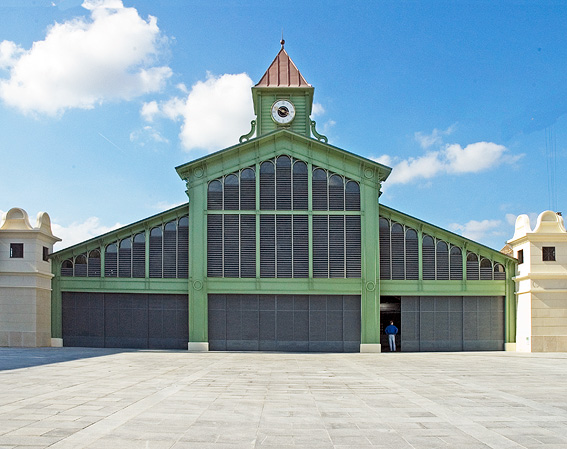
Le marché du Plessis-Robinson.
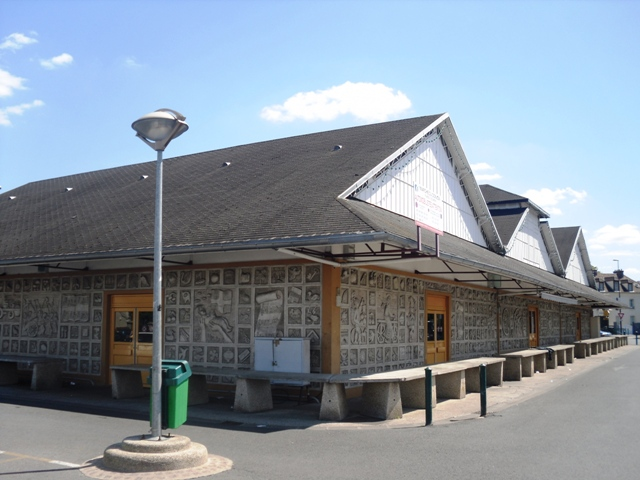
Le marché de Sainte-Geneviève-des-Bois.
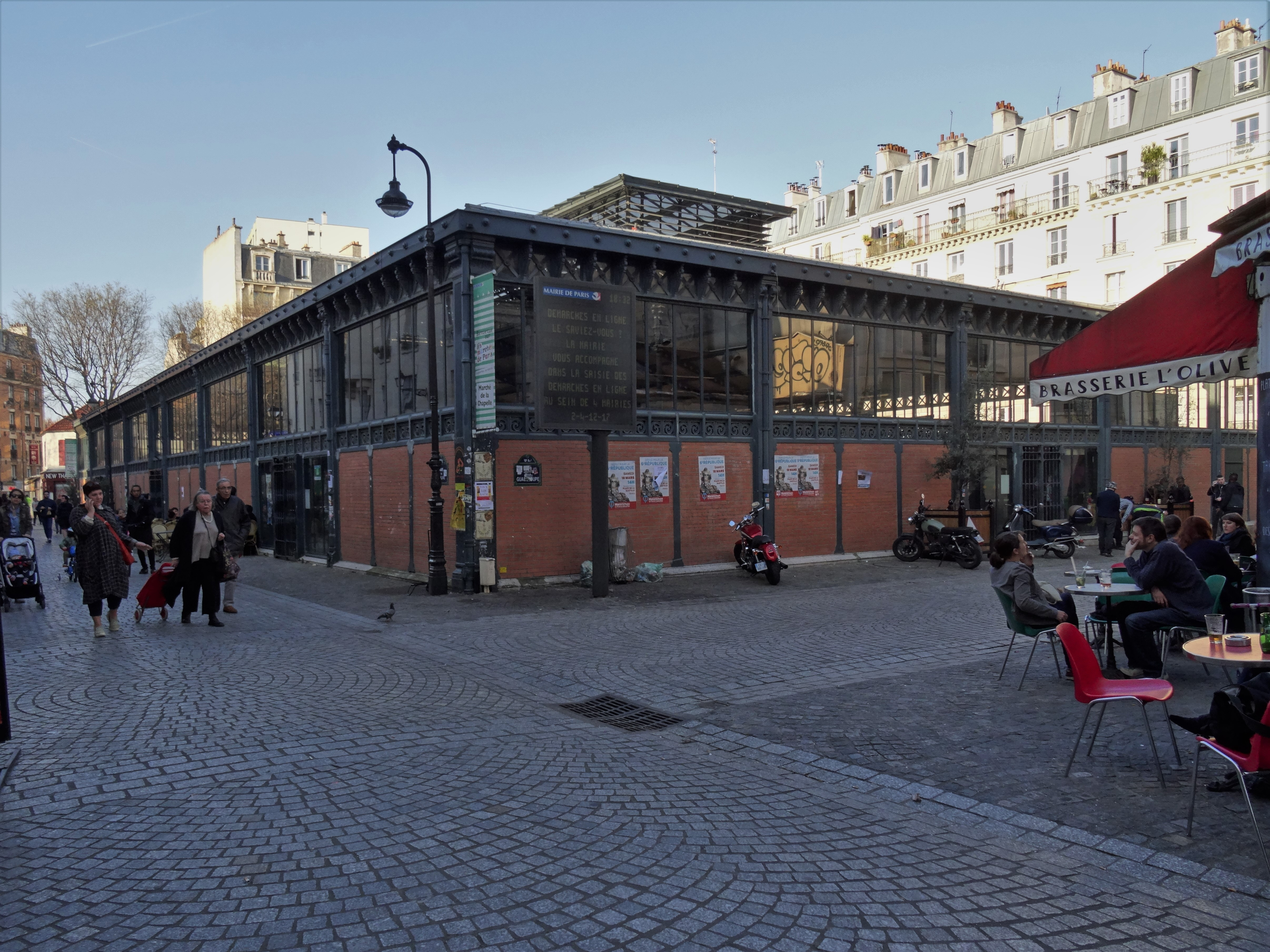
Le marché de l'olive à Paris (18e).
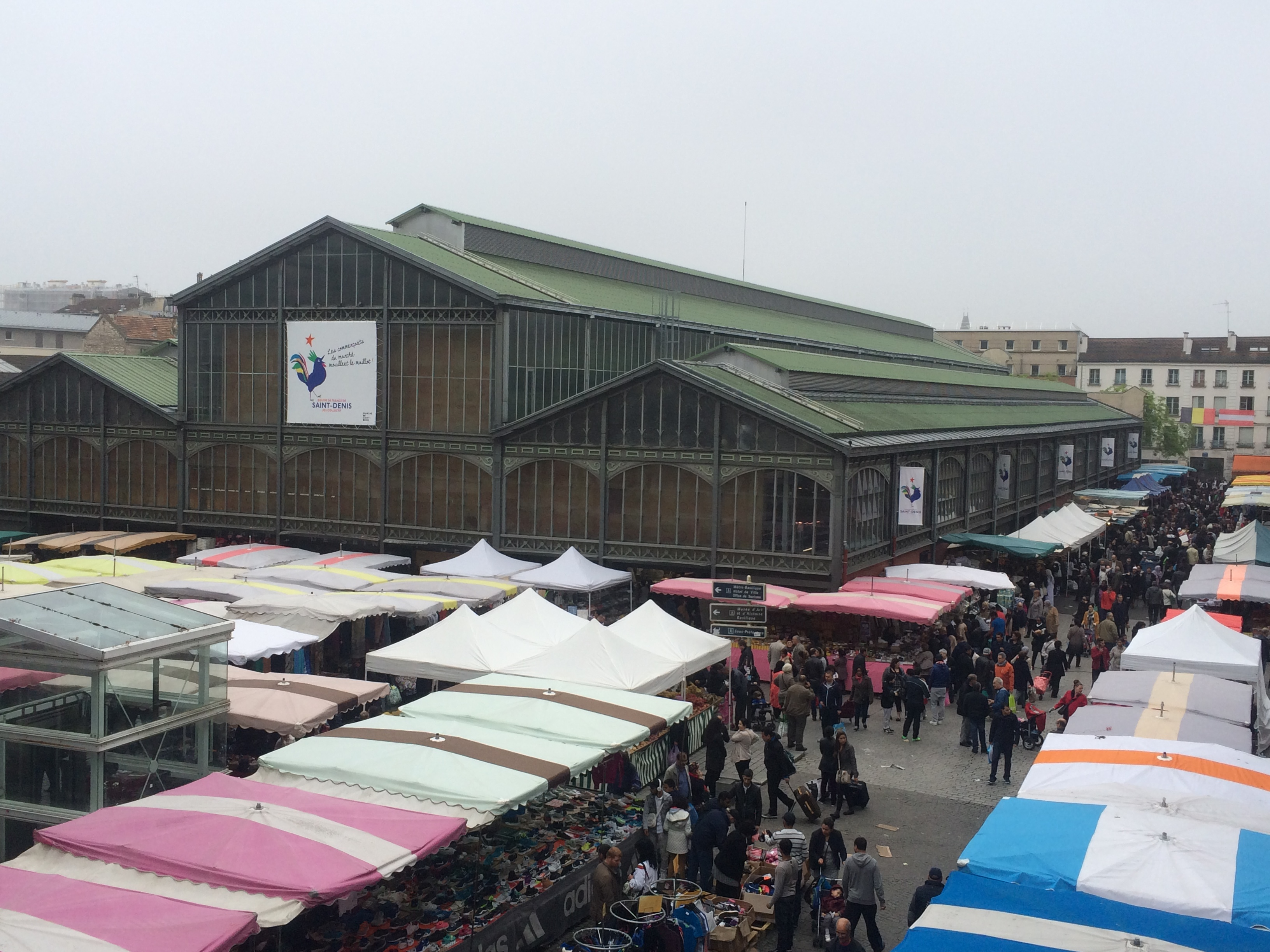
Le marché de Saint-Denis.
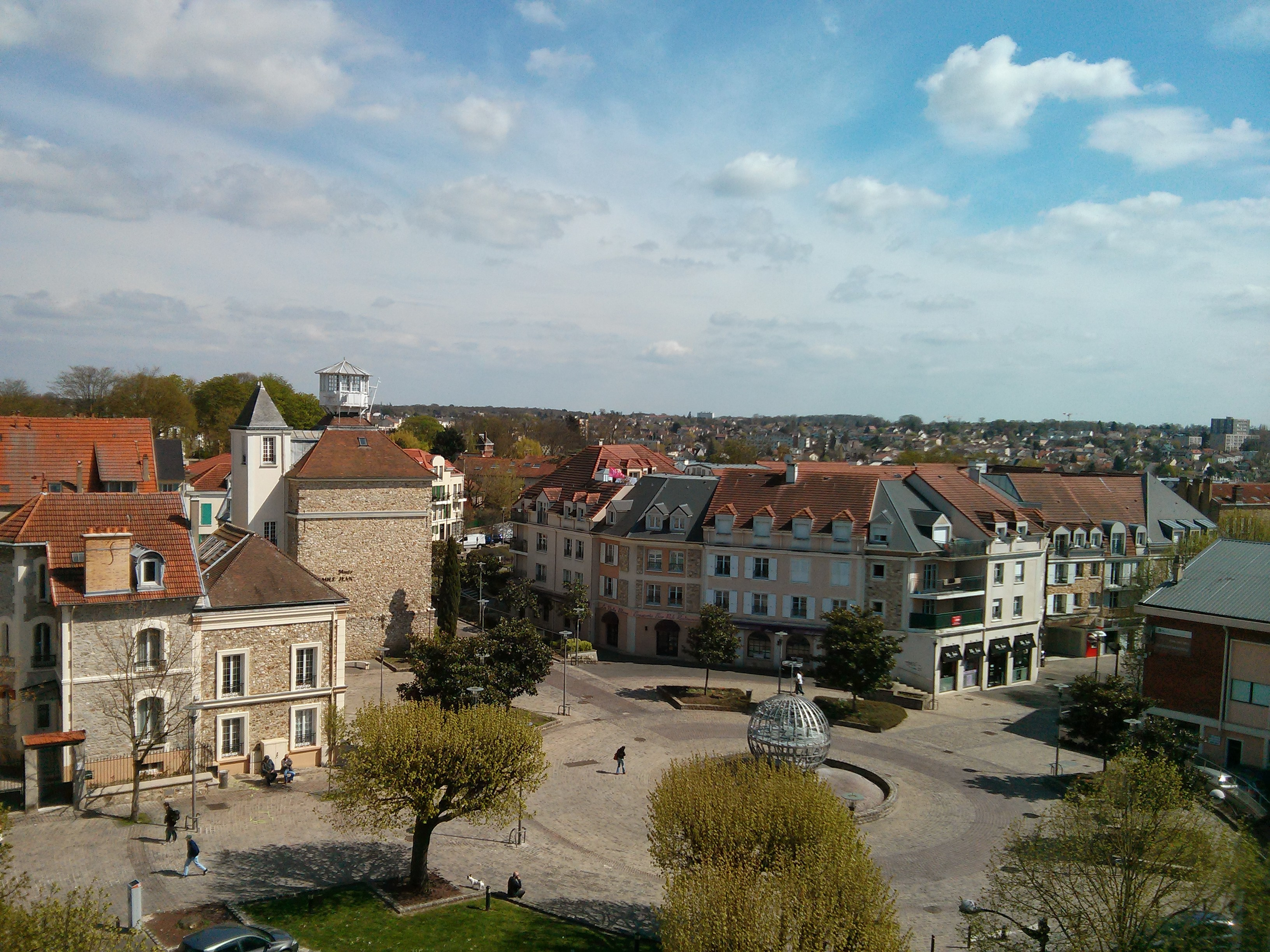
La commune de Villiers-sur-Marne (ici, la place Rémoiville).
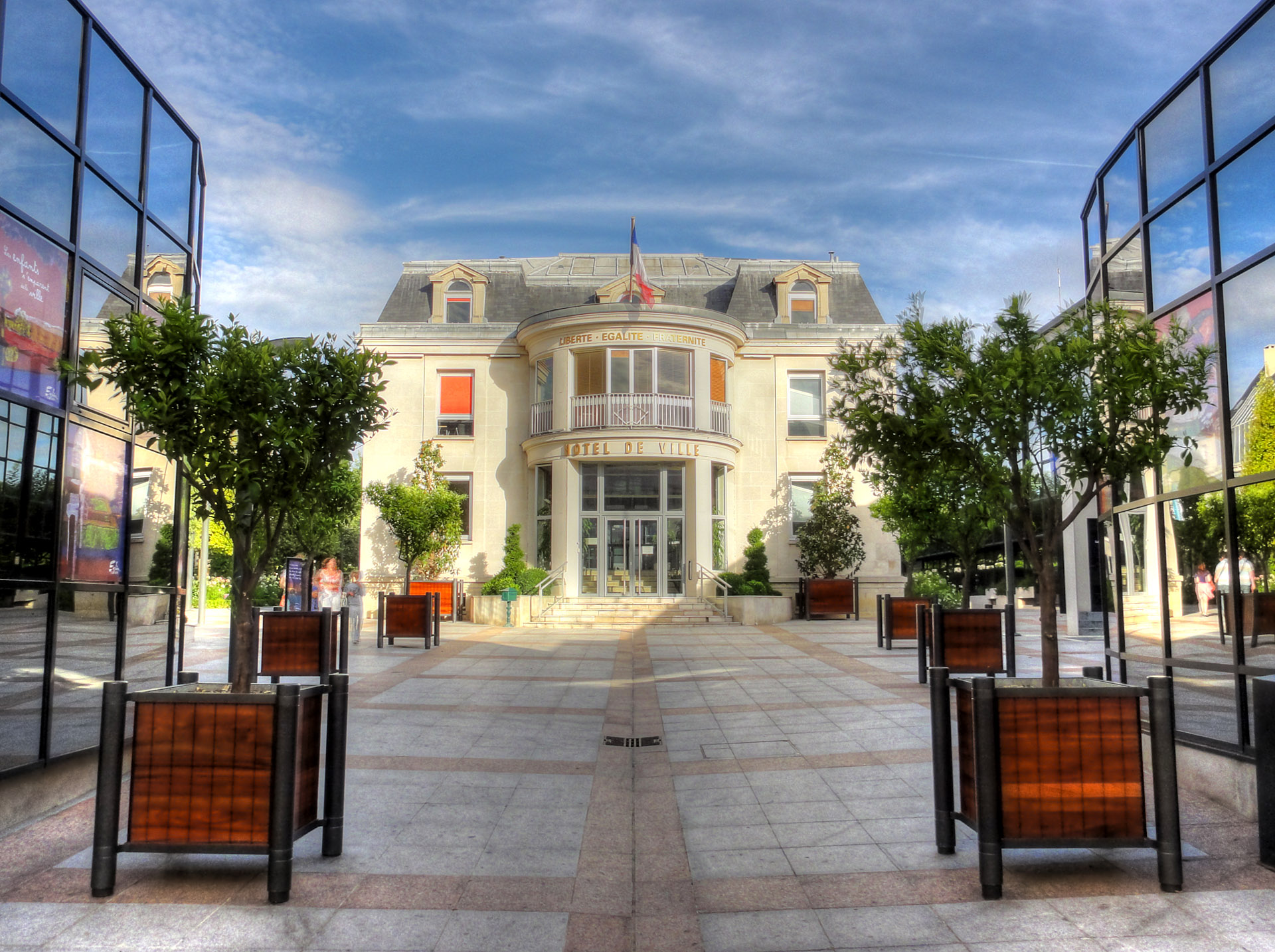
La commune d'Enghien-les-Bains (ici, l'hôtel de ville).

Marchés en lice
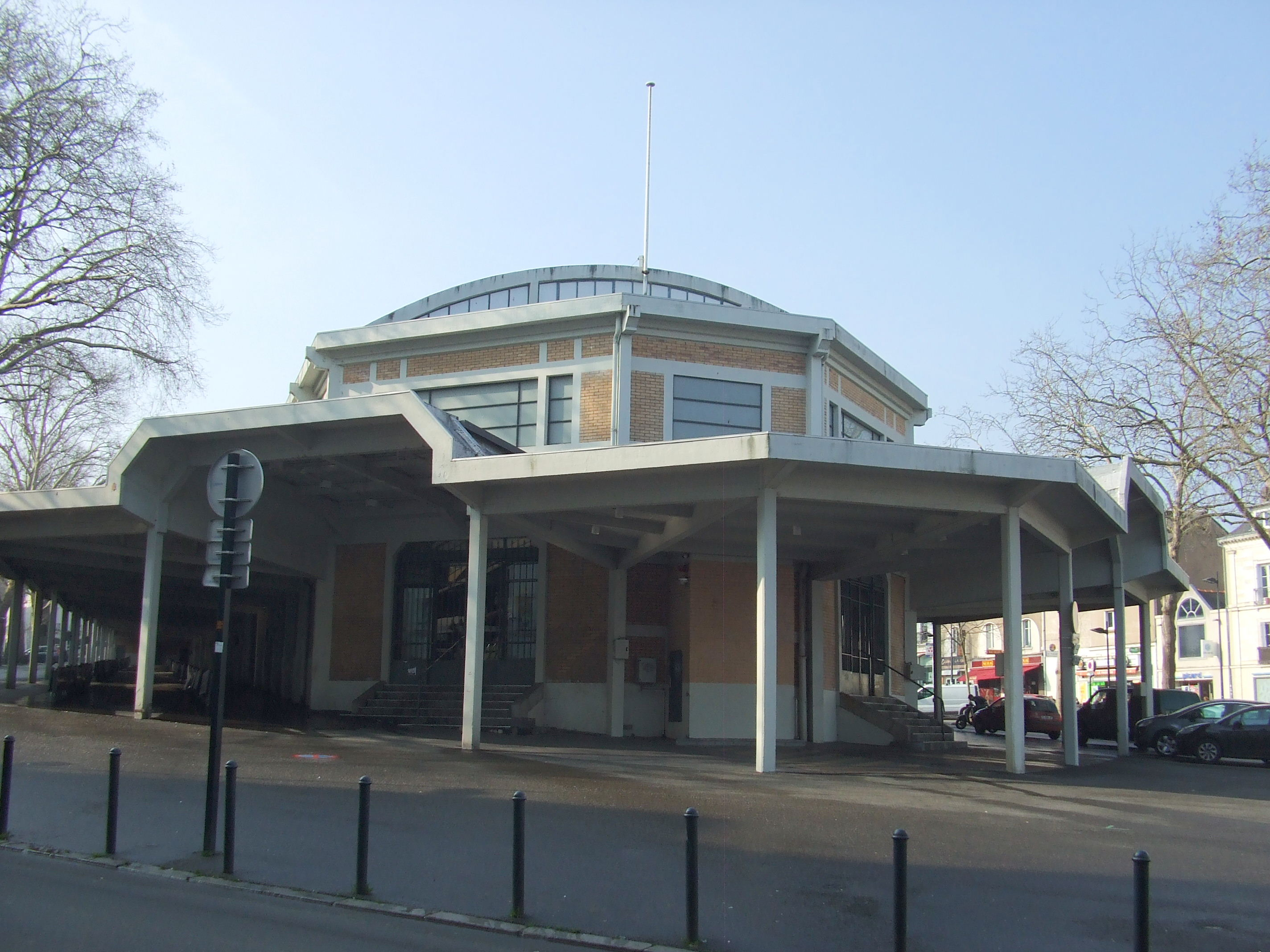
Le marché de Talensac à Nantes.
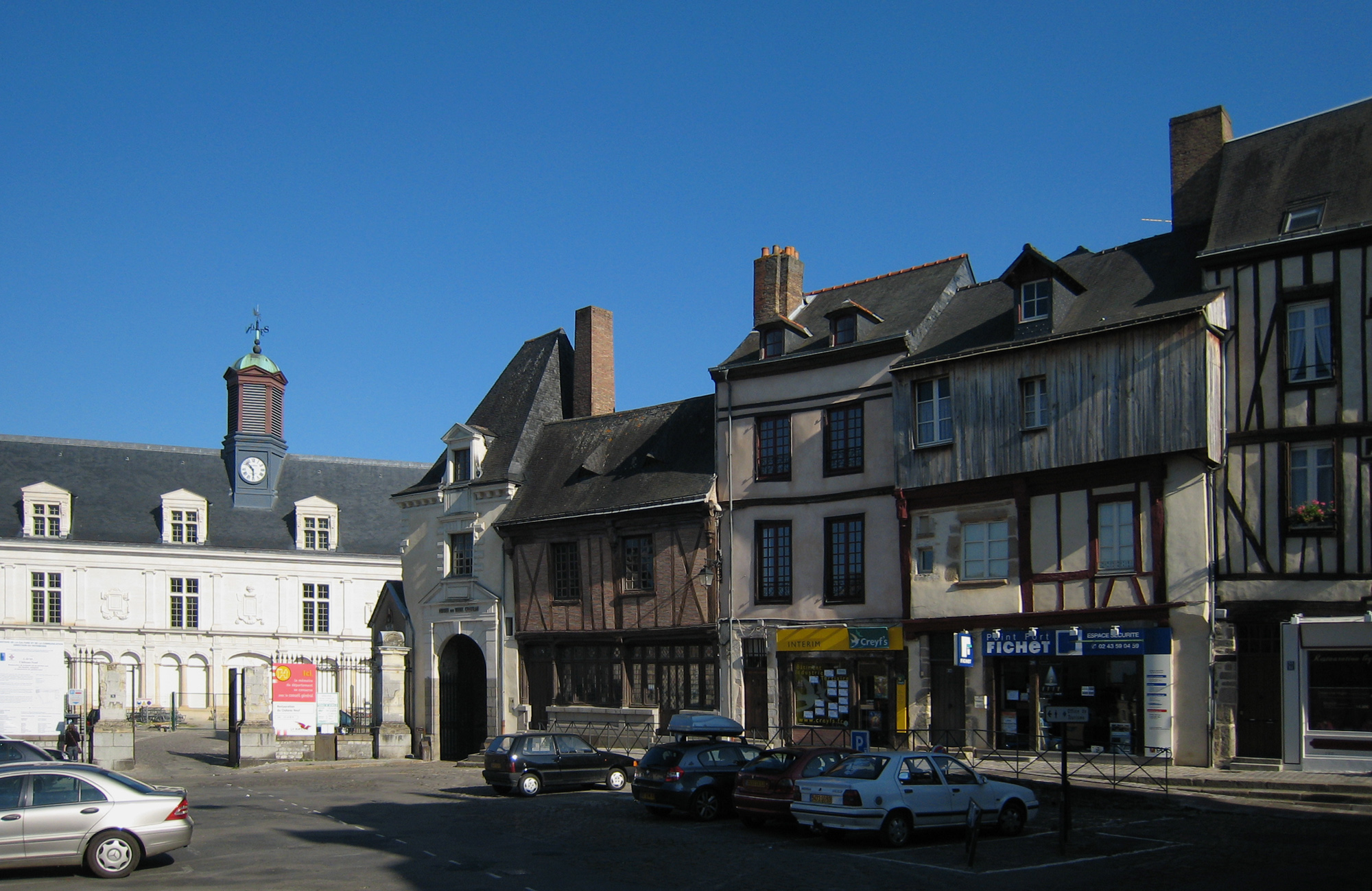
La place de la Trémoille (du marché) à Laval.
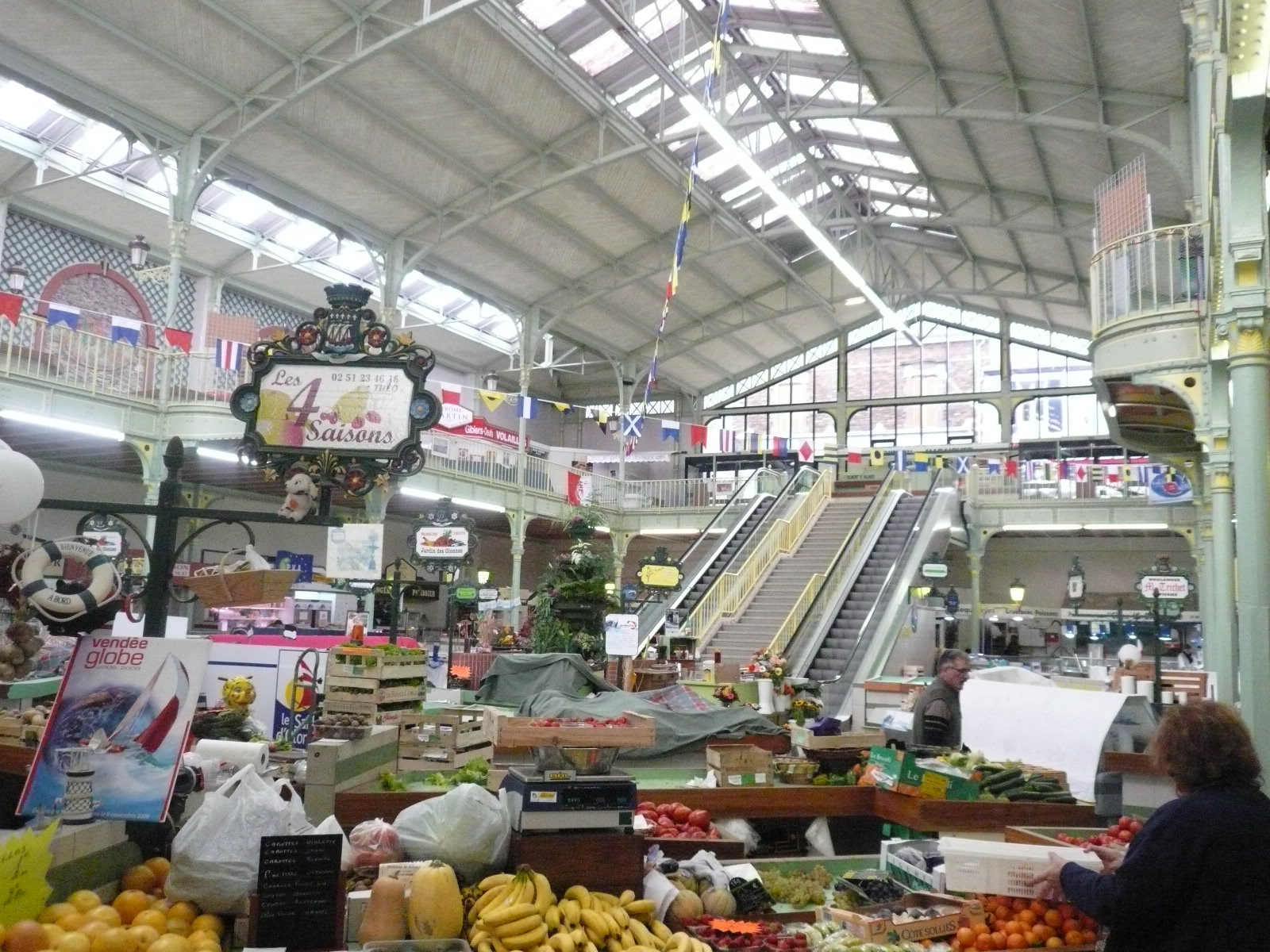
Le halles des Sables-d'Olonne.

Marchés en lice
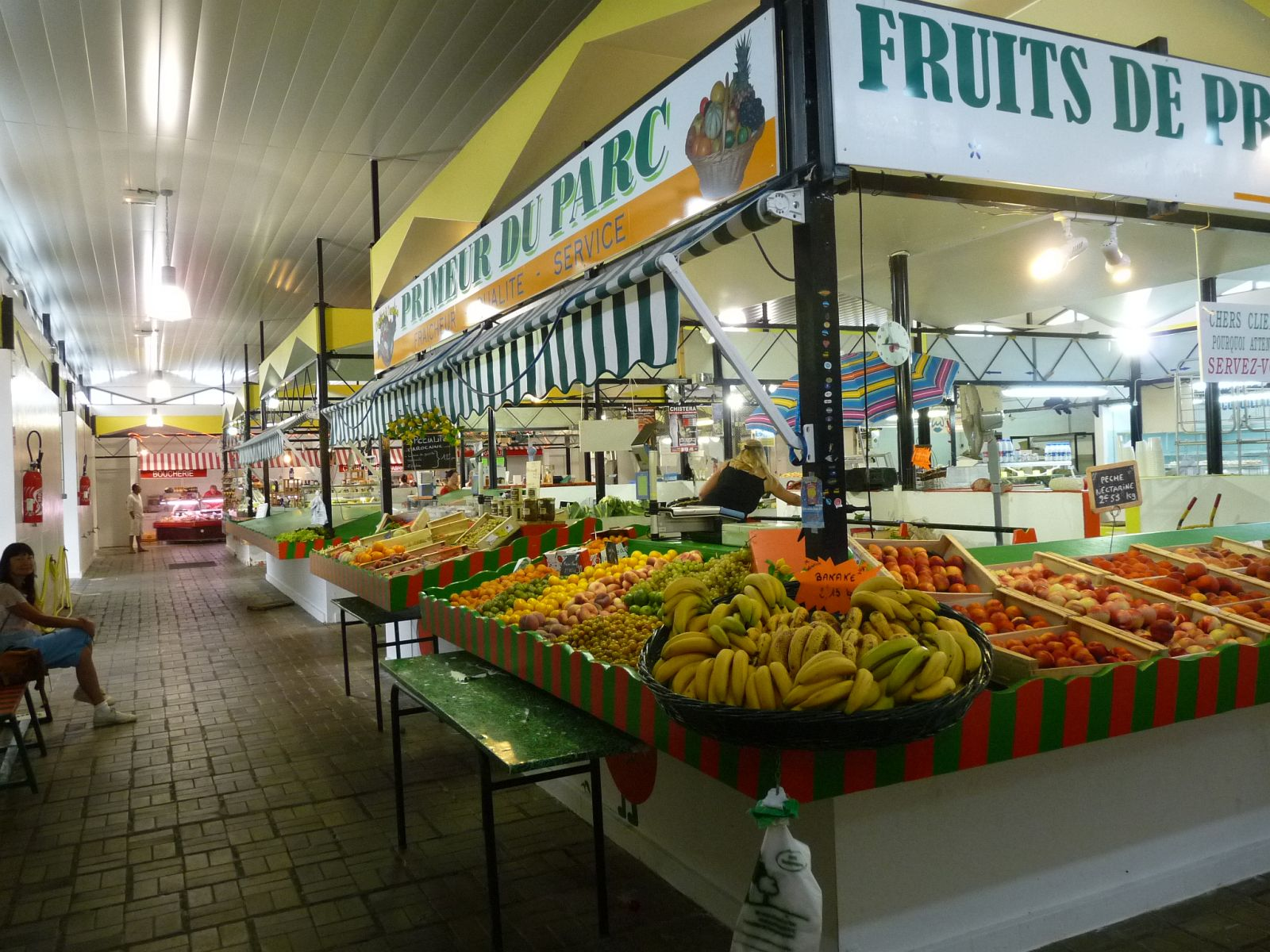
Le marché de Royan.
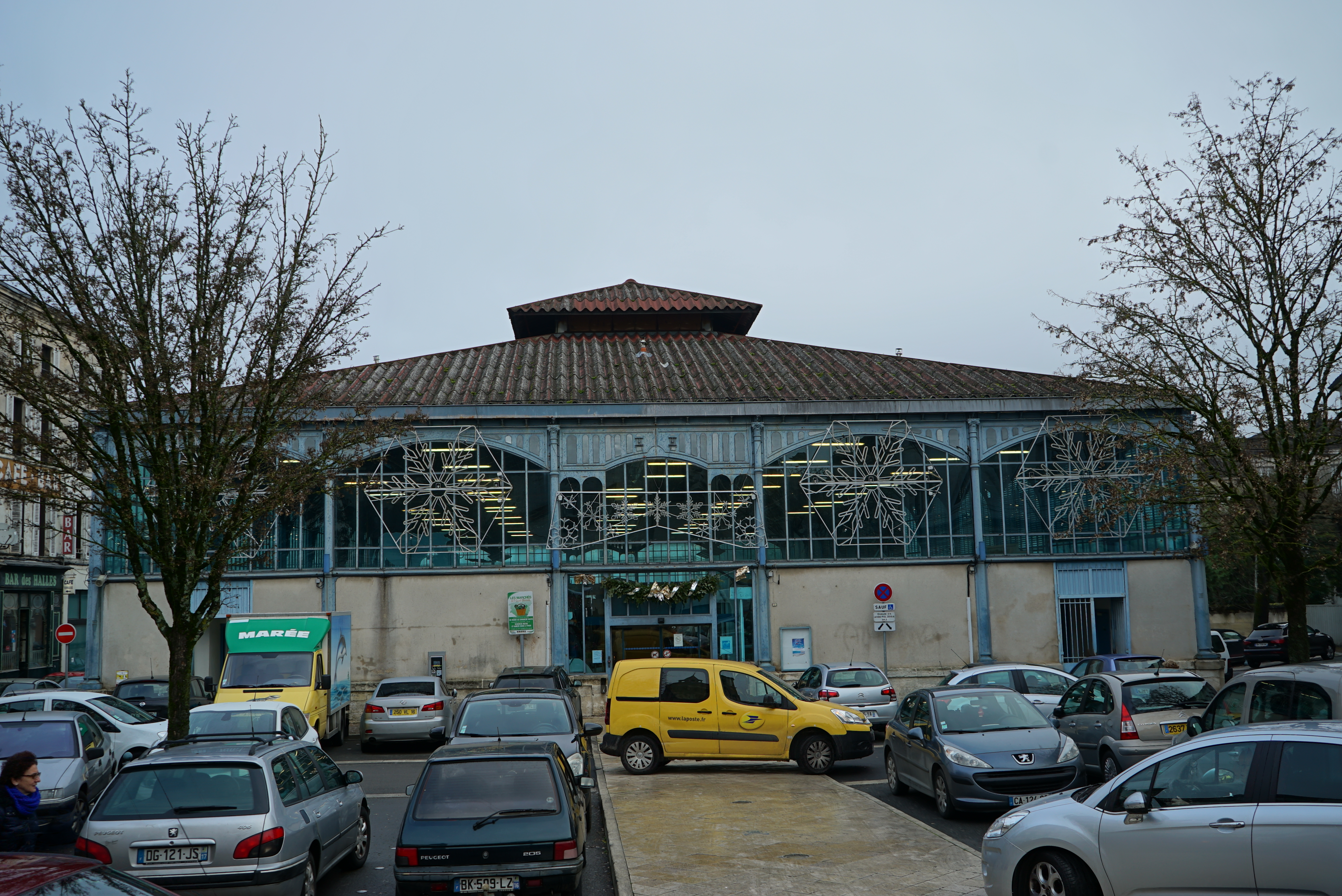
Les halles de Cognac.

Marchés en lice
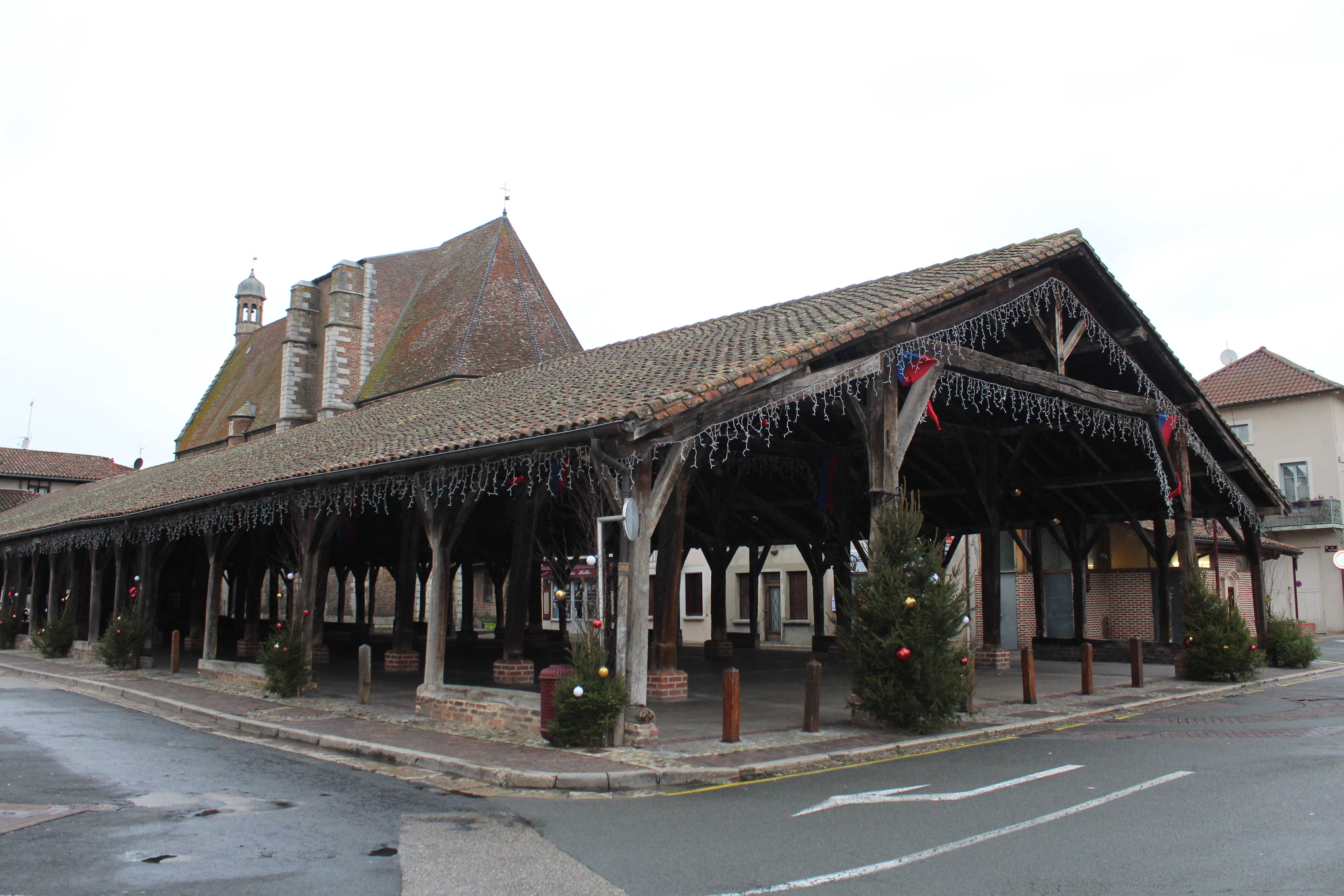
Les halles de Châtillon-sur-Chalaronne.
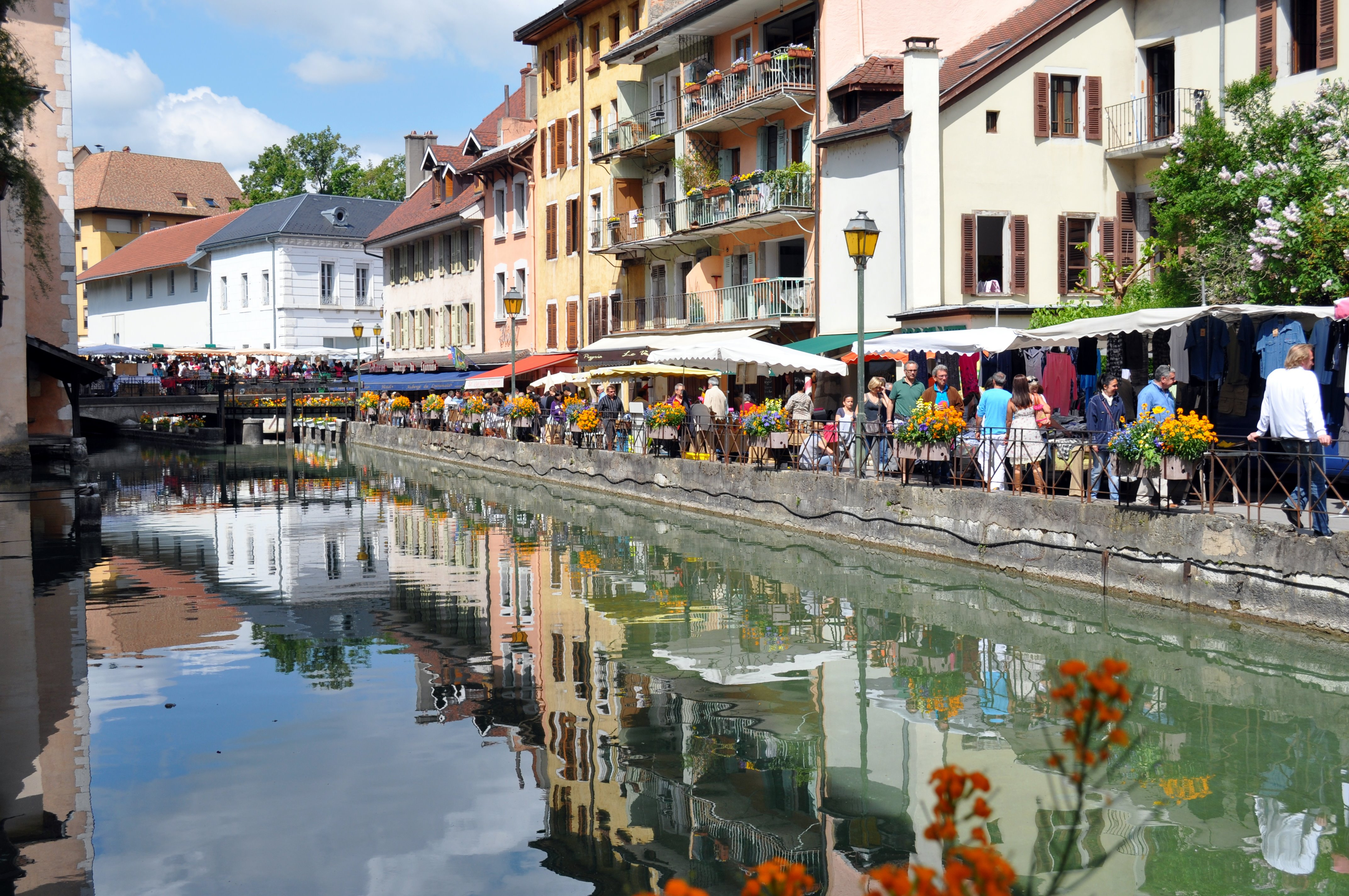
Le marché d'Annecy.

Avec la majorité des voix, c'est donc le marché d'Issigeac qui se qualifie pour le concours national.

### Auvergne
| Cl. | Département | Marché en lice                      | Votes                |
| --- | ----------- | ----------------------------------- | -------------------- |
| 1er | Haute-Loire | Marché du Puy-en-Velay              | 15 962 voix (43,2 %) |
| 2e  | Cantal      | Marché de Maurs                     | 6 122 voix (16,6 %)  |
| 3e  | Puy-de-Dôme | Marché de Riom                      | 4 735 voix (12,8 %)  |
| 4e  | Puy-de-Dôme | Marché d'Issoire                    | 3 600 voix (9,7 %)   |
| 5e  | Puy-de-Dôme | Marché d'Aubière                    | 2 495 voix (6,7 %)   |
| 6e  | Cantal      | Marché de Saint-Flour               | 1 924 voix (5,2 %)   |
| 7e  | Allier      | Marché de Saint-Pourçain-sur-Sioule | 1 224 voix (3,3 %)   |
| 8e  | Allier      | Marché de Montluçon                 | 554 voix (1,5 %)     |
| 9e  | Cantal      | Marché de Vic-sur-Cère              | 371 voix (1 %)       |

Cette phase de vote se déroule du 15 janvier au 22 février 2018 sur le site de La Montagne, en partenariat avec L'Éveil de la Haute-Loire. Le tableau ci-contre donne les résultats finaux.
Avec 15 962 voix (43,2 %), sur les 36 987 au total, c'est le marché du Puy-en-Velay qui se qualifie pour le concours national,.

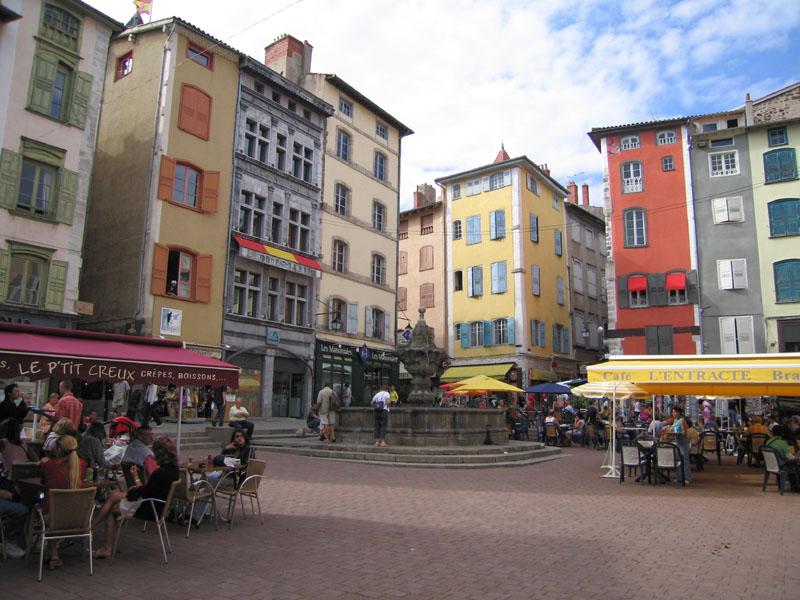
La place du Plot (du marché) au Puy-en-Velay.
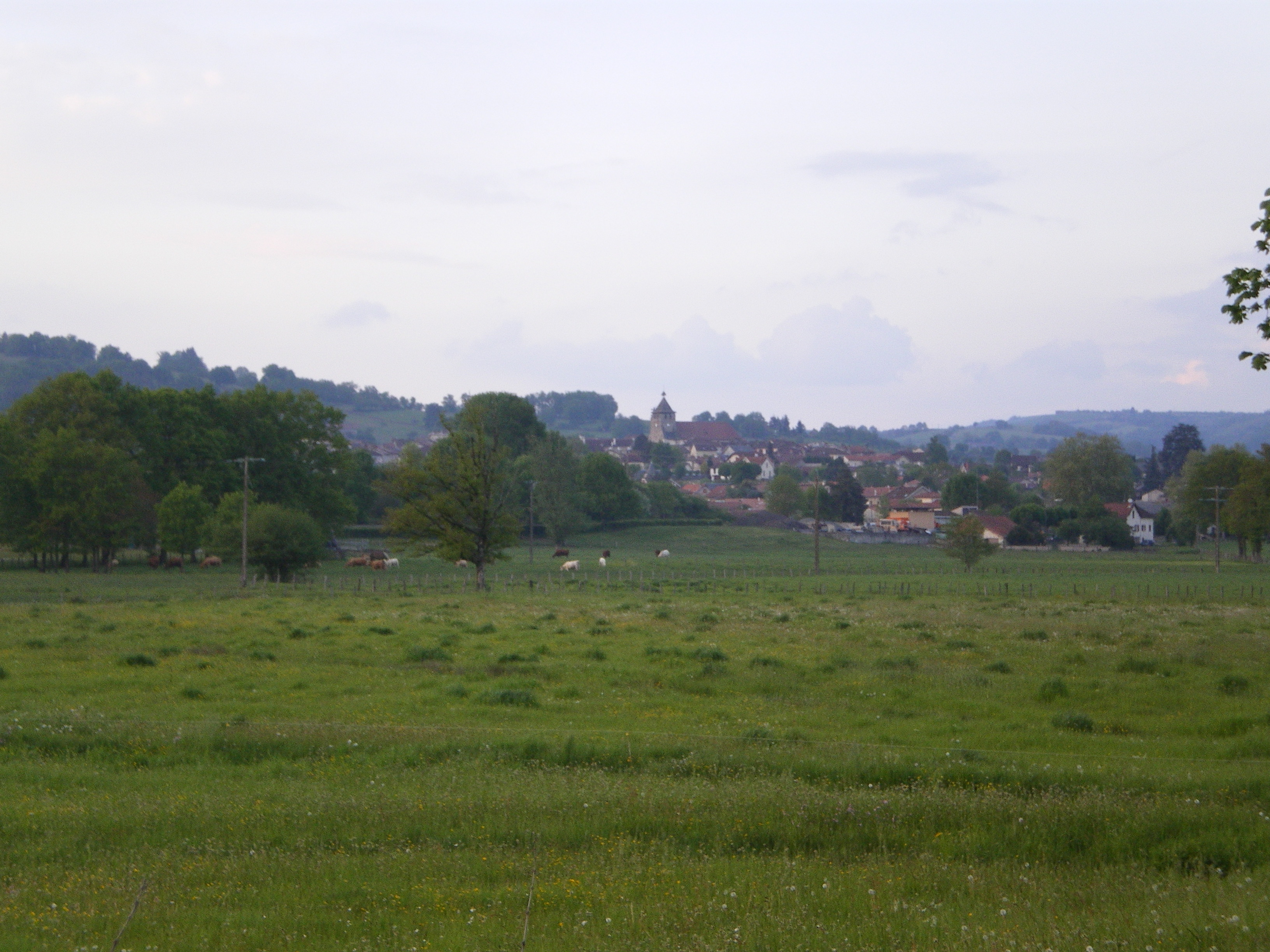
La commune de Maurs.
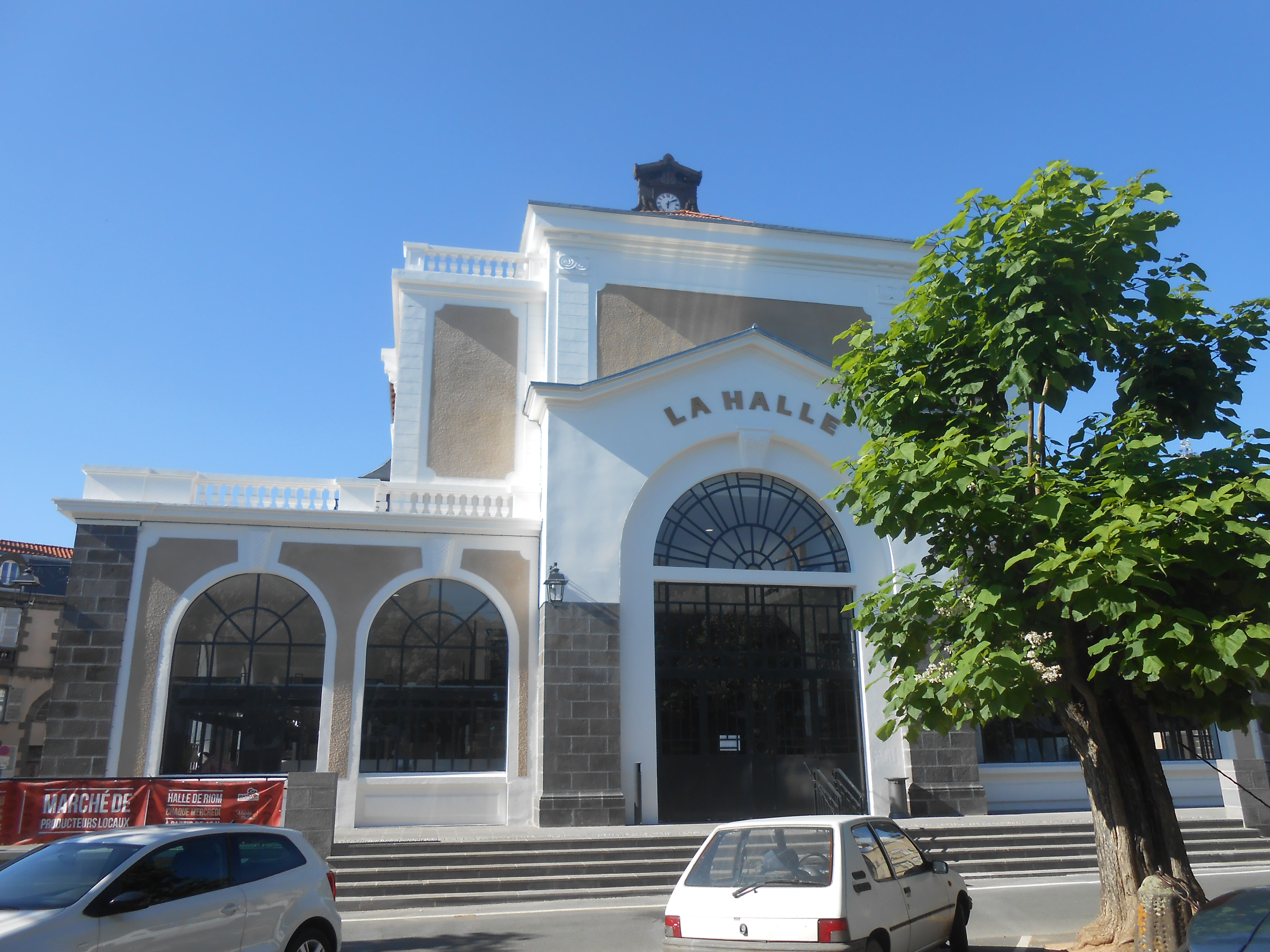
Le marché couvert de Riom.
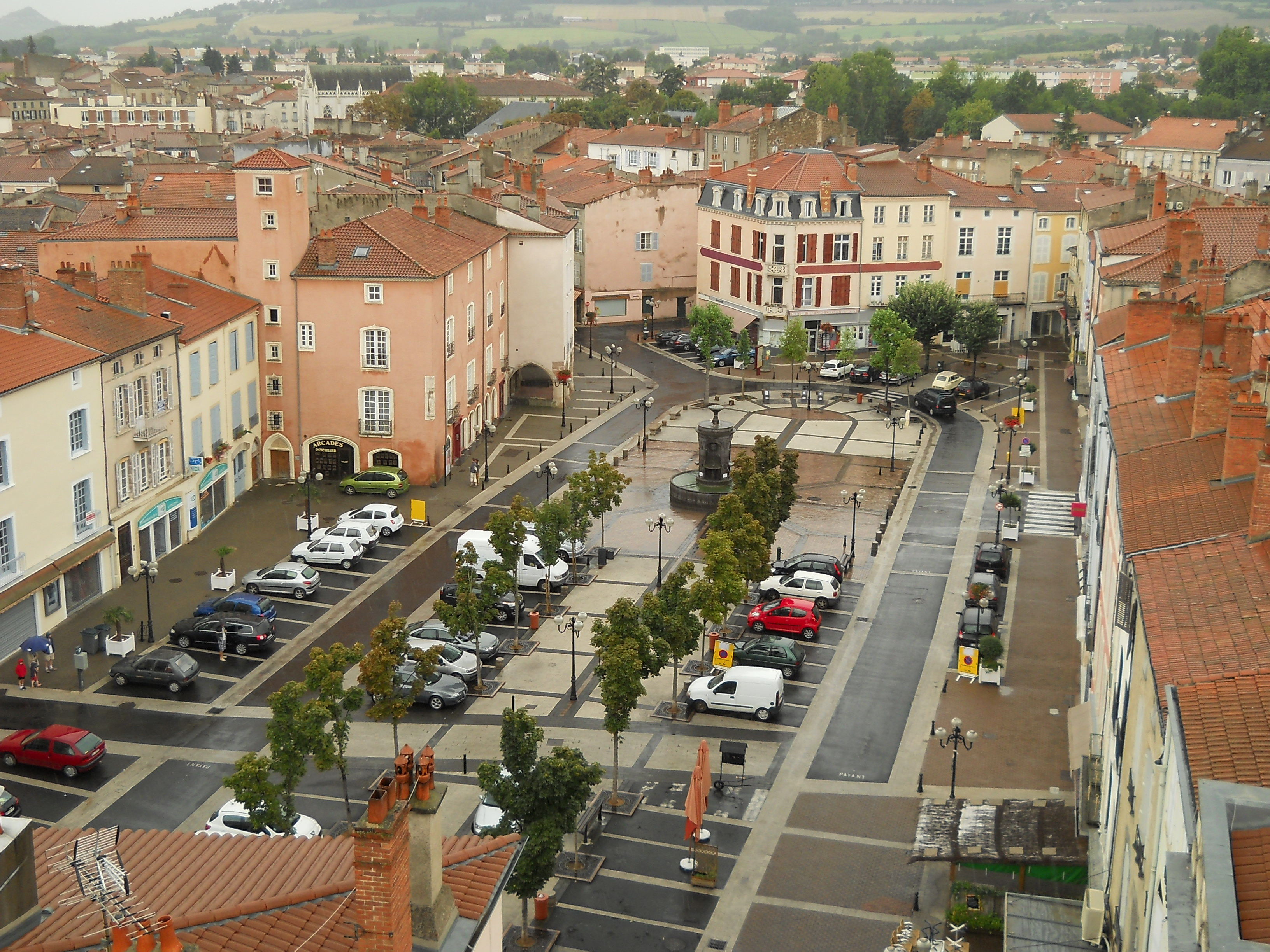
La place de la République (du marché) à Issoire.
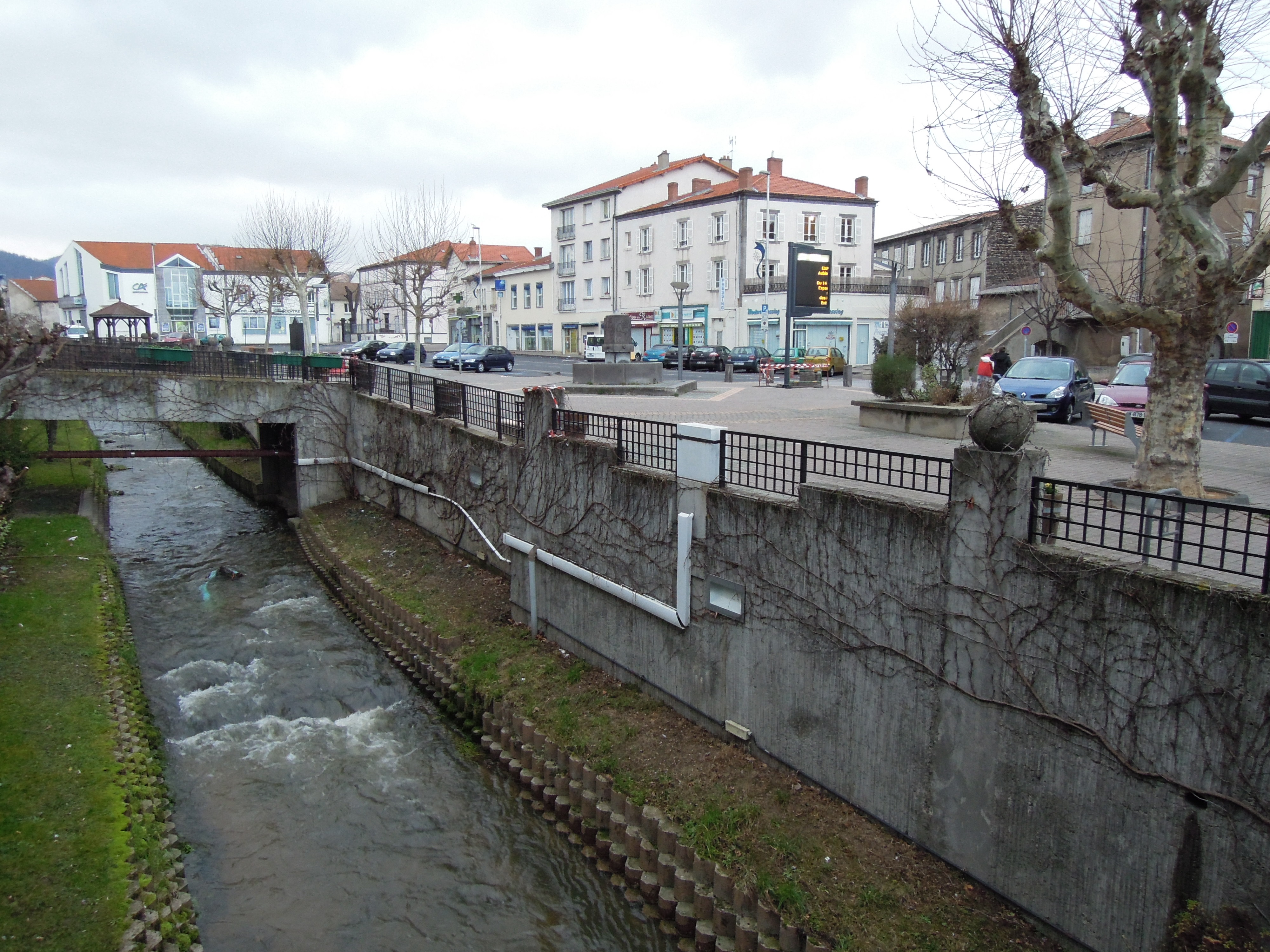
Le marché d'Aubière se tient notamment sur la place des Ramacles.
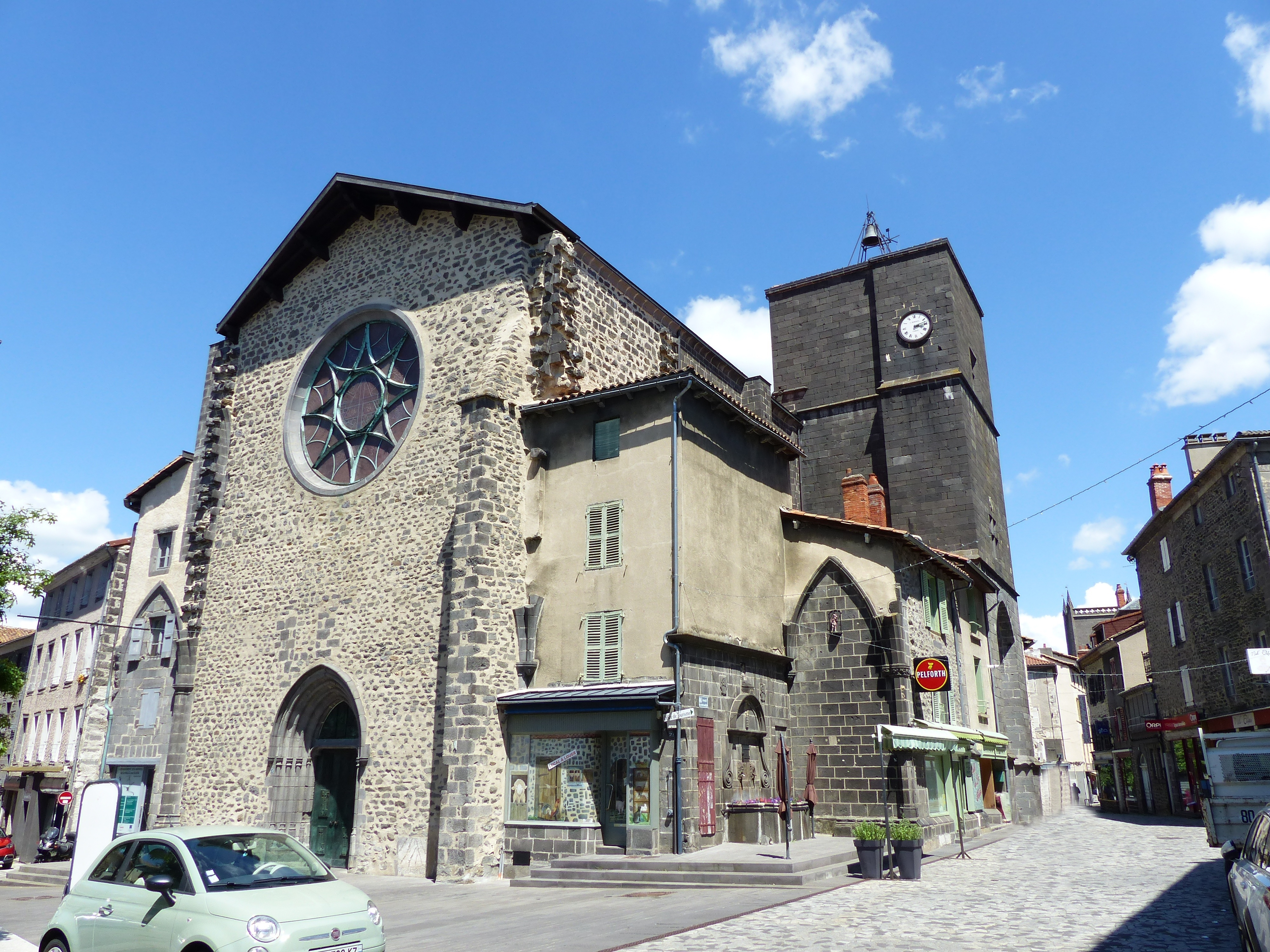
La place de la Halle (du marché) à Saint-Flour.
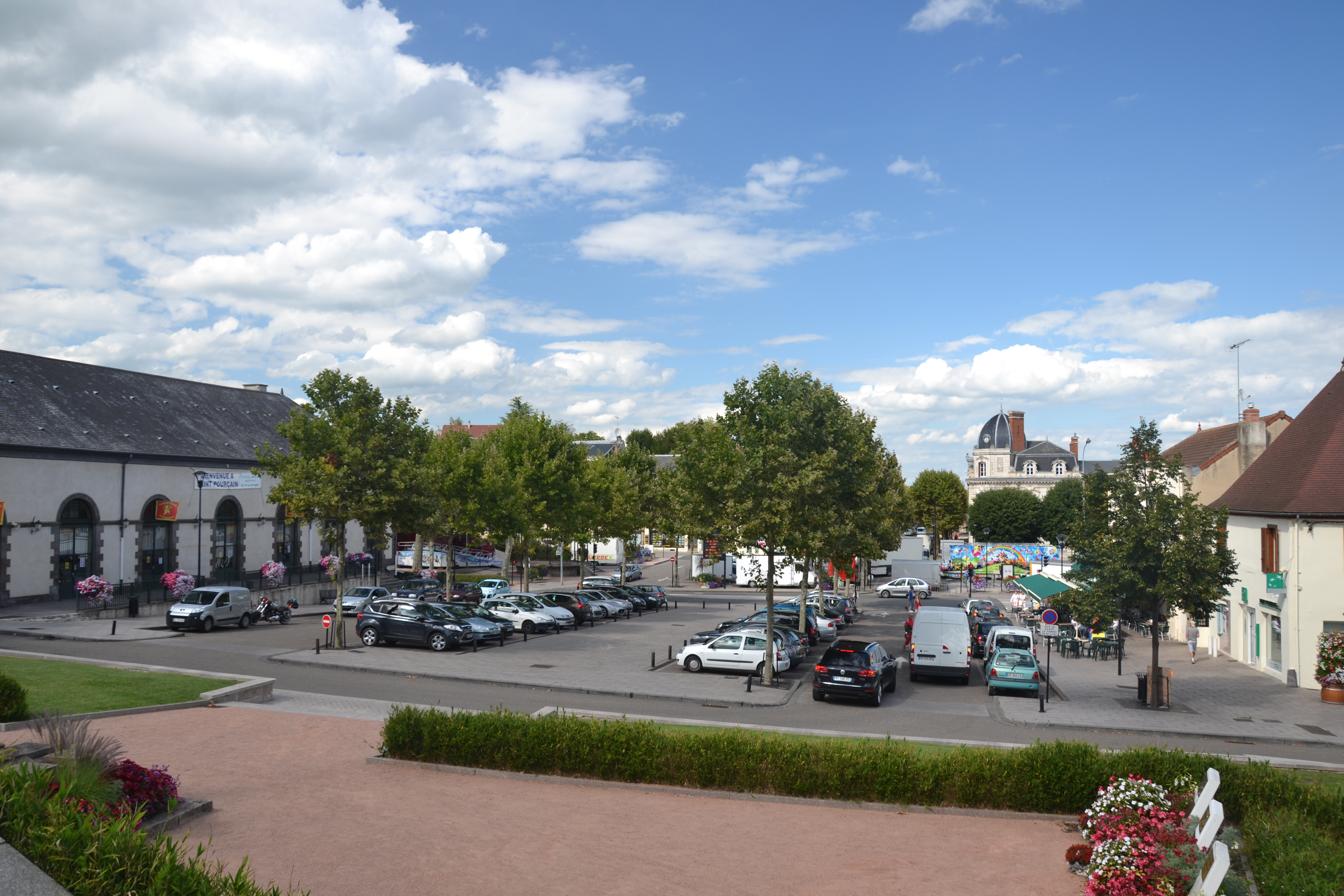
La place Clémenceau (du marché) à Saint-Pourçain-sur-Sioule.
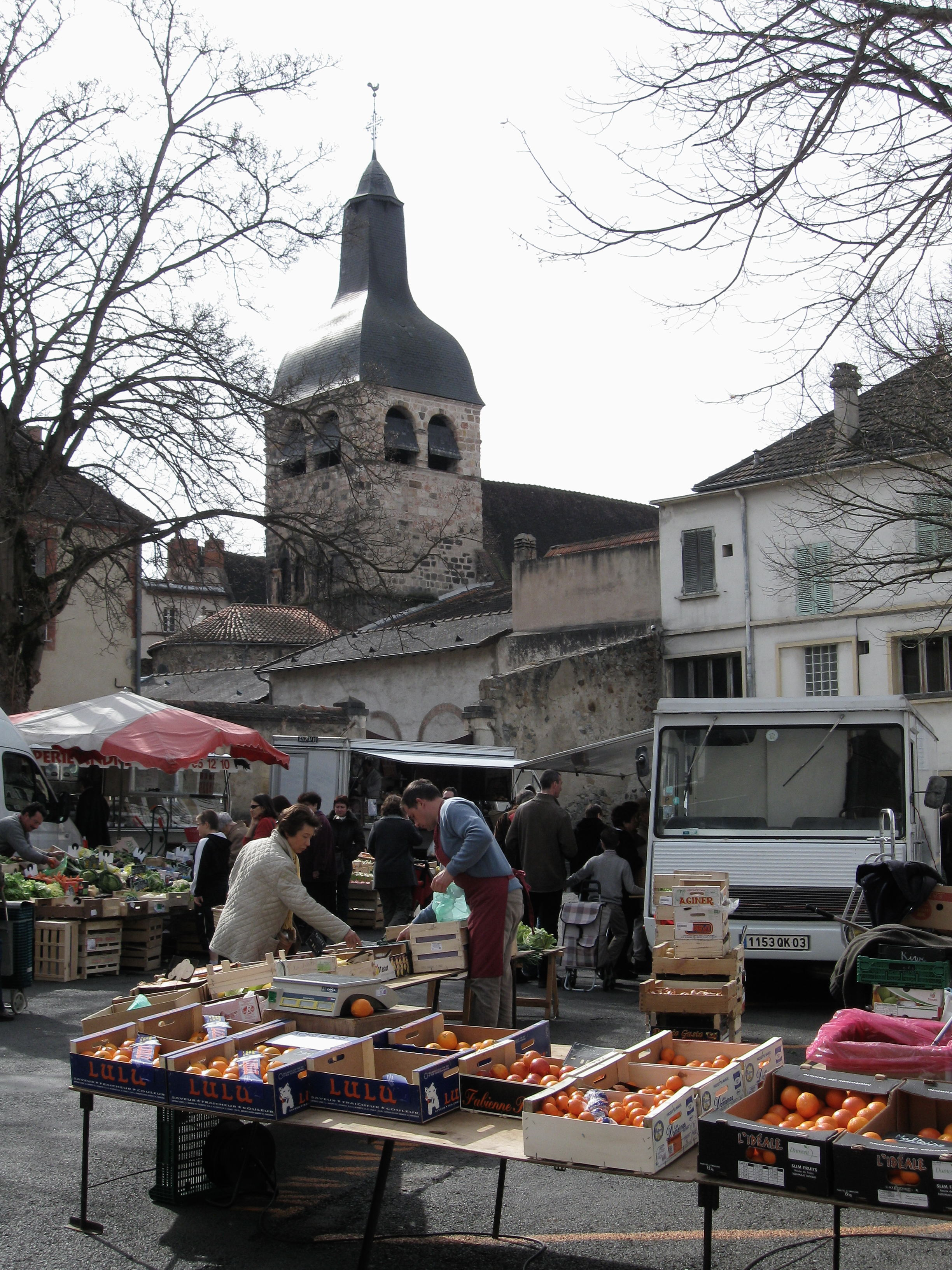
Le marché de Montluçon.
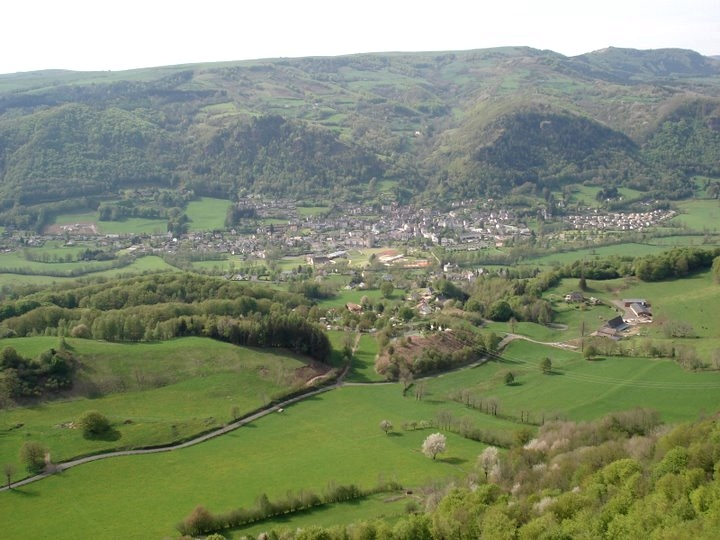
La commune de Vic-sur-Cère.

### Basse-Normandie

#### Phase de vote régionale
Cette phase de vote se déroule du 15 janvier au 20 février 2018 sur le site de Ouest-France. Le tableau ci-après donne les résultats finaux :
| \| Cl. \| Département \| Marché en lice \| Votes \| \| --- \| ----------- \| ------------------------------------------ \| ----- \| \| 1er \| Manche \| Marché de Saint-Lô \| 34 % \| \| 2e \| Orne \| Marché de L'Aigle \| 28 % \| \| 3e \| Calvados \| Marché de Saint-Pierre-en-Auge \| 13 % \| \| NC \| Manche \| Marché de Cherbourg \| NC \| \| NC \| Calvados \| Marché aux poissons de Courseulles-sur-Mer \| NC \| \| NC \| Calvados \| Marché Saint-Patrice (Bayeux) \| NC \| \| NC \| Orne \| Marché de Flers \| NC \| \| NC \| Manche \| Marché d'Avranches \| NC \| \| NC \| Orne \| Marché aux veaux de Briouze \| NC \| \| NC \| Calvados \| Marché aux poissons de Trouville-sur-Mer \| NC \| |             | - Marchés en lice - Place du Général de Gaulle (du marché) à Saint-Lô. - Le marché de L'Aigle se tient notamment dans la rue de Bec Ham. - Les halles de Saint-Pierre-sur-Dives (commune de Saint-Pierre-en-Auge) - Le marché de Cherbourg. - Le marché de Courseulles-sur-Mer se tient notamment sur le quai des Alliés. - La place Saint-Patrice (du marché) à Bayeux. - Le marché couvert de Flers. - Le marché d'Avranches se tient notamment sur la place Saint-Gervais. - La commune de Briouze (ici la mairie). - La halle aux poissons de Trouville. |       |
| Cl. | Département | Marché en lice | Votes |
| 1er | Manche      | Marché de Saint-Lô | 34 %  |
| 2e | Orne        | Marché de L'Aigle | 28 %  |
| 3e | Calvados    | Marché de Saint-Pierre-en-Auge | 13 %  |
| NC | Manche      | Marché de Cherbourg | NC    |
| NC | Calvados    | Marché aux poissons de Courseulles-sur-Mer | NC    |
| NC | Calvados    | Marché Saint-Patrice (Bayeux) | NC    |
| NC | Orne        | Marché de Flers | NC    |
| NC | Manche      | Marché d'Avranches | NC    |
| NC | Orne        | Marché aux veaux de Briouze | NC    |
| NC | Calvados    | Marché aux poissons de Trouville-sur-Mer | NC    |

Marchés en lice
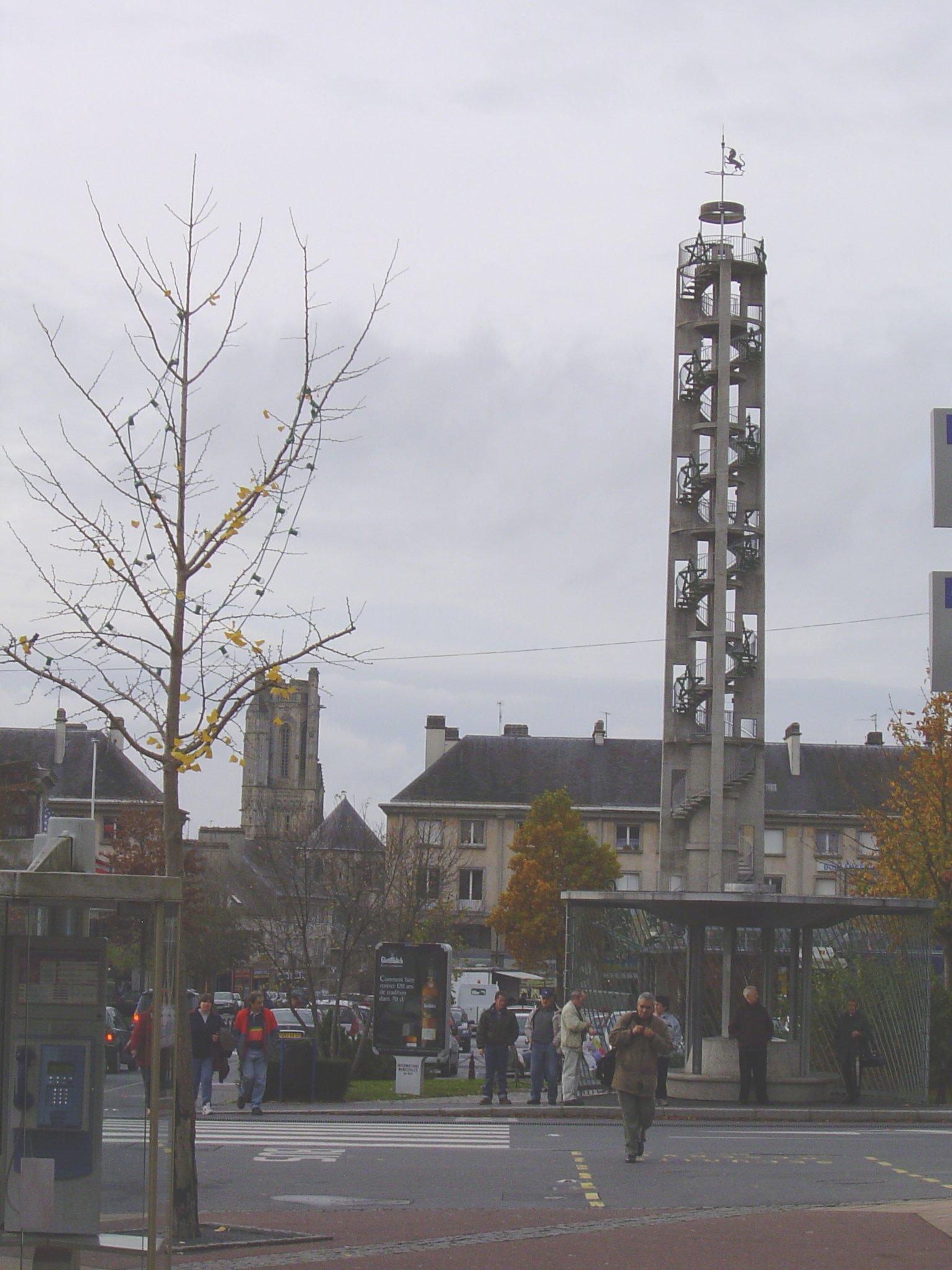
Place du Général de Gaulle (du marché) à Saint-Lô.
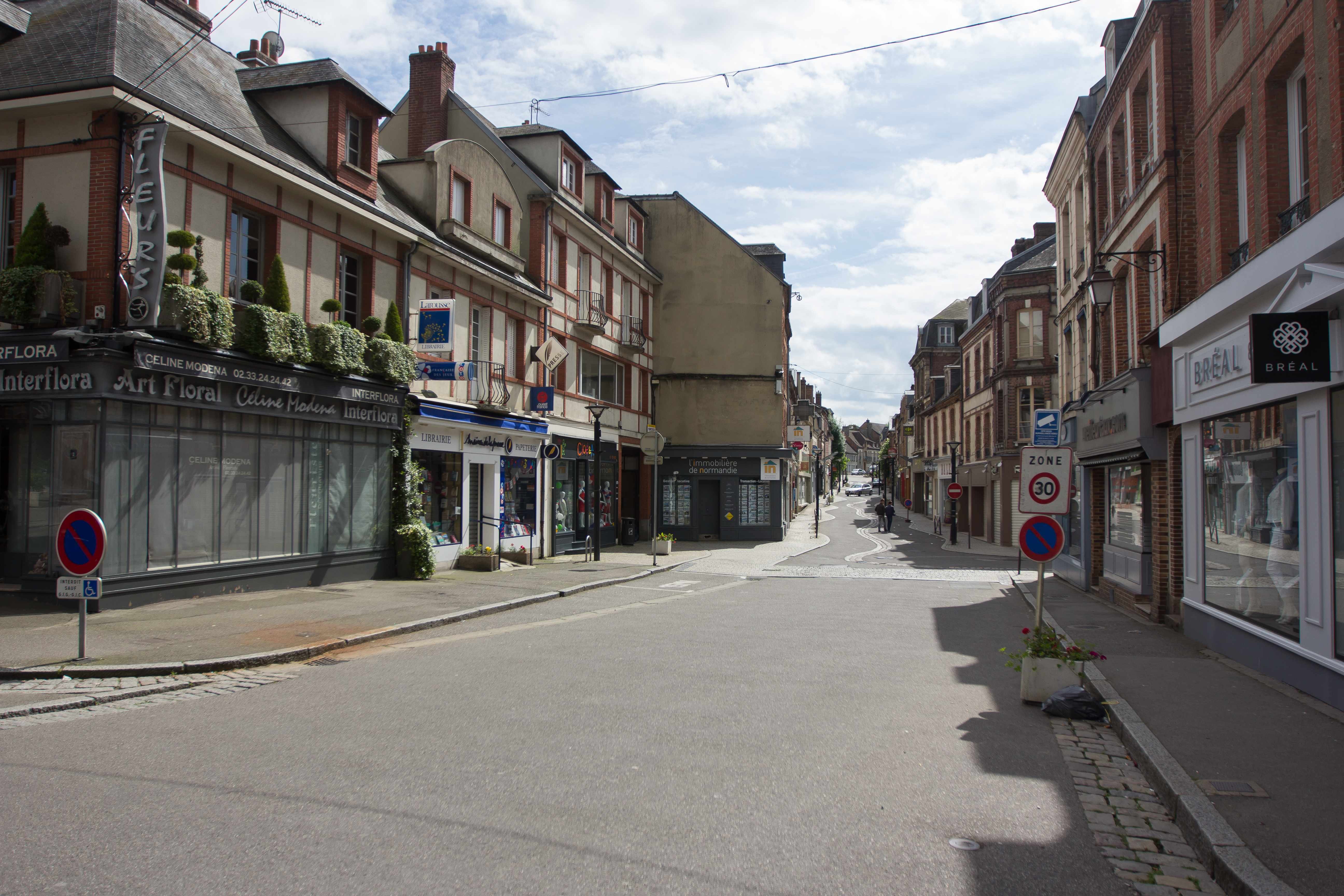
Le marché de L'Aigle se tient notamment dans la rue de Bec Ham.
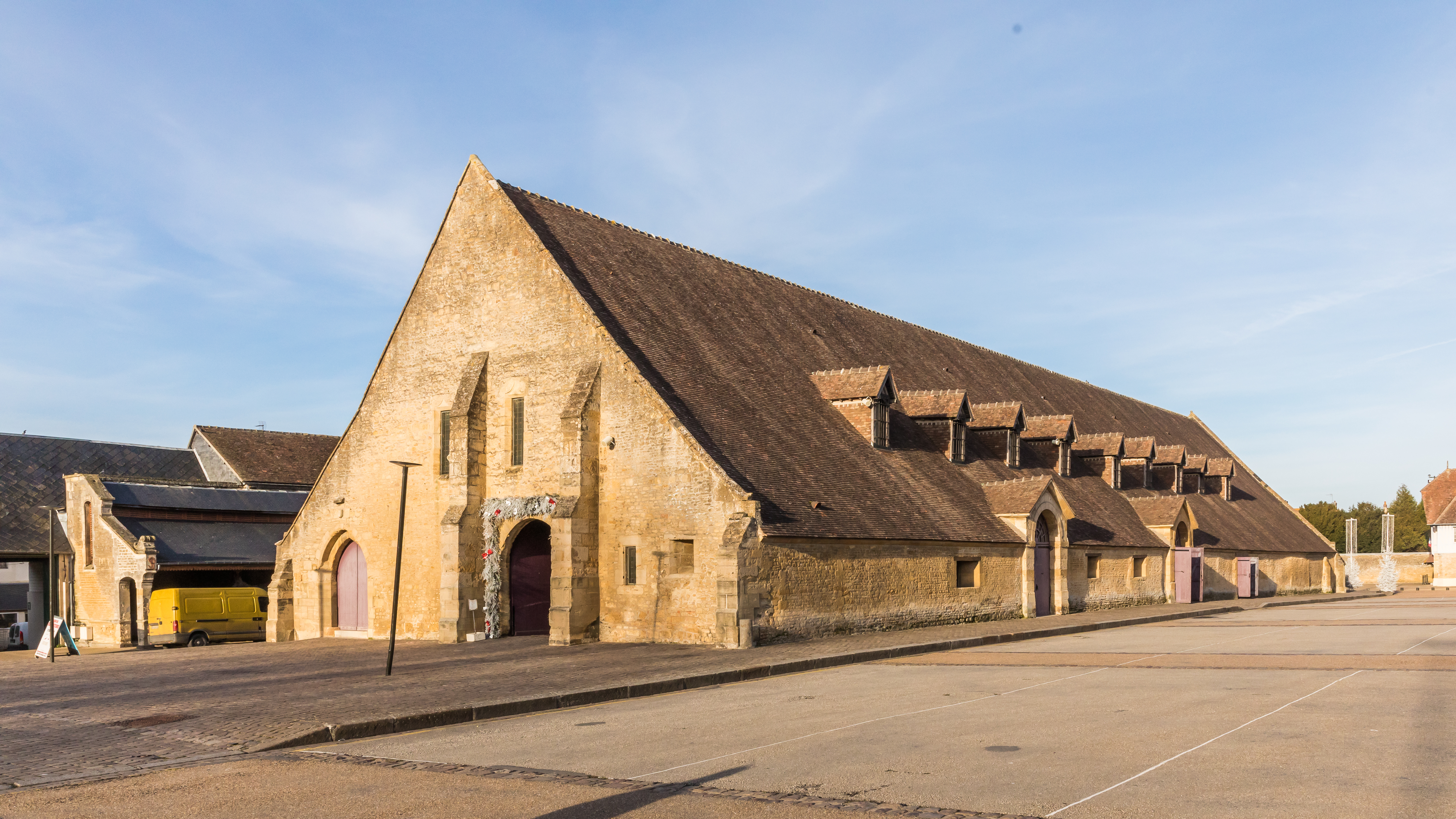
Les halles de Saint-Pierre-sur-Dives (commune de Saint-Pierre-en-Auge)
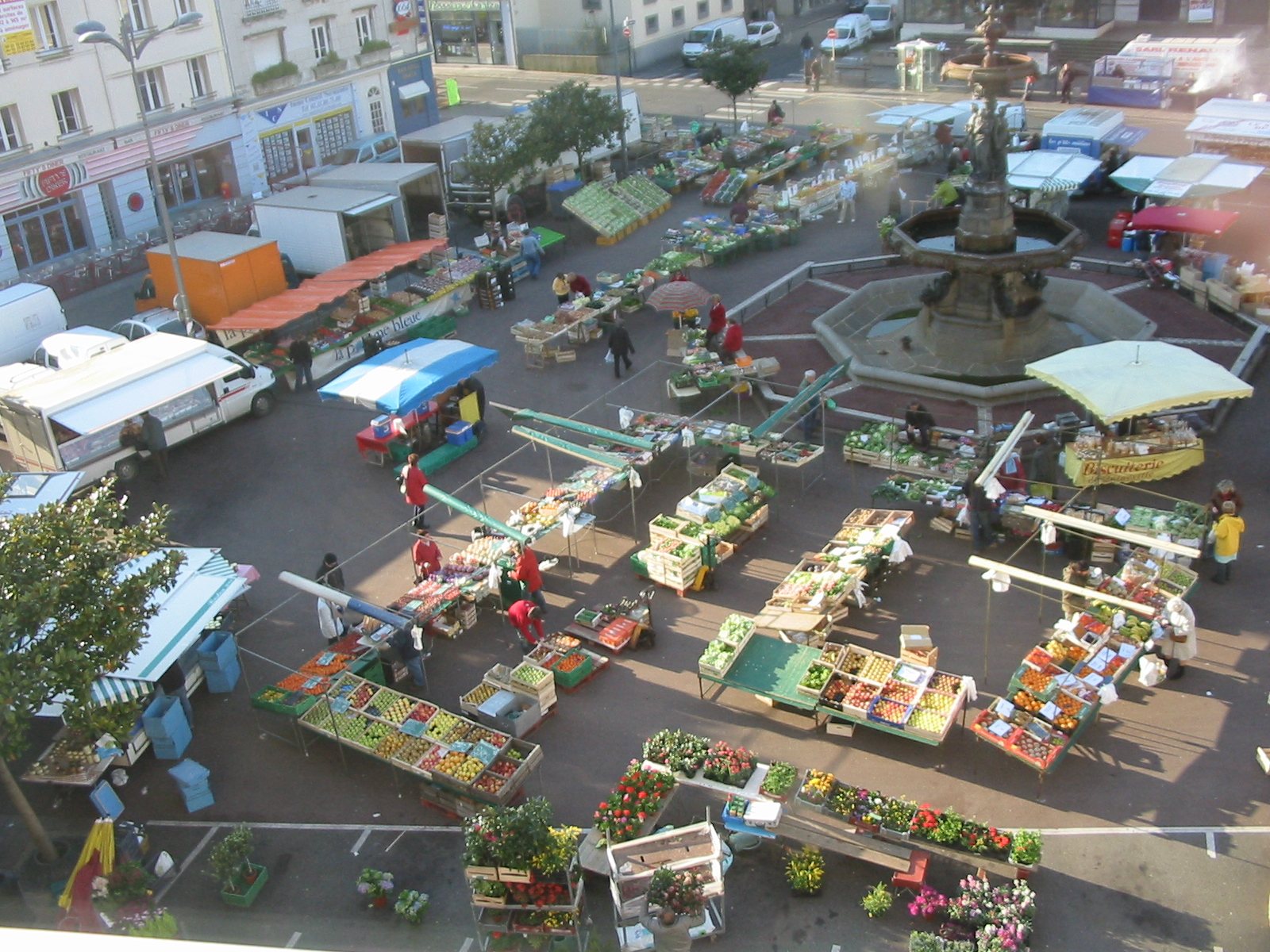
Le marché de Cherbourg.
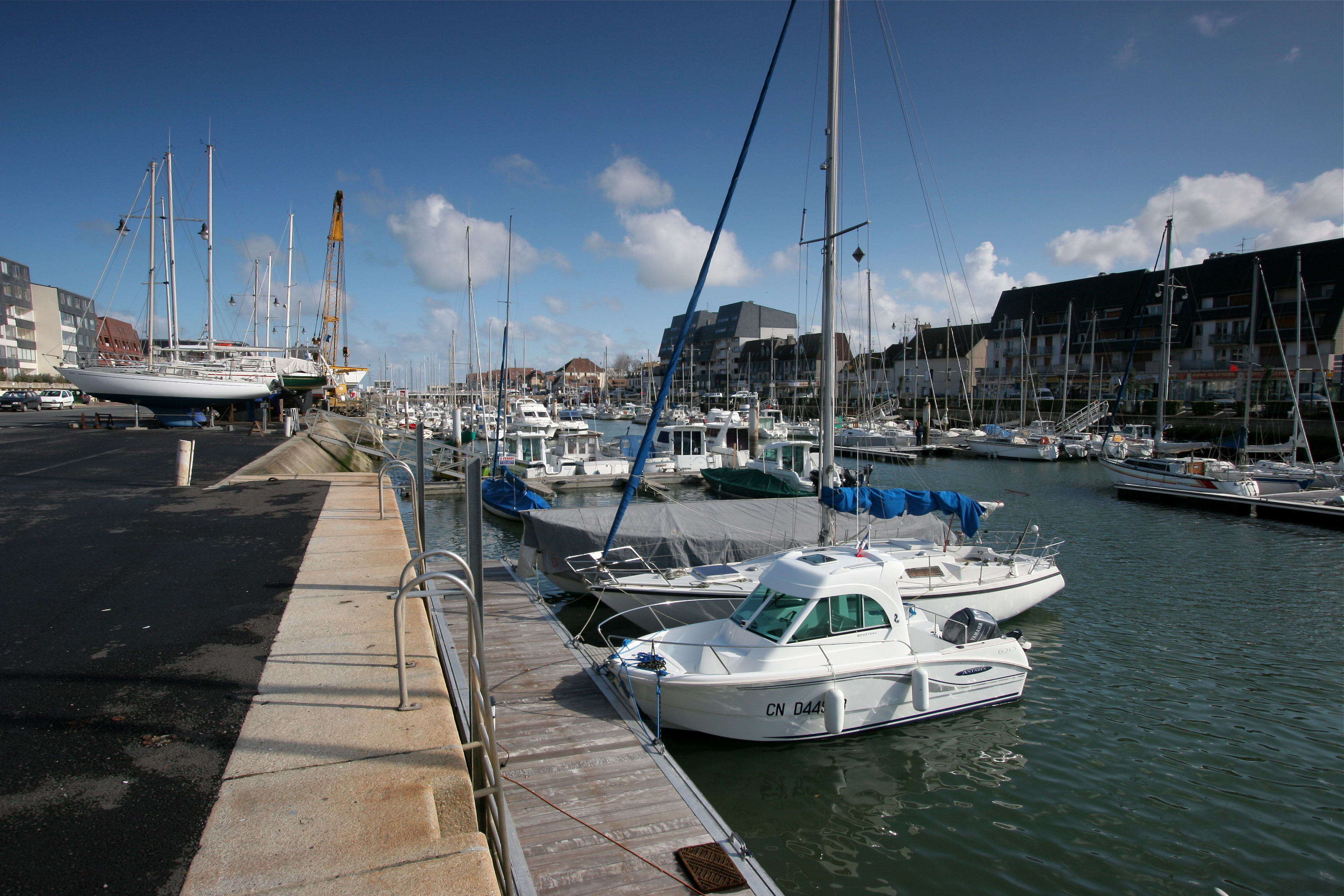
Le marché de Courseulles-sur-Mer se tient notamment sur le quai des Alliés.
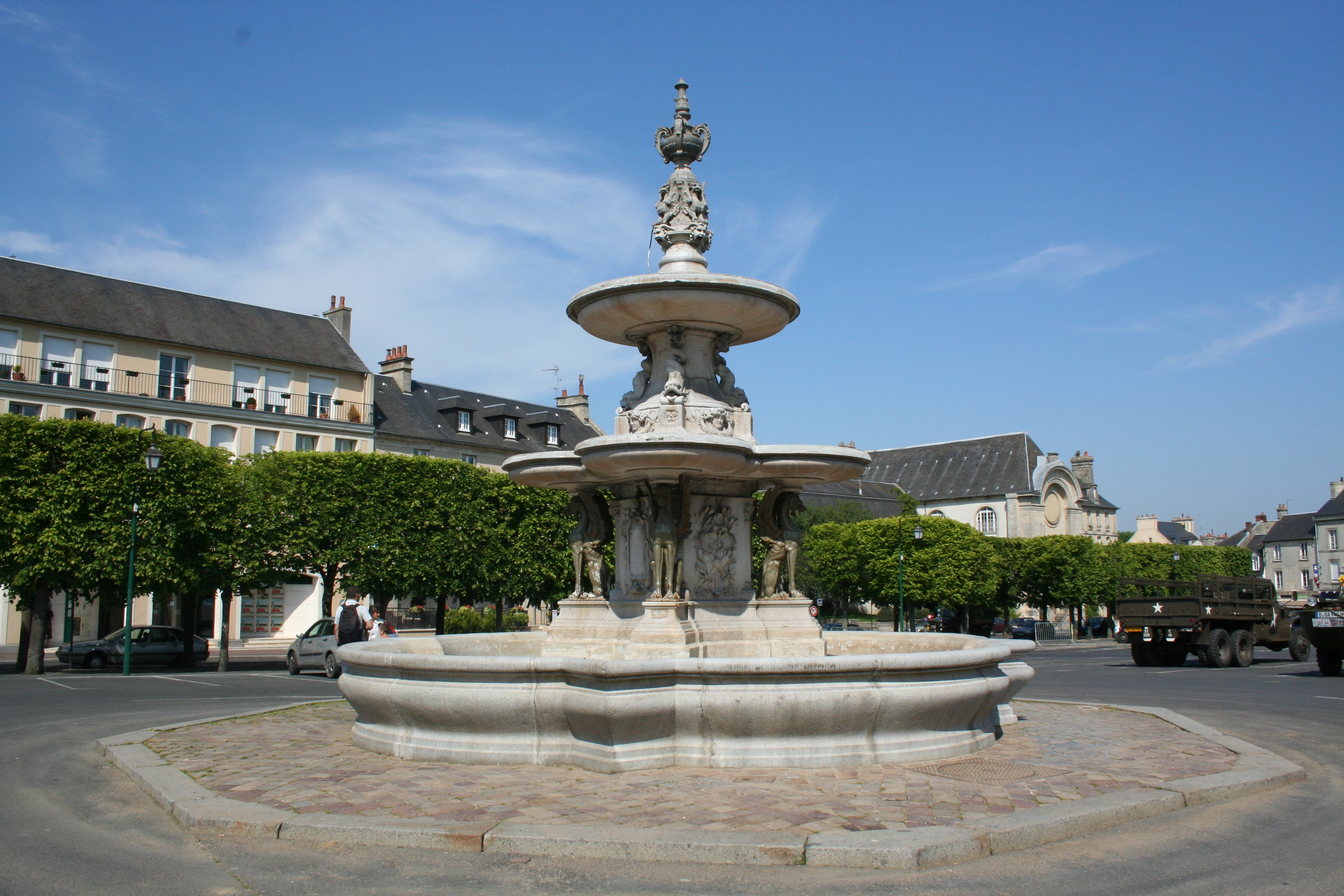
La place Saint-Patrice (du marché) à Bayeux.
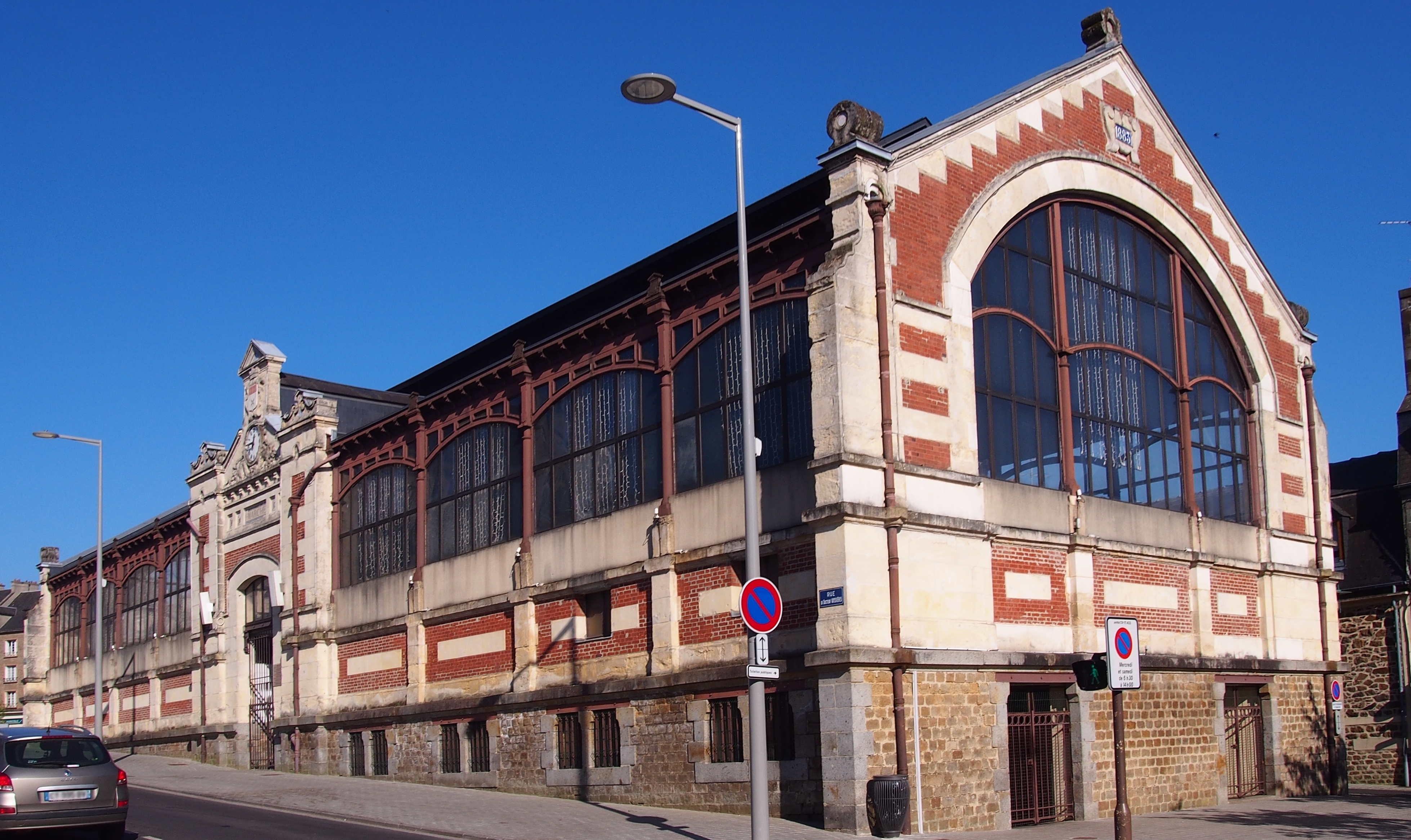
Le marché couvert de Flers.
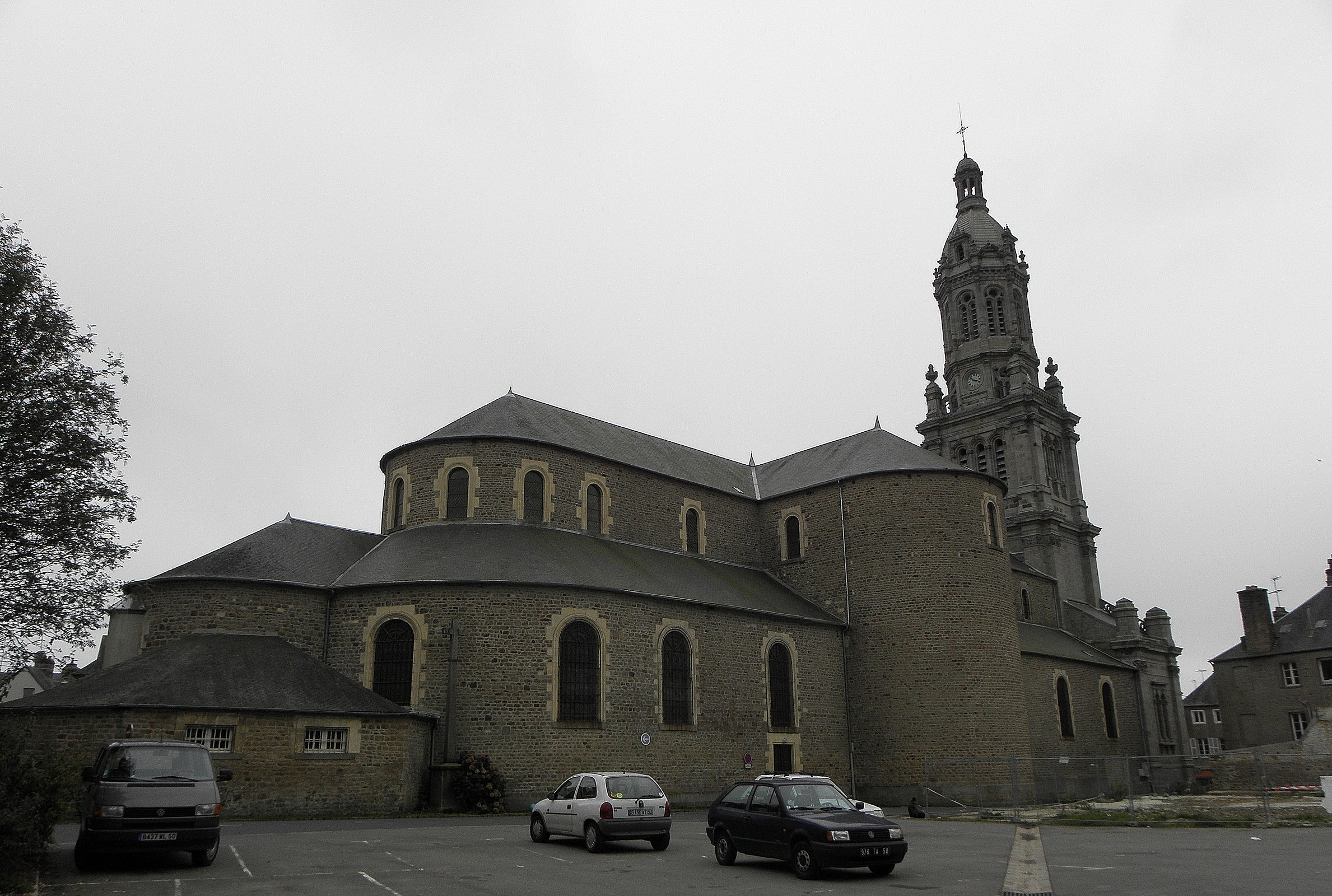
Le marché d'Avranches se tient notamment sur la place Saint-Gervais.
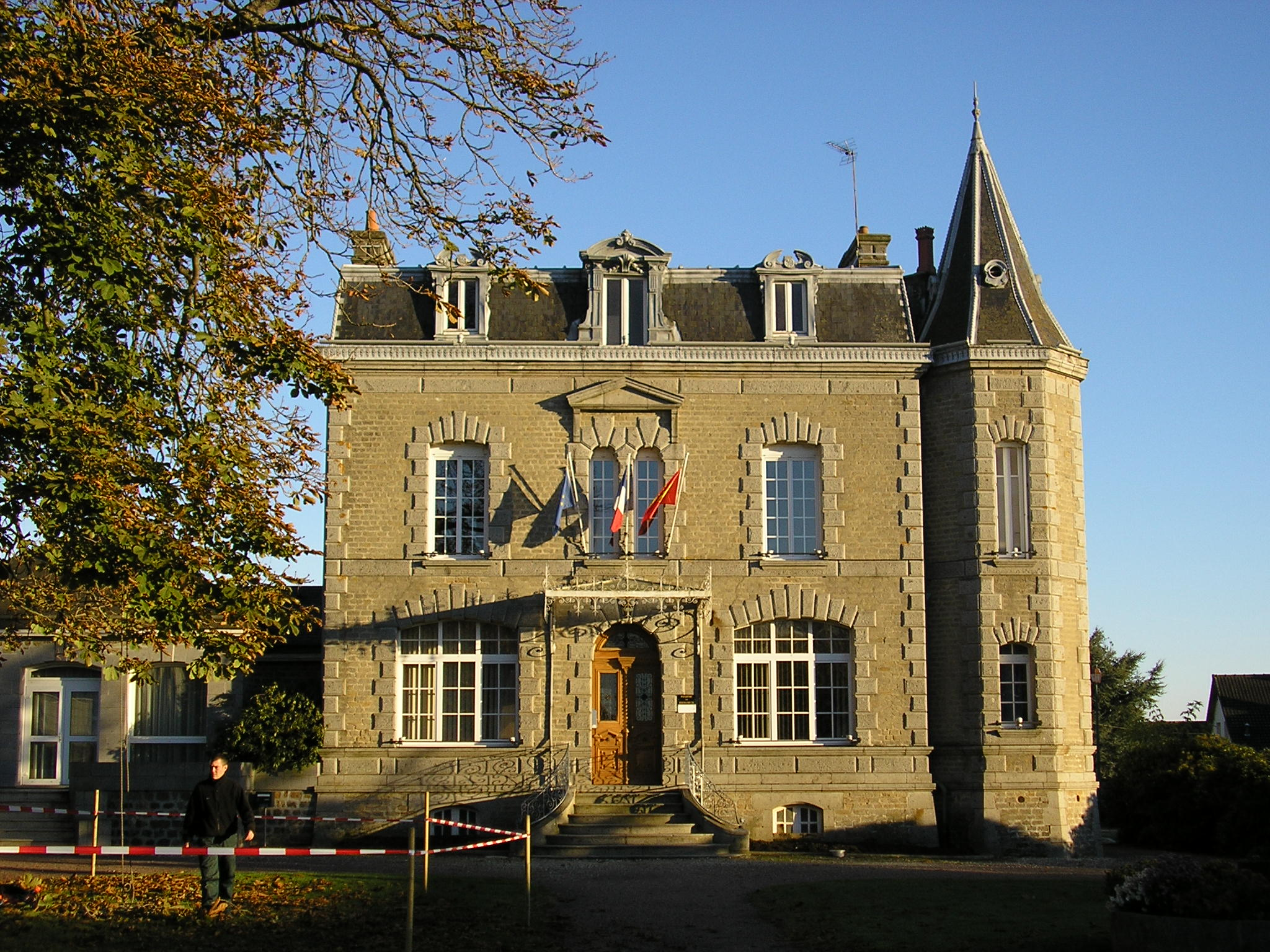
La commune de Briouze (ici la mairie).
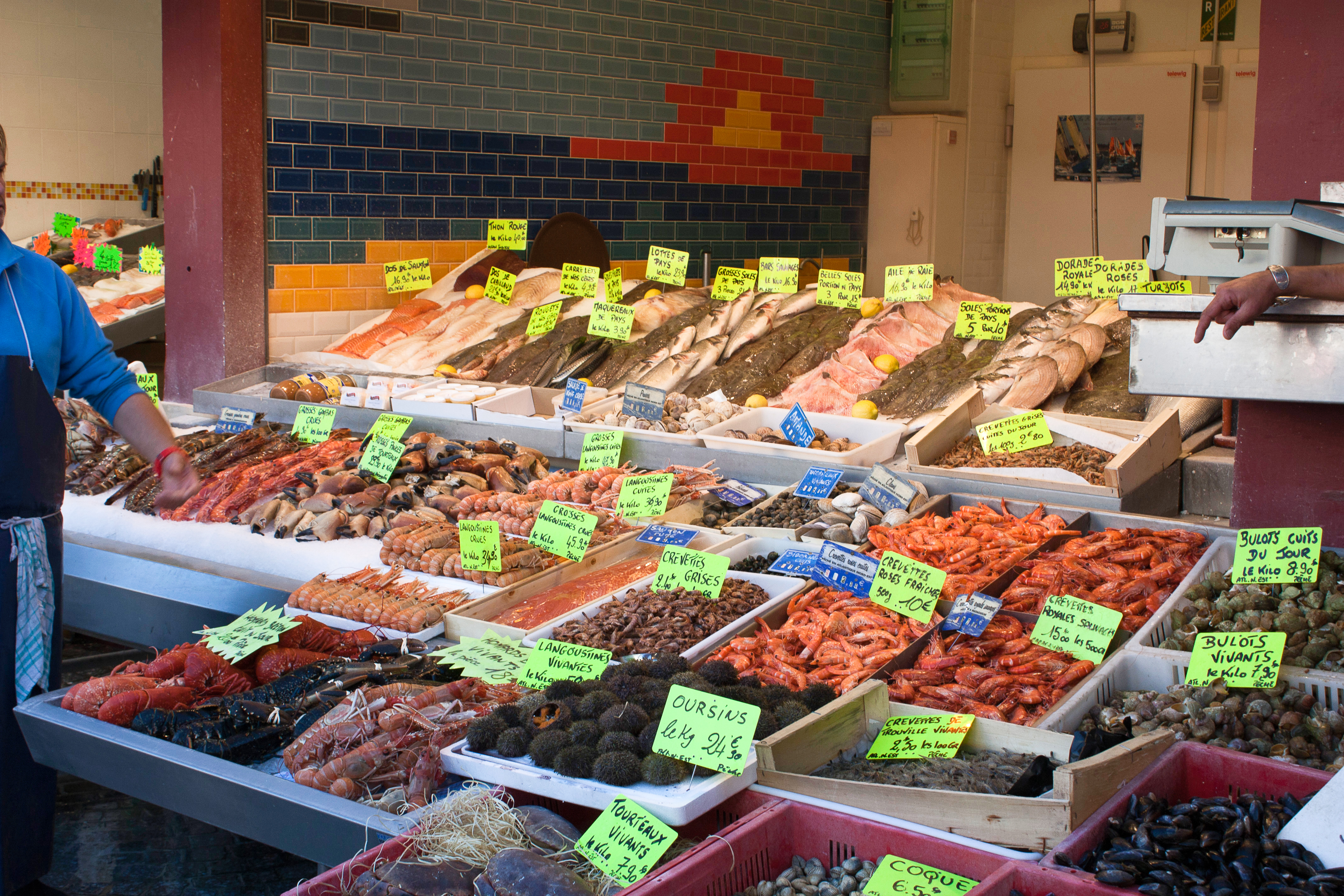
La halle aux poissons de Trouville.

Marchés en lice
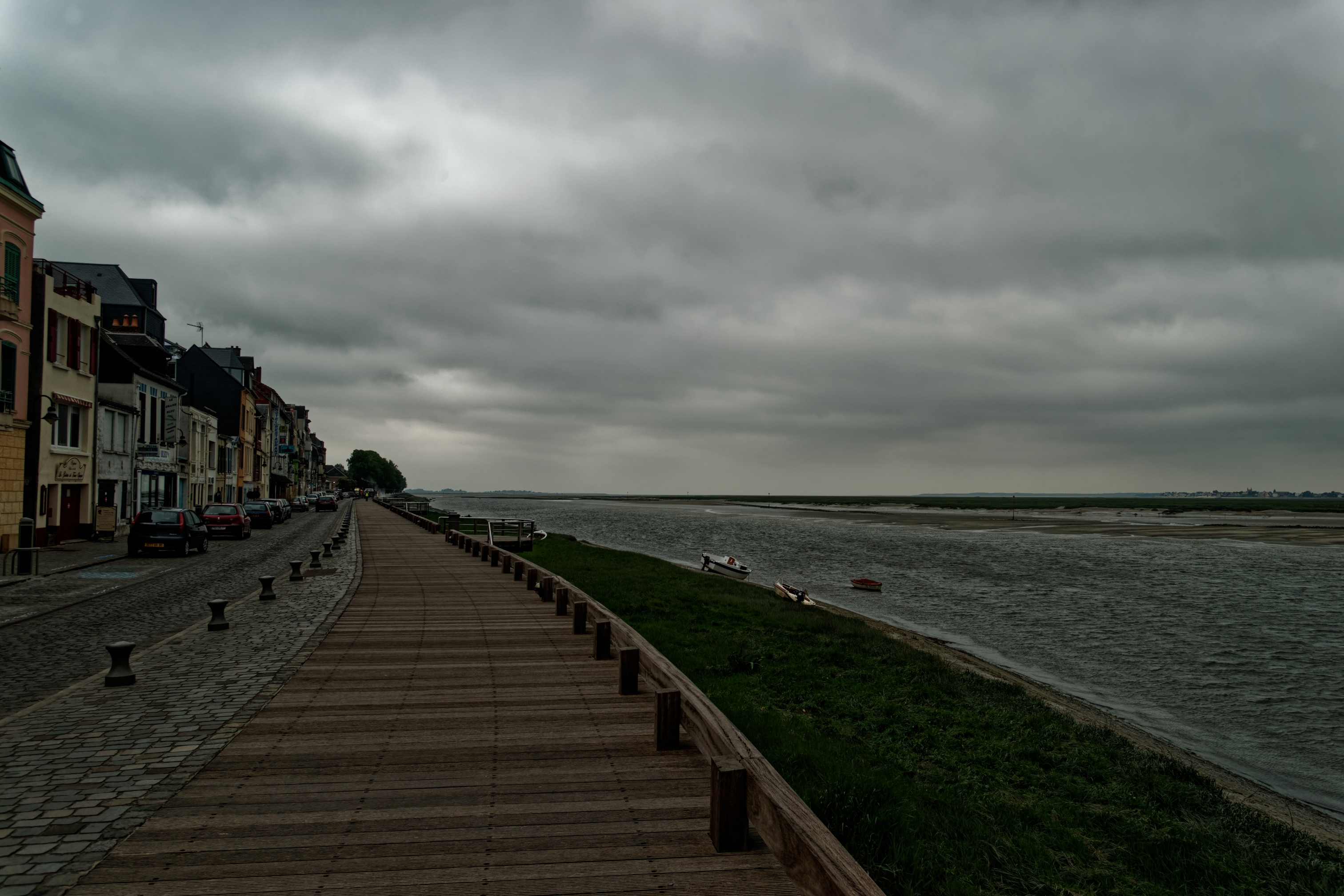
Le marché de Saint-Valery-sur-Somme se tient sur le quai de bord de Somme.
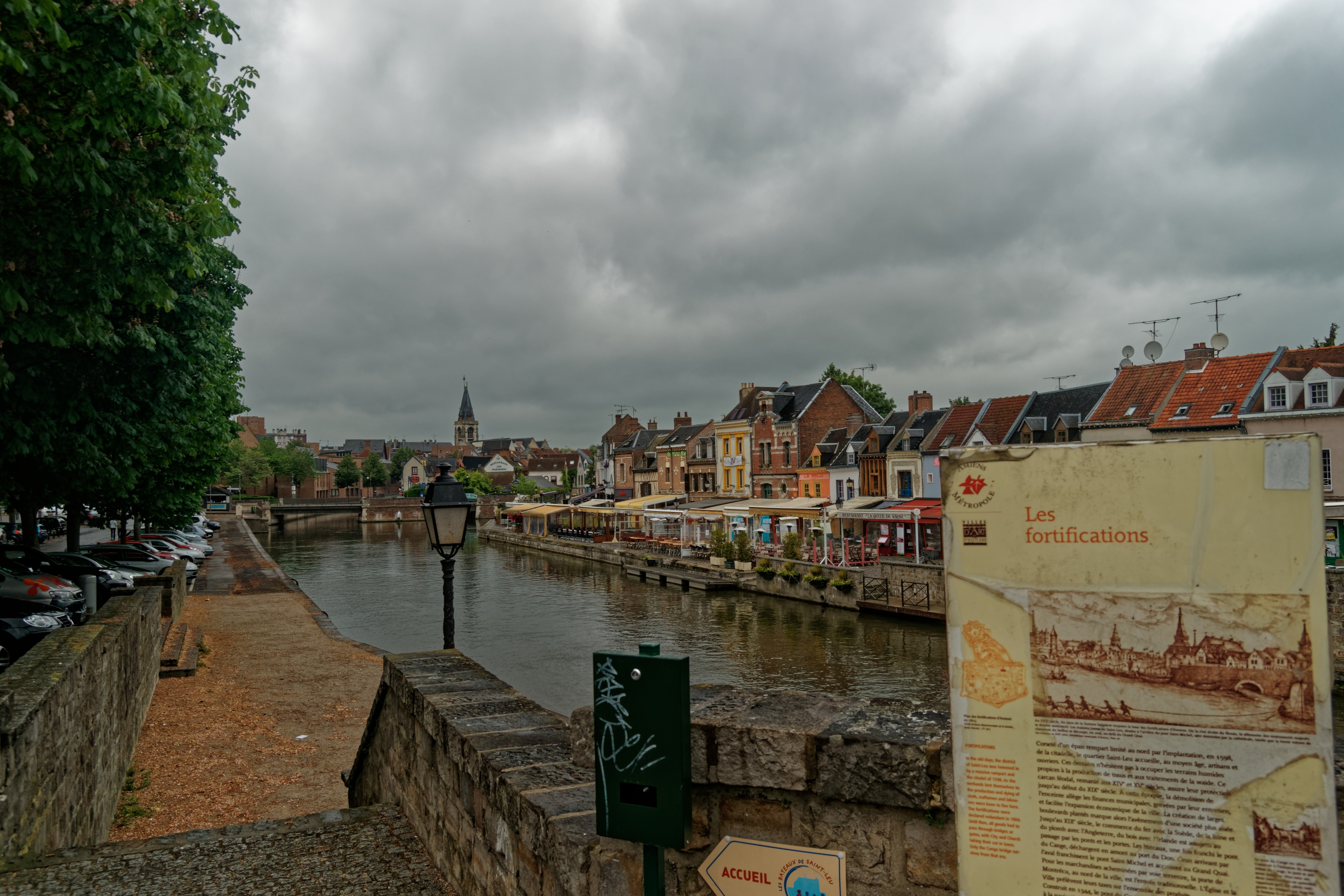
Le marché Saint-Leu à Amiens se tient sue le quai Parmentier.
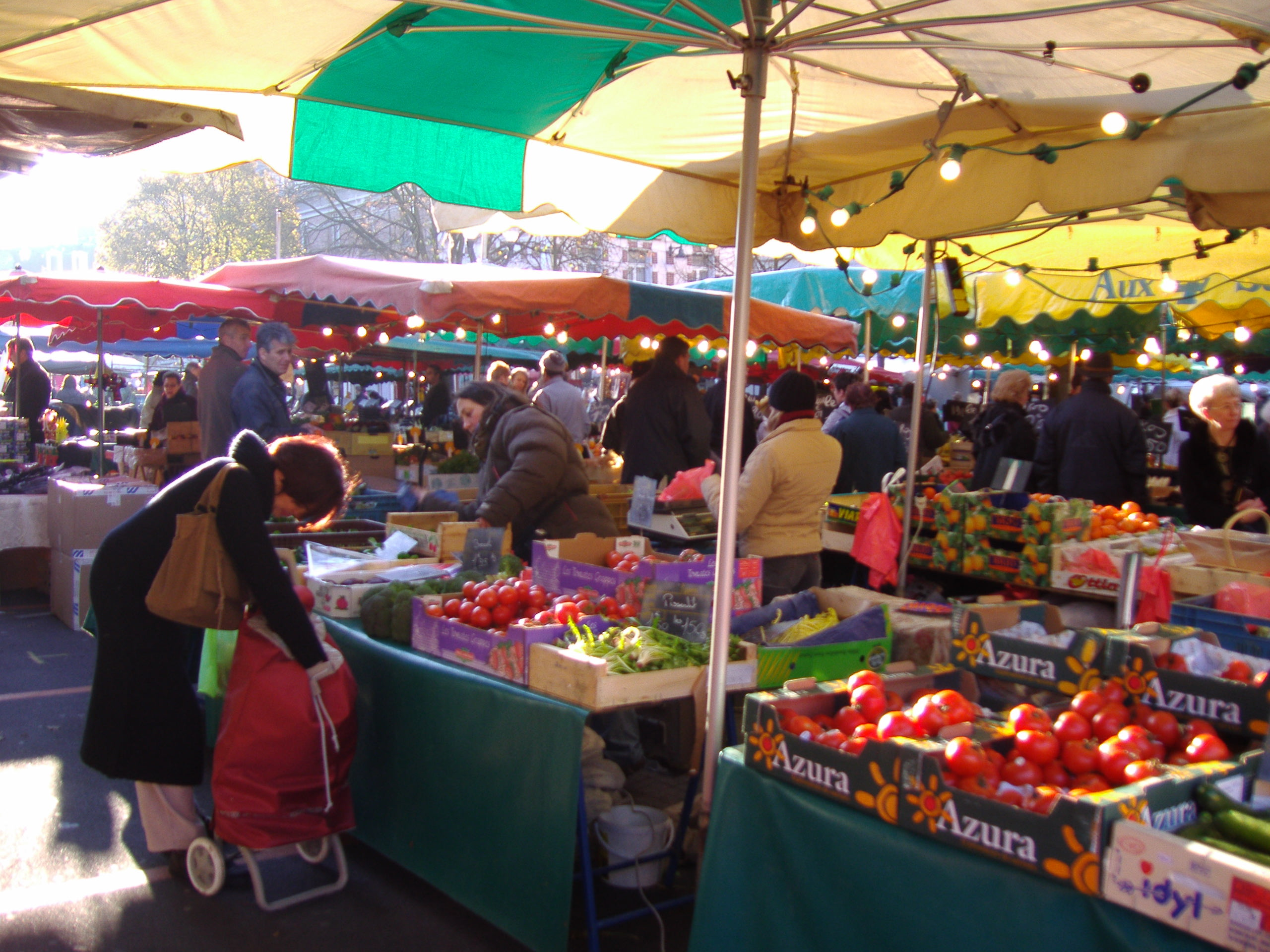
Le marché de Saint-Quentin.
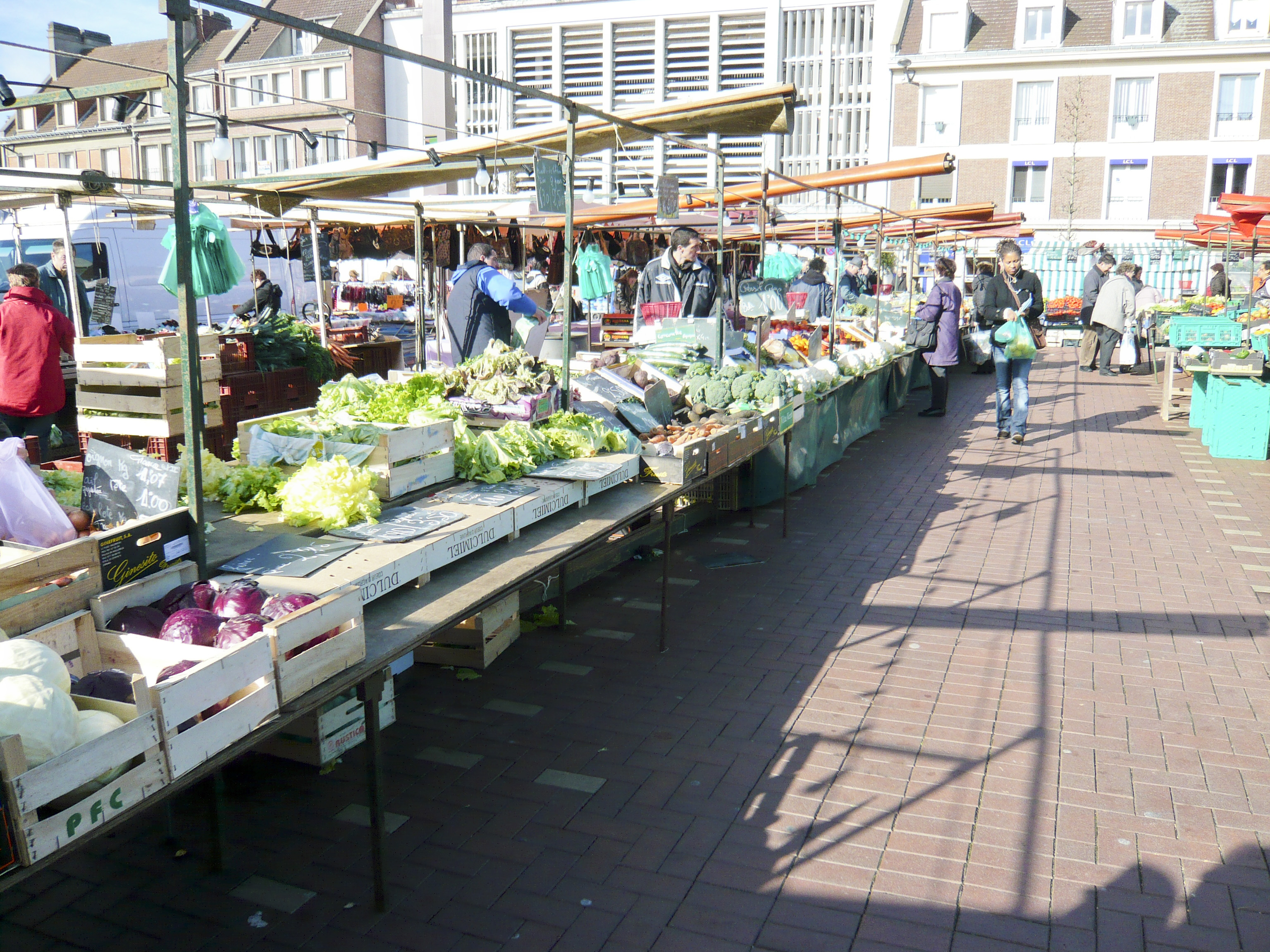
Le marché de Beauvais.
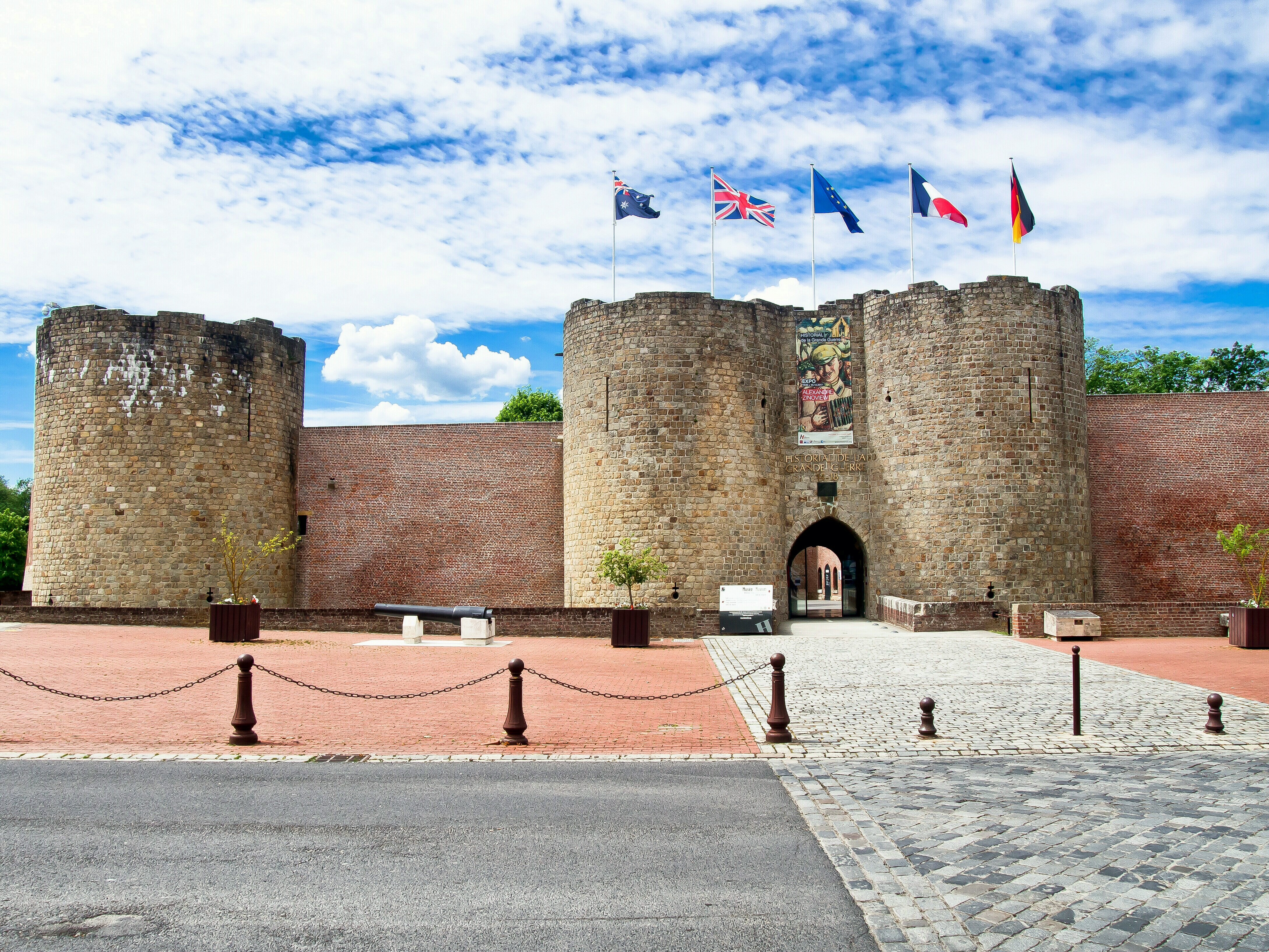
Le marché de Péronne se tient sur la place Audinot, au pied du château-fort.

Avec 34 % des voix, c'est donc le marché de Saint-Lô qui se qualifie pour le concours national.

### Bourgogne

#### Phase de vote régionale
Cette phase de vote se déroule du 15 janvier au 22 février 2018 sur le site de L'Yonne républicaine, en partenariat avec Le Journal du Centre. Le tableau ci-après donne les résultats finaux :
| \| Cl. \| Département \| Marché en lice \| Votes \| \| --- \| ----------- \| ------------------------------ \| ------------------- \| \| 1er \| Yonne \| Marché de Toucy \| 5 311 voix (65,8 %) \| \| 2e \| Yonne \| Marché de Chablis \| 11,6 % \| \| 3e \| Yonne \| Marché de Joigny \| 10,8 % \| \| 4e \| Nièvre \| Marché de Nevers \| 7,1 % \| \| 5e \| Nièvre \| Marché de La Charité-sur-Loire \| 4,7 % \| |             | - Marchés en lice - Le marché de Toucy, devant la mairie. - Le marché de Joigny. |                     |
| Cl. | Département | Marché en lice                                                                   | Votes               |
| 1er | Yonne       | Marché de Toucy                                                                  | 5 311 voix (65,8 %) |
| 2e | Yonne       | Marché de Chablis                                                                | 11,6 %              |
| 3e | Yonne       | Marché de Joigny                                                                 | 10,8 %              |
| 4e | Nièvre      | Marché de Nevers                                                                 | 7,1 %               |
| 5e | Nièvre      | Marché de La Charité-sur-Loire                                                   | 4,7 %               |

Marchés en lice
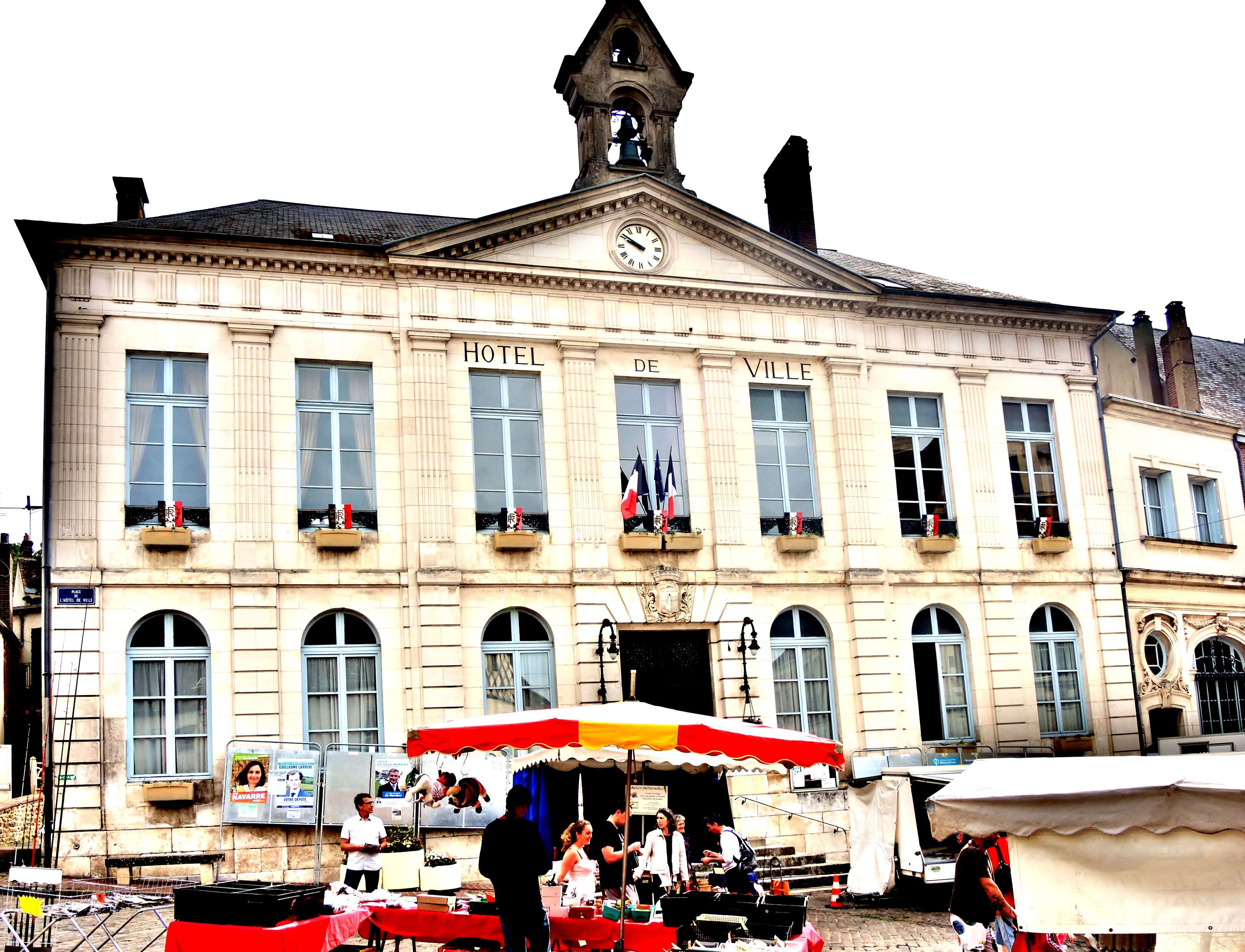
Le marché de Toucy, devant la mairie.
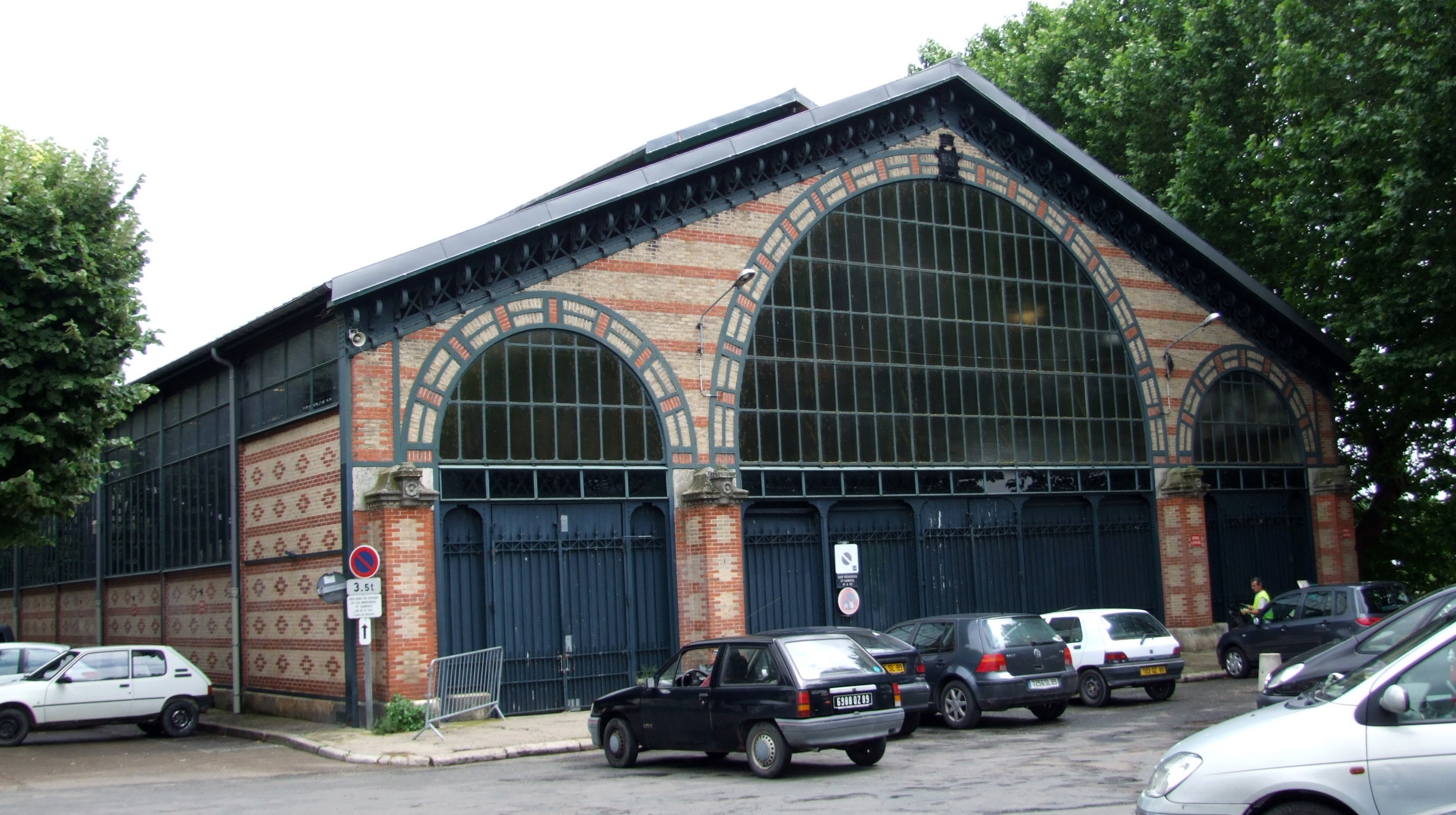
Le marché de Joigny.

Avec 5 311 voix (65,8 %), c'est donc le marché de Toucy qui se qualifie pour le concours national.

### Bretagne

#### Phase de vote régionale
Cette phase de vote se déroule du 15 janvier au 20 février 2018 sur le site de Ouest-France. Le tableau ci-après donne les résultats finaux :
| \| Cl. \| Département \| Marché en lice \| \| --- \| --------------- \| ----------------------------------------------- \| \| 1er \| Morbihan \| Marché des Lices (Vannes) \| \| 2e \| Ille-et-Vilaine \| Marché des Lices (Rennes) \| \| NC \| Côtes-d'Armor \| Marché de Lannion \| \| NC \| Côtes-d'Armor \| Marché de Dinan \| \| NC \| Côtes-d'Armor \| Marché de Lamballe \| \| NC \| Côtes-d'Armor \| Marché de Quintin \| \| NC \| Côtes-d'Armor \| Marché de Binic \| \| NC \| Côtes-d'Armor \| Marché de la Croix-Saint-Lambert (Saint-Brieuc) \| \| NC \| Finistère \| Marché de Fouesnant \| \| NC \| Finistère \| Marché de Châteaulin \| \| NC \| Finistère \| Marché de Tréboul \| \| NC \| Finistère \| Marché de Quimper \| \| NC \| Finistère \| Halles Saint-François (Quimper) \| \| NC \| Finistère \| Marché de Morlaix \| \| NC \| Finistère \| Marché de Pont-l'Abbé \| \| NC \| Finistère \| Marché de Locronan \| \| NC \| Finistère \| Marché de Saint-Renan \| \| NC \| Ille-et-Vilaine \| Marché de Fougères \| \| NC \| Ille-et-Vilaine \| Marché de La Guerche-de-Bretagne \| \| NC \| Ille-et-Vilaine \| Marché du Landrel (Rennes) \| \| NC \| Ille-et-Vilaine \| Marché de Cancale \| \| NC \| Ille-et-Vilaine \| Marché de Dinard \| \| NC \| Morbihan \| Marché de Carnac \| \| NC \| Morbihan \| Marché de Questembert \| \| NC \| Morbihan \| Marché de Larmor-Plage \| |                 | - Marchés en lice - Le marché, place des Lices, à Vannes. - Le marché des Lices à Rennes. - La place du marché de Lamballe. - Les halles Saint-François de Quimper. - Le marché de Dinard. |
| Cl. | Département     | Marché en lice |
| 1er | Morbihan        | Marché des Lices (Vannes) |
| 2e | Ille-et-Vilaine | Marché des Lices (Rennes) |
| NC | Côtes-d'Armor   | Marché de Lannion |
| NC | Côtes-d'Armor   | Marché de Dinan |
| NC | Côtes-d'Armor   | Marché de Lamballe |
| NC | Côtes-d'Armor   | Marché de Quintin |
| NC | Côtes-d'Armor   | Marché de Binic |
| NC | Côtes-d'Armor   | Marché de la Croix-Saint-Lambert (Saint-Brieuc) |
| NC | Finistère       | Marché de Fouesnant |
| NC | Finistère       | Marché de Châteaulin |
| NC | Finistère       | Marché de Tréboul |
| NC | Finistère       | Marché de Quimper |
| NC | Finistère       | Halles Saint-François (Quimper) |
| NC | Finistère       | Marché de Morlaix |
| NC | Finistère       | Marché de Pont-l'Abbé |
| NC | Finistère       | Marché de Locronan |
| NC | Finistère       | Marché de Saint-Renan |
| NC | Ille-et-Vilaine | Marché de Fougères |
| NC | Ille-et-Vilaine | Marché de La Guerche-de-Bretagne |
| NC | Ille-et-Vilaine | Marché du Landrel (Rennes) |
| NC | Ille-et-Vilaine | Marché de Cancale |
| NC | Ille-et-Vilaine | Marché de Dinard |
| NC | Morbihan        | Marché de Carnac |
| NC | Morbihan        | Marché de Questembert |
| NC | Morbihan        | Marché de Larmor-Plage |

Avec la majorité des voix, c'est donc le marché des Lices à Vannes qui se qualifie pour le concours national,.

### Centre

#### Phase de vote régionale
Cette phase de vote se déroule du 15 janvier au 21 février 2018 sur le site de La République du Centre. Le tableau ci-après donne les résultats finaux :
| \| Cl. \| Département \| Marché en lice \| Votes \| \| --- \| ----------- \| -------------------- \| ------------------- \| \| 1er \| Loiret \| Marché d'Orléans \| 1 359 voix (29,9 %) \| \| 2e \| Cher \| Marché de Sancoins \| 1 314 voix (28,9 %) \| \| 3e \| Cher \| Marché de Bourges \| 1 273 voix (28 %) \| \| 4e \| Loiret \| Marché de Pithiviers \| 237 voix (5,2 %) \| \| 5e \| Cher \| Marché de Graçay \| 200 voix (4,4 %) \| \| 6e \| Cher \| Marché de Vierzon \| 163 voix (3,6 %) \| |             | - Marchés en lice - Le marché d'Orléans se tient au bord de la Loire. - Le marché de Bourges. |                     |
| Cl. | Département | Marché en lice                                                                                | Votes               |
| 1er | Loiret      | Marché d'Orléans                                                                              | 1 359 voix (29,9 %) |
| 2e | Cher        | Marché de Sancoins                                                                            | 1 314 voix (28,9 %) |
| 3e | Cher        | Marché de Bourges                                                                             | 1 273 voix (28 %)   |
| 4e | Loiret      | Marché de Pithiviers                                                                          | 237 voix (5,2 %)    |
| 5e | Cher        | Marché de Graçay                                                                              | 200 voix (4,4 %)    |
| 6e | Cher        | Marché de Vierzon                                                                             | 163 voix (3,6 %)    |

Marchés en lice
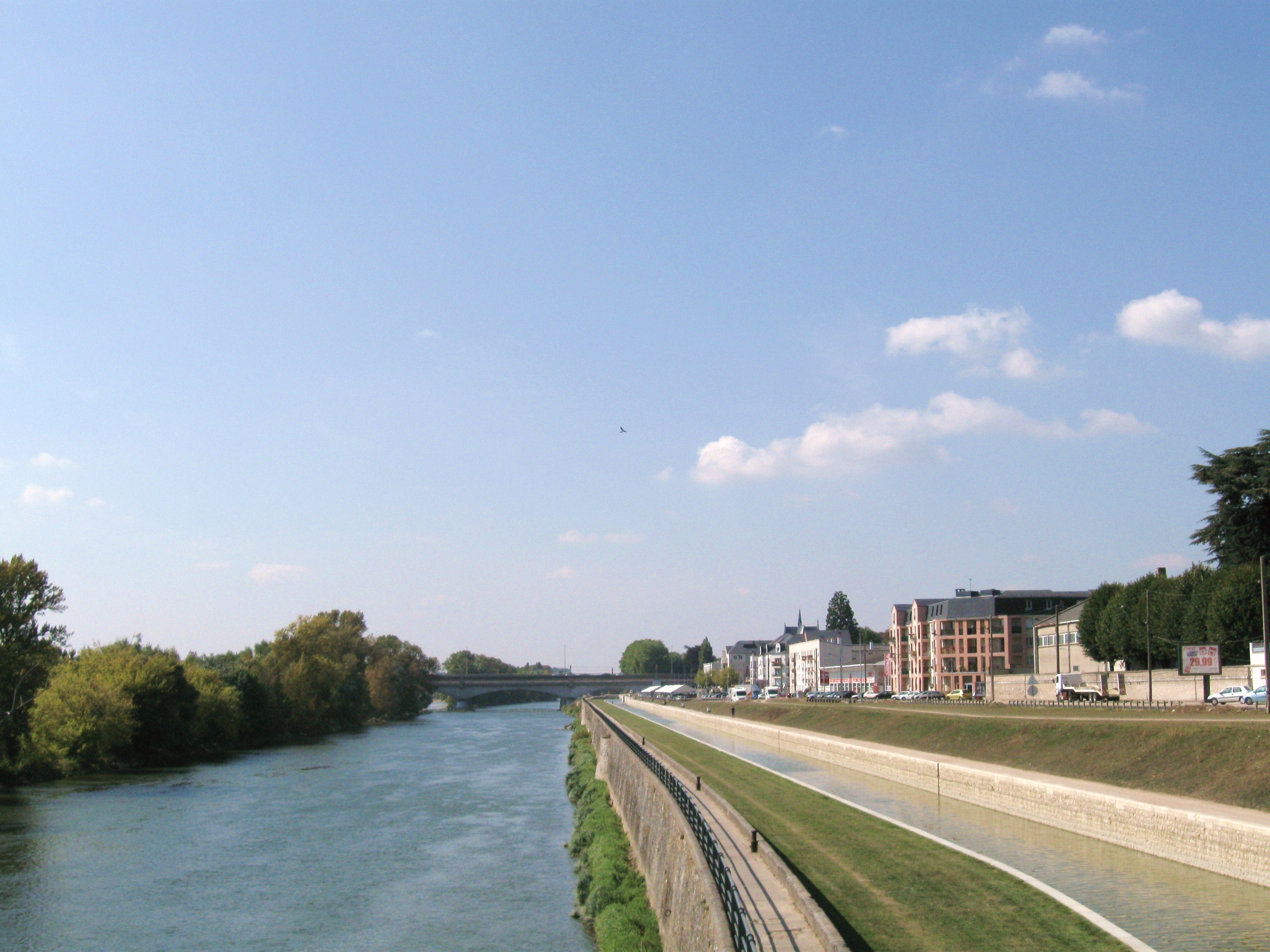
Le marché d'Orléans se tient au bord de la Loire.
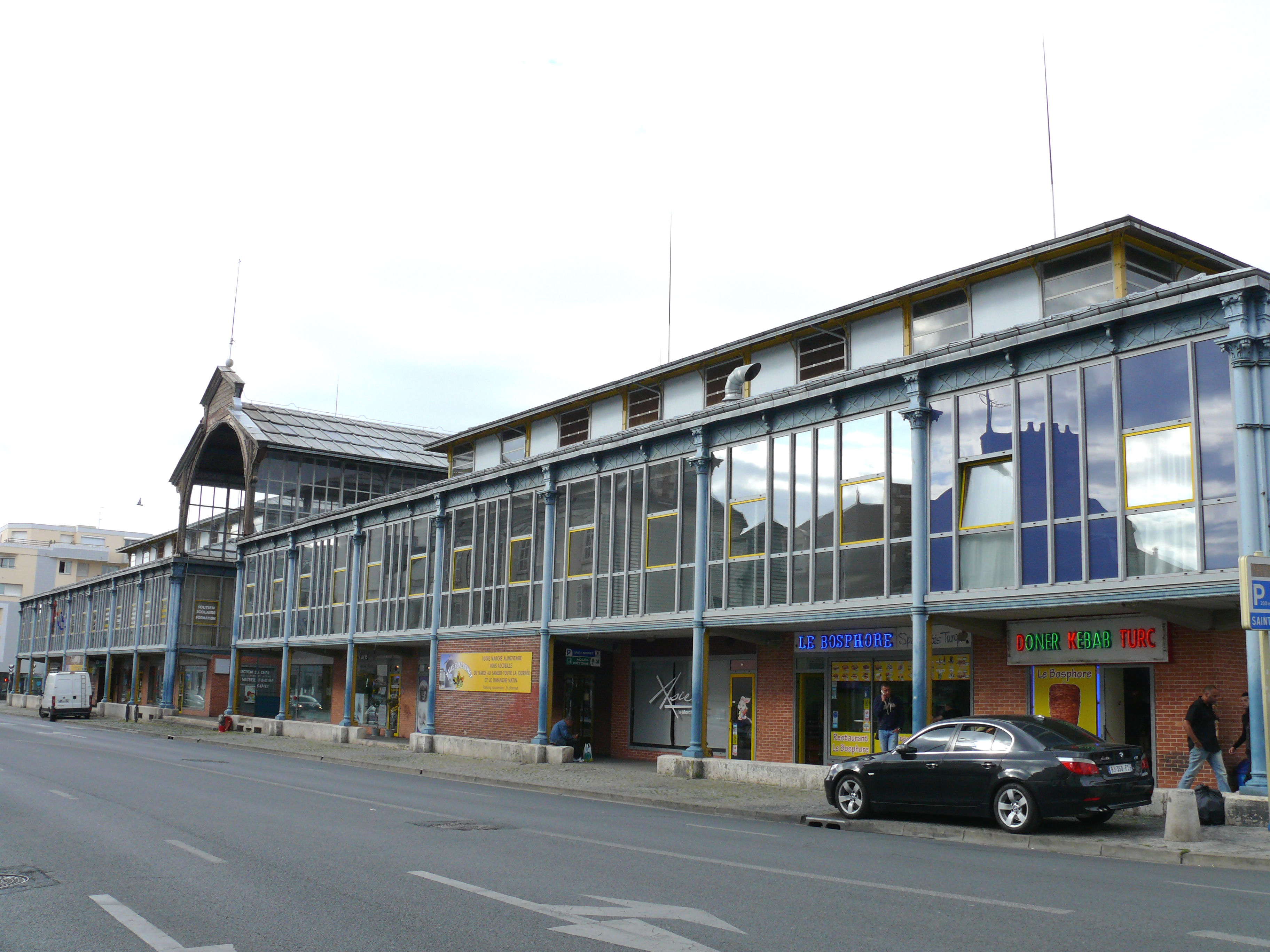
Le marché de Bourges.

Avec 1 359 voix (55 %), sur les 4 546 au total, c'est donc le marché d'Orléans qui se qualifie pour le concours national.

### Champagne-Ardenne

#### Phase de vote régionale
Cette phase de vote se déroule du 16 janvier au 22 février 2018 sur le site de L'Est-Éclair,. Le tableau ci-après donne les résultats finaux :
| \| Cl. \| Département \| Marché en lice \| Votes \| \| --- \| ----------- \| ------------------------------ \| ----- \| \| 1er \| Aube \| Halles de Troyes \| 55 % \| \| 2e \| Marne \| Halles du Boulingrin (Reims) \| 21 % \| \| 3e \| Ardennes \| Marché de La Cassine \| 6 % \| \| 4e \| Marne \| Marché de Châlons-en-Champagne \| 5 % \| \| 5e \| Aisne \| Marché de Soissons \| 4 % \| \| 6e \| Marne \| Marché de Vitry-le-François \| 3 % \| \| 6e \| Ardennes \| Marché de Launois-sur-Vence \| 3 % \| \| 8e \| Marne \| Marché du Bernon (Épernay) \| 2 % \| \| 9e \| Aisne \| Marché de Chauny \| 1 % \| |             | - Marchés en lice - Les halles de Troyes. - Les halles du Bouligrin de Reims. - Le lieu du marché de Vitry-le-François. |       |
| Cl. | Département | Marché en lice | Votes |
| 1er | Aube        | Halles de Troyes | 55 %  |
| 2e | Marne       | Halles du Boulingrin (Reims)                                                                                            | 21 %  |
| 3e | Ardennes    | Marché de La Cassine | 6 %   |
| 4e | Marne       | Marché de Châlons-en-Champagne                                                                                          | 5 %   |
| 5e | Aisne       | Marché de Soissons | 4 %   |
| 6e | Marne       | Marché de Vitry-le-François                                                                                             | 3 %   |
| 6e | Ardennes    | Marché de Launois-sur-Vence                                                                                             | 3 %   |
| 8e | Marne       | Marché du Bernon (Épernay)                                                                                              | 2 %   |
| 9e | Aisne       | Marché de Chauny | 1 %   |

Marchés en lice
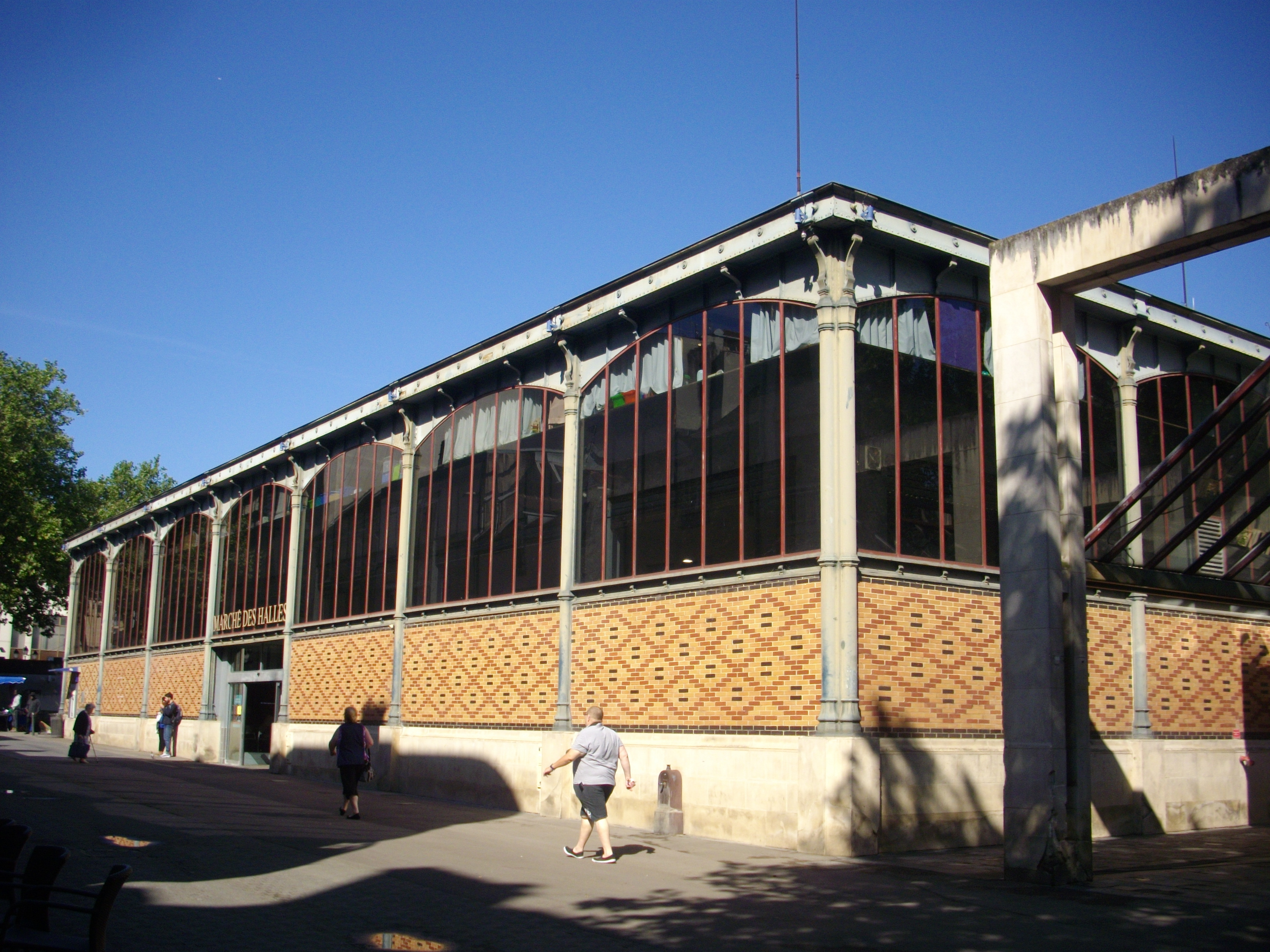
Les halles de Troyes.
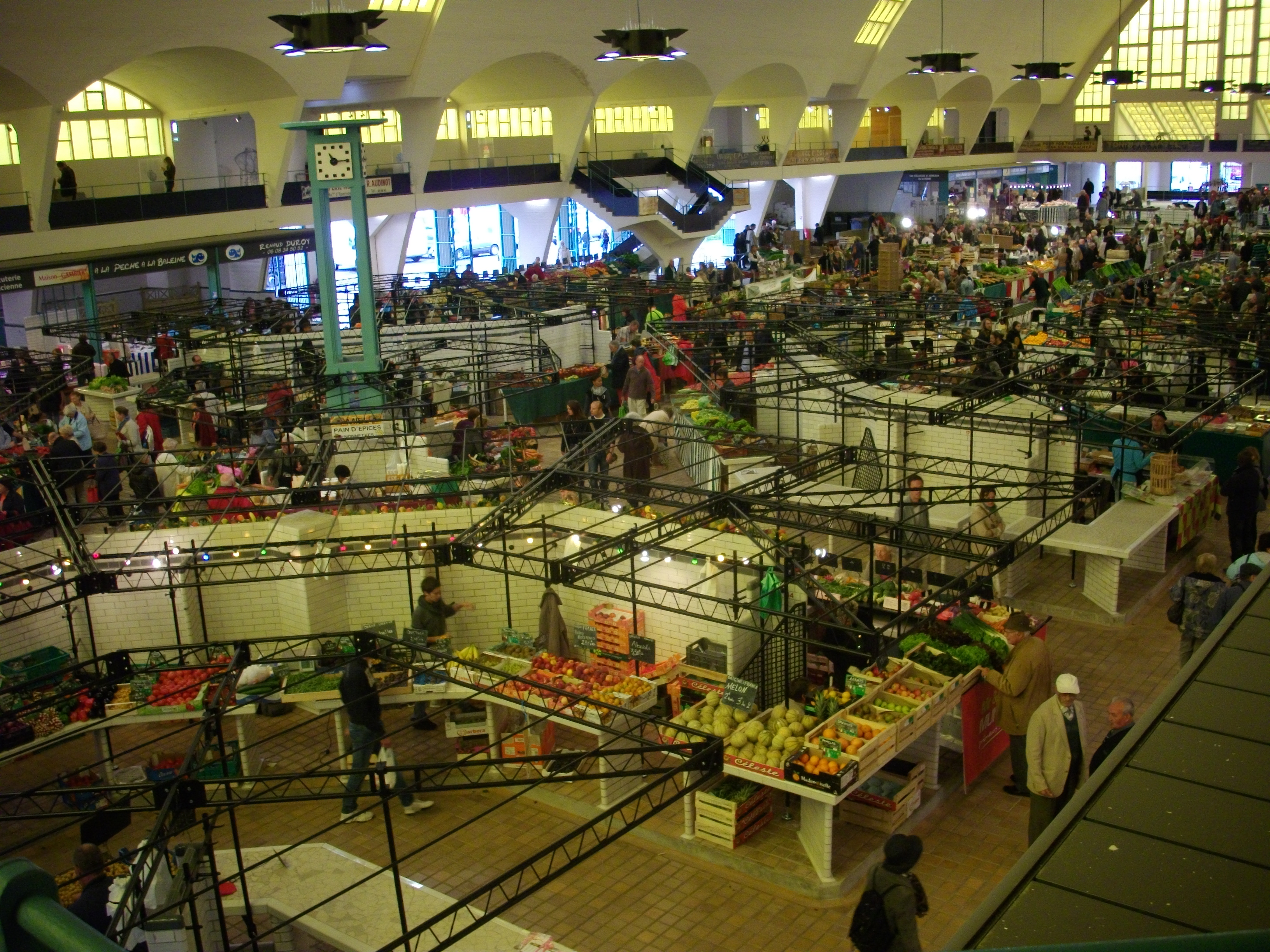
Les halles du Bouligrin de Reims.
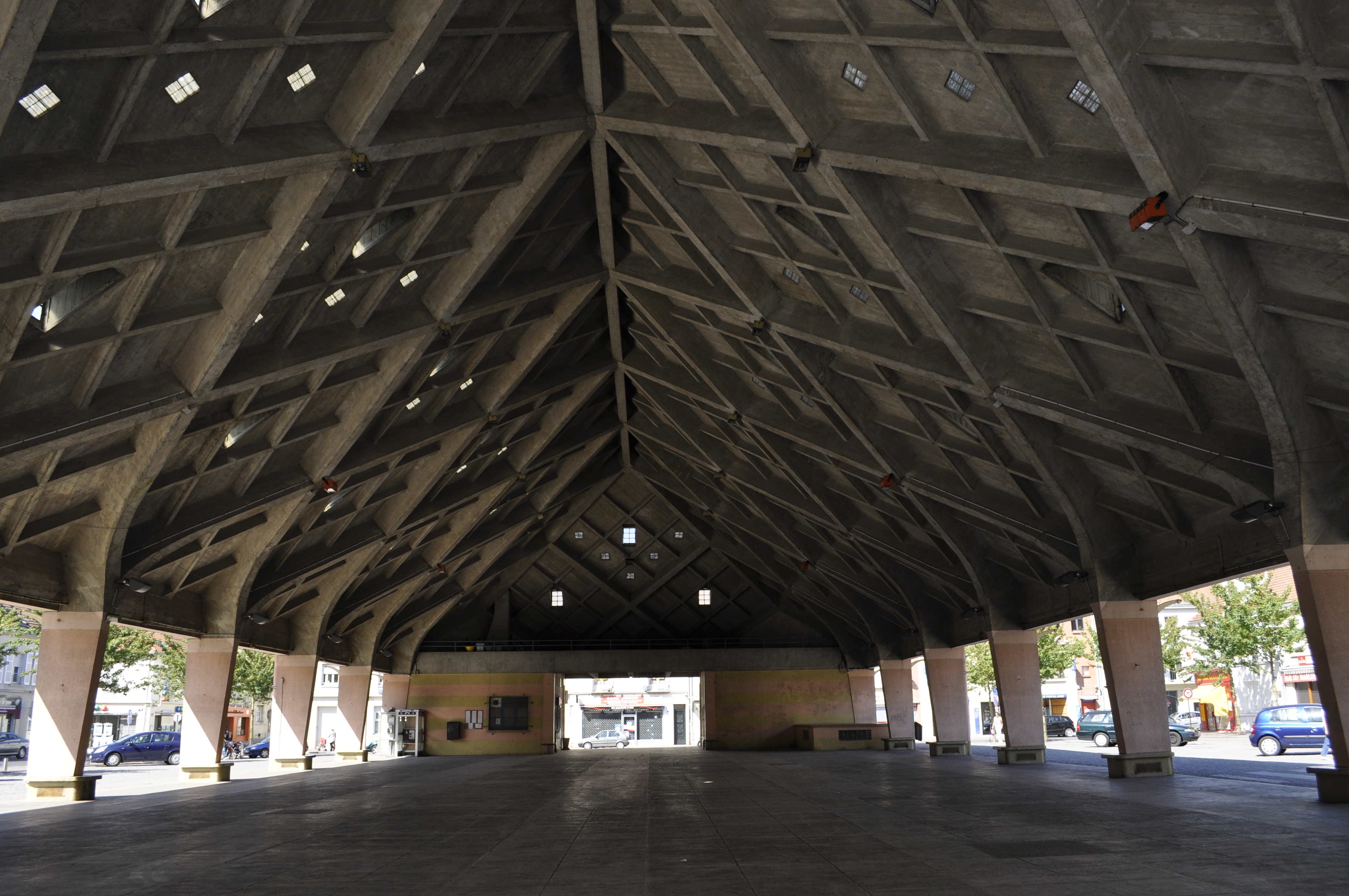
Le lieu du marché de Vitry-le-François.

Avec 55 % des voix, sur les 6 500 au total, ce sont donc les halles de Troyes qui se qualifient pour le concours national.

### Corse

#### Phase de vote régionale
Cette phase de vote se déroule du 15 janvier au 15 février 2018 sur le site de Corse-Matin. Le tableau ci-après donne les résultats finaux :
| \| Cl. \| Département \| Marché en lice \| Votes \| \| --- \| ------------ \| ------------------------------ \| ----- \| \| 1er \| Haute-Corse \| Marché de L'Île-Rousse \| 49 % \| \| 2e \| Haute-Corse \| Marché de Prunelli-di-Fiumorbo \| 26 % \| \| 3e \| Corse-du-Sud \| Marché d'Ajaccio \| 13 % \| \| 4e \| Haute-Corse \| Marché de Bastia \| 7 % \| \| 5e \| Corse-du-Sud \| Marché de Bonifacio \| 2 % \| \| 5e \| Corse-du-Sud \| Marché de Sartène \| 2 % \| \| 7e \| Haute-Corse \| Marché de Corte \| 1 % \| |              | - Marchés en lice - Le marché couvert de L'Île-Rousse. - La commune de Prunelli-di-Fiumorbo. - Le marché d'Ajaccio. - La place du marché à Bastia. - Le marché de Bonifacio se tient sous cette loggia. - La place Paoli (du marché) à Sartène. - Commune de Corte. |       |
| Cl. | Département  | Marché en lice | Votes |
| 1er | Haute-Corse  | Marché de L'Île-Rousse | 49 %  |
| 2e | Haute-Corse  | Marché de Prunelli-di-Fiumorbo | 26 %  |
| 3e | Corse-du-Sud | Marché d'Ajaccio | 13 %  |
| 4e | Haute-Corse  | Marché de Bastia | 7 %   |
| 5e | Corse-du-Sud | Marché de Bonifacio | 2 %   |
| 5e | Corse-du-Sud | Marché de Sartène | 2 %   |
| 7e | Haute-Corse  | Marché de Corte | 1 %   |

Marchés en lice
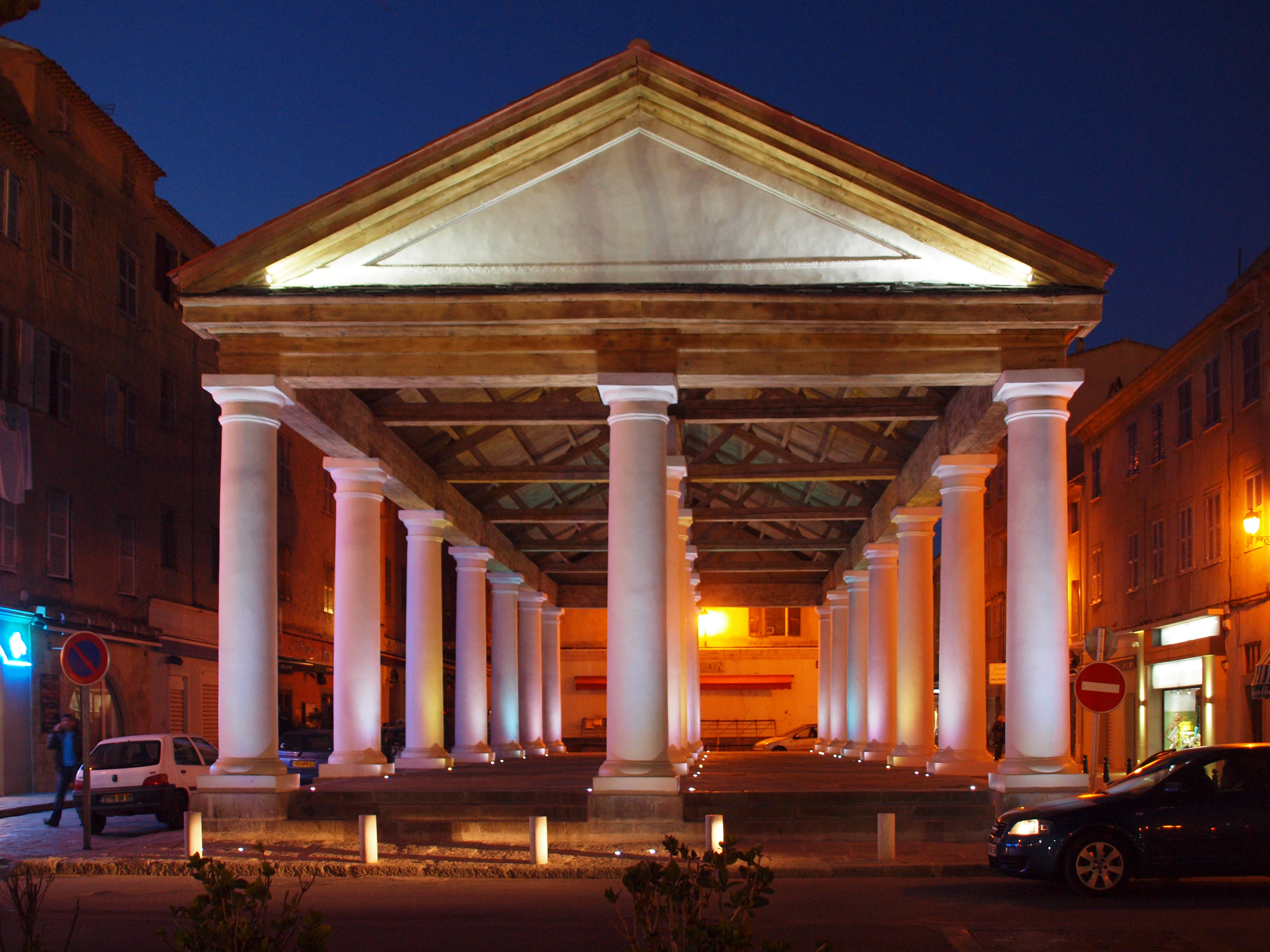
Le marché couvert de L'Île-Rousse.
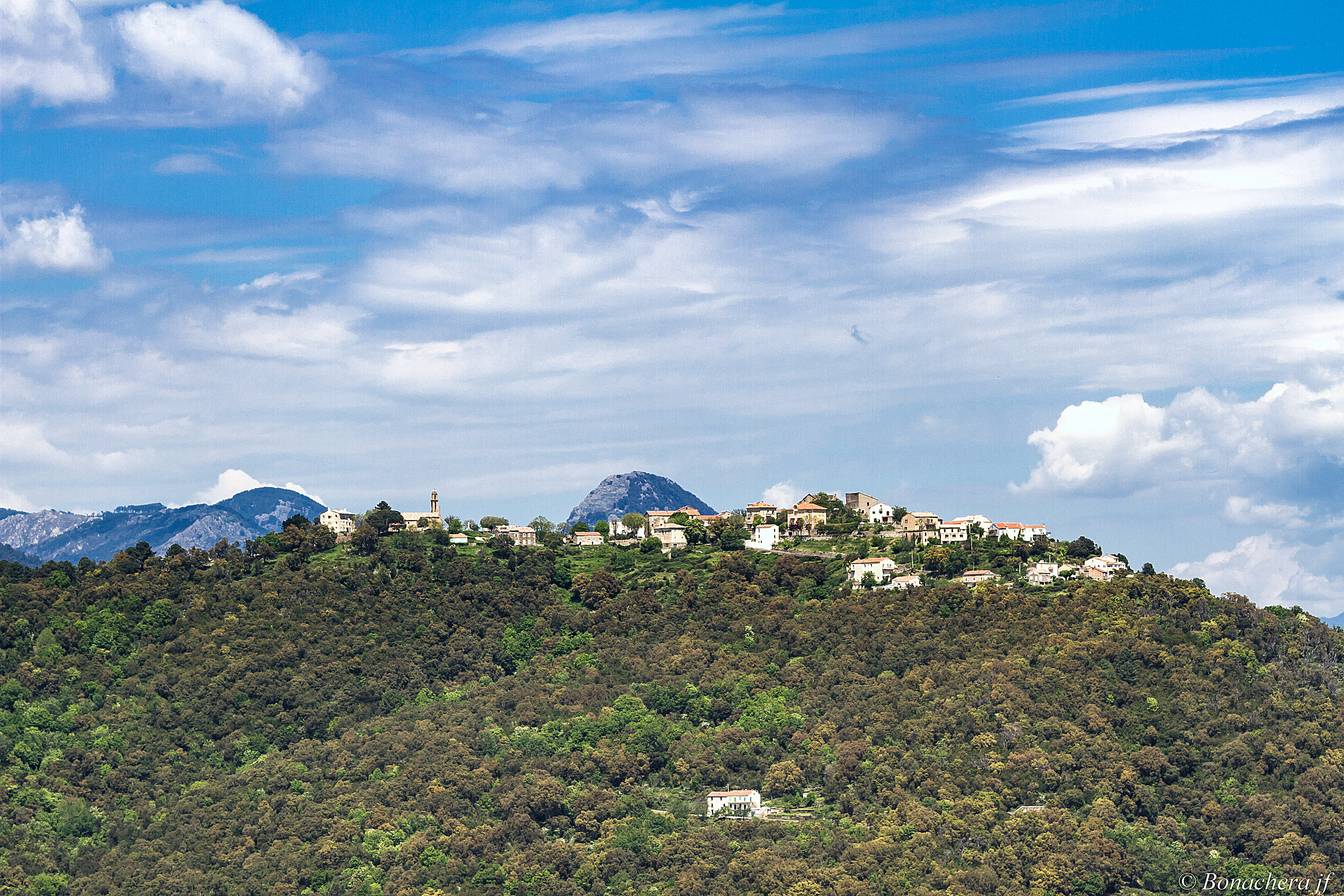
La commune de Prunelli-di-Fiumorbo.
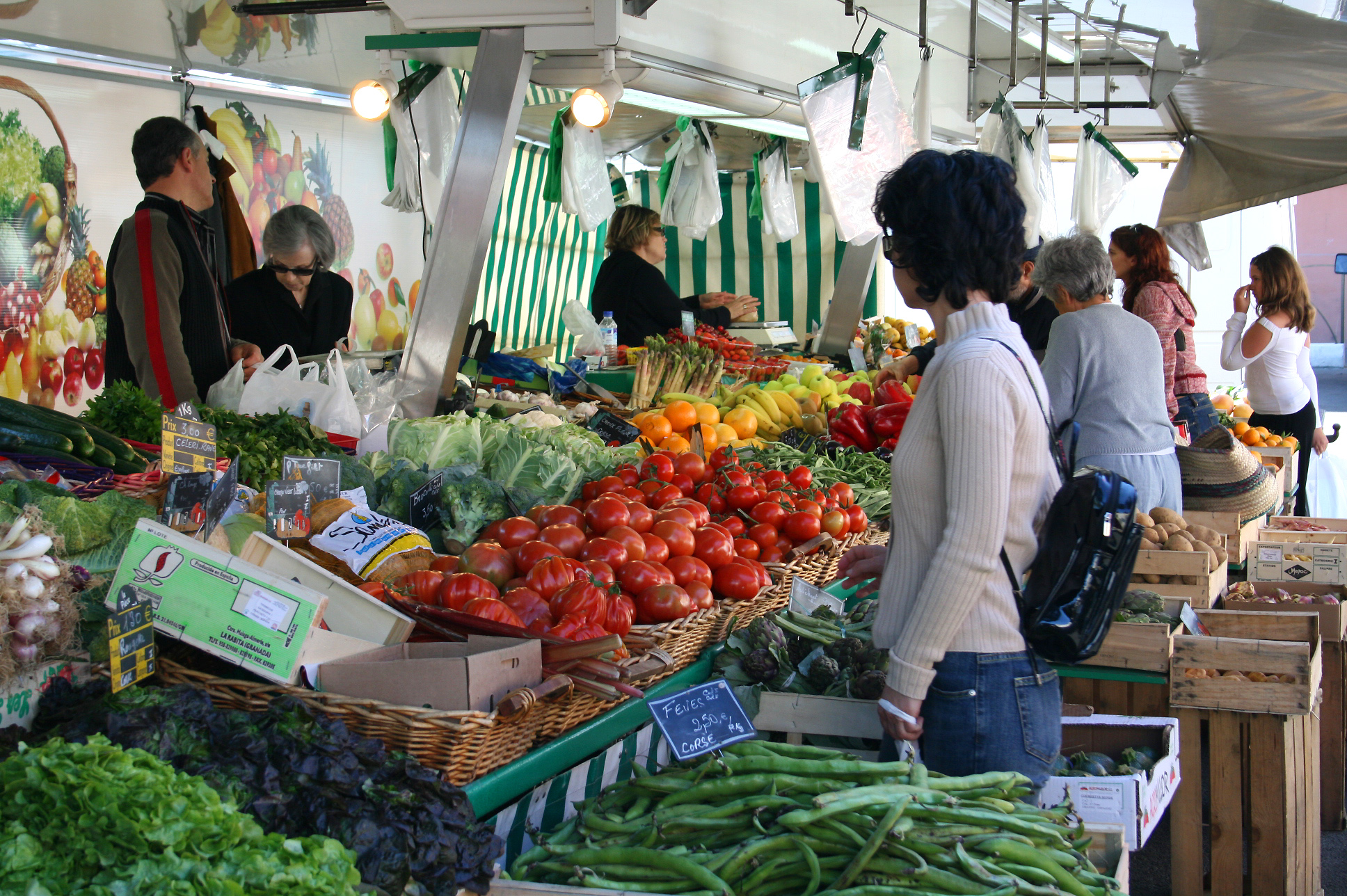
Le marché d'Ajaccio.
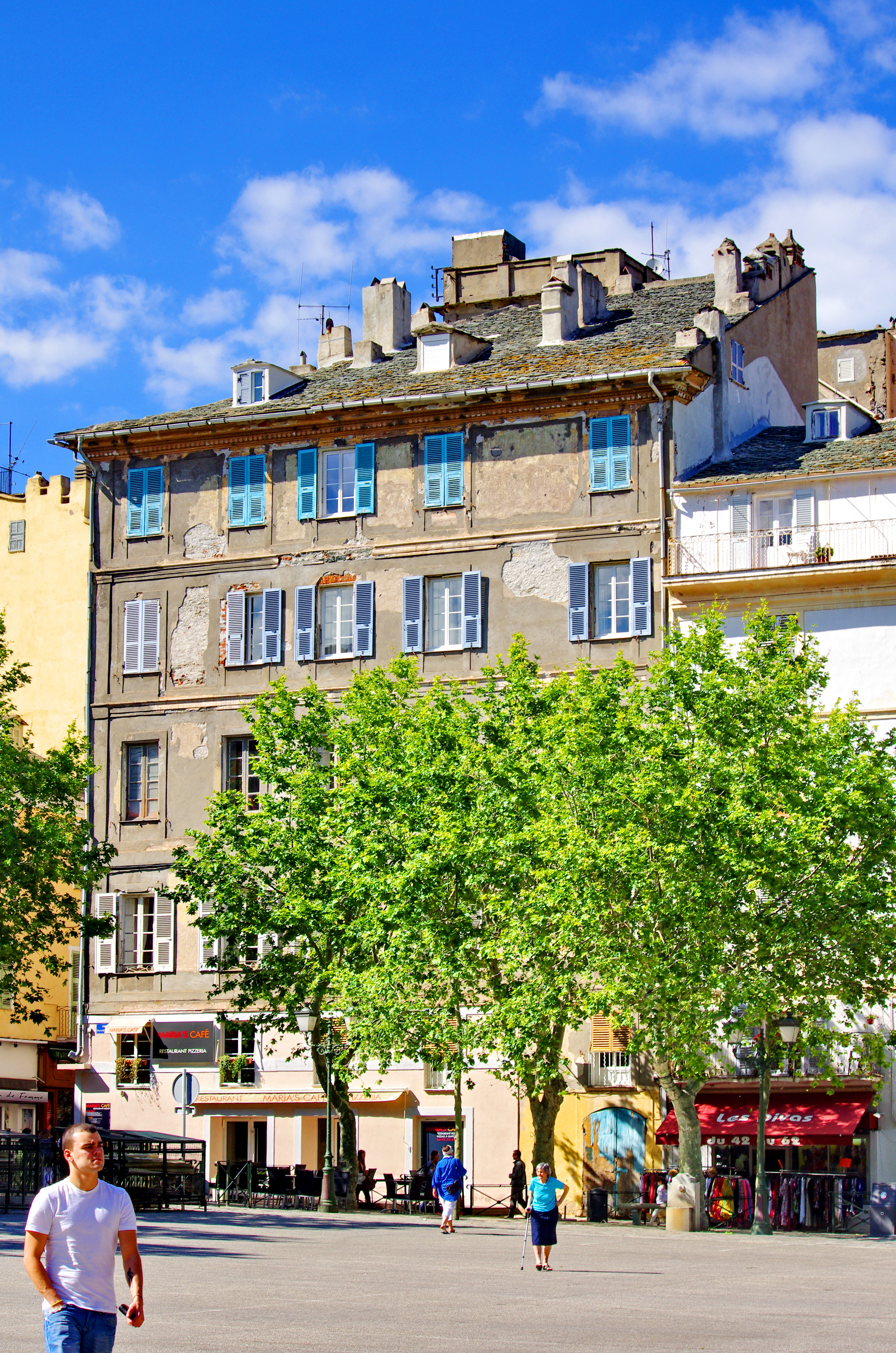
La place du marché à Bastia.
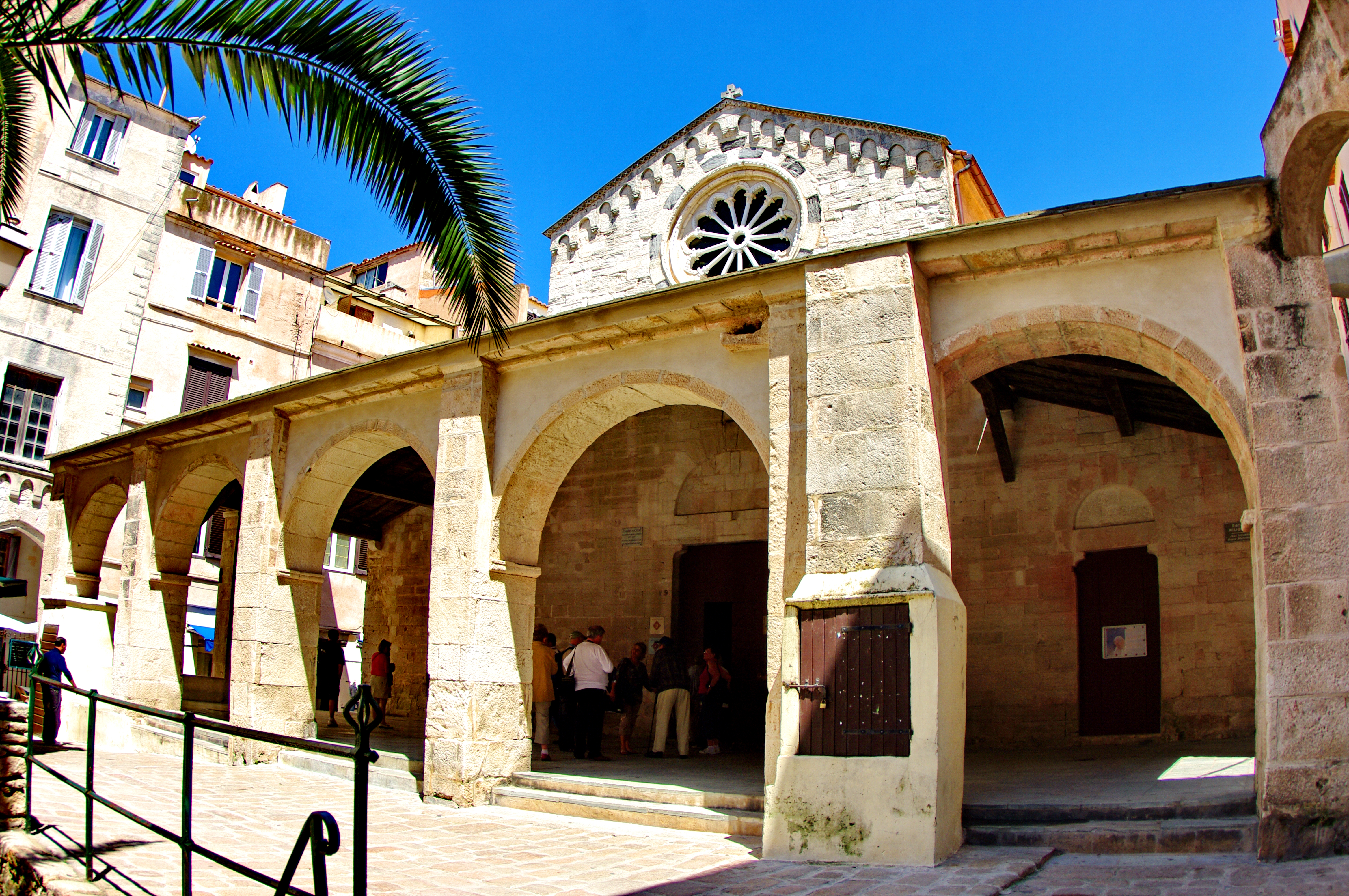
Le marché de Bonifacio se tient sous cette loggia.
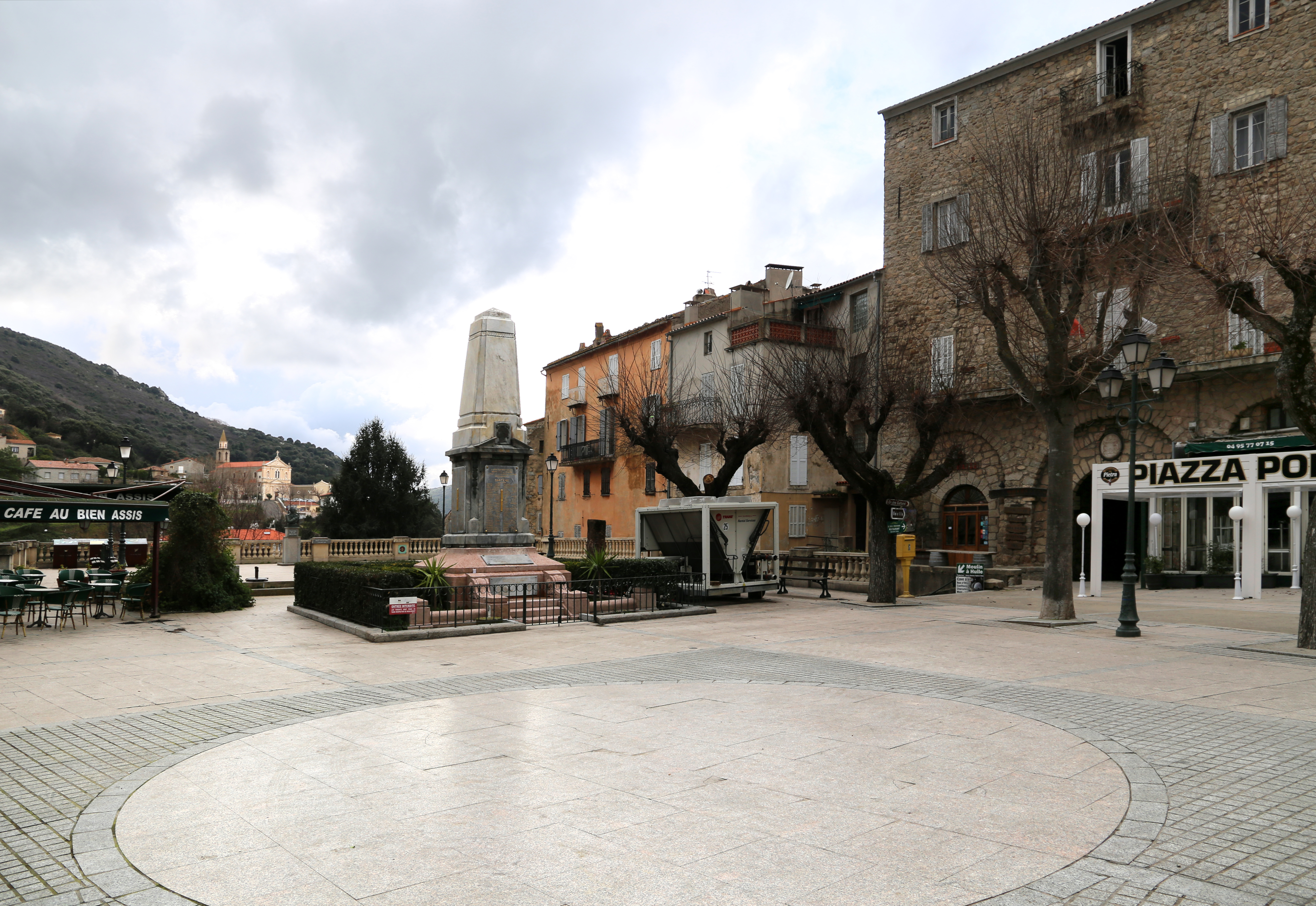
La place Paoli (du marché) à Sartène.
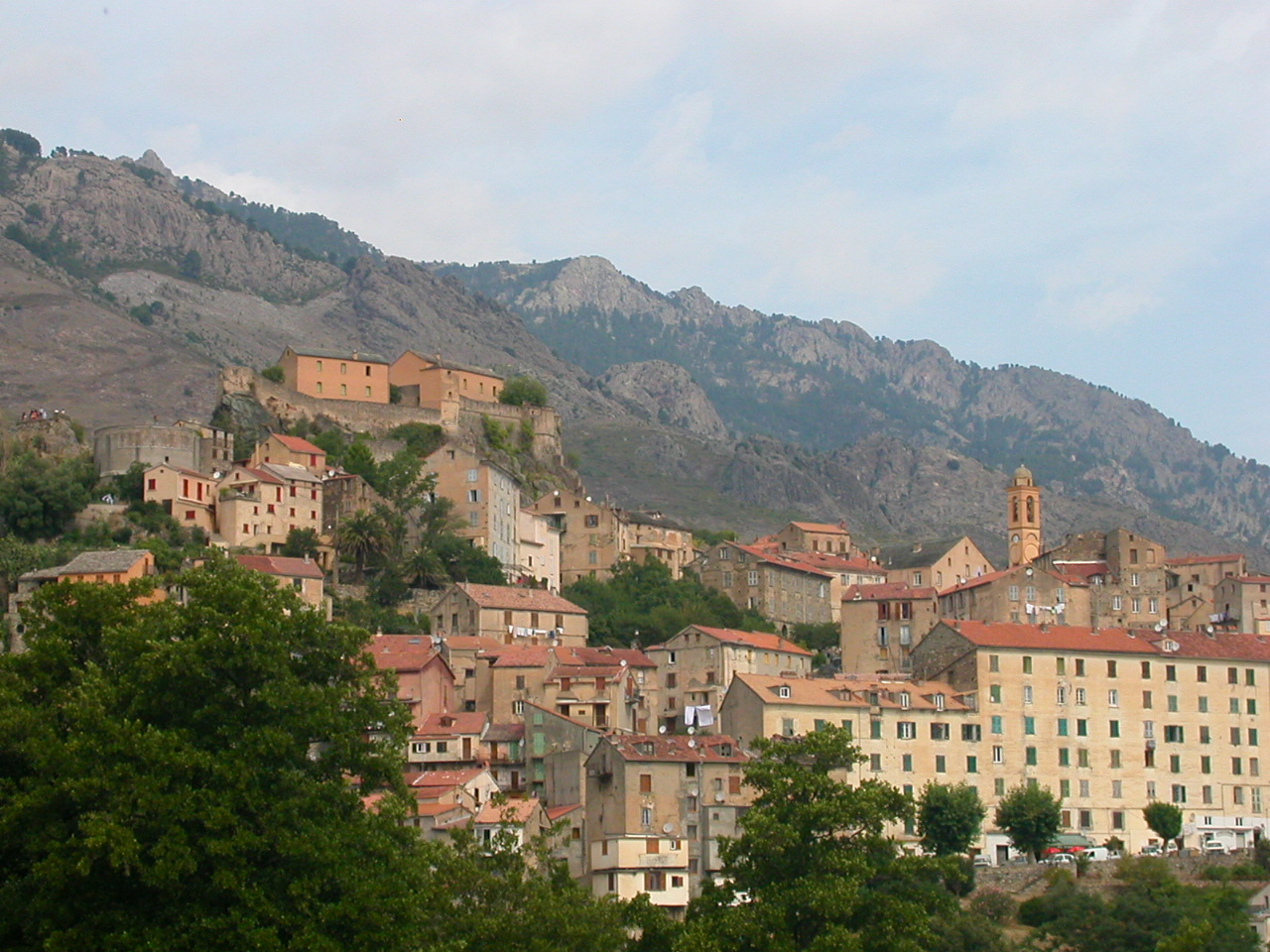
Commune de Corte.

Avec 49 % des voix, sur les 2 847 au total, c'est donc le marché de L'Île-Rousse qui se qualifie pour le concours national.

### Franche-Comté

#### Phase de vote régionale
Cette phase de vote se déroule du 15 janvier au 22 février 2018 sur le site de L'Est républicain. Le tableau ci-après donne les résultats finaux :
| \| Cl. \| Département \| Marché en lice \| \| --- \| --------------------- \| ---------------------------- \| \| 1er \| Territoire de Belfort \| Marché Fréry (Belfort) \| \| NC \| Doubs \| Marché de Battant (Besançon) \| \| NC \| Doubs \| Marché Beaux-Arts (Besançon) \| \| NC \| Doubs \| Marché à Pontarlier \| \| NC \| Doubs \| Marché de Pugey-Arguel \| \| NC \| Territoire de Belfort \| Marché des Vosges (Belfort) \| \| NC \| Haute-Saône \| Marché de Lure \| \| NC \| Haute-Saône \| Marché de Vesoul \| |                       | - Marchés en lice - Le marché Fréry de Belfort. - La place de la Révolution (du marché Beaux-Arts) à Besançon. - Le marché des halles de Vesoul. |
| Cl. | Département           | Marché en lice |
| 1er | Territoire de Belfort | Marché Fréry (Belfort) |
| NC | Doubs                 | Marché de Battant (Besançon) |
| NC | Doubs                 | Marché Beaux-Arts (Besançon) |
| NC | Doubs                 | Marché à Pontarlier |
| NC | Doubs                 | Marché de Pugey-Arguel |
| NC | Territoire de Belfort | Marché des Vosges (Belfort) |
| NC | Haute-Saône           | Marché de Lure |
| NC | Haute-Saône           | Marché de Vesoul |

Marchés en lice
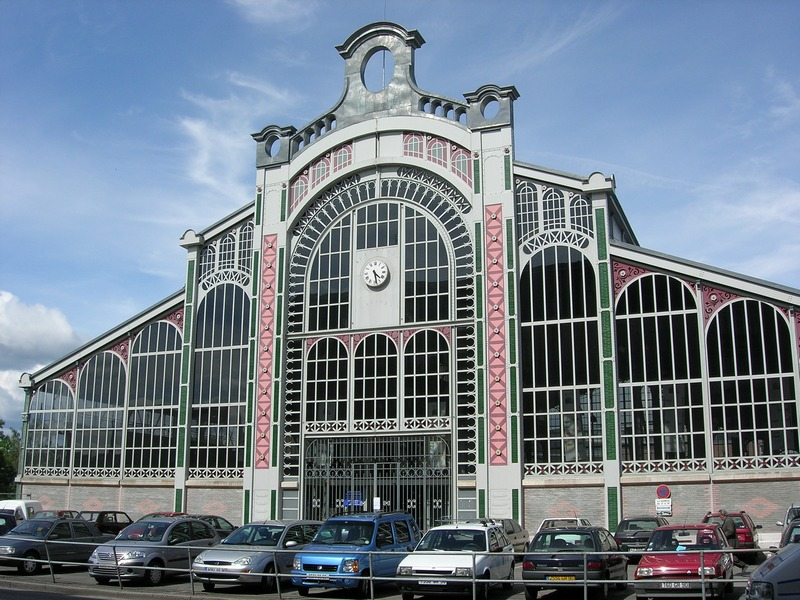
Le marché Fréry de Belfort.
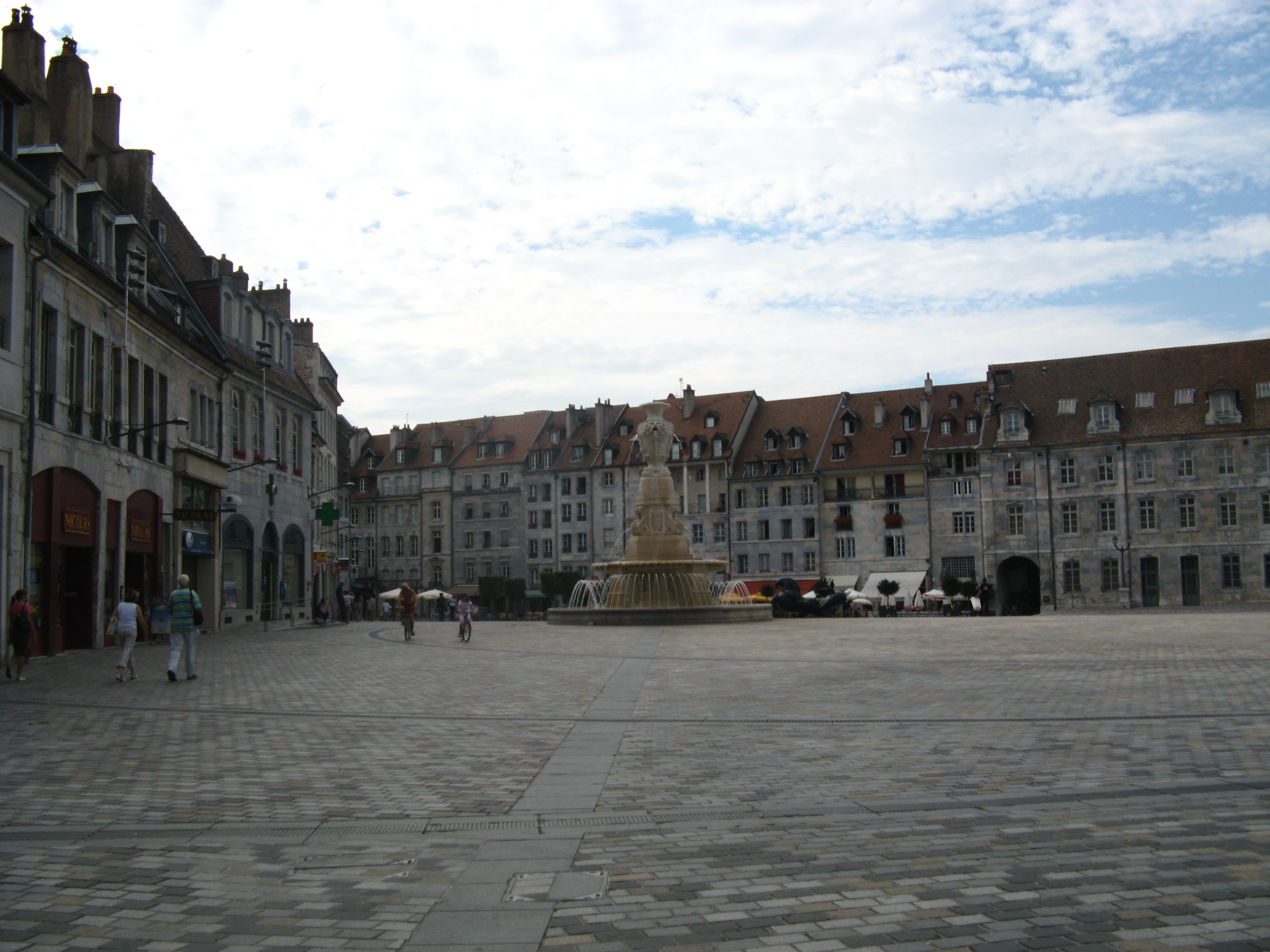
La place de la Révolution (du marché Beaux-Arts) à Besançon.
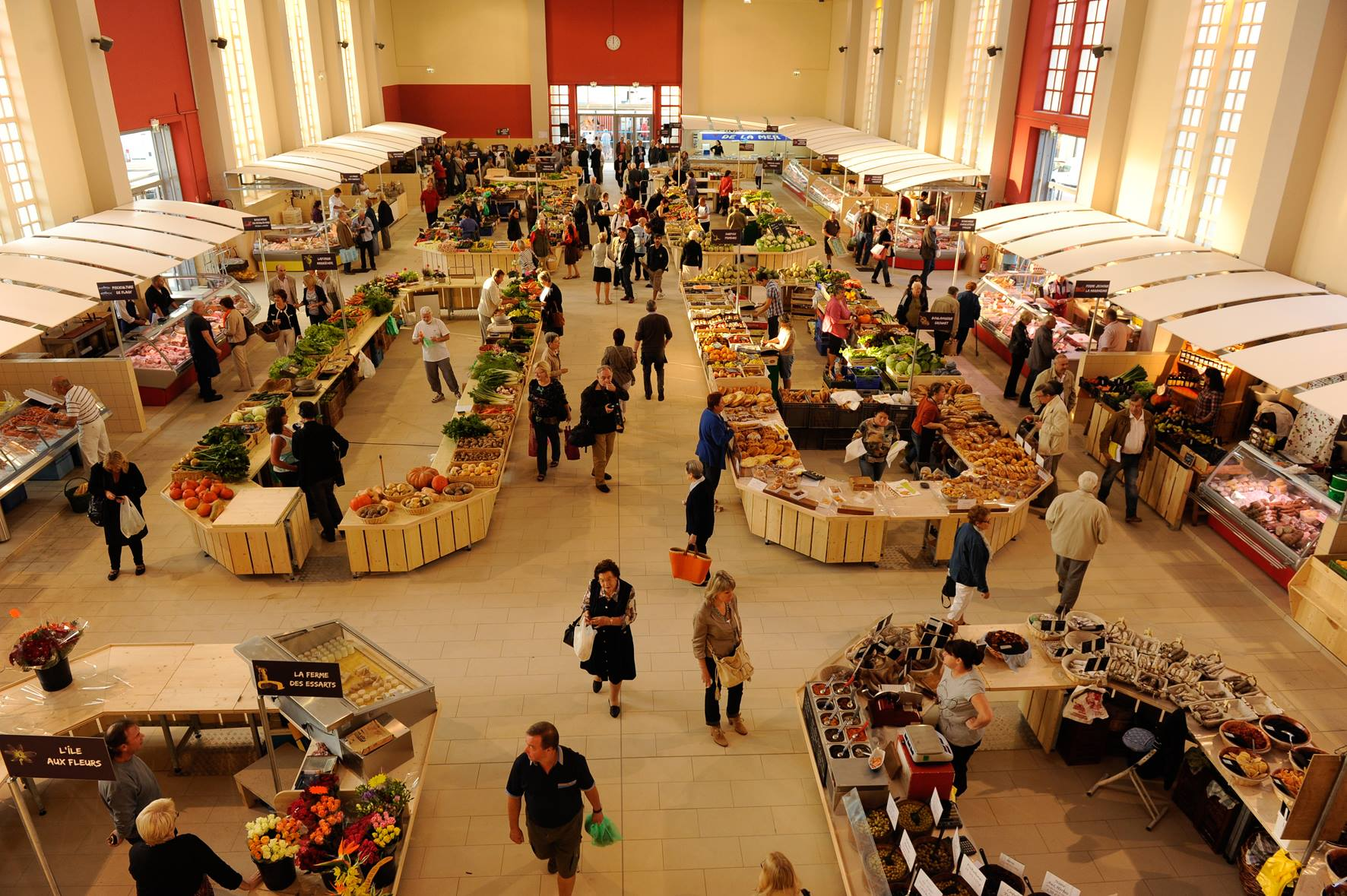
Le marché des halles de Vesoul.

Marchés en lice
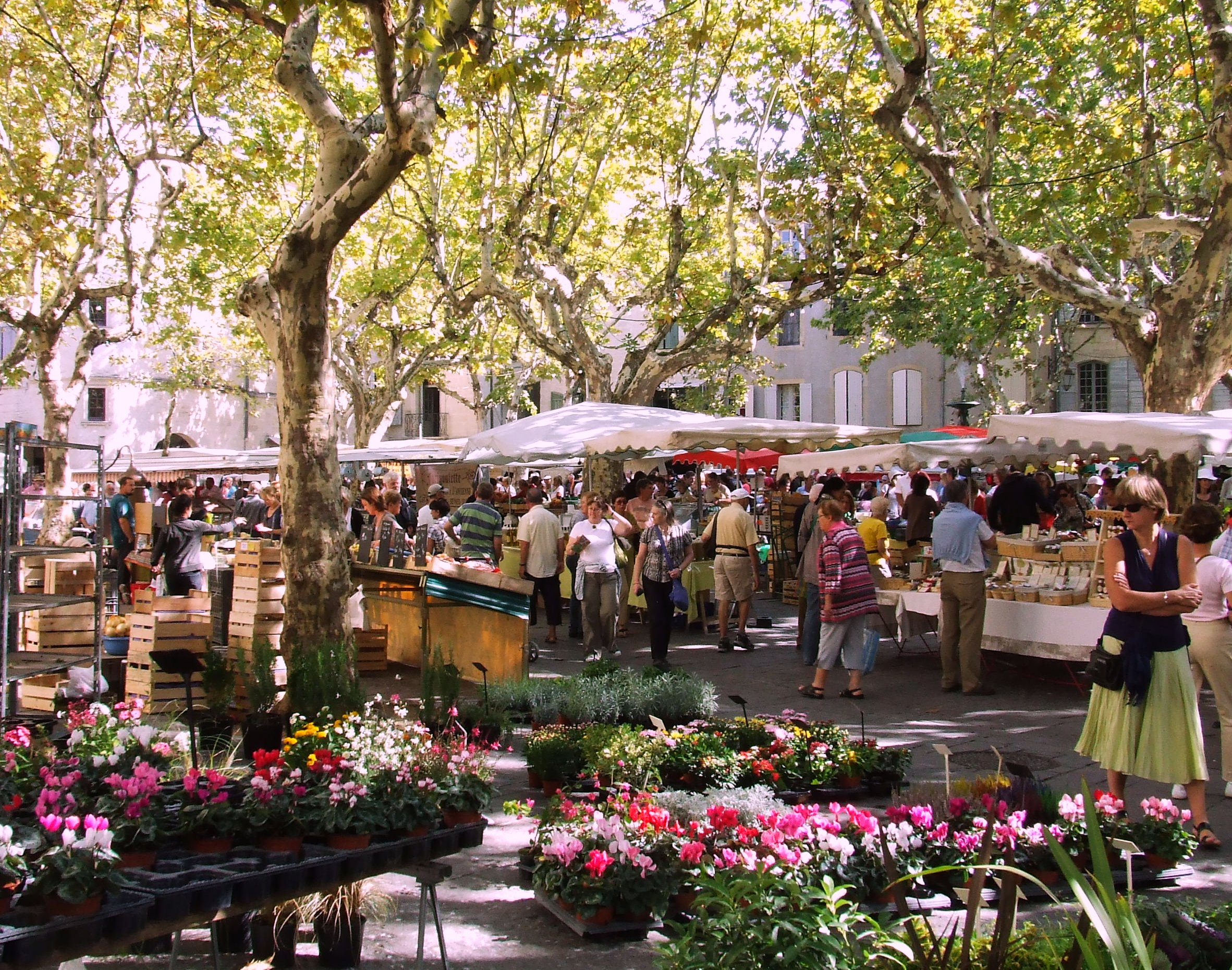
Le marché de la place aux Herbes à Uzès.
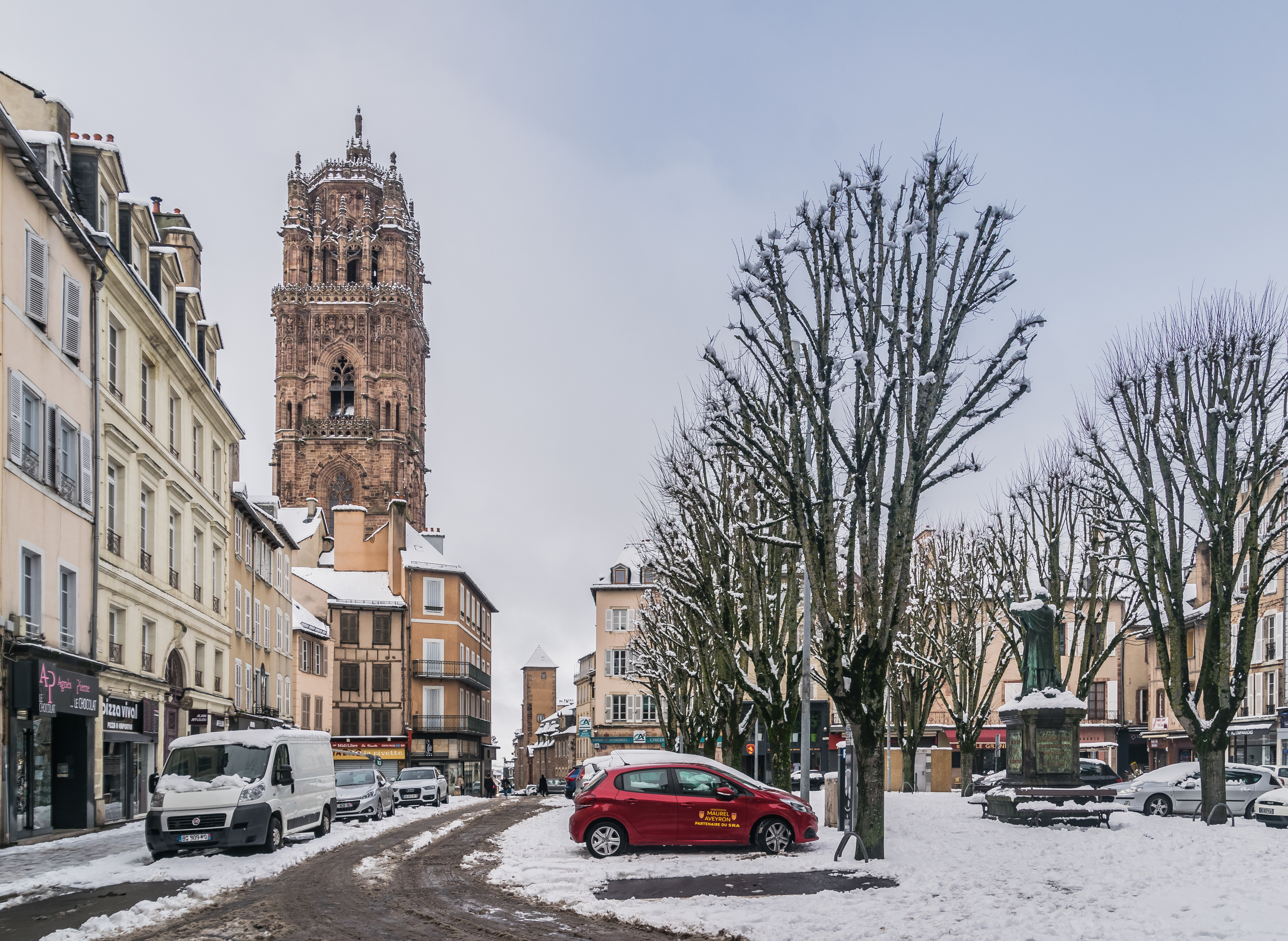
La place de la Cité (du marché) à Rodez.
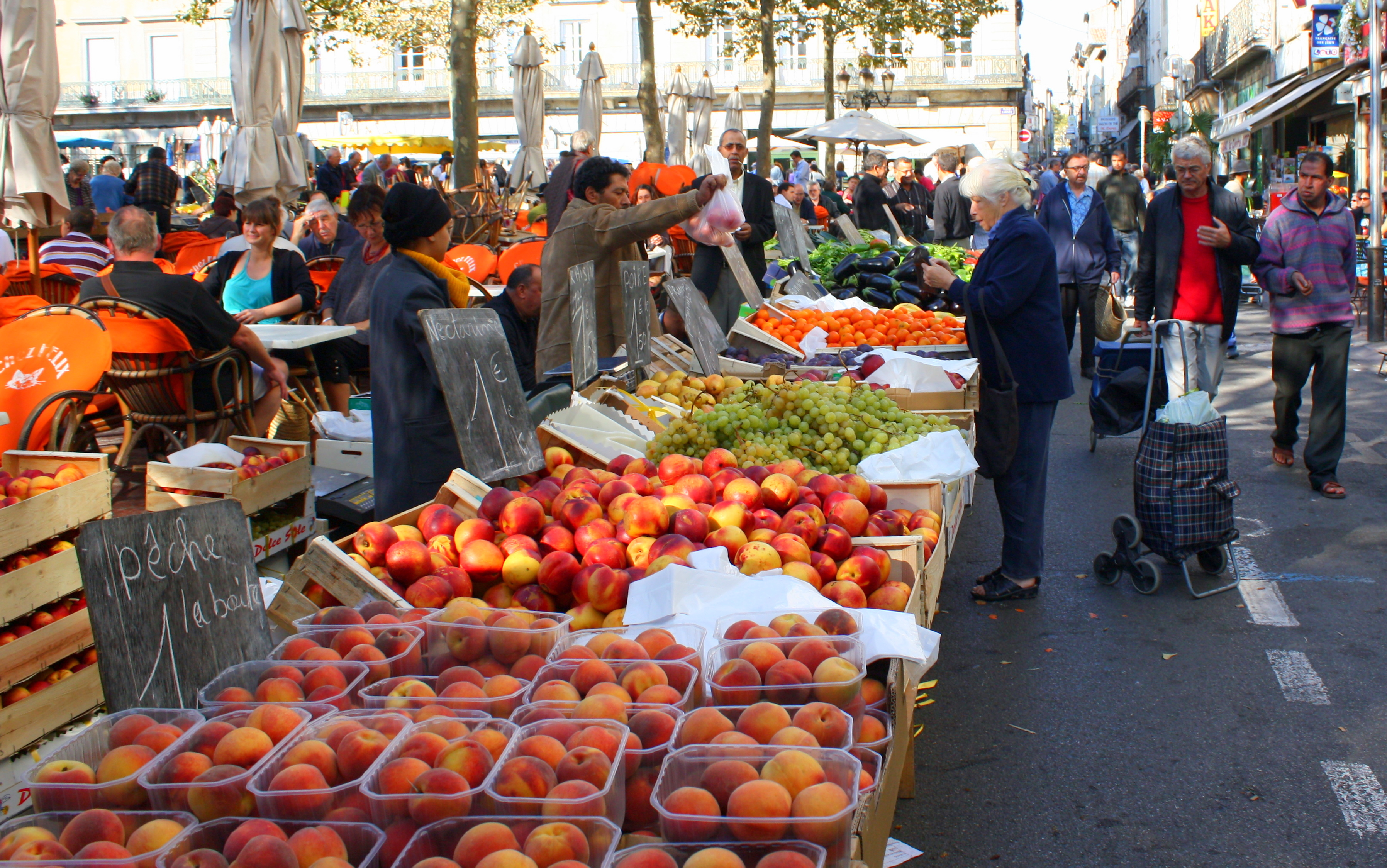
Le marché de Carcassonne.
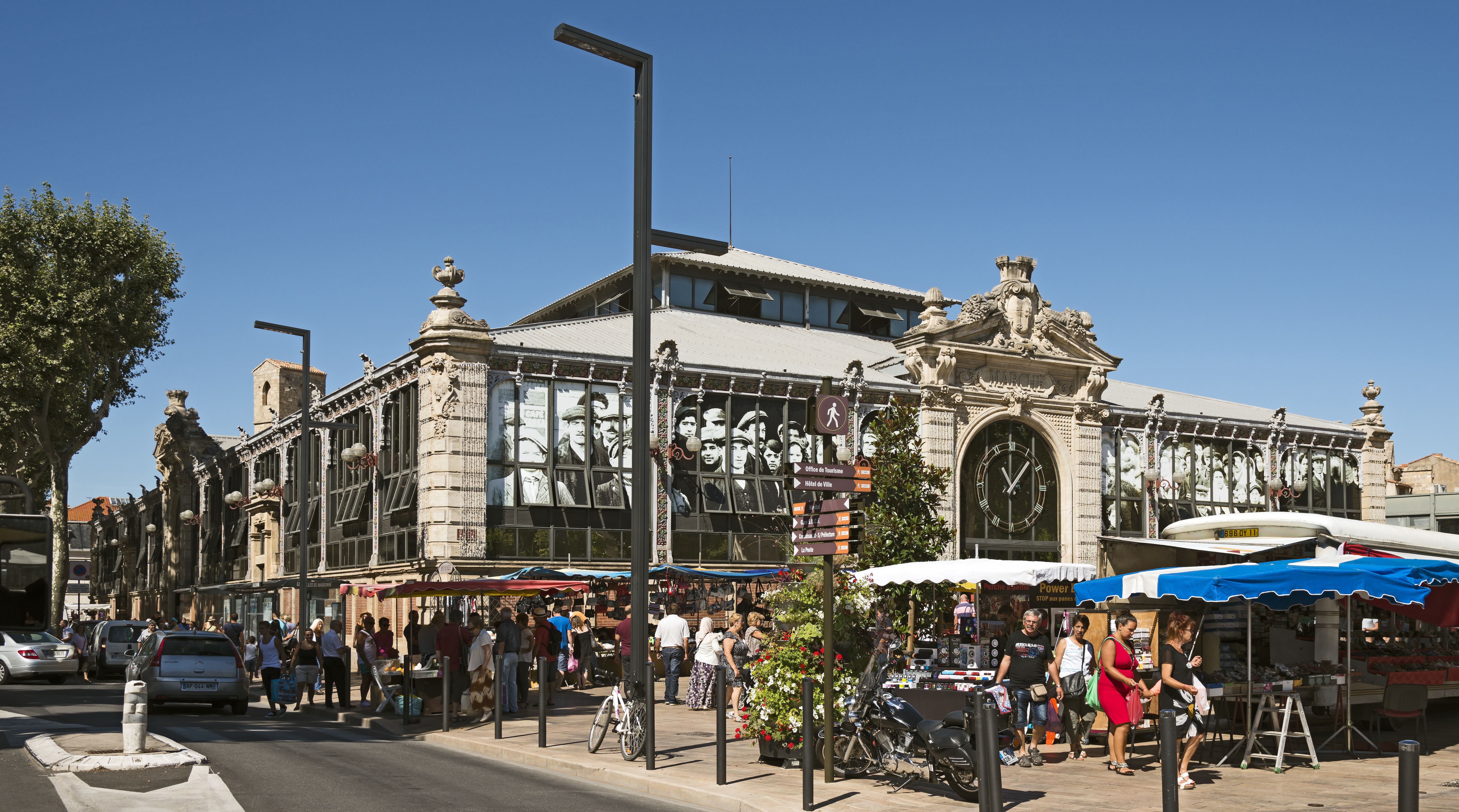
Les halles de Narbonne.
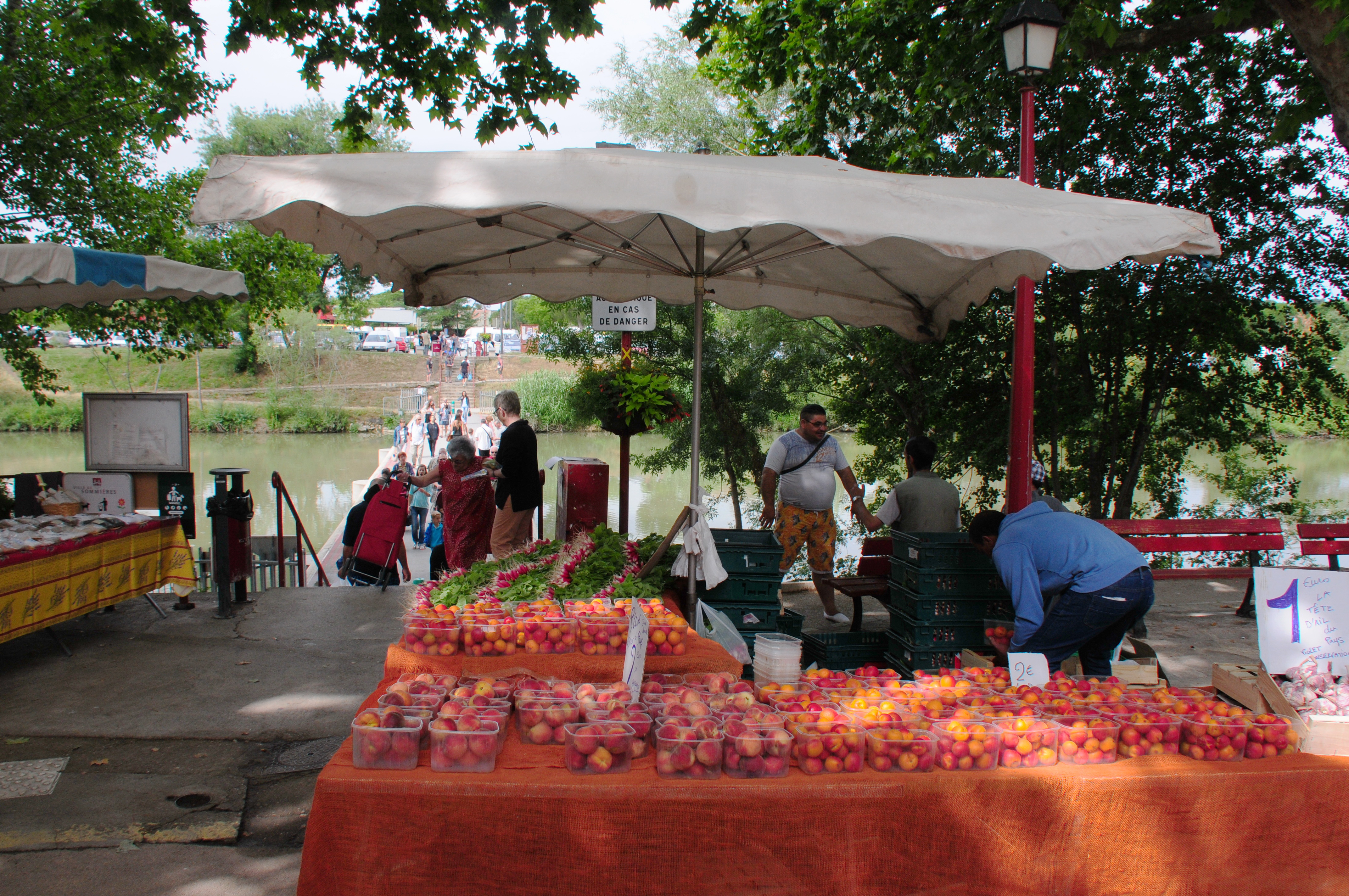
Le marché de Sommières.
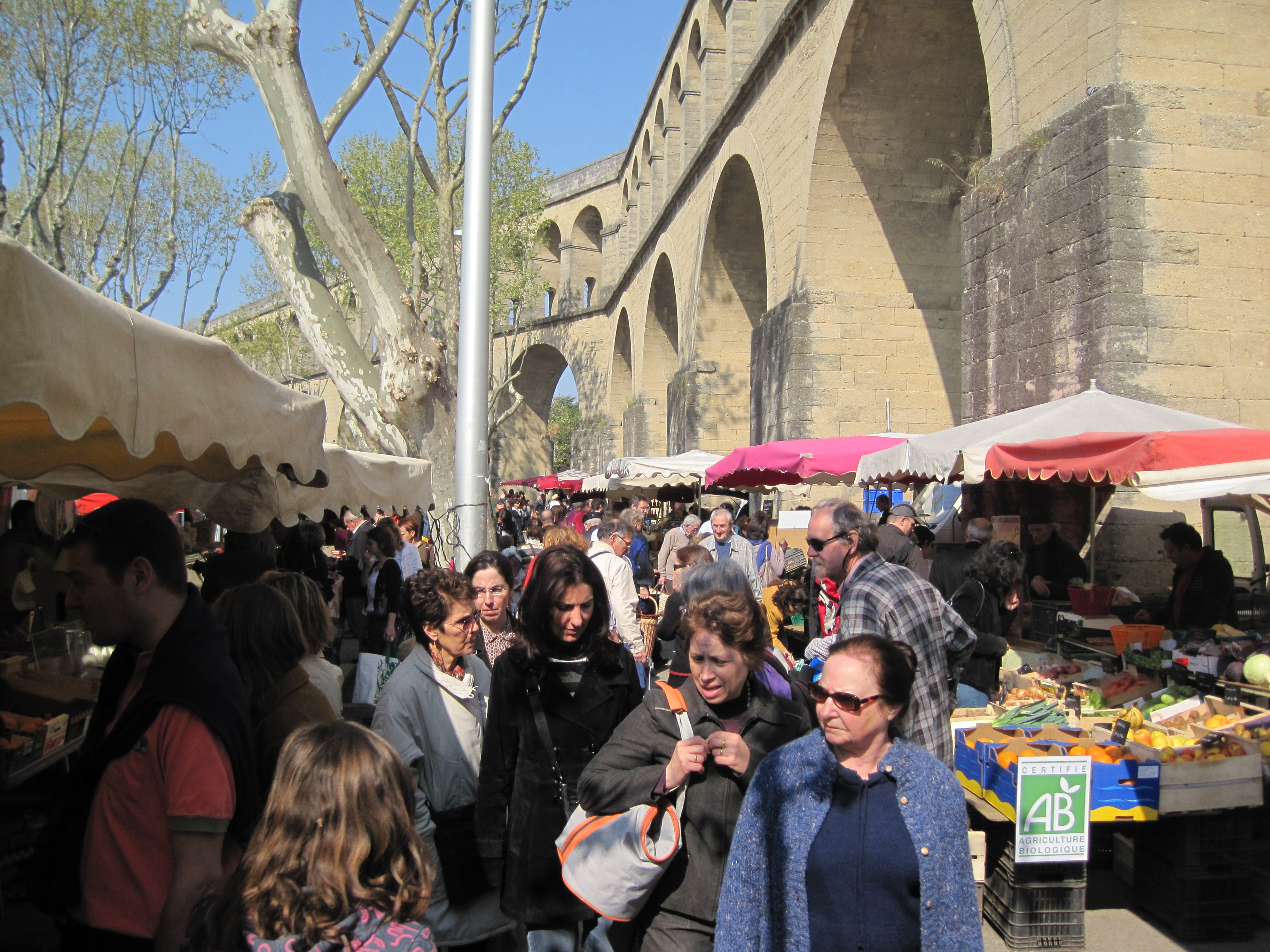
Le marché des Arceaux à Montpellier.
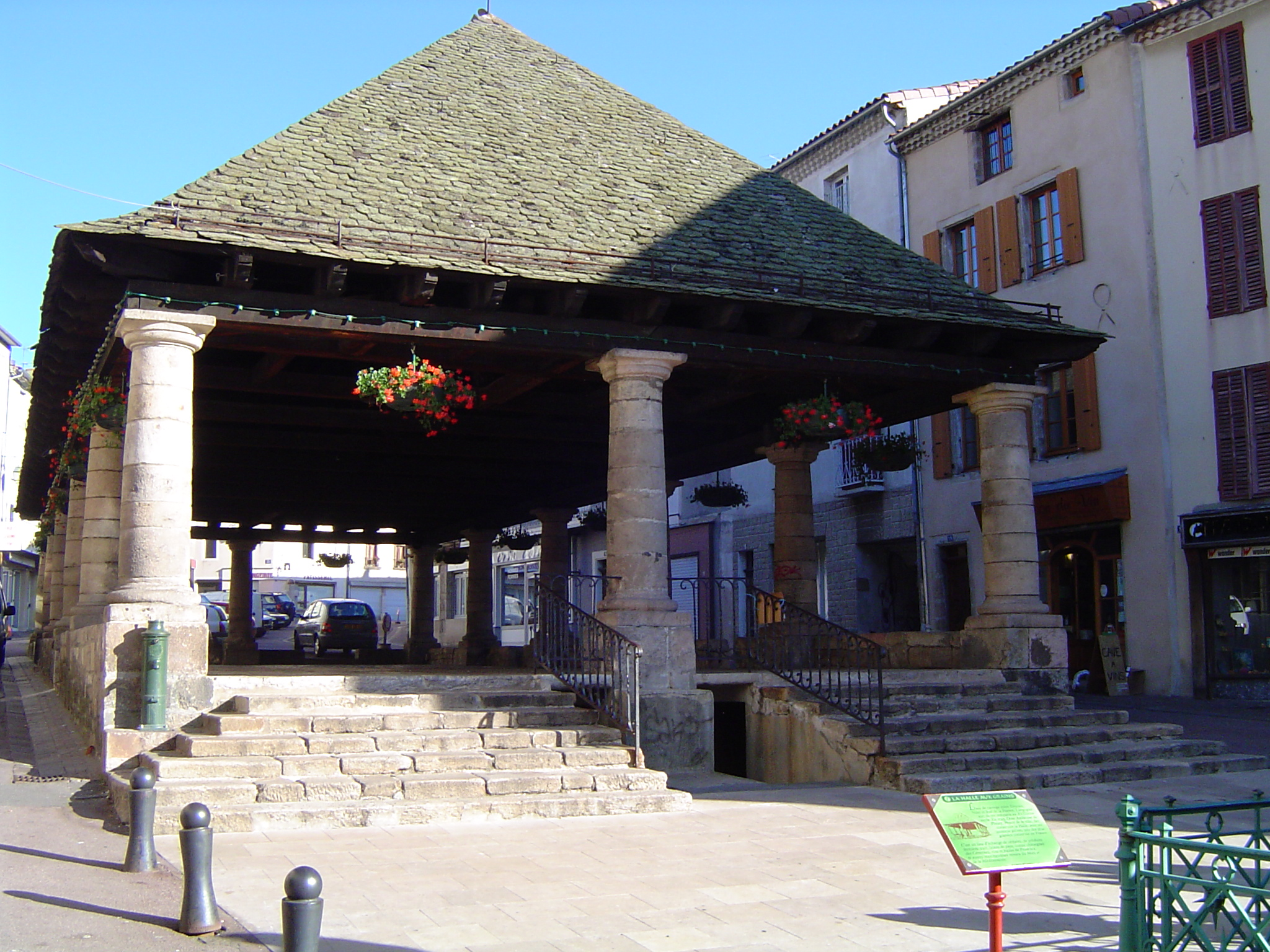
Les halles de Langogne.
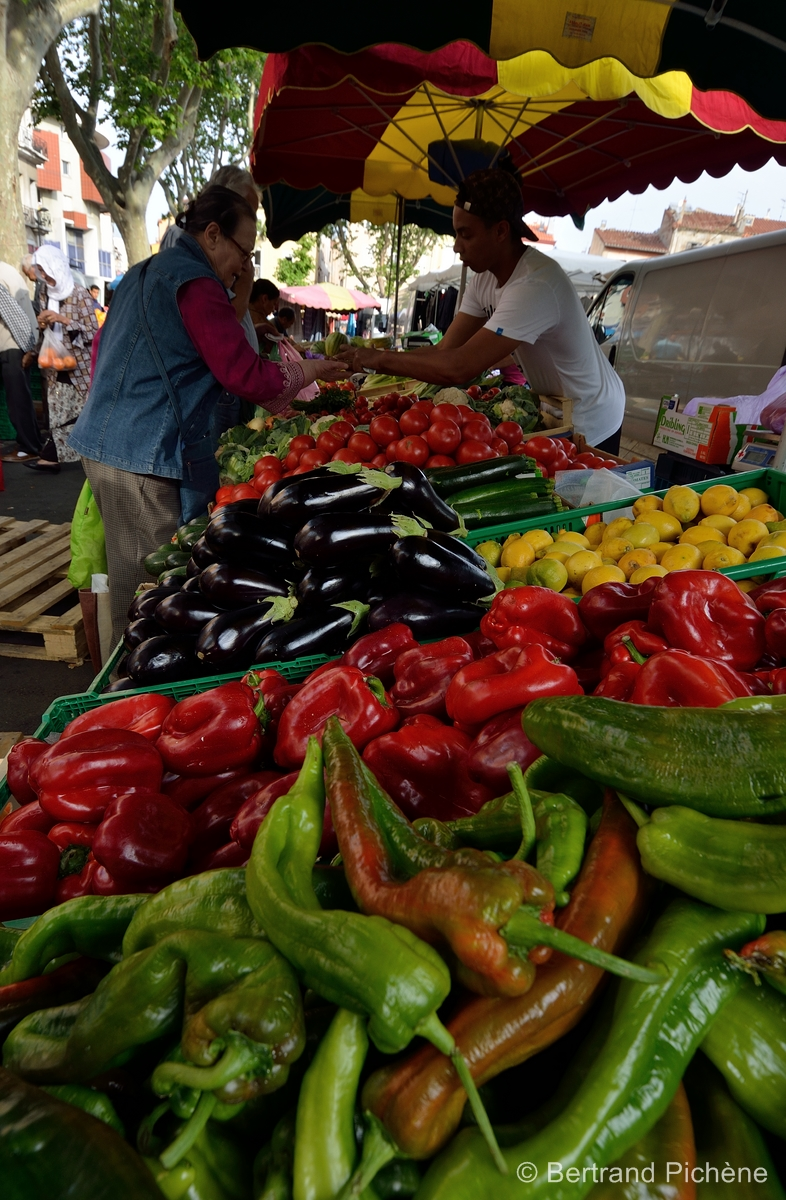
Le marché de Perpignan.

La majorité des 8 472 personnes ayant voté, ont choisi le marché Fréry de Belfort, qui se qualifie donc pour le concours national.

### Guyane(etGuadeloupe,Martinique)

#### Phase de vote régionale
Cette phase de vote se déroule du 15 janvier au 22 février 2018 sur le site de France-Antilles, en partenariat avec France-Guyane,,. Le tableau ci-après donne les résultats finaux :
| \| Cl. \| Département \| Marché en lice \| Votes \| \| --- \| ----------- \| ----------------------------------- \| ---------- \| \| 1er \| Guyane \| Marché de Cayenne \| 1 112 voix \| \| 2e \| Guyane \| Marché de Cacao \| 913 voix \| \| 3e \| Guyane \| Marché de Saint-Laurent-du-Maroni \| 819 voix \| \| NC \| Guadeloupe \| Marché de Petit-Bourg \| NC \| \| NC \| Martinique \| Marché de La Trinité \| NC \| \| NC \| Martinique \| Marché de Saint-Pierre \| NC \| \| NC \| Guadeloupe \| Marché de Le Gosier \| NC \| \| NC \| Martinique \| Marché de Rivière-Pilote \| NC \| \| NC \| Guadeloupe \| Marché de Basse-Terre \| NC \| \| NC \| Guadeloupe \| Marché du Moule \| NC \| \| NC \| Guadeloupe \| Marché aux épices de Pointe-à-Pitre \| NC \| \| NC \| Guadeloupe \| Marché de la Darse (Pointe-à-Pitre) \| NC \| \| NC \| Martinique \| Marché de Fort-de-France \| NC \| |             | - Marchés en lice - Le marché de Cayenne. - Le marché de Cacao. - Le marché de Saint-Laurent-du-Maroni. - Le marché de Basse-Terre. - Le marché aux épices de Pointe-à-Pitre. - Le marché de la Darse à Pointe-à-Pitre. - Le marché de Fort-de-France. |            |
| Cl. | Département | Marché en lice | Votes      |
| 1er | Guyane      | Marché de Cayenne | 1 112 voix |
| 2e | Guyane      | Marché de Cacao | 913 voix   |
| 3e | Guyane      | Marché de Saint-Laurent-du-Maroni | 819 voix   |
| NC | Guadeloupe  | Marché de Petit-Bourg | NC         |
| NC | Martinique  | Marché de La Trinité | NC         |
| NC | Martinique  | Marché de Saint-Pierre | NC         |
| NC | Guadeloupe  | Marché de Le Gosier | NC         |
| NC | Martinique  | Marché de Rivière-Pilote | NC         |
| NC | Guadeloupe  | Marché de Basse-Terre | NC         |
| NC | Guadeloupe  | Marché du Moule | NC         |
| NC | Guadeloupe  | Marché aux épices de Pointe-à-Pitre | NC         |
| NC | Guadeloupe  | Marché de la Darse (Pointe-à-Pitre) | NC         |
| NC | Martinique  | Marché de Fort-de-France | NC         |

Marchés en lice
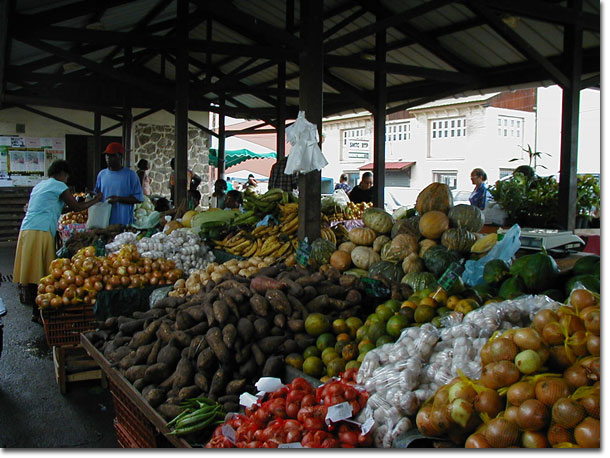
Le marché de Cayenne.
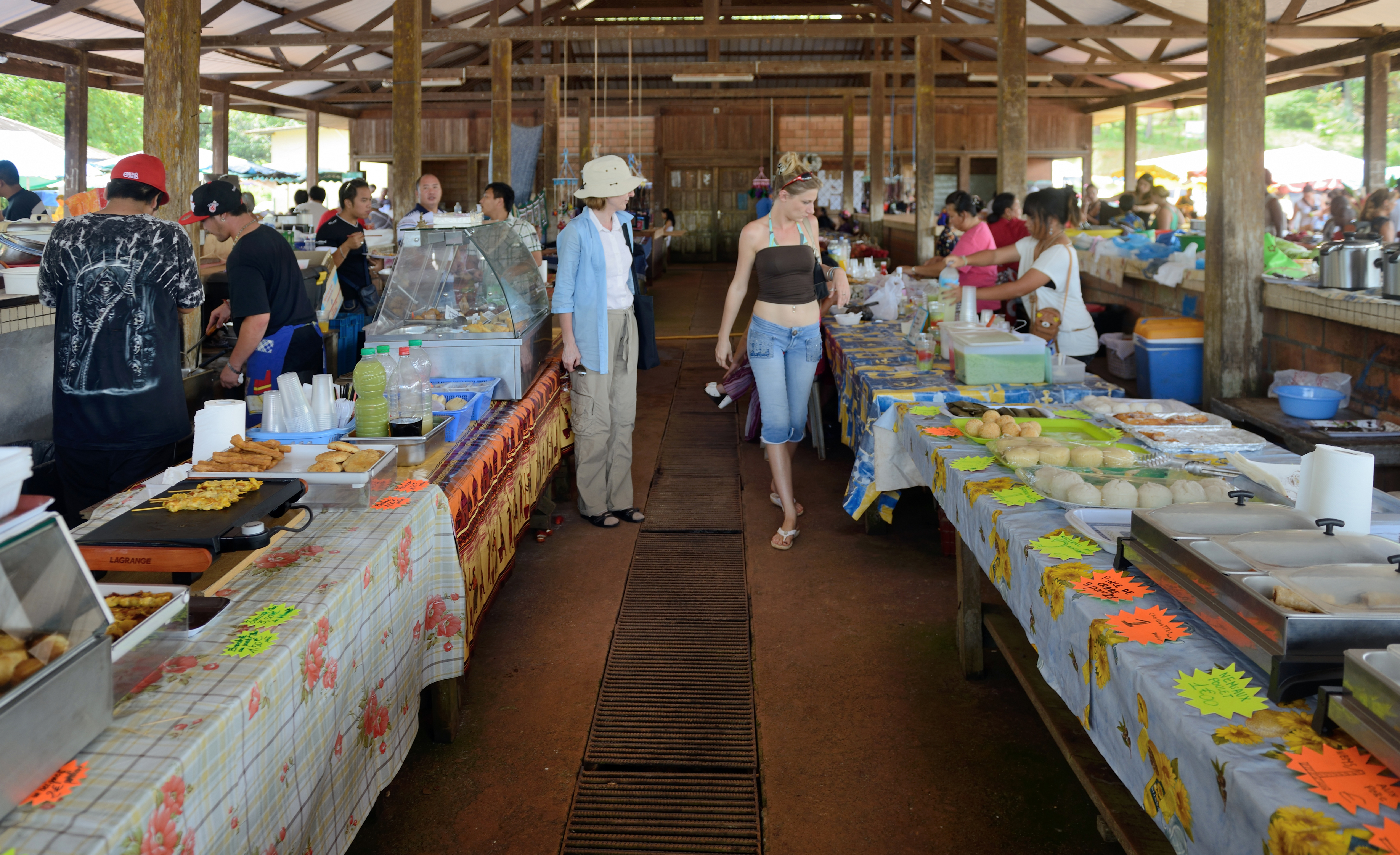
Le marché de Cacao.
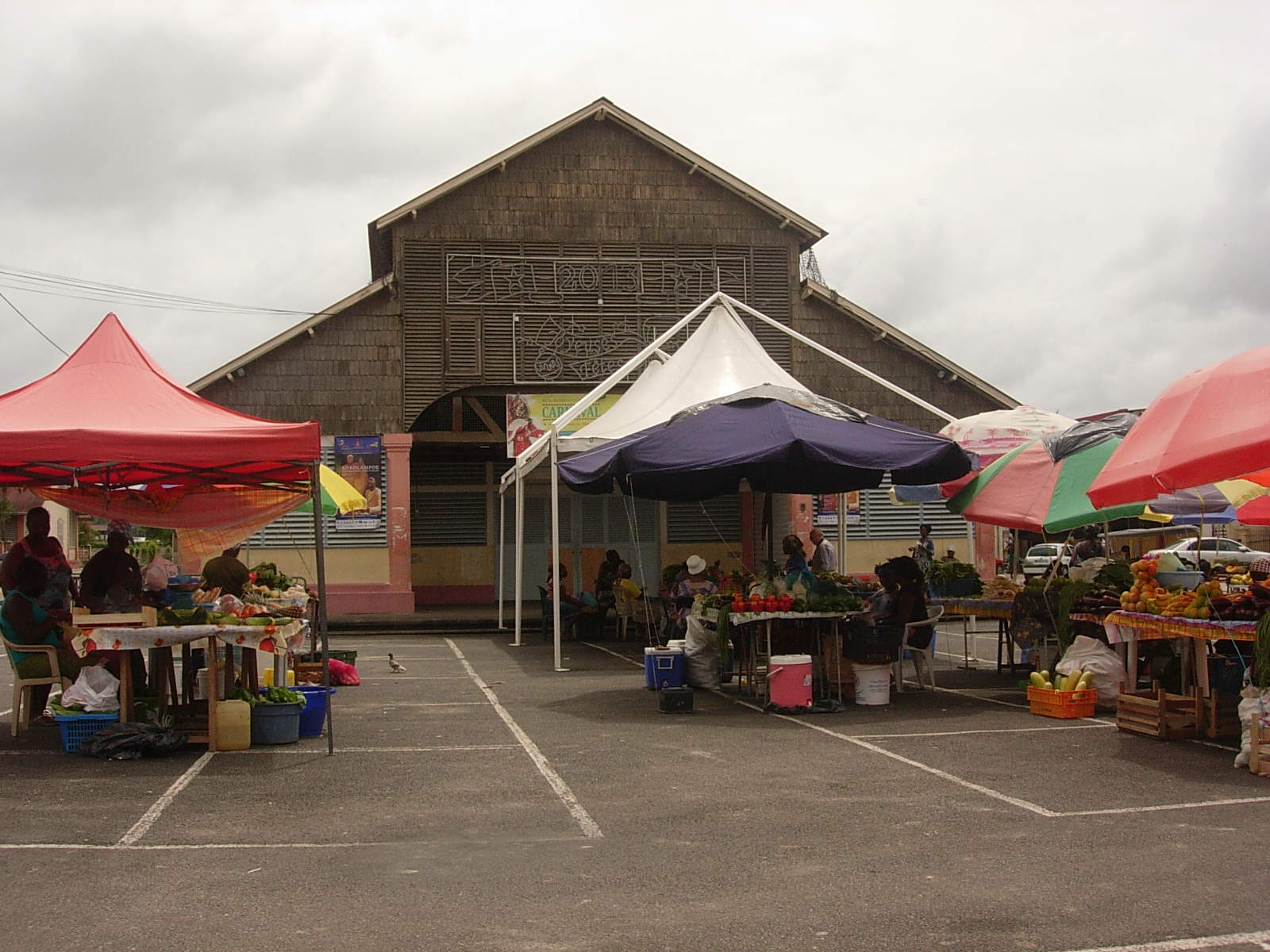
Le marché de Saint-Laurent-du-Maroni.
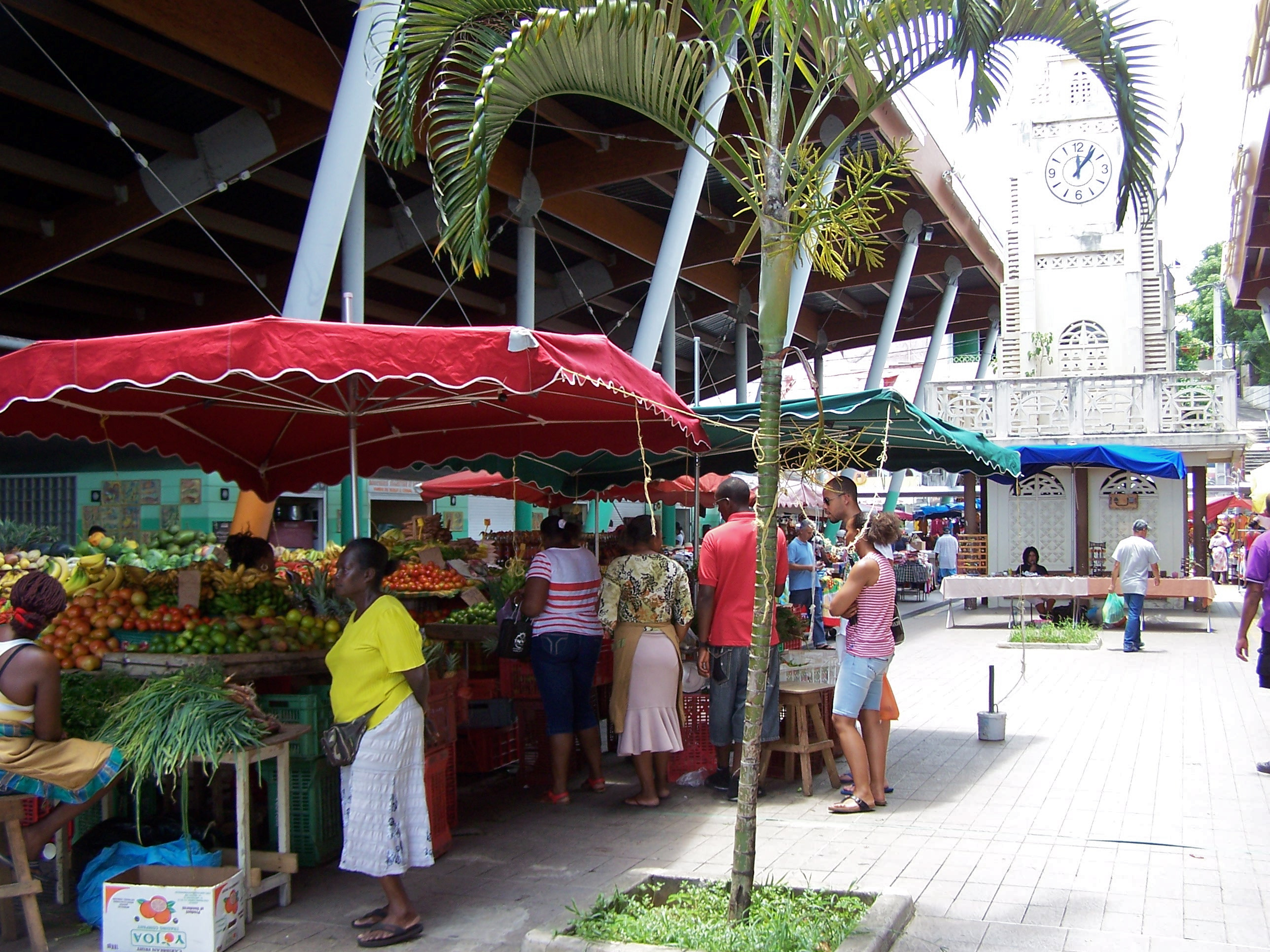
Le marché de Basse-Terre.
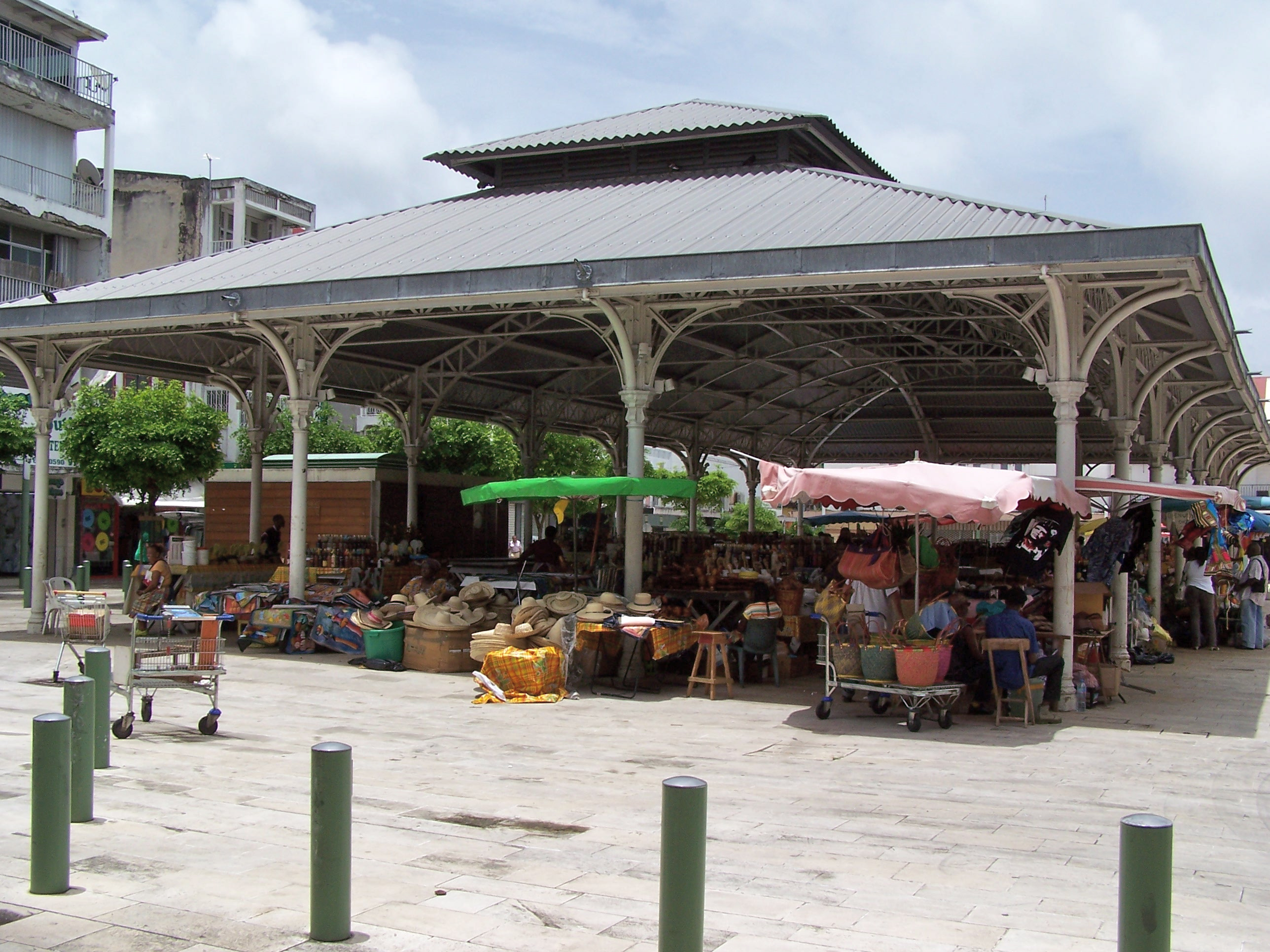
Le marché aux épices de Pointe-à-Pitre.
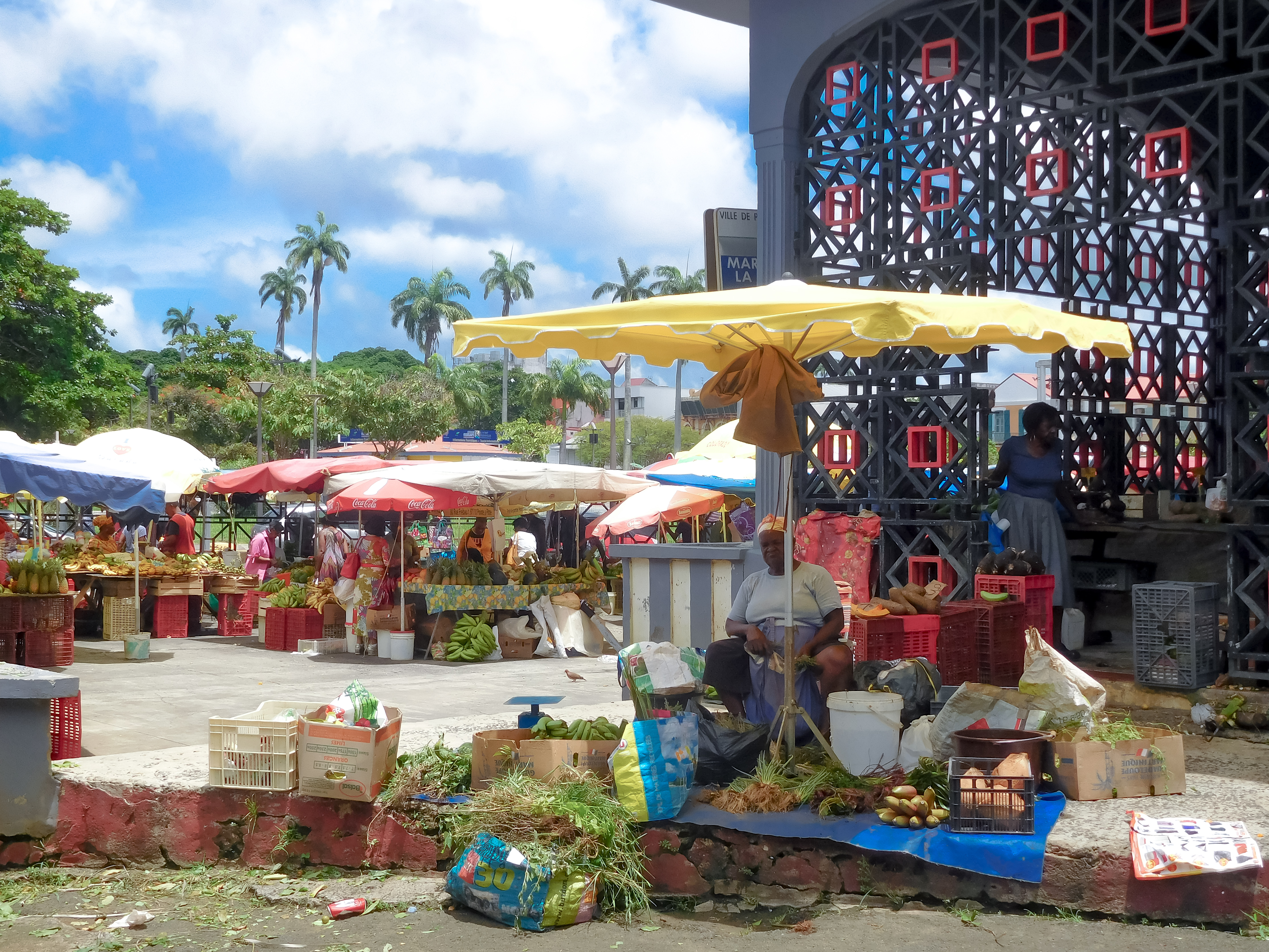
Le marché de la Darse à Pointe-à-Pitre.
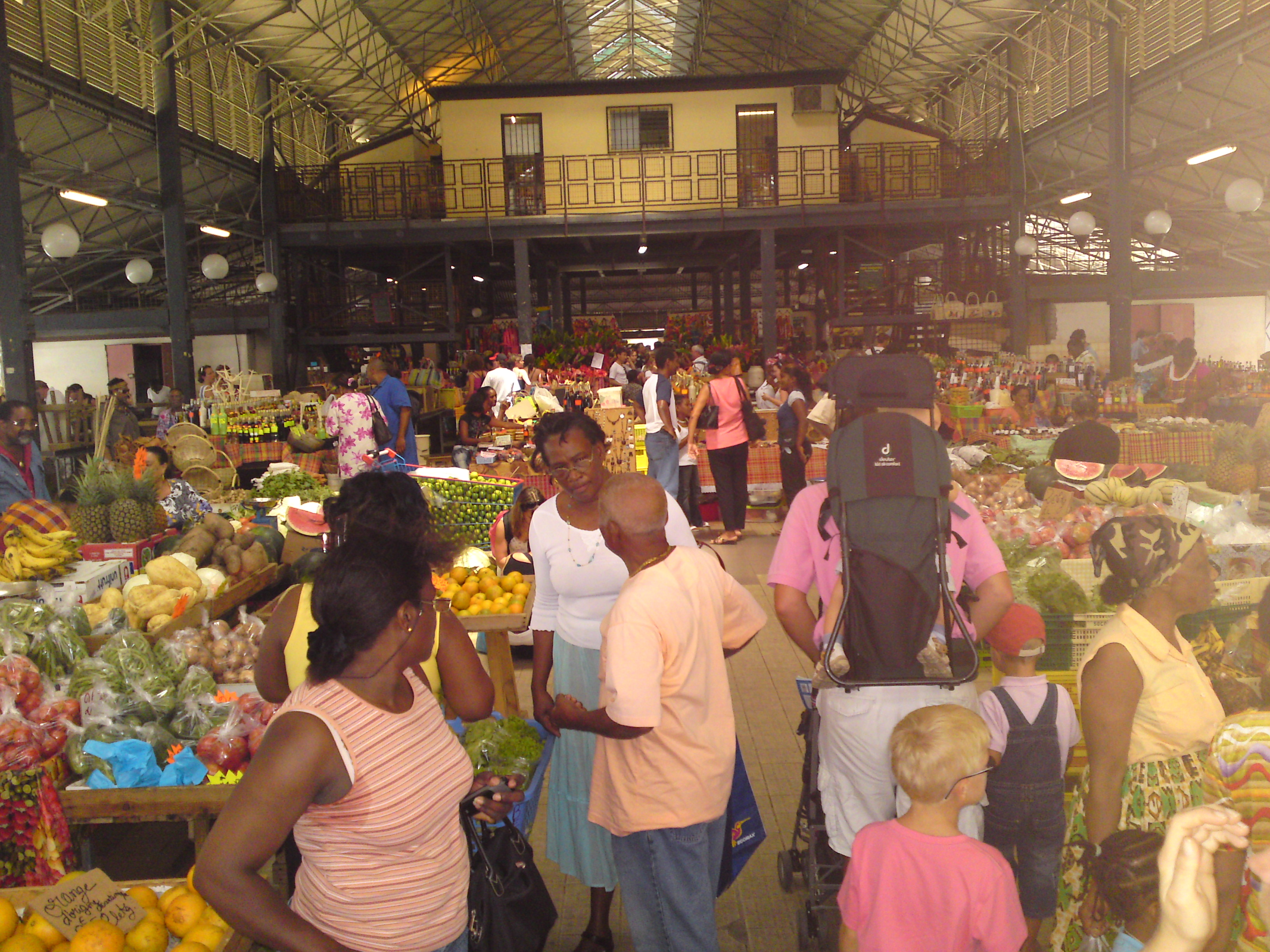
Le marché de Fort-de-France.

Avec 1 112 voix, sur les 3 010 au total, c'est donc le marché de Cayenne, qui se qualifie donc pour le concours national,.

### Haute-Normandie

#### Phase de vote régionale
Cette phase de vote se déroule du 15 janvier au 22 février 2018 sur le site de Paris-Normandie. Le tableau ci-après donne les résultats finaux :
| \| Cl. \| Département \| Marché en lice \| Votes \| \| --- \| -------------- \| ------------------------------ \| ---------- \| \| 1er \| Seine-Maritime \| Marché de Dieppe \| 3 658 voix \| \| 2e \| Seine-Maritime \| Marché de Sotteville-lès-Rouen \| 2 941 voix \| \| 3e \| Eure \| Marché du Neubourg \| 1 465 voix \| \| 4e \| Seine-Maritime \| Marché de Buchy \| 1 051 voix \| \| 5e \| Seine-Maritime \| Marché de Luneray \| 993 voix \| \| 6e \| Seine-Maritime \| Marché de Yvetot \| 671 voix \| \| 7e \| Seine-Maritime \| Marché de Gournay-en-Bray \| 613 voix \| \| 8e \| Seine-Maritime \| Marché Saint-Marc (Rouen) \| 552 voix \| \| 9e \| Seine-Maritime \| Marché du Havre \| 409 voix \| \| 10e \| Manche \| Marché de Gonneville-la-Mallet \| 192 voix \| \| 11e \| Eure \| Marché d'Évreux \| 184 voix \| |                | - Marchés en lice - Le marché de Dieppe a toujours lieu sur la place Nationale. - La commune de Sotteville-lès-Rouen (ici l'église). - La place du marché de Neubourg. - Les halles de Buchy. - Le marché de Yvetot se tient notamment devant l'église. - Une rue dans laquelle le marché se tient à Gournay-en-Bray. - Le marché place Saint-Marc à Rouen. - La place du marché au Havre. - La commune de Gonneville-la-Mallet (ici l'église). - La ville d'Évreux (ici la mairie). |            |
| Cl. | Département    | Marché en lice | Votes      |
| 1er | Seine-Maritime | Marché de Dieppe | 3 658 voix |
| 2e | Seine-Maritime | Marché de Sotteville-lès-Rouen | 2 941 voix |
| 3e | Eure           | Marché du Neubourg | 1 465 voix |
| 4e | Seine-Maritime | Marché de Buchy | 1 051 voix |
| 5e | Seine-Maritime | Marché de Luneray | 993 voix   |
| 6e | Seine-Maritime | Marché de Yvetot | 671 voix   |
| 7e | Seine-Maritime | Marché de Gournay-en-Bray | 613 voix   |
| 8e | Seine-Maritime | Marché Saint-Marc (Rouen) | 552 voix   |
| 9e | Seine-Maritime | Marché du Havre | 409 voix   |
| 10e | Manche         | Marché de Gonneville-la-Mallet | 192 voix   |
| 11e | Eure           | Marché d'Évreux | 184 voix   |

Marchés en lice
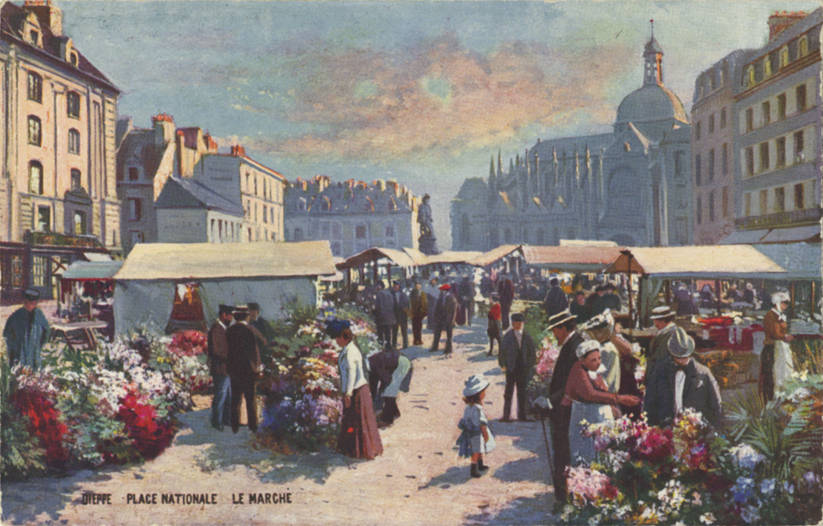
Le marché de Dieppe a toujours lieu sur la place Nationale.
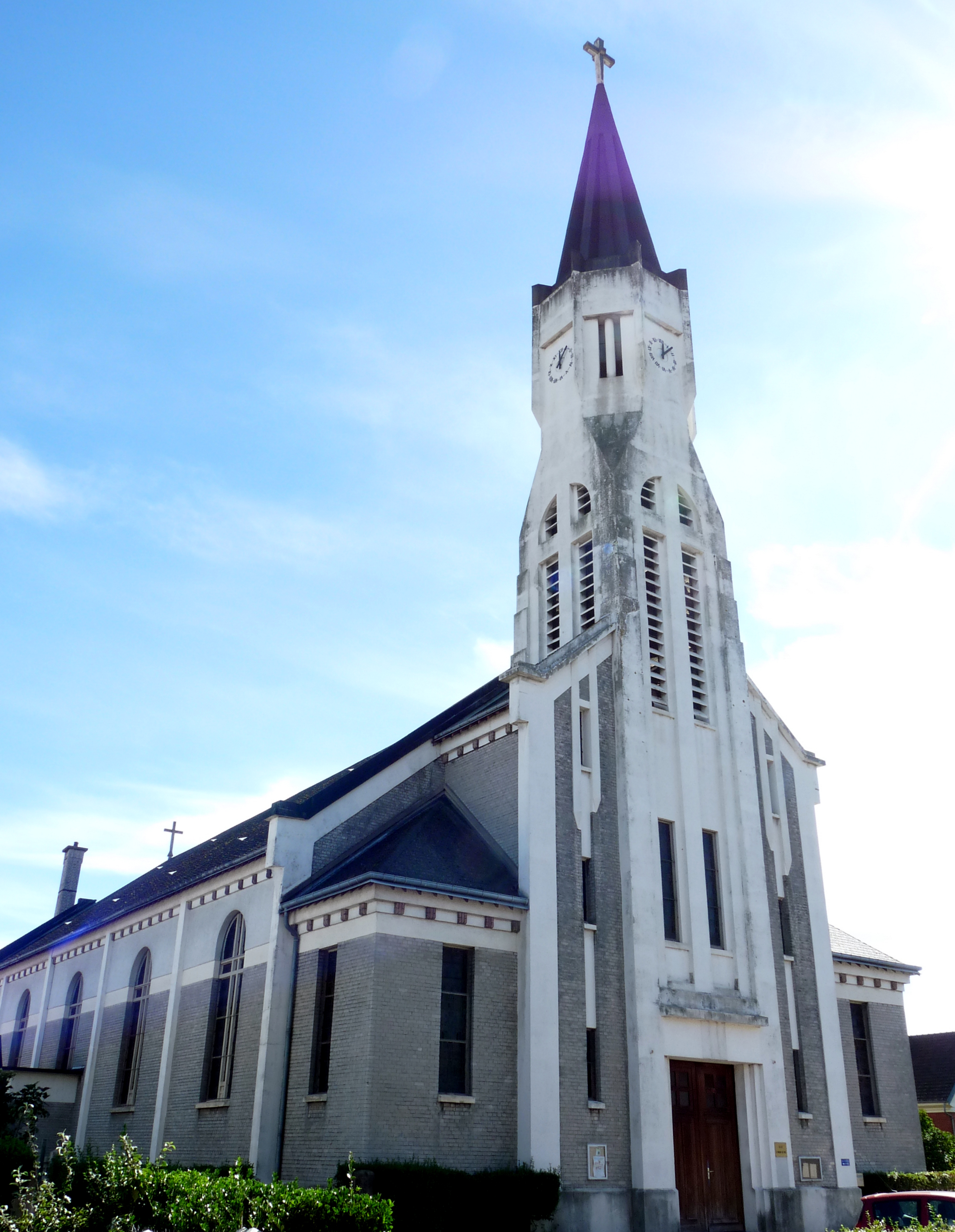
La commune de Sotteville-lès-Rouen (ici l'église).
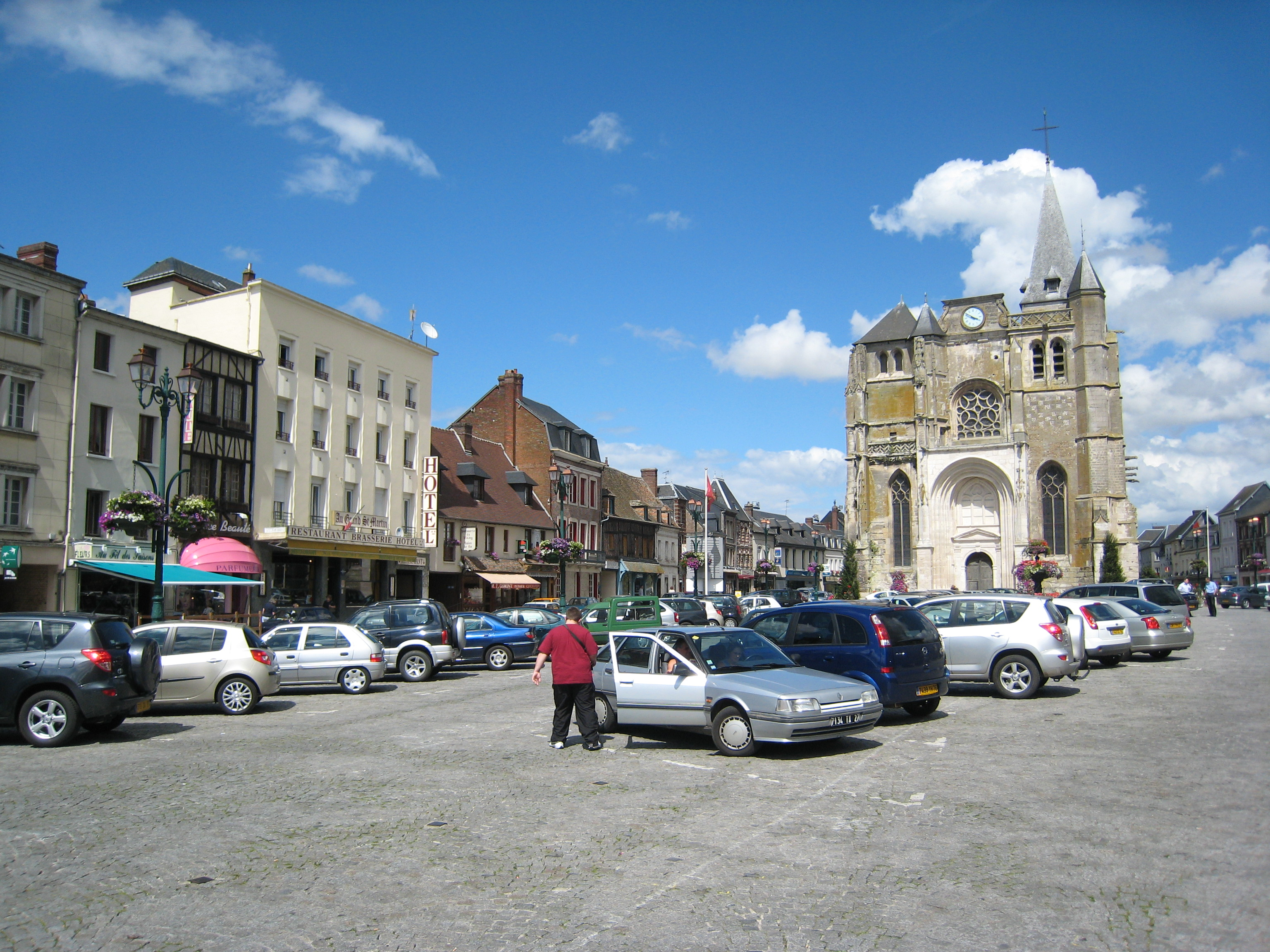
La place du marché de Neubourg.
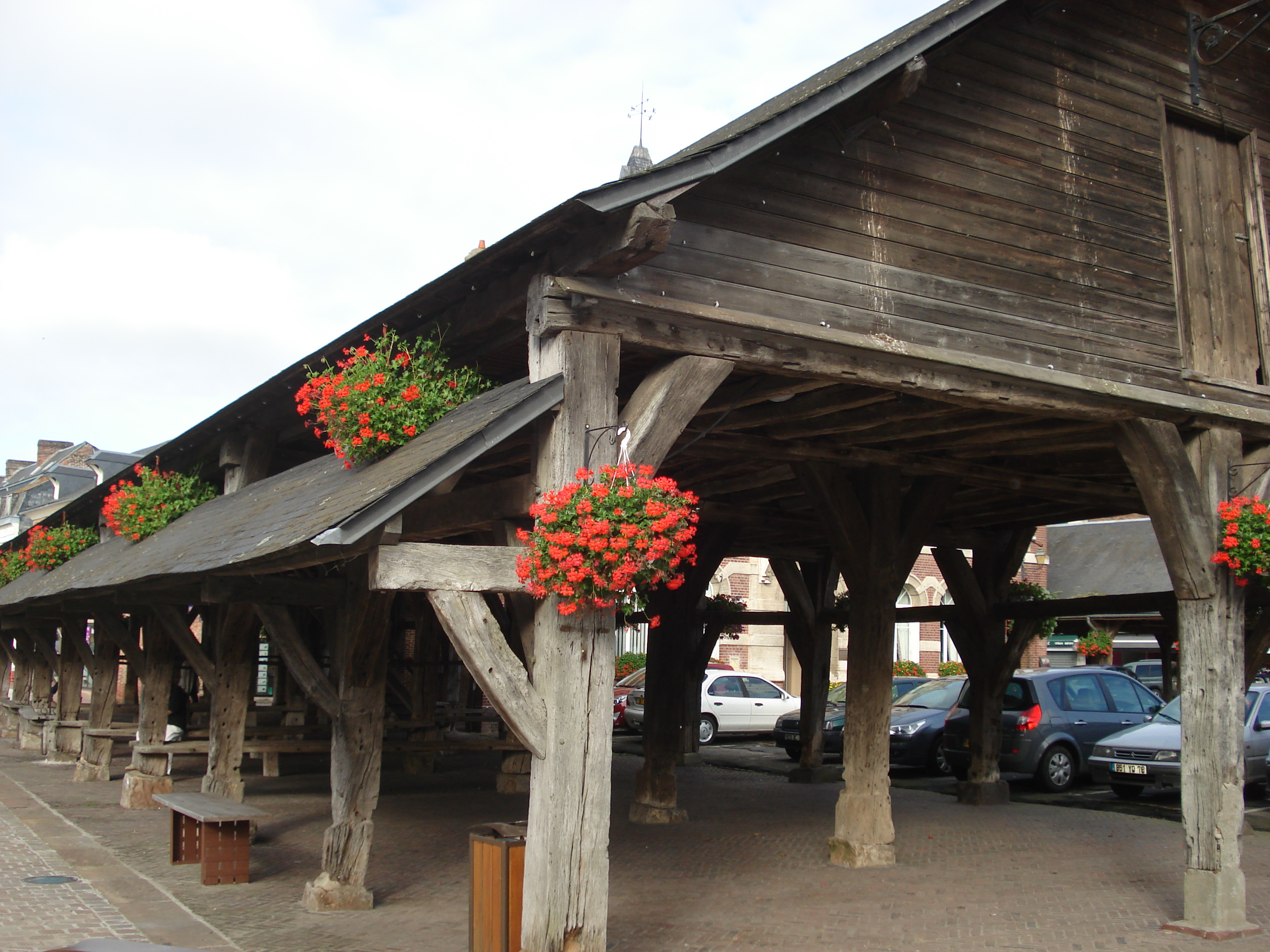
Les halles de Buchy.
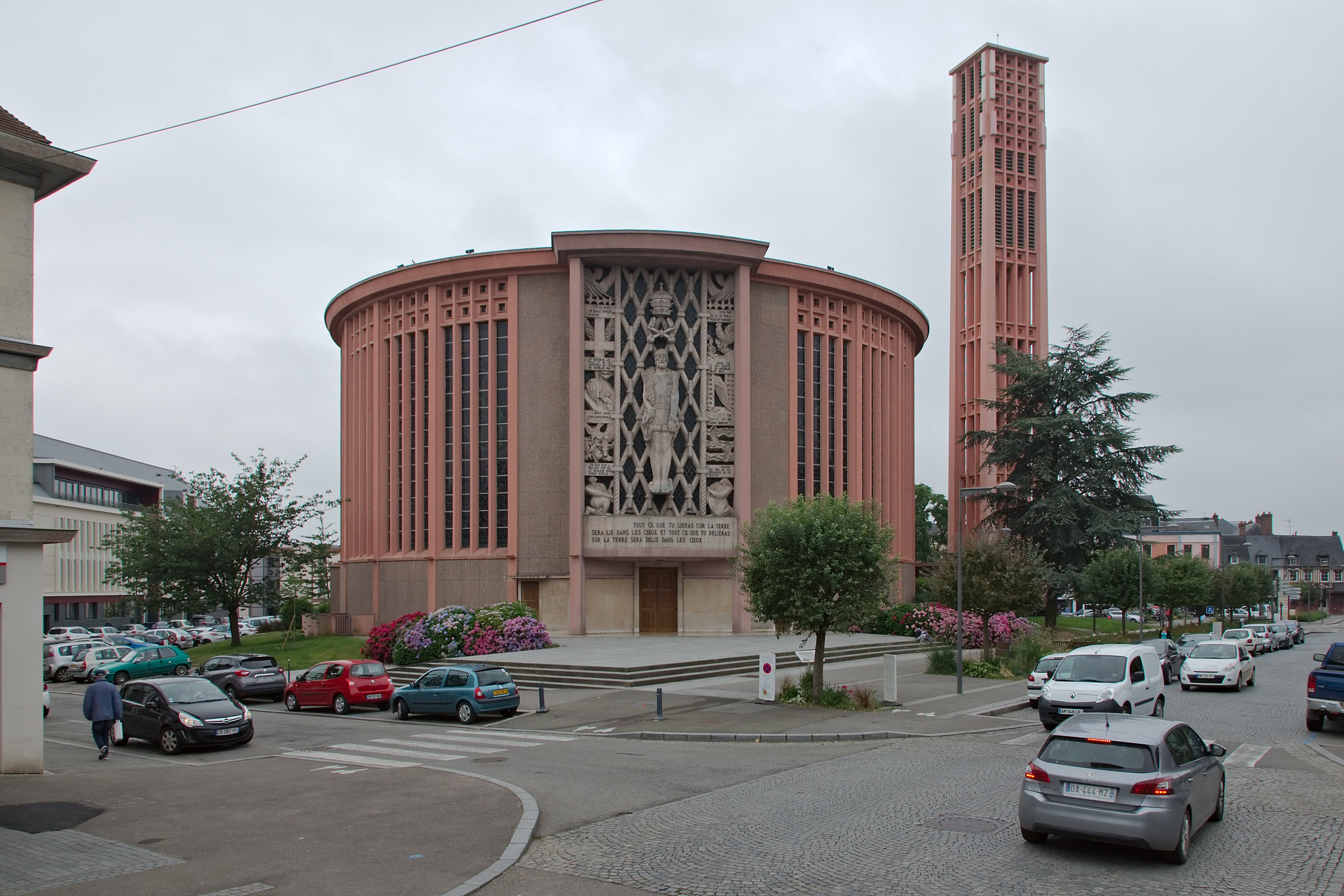
Le marché de Yvetot se tient notamment devant l'église.
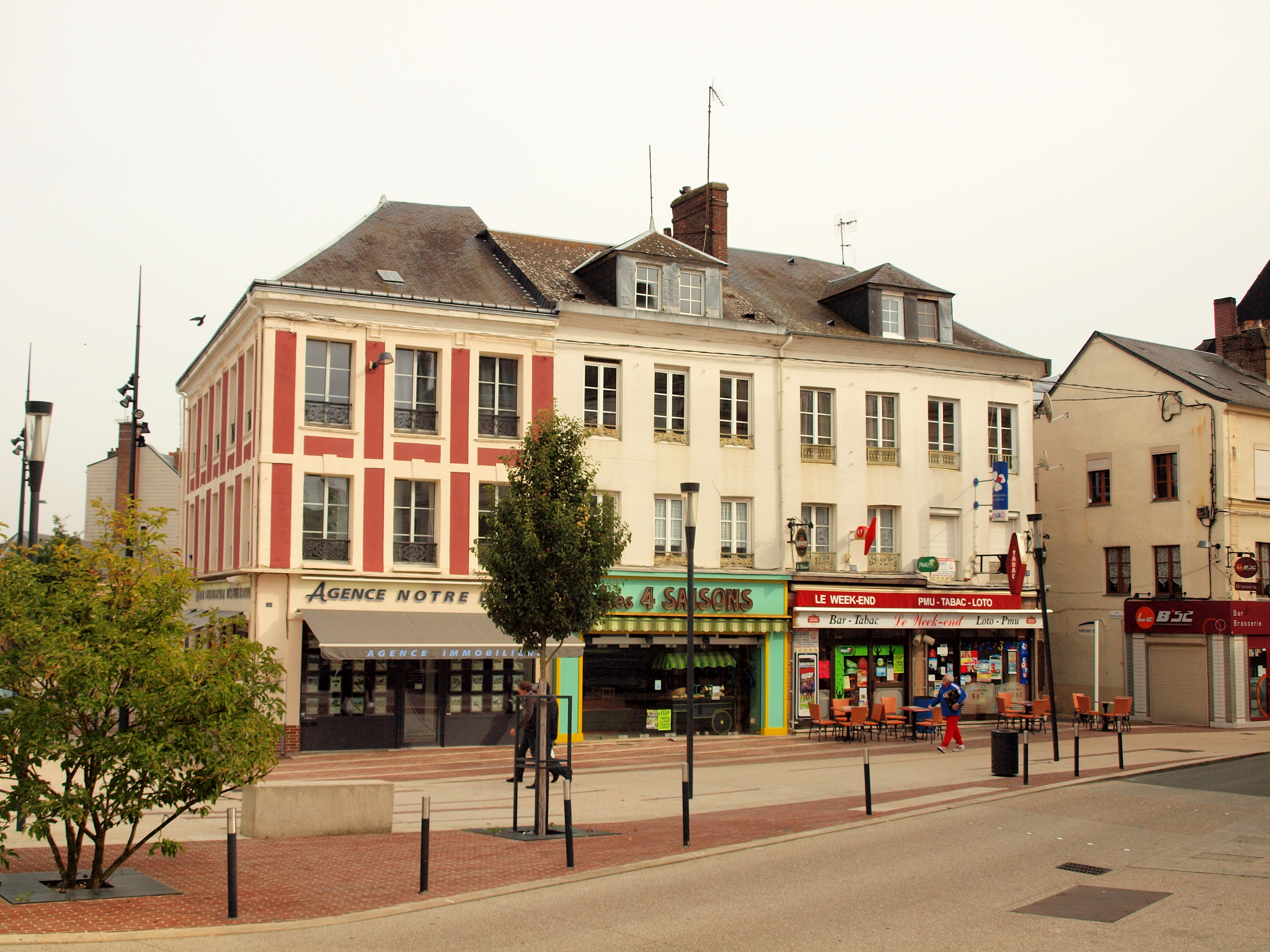
Une rue dans laquelle le marché se tient à Gournay-en-Bray.
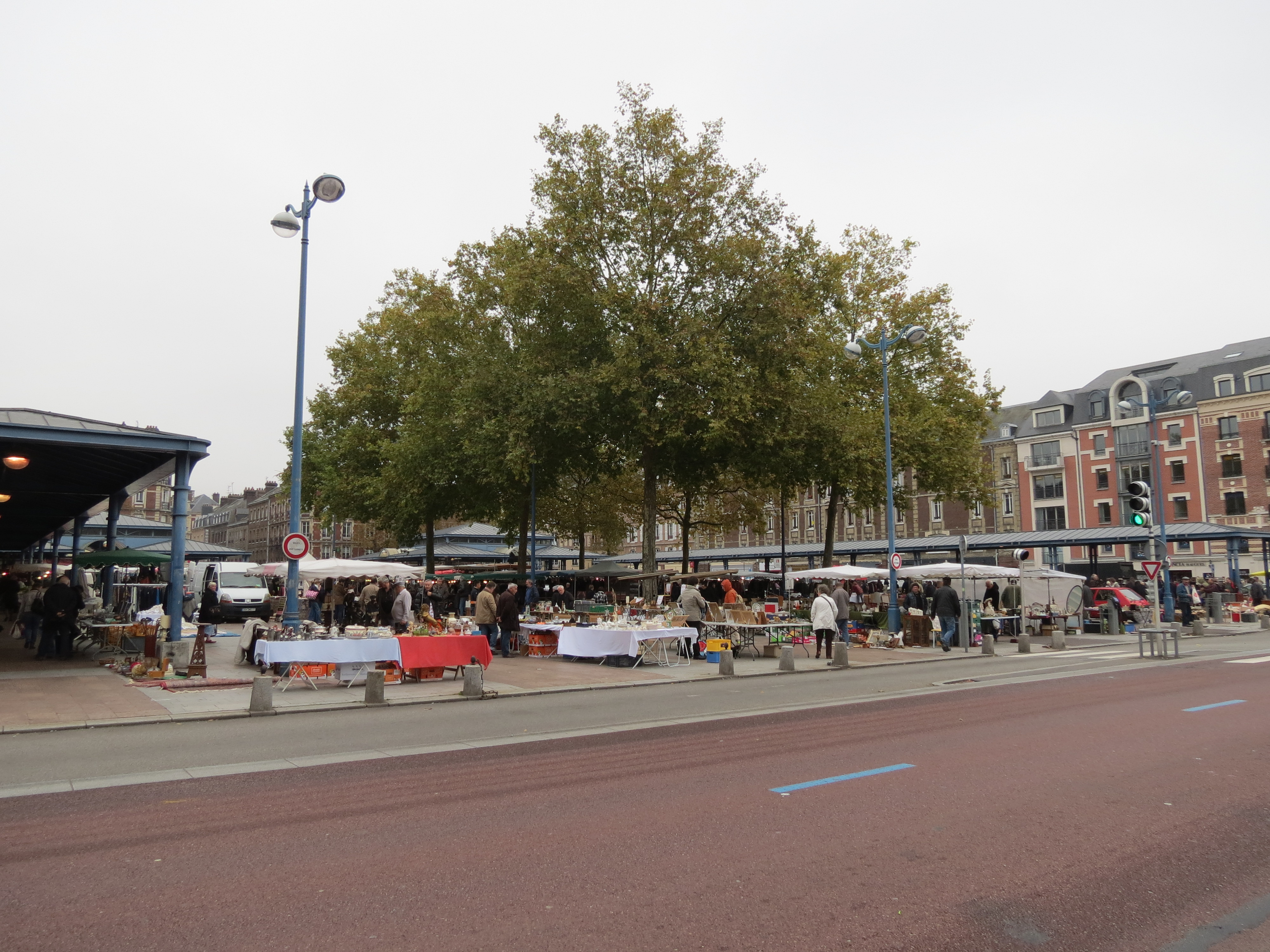
Le marché place Saint-Marc à Rouen.
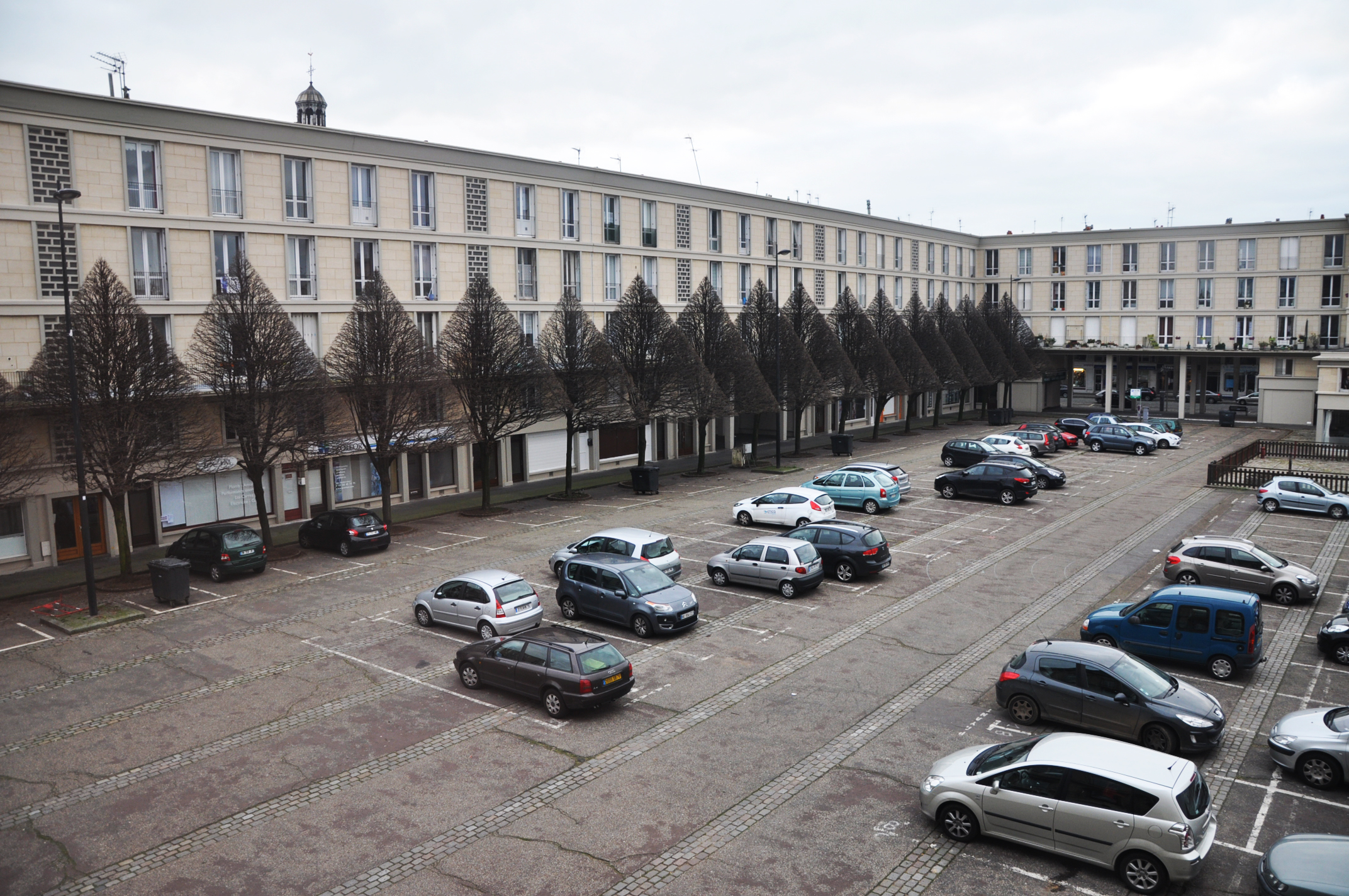
La place du marché au Havre.
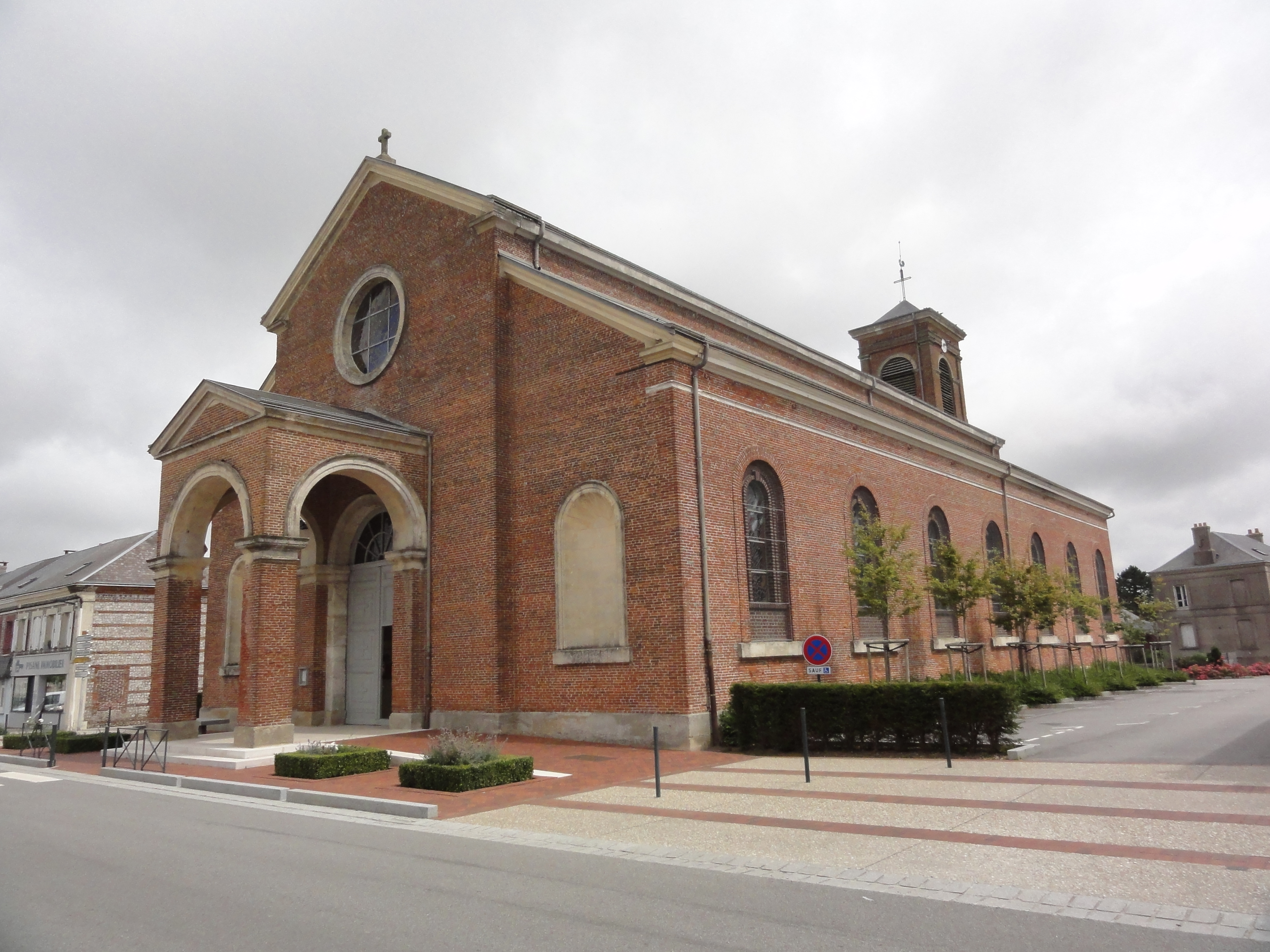
La commune de Gonneville-la-Mallet (ici l'église).
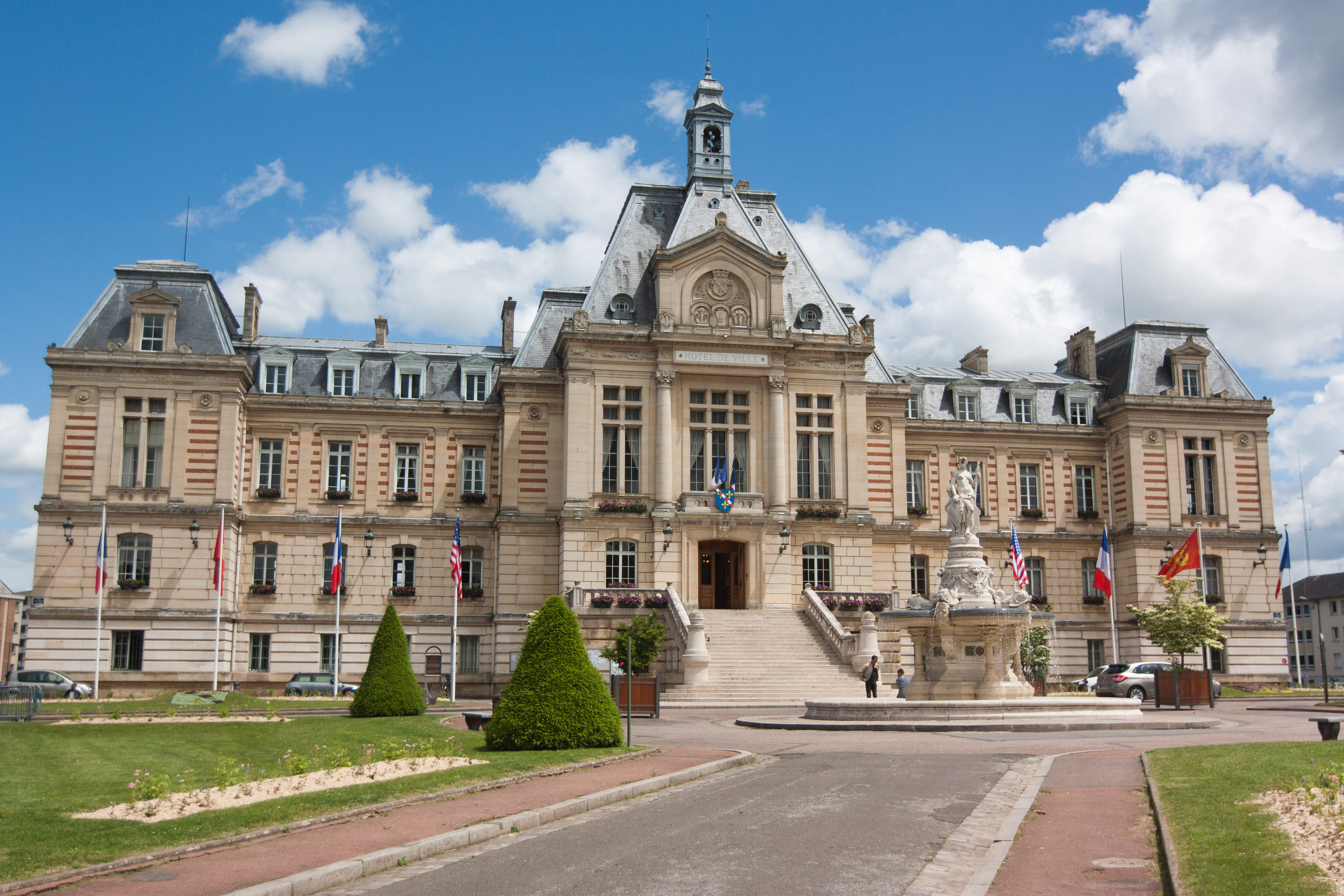
La ville d'Évreux (ici la mairie).

Avec 3 658 voix, sur les 12 729 au total, c'est donc le marché du Dieppe qui se qualifie pour le concours national.

### Île-de-France

#### Phase de vote régionale
Cette phase de vote se déroule du 15 janvier au 15 février 2018 sur le site Le Parisien. Le tableau ci-après donne les résultats finaux :
| \| Cl. \| Département \| Marché en lice \| \| --- \| ----------------- \| ----------------------------------- \| \| 1er \| Yvelines \| Marché de Versailles \| \| 2e \| Seine-et-Marne \| Marché de Fontainebleau \| \| 3e \| Hauts-de-Seine \| Marché du Plessis-Robinson \| \| NC \| Essonne \| Marché de Sainte-Geneviève-des-Bois \| \| NC \| Paris (18e) \| Marché de l'olive \| \| NC \| Seine-Saint-Denis \| Marché de Saint-Denis \| \| NC \| Val-de-Marne \| Marché de Villiers-sur-Marne \| \| NC \| Val-d'Oise \| Marché d'Enghien-les-Bains \| |                   | - Marchés en lice - Le marché de Versailles. - La place de la République (du marché) à Fontainebleau. - Le marché du Plessis-Robinson. - Le marché de Sainte-Geneviève-des-Bois. - Le marché de l'olive à Paris (18e). - Le marché de Saint-Denis. - La commune de Villiers-sur-Marne (ici, la place Rémoiville). - La commune d'Enghien-les-Bains (ici, l'hôtel de ville). |
| Cl. | Département       | Marché en lice |
| 1er | Yvelines          | Marché de Versailles |
| 2e | Seine-et-Marne    | Marché de Fontainebleau |
| 3e | Hauts-de-Seine    | Marché du Plessis-Robinson |
| NC | Essonne           | Marché de Sainte-Geneviève-des-Bois |
| NC | Paris (18e)       | Marché de l'olive |
| NC | Seine-Saint-Denis | Marché de Saint-Denis |
| NC | Val-de-Marne      | Marché de Villiers-sur-Marne |
| NC | Val-d'Oise        | Marché d'Enghien-les-Bains |

Avec la majorité des voix, c'est donc le marché de Versailles qui se qualifie pour le concours national.

### Languedoc-Roussillon

#### Phase de vote régionale
Cette phase de vote se déroule du 15 janvier au 22 février 2018 sur le site de Midi libre. Le tableau ci-après donne les résultats finaux :
| \| Cl. \| Département \| Marché en lice \| \| --- \| ------------------- \| ------------------------------------ \| \| 1er \| Gard \| Marché de la place aux Herbes (Uzès) \| \| NC \| Aveyron \| Marché de Rodez \| \| NC \| Aude \| Marché de Carcassonne \| \| NC \| Aude \| Halles de Narbonne \| \| NC \| Gard \| Halles de Nîmes \| \| NC \| Gard \| Marché de Sommières \| \| NC \| Hérault \| Marché des Arceaux (Montpellier) \| \| NC \| Hérault \| Halles de Sète \| \| NC \| Lozère \| Marché de Langogne \| \| NC \| Pyrénées-Orientales \| Marché Cassanyes (Perpignan) \| |                     | - Marchés en lice - Le marché de la place aux Herbes à Uzès. - La place de la Cité (du marché) à Rodez. - Le marché de Carcassonne. - Les halles de Narbonne. - Le marché de Sommières. - Le marché des Arceaux à Montpellier. - Les halles de Langogne. - Le marché de Perpignan. |
| Cl. | Département         | Marché en lice |
| 1er | Gard                | Marché de la place aux Herbes (Uzès) |
| NC | Aveyron             | Marché de Rodez |
| NC | Aude                | Marché de Carcassonne |
| NC | Aude                | Halles de Narbonne |
| NC | Gard                | Halles de Nîmes |
| NC | Gard                | Marché de Sommières |
| NC | Hérault             | Marché des Arceaux (Montpellier) |
| NC | Hérault             | Halles de Sète |
| NC | Lozère              | Marché de Langogne |
| NC | Pyrénées-Orientales | Marché Cassanyes (Perpignan) |

La majorité des 83 689 personnes ayant voté, ont choisi le marché d'Uzès, qui se qualifie donc pour le concours national.

### Limousin

#### Phase de vote régionale
Cette phase de vote se déroule du 15 janvier au 22 février 2018 sur le site de La Montagne, en partenariat avec Le Populaire du Centre,,. Le tableau ci-après donne les résultats finaux :
| \| Cl. \| Département \| Marché en lice \| Votes \| \| --- \| ------------ \| ---------------------------- \| ------------------- \| \| 1er \| Corrèze \| Marché de Brive-la-Gaillarde \| 8 284 voix (48,4 %) \| \| 2e \| Creuse \| Marché de Felletin \| 18,2 % \| \| 3e \| Haute-Vienne \| Marché de Panazol \| 13,7 % \| \| 4e \| Corrèze \| Marché d'Objat \| 10,7 % \| \| 5e \| Creuse \| Marché de La Souterraine \| 4,7 % \| \| 6e \| Haute-Vienne \| Marché Marceau (Limoges) \| 4,5 % \| |              | - Marchés en lice - Le marché de Brive-la-Gaillarde. |                     |
| Cl. | Département  | Marché en lice                                       | Votes               |
| 1er | Corrèze      | Marché de Brive-la-Gaillarde                         | 8 284 voix (48,4 %) |
| 2e | Creuse       | Marché de Felletin                                   | 18,2 %              |
| 3e | Haute-Vienne | Marché de Panazol                                    | 13,7 %              |
| 4e | Corrèze      | Marché d'Objat                                       | 10,7 %              |
| 5e | Creuse       | Marché de La Souterraine                             | 4,7 %               |
| 6e | Haute-Vienne | Marché Marceau (Limoges)                             | 4,5 %               |

Marchés en lice
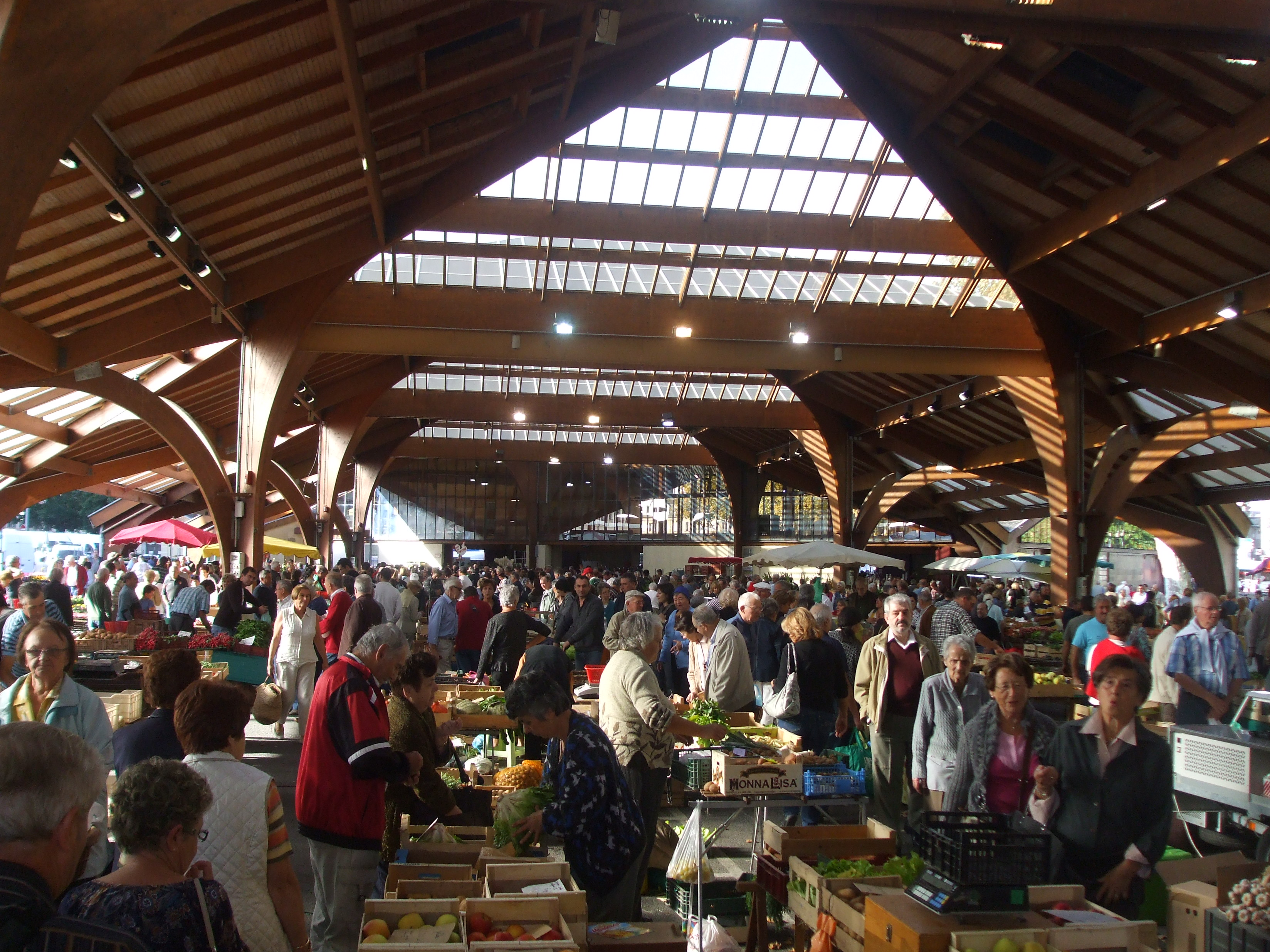
Le marché de Brive-la-Gaillarde.

Avec 8 284 voix (39 %), sur les 17 127 au total, c'est donc le marché de Brive-la-Gaillarde qui se qualifie pour le concours national,.

### Lorraine

#### Phase de vote régionale
Cette phase de vote se déroule du 15 janvier au 22 février 2018 sur le site de Le Républicain lorrain. Le tableau ci-après donne les résultats finaux :
| \| Cl. \| Département \| Marché en lice \| Votes \| \| --- \| ------------------ \| ------------------------ \| ----- \| \| 1er \| Meurthe-et-Moselle \| Marché de Nancy \| 39 % \| \| 2e \| Moselle \| Marché de Metz \| 32 % \| \| 3e \| Vosges \| Marché d'Épinal \| 12 % \| \| 4e \| Moselle \| Marché de Fameck \| 4 % \| \| 5e \| Moselle \| Marché de Farébersviller \| 3 % \| \| 6e \| Meurthe-et-Moselle \| Marché de Vandœuvre \| 2 % \| \| 6e \| Meurthe-et-Moselle \| Marché de Pont-à-Mousson \| 2 % \| \| 6e \| Meuse \| Marché de Verdun \| 2 % \| \| 6e \| Moselle \| Marché de Saint-Avold \| 2 % \| \| 6e \| Vosges \| Marché de Senones \| 2 % \| |                    | - Marchés en lice - Le marché couvert de Nancy. - Le marché couvert de Metz. - Le marché couvert d'Épinal. |       |
| Cl. | Département        | Marché en lice                                                                                             | Votes |
| 1er | Meurthe-et-Moselle | Marché de Nancy                                                                                            | 39 %  |
| 2e | Moselle            | Marché de Metz                                                                                             | 32 %  |
| 3e | Vosges             | Marché d'Épinal                                                                                            | 12 %  |
| 4e | Moselle            | Marché de Fameck                                                                                           | 4 %   |
| 5e | Moselle            | Marché de Farébersviller                                                                                   | 3 %   |
| 6e | Meurthe-et-Moselle | Marché de Vandœuvre                                                                                        | 2 %   |
| 6e | Meurthe-et-Moselle | Marché de Pont-à-Mousson                                                                                   | 2 %   |
| 6e | Meuse              | Marché de Verdun                                                                                           | 2 %   |
| 6e | Moselle            | Marché de Saint-Avold                                                                                      | 2 %   |
| 6e | Vosges             | Marché de Senones                                                                                          | 2 %   |

Marchés en lice
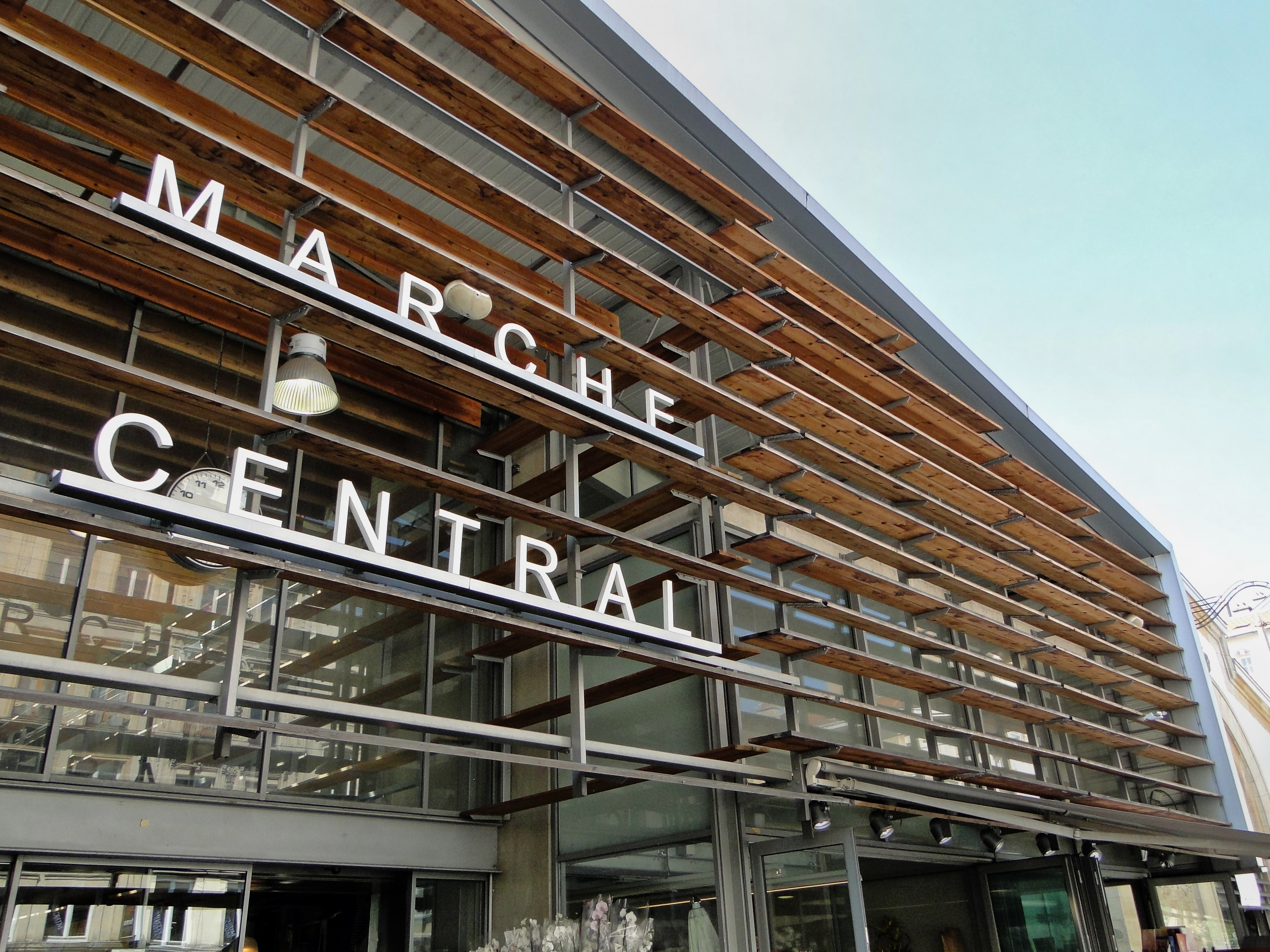
Le marché couvert de Nancy.
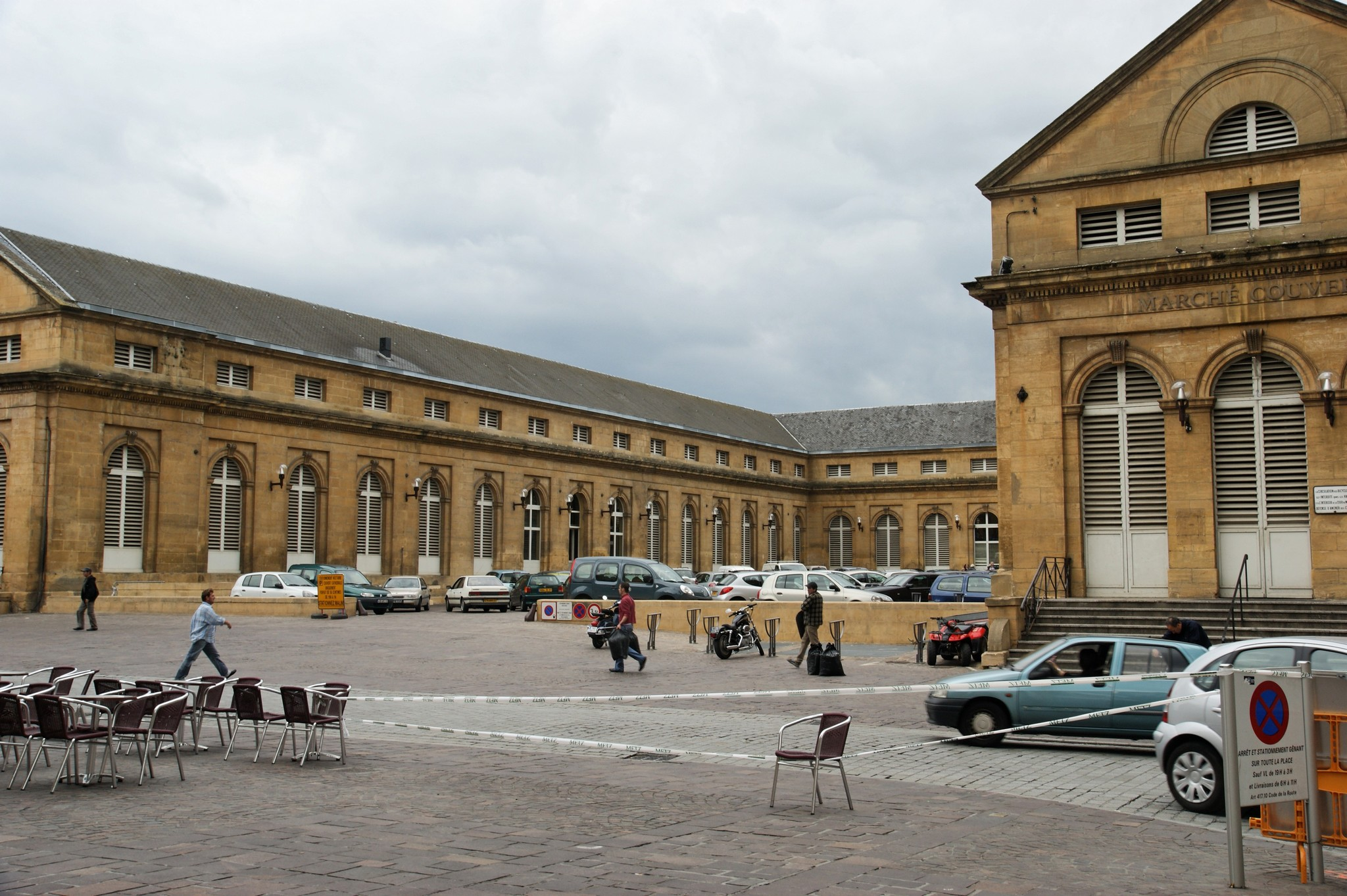
Le marché couvert de Metz.
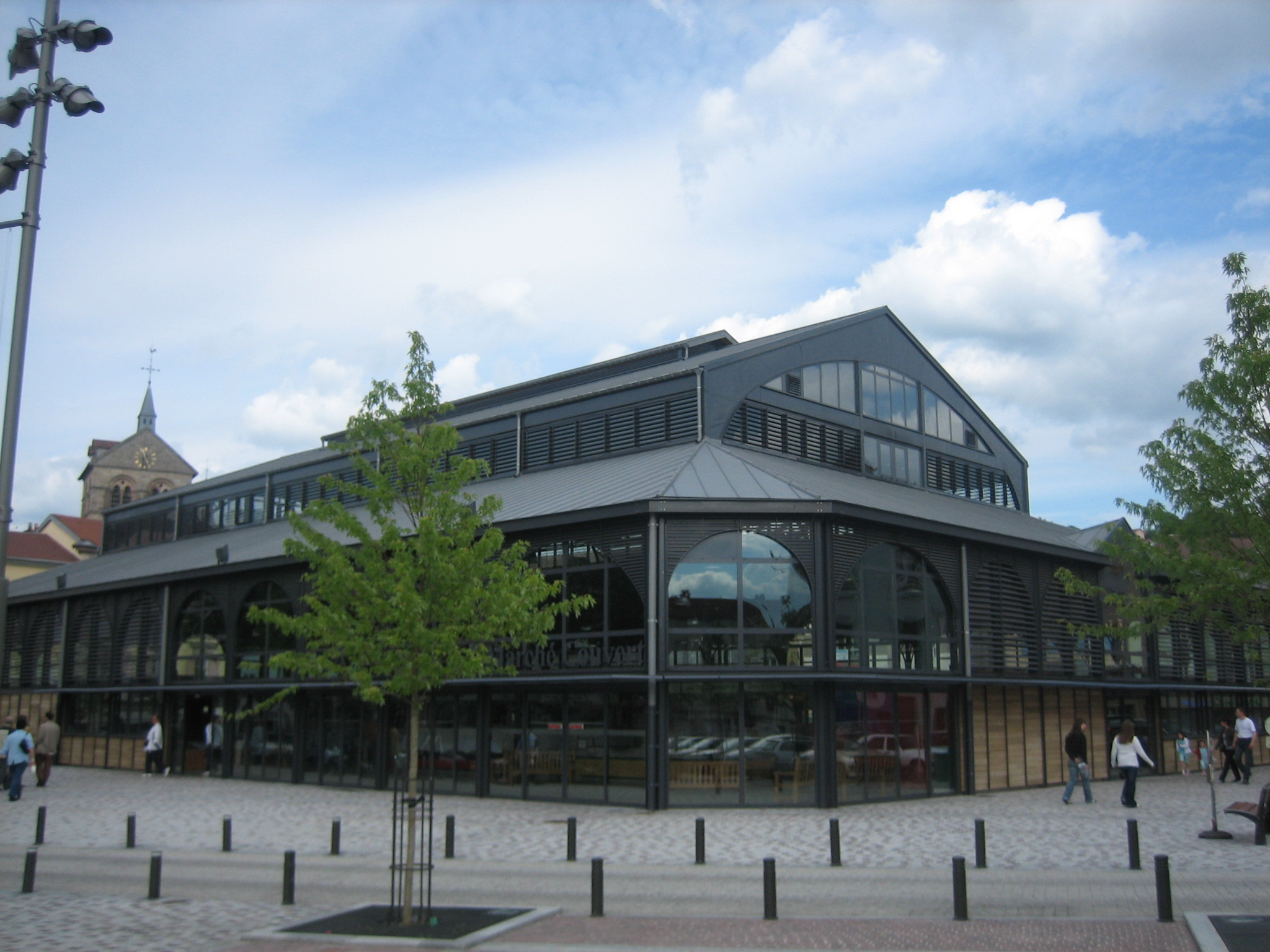
Le marché couvert d'Épinal.

Avec 39 % des voix, sur les 11 344 au total, c'est donc le marché de Nancy qui se qualifie pour le concours national.

### Midi-Pyrénées

#### Phase de vote régionale
Cette phase de vote se déroule du 15 janvier au 22 février 2018 sur le site de La Dépêche du Midi. Le tableau ci-après donne les résultats finaux :
| \| Cl. \| Département \| Marché en lice \| Votes \| \| --- \| --------------- \| ---------------------------------- \| ----------------- \| \| 1er \| Lot \| Marché de Cahors \| 6 494 voix (33 %) \| \| 2e \| Haute-Garonne \| Marché de Revel \| 5 215 voix (26 %) \| \| NC \| Ariège \| Marché de Foix \| NC \| \| NC \| Ariège \| Marché de Saint-Girons \| NC \| \| NC \| Aveyron \| Marché de Laissac \| NC \| \| NC \| Aveyron \| Marché de Villefranche-de-Rouergue \| NC \| \| NC \| Haute-Garonne \| Marché de Saint-Gaudens \| NC \| \| NC \| Gers \| Marché de Eauze \| NC \| \| NC \| Gers \| Marché de Samatan \| NC \| \| NC \| Lot \| Marché de Luzech \| NC \| \| NC \| Hautes-Pyrénées \| Marché de Lourdes \| NC \| \| NC \| Hautes-Pyrénées \| Marché de Tarbes \| NC \| \| NC \| Tarn \| Marché d'Albi \| NC \| \| NC \| Tarn \| Marché de Carmaux \| NC \| \| NC \| Tarn-et-Garonne \| Marché de Caussade \| NC \| \| NC \| Tarn-et-Garonne \| Marché de Saint-Antonin-Noble-Val \| NC \| |                 | - Marchés en lice - Le marché de Cahors. - Le marché de Revel se tient sous la halle du Beffroi. - Le marché de Foix. - Le marché de Saint-Girons. - La commune de Laissac (ici, l'église). - Le marché de Villefranche-de-Rouergue. - Le marché de Saint-Gaudens se tient au pied de la collégiale. - Le marché d'Eauze. - La commune de Samatan (ici, une place). - La commune de Luzech. - Les halles de Lourdes. - Les halles de Tarbes. - Le marché d'Albi. - La commune de Carmaux. - La commune de Caussade (ici, la mairie). - Le marché de Saint-Antonin-Noble-Val. |                   |
| Cl. | Département     | Marché en lice | Votes             |
| 1er | Lot             | Marché de Cahors | 6 494 voix (33 %) |
| 2e | Haute-Garonne   | Marché de Revel | 5 215 voix (26 %) |
| NC | Ariège          | Marché de Foix | NC                |
| NC | Ariège          | Marché de Saint-Girons | NC                |
| NC | Aveyron         | Marché de Laissac | NC                |
| NC | Aveyron         | Marché de Villefranche-de-Rouergue | NC                |
| NC | Haute-Garonne   | Marché de Saint-Gaudens | NC                |
| NC | Gers            | Marché de Eauze | NC                |
| NC | Gers            | Marché de Samatan | NC                |
| NC | Lot             | Marché de Luzech | NC                |
| NC | Hautes-Pyrénées | Marché de Lourdes | NC                |
| NC | Hautes-Pyrénées | Marché de Tarbes | NC                |
| NC | Tarn            | Marché d'Albi | NC                |
| NC | Tarn            | Marché de Carmaux | NC                |
| NC | Tarn-et-Garonne | Marché de Caussade | NC                |
| NC | Tarn-et-Garonne | Marché de Saint-Antonin-Noble-Val | NC                |

Marchés en lice
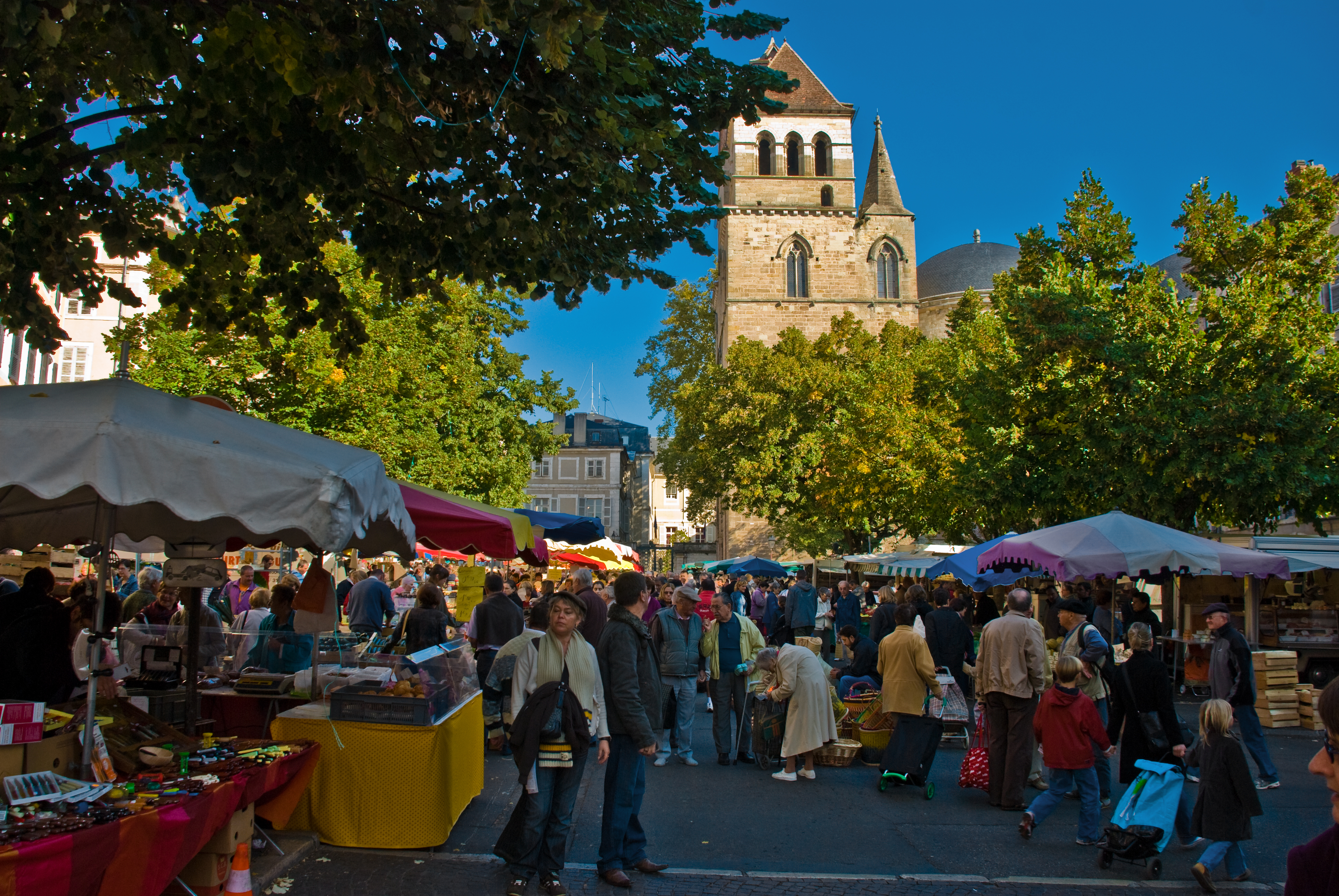
Le marché de Cahors.
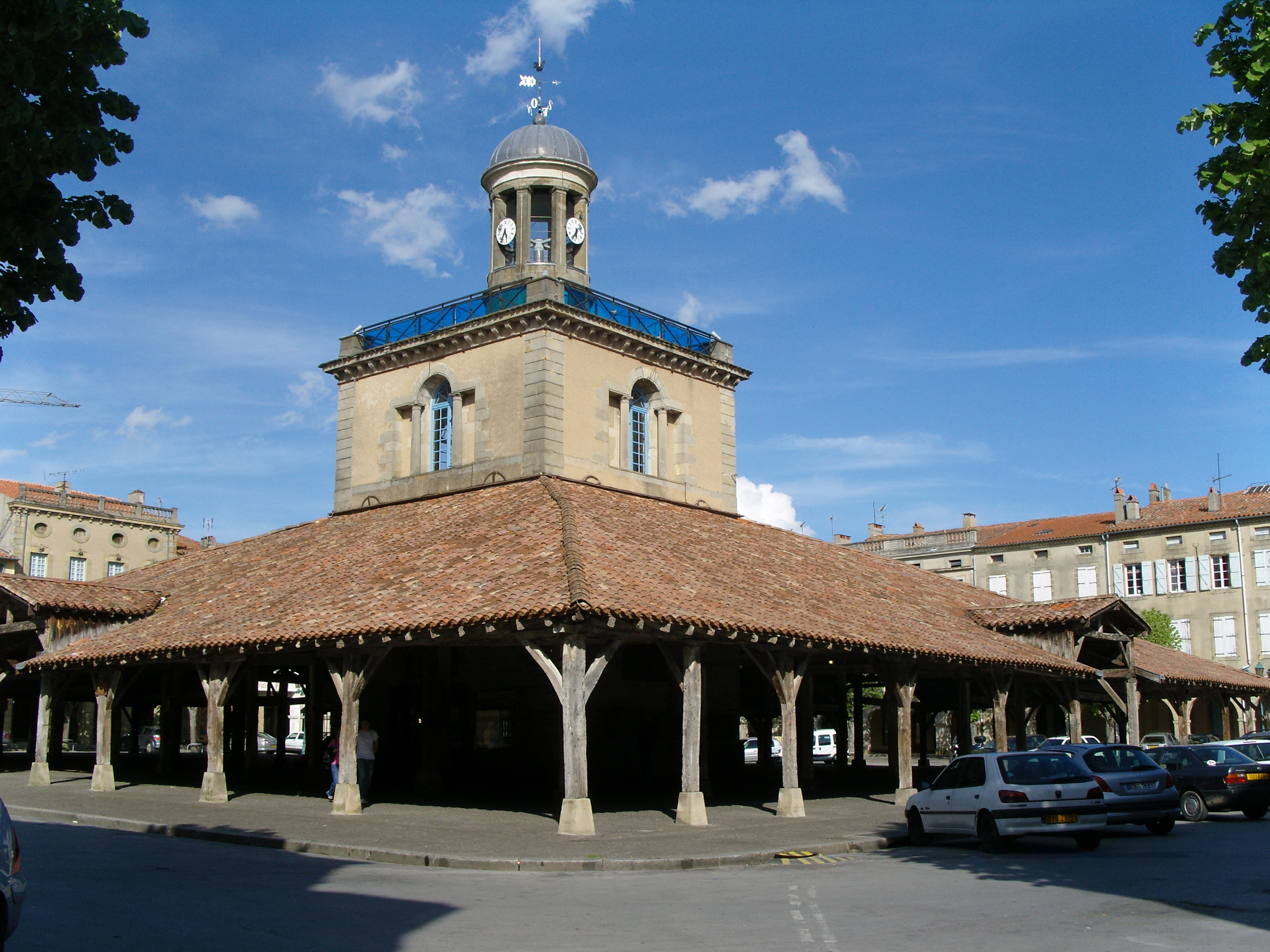
Le marché de Revel se tient sous la halle du Beffroi.
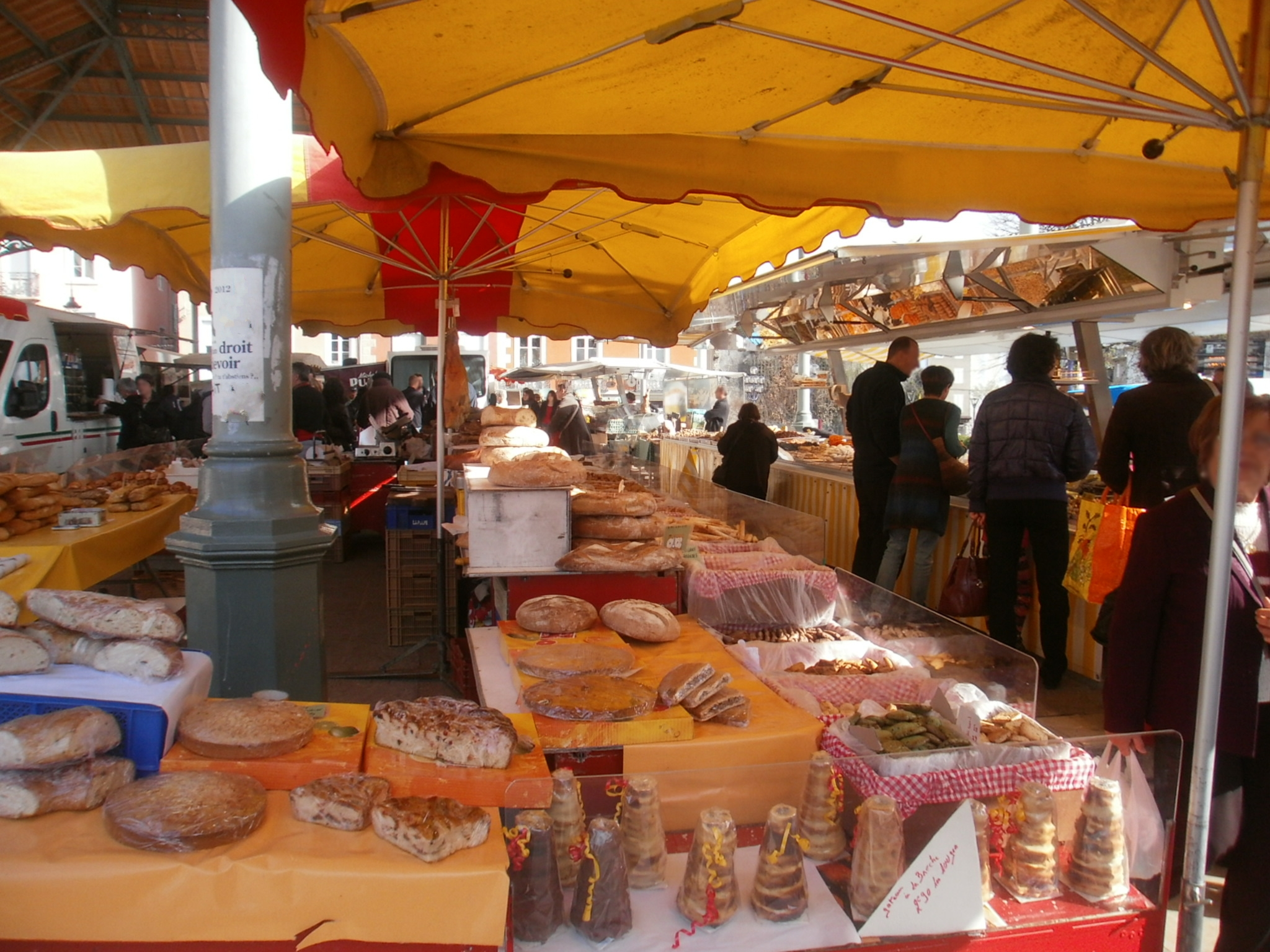
Le marché de Foix.
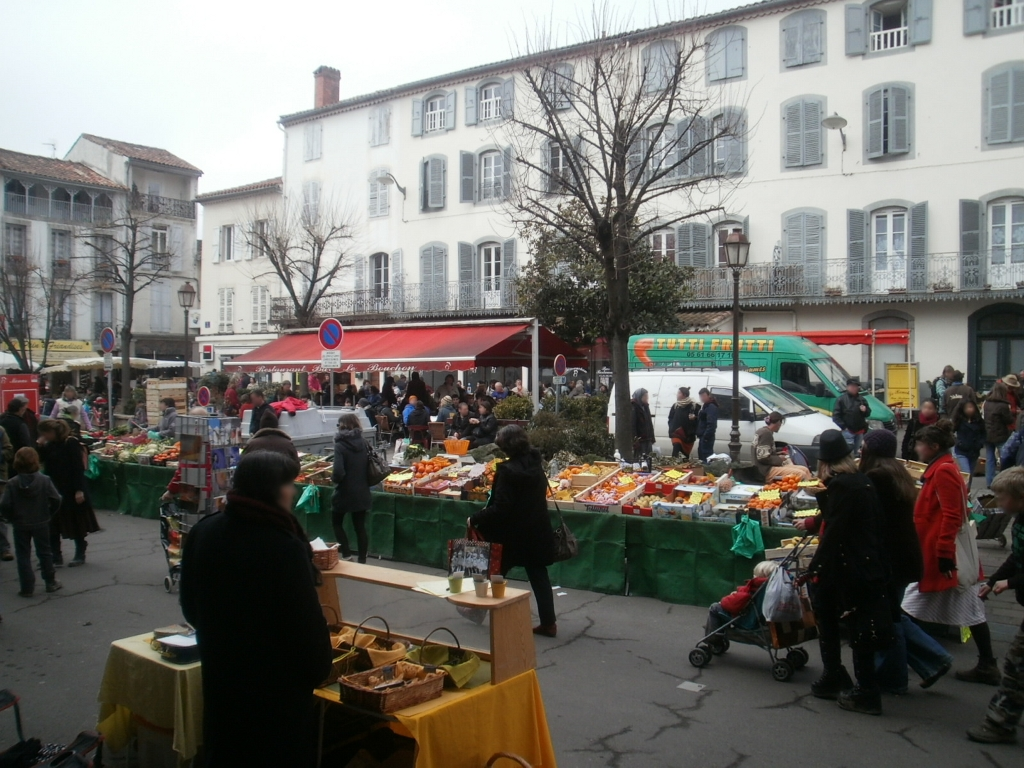
Le marché de Saint-Girons.
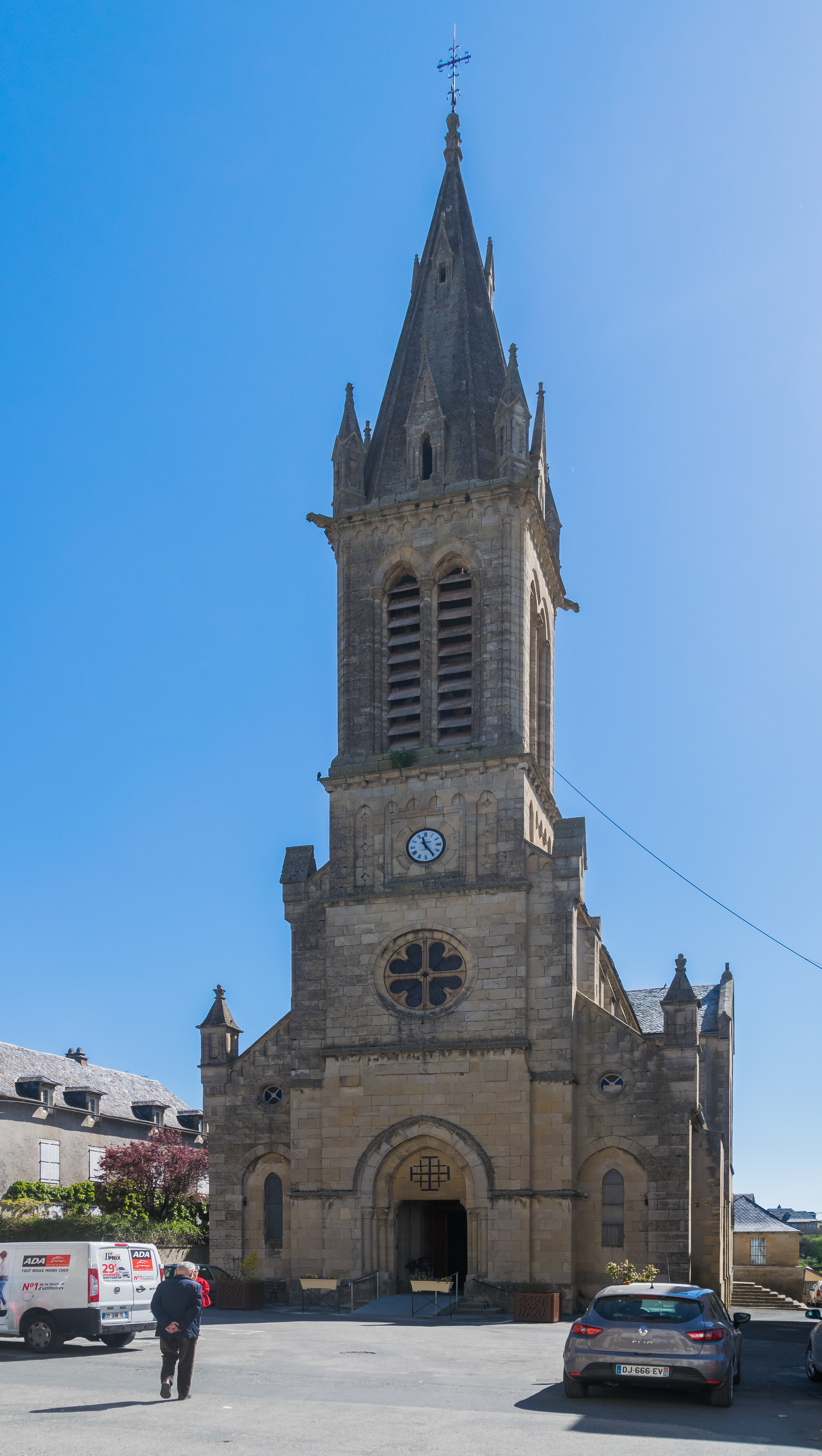
La commune de Laissac (ici, l'église).
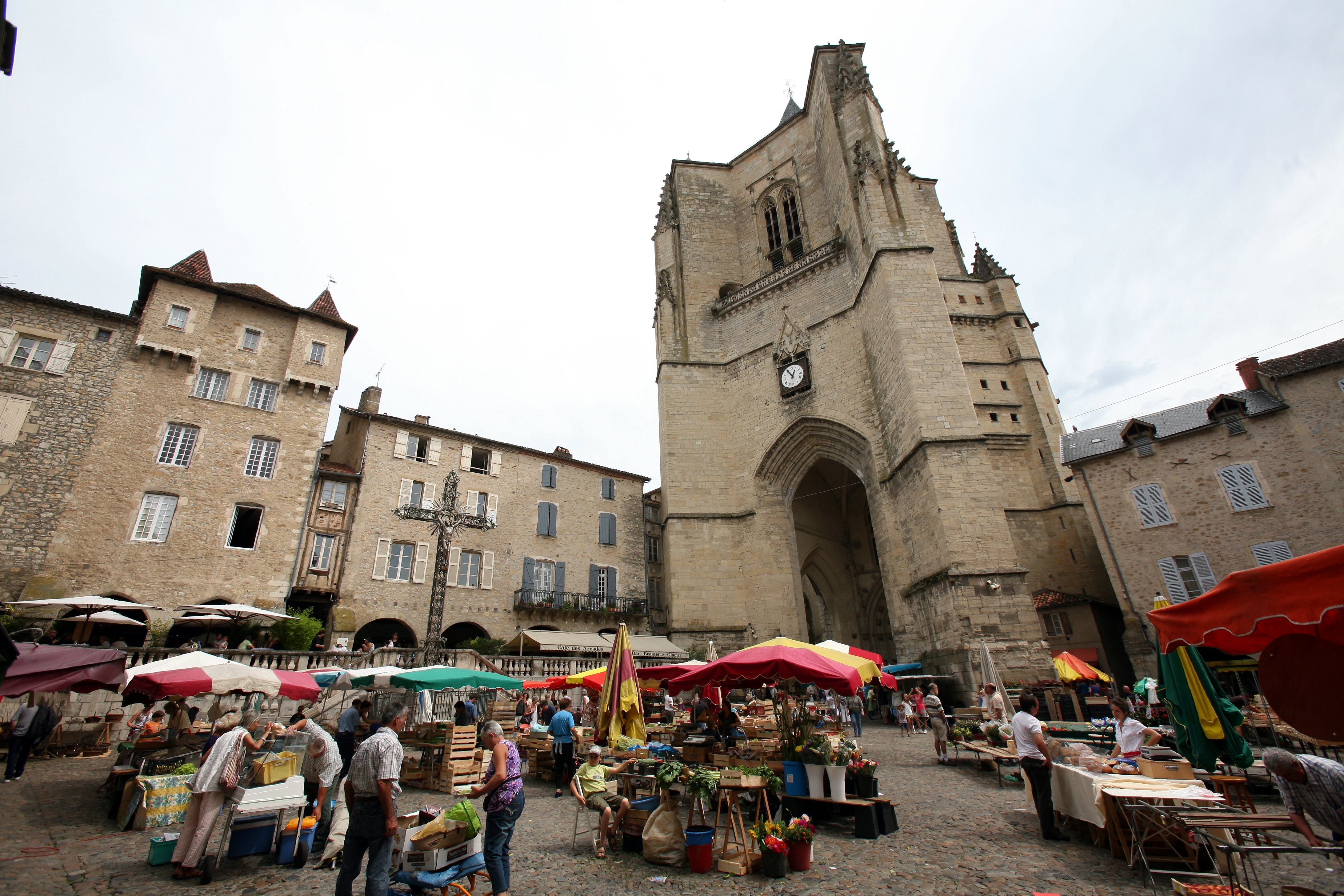
Le marché de Villefranche-de-Rouergue.
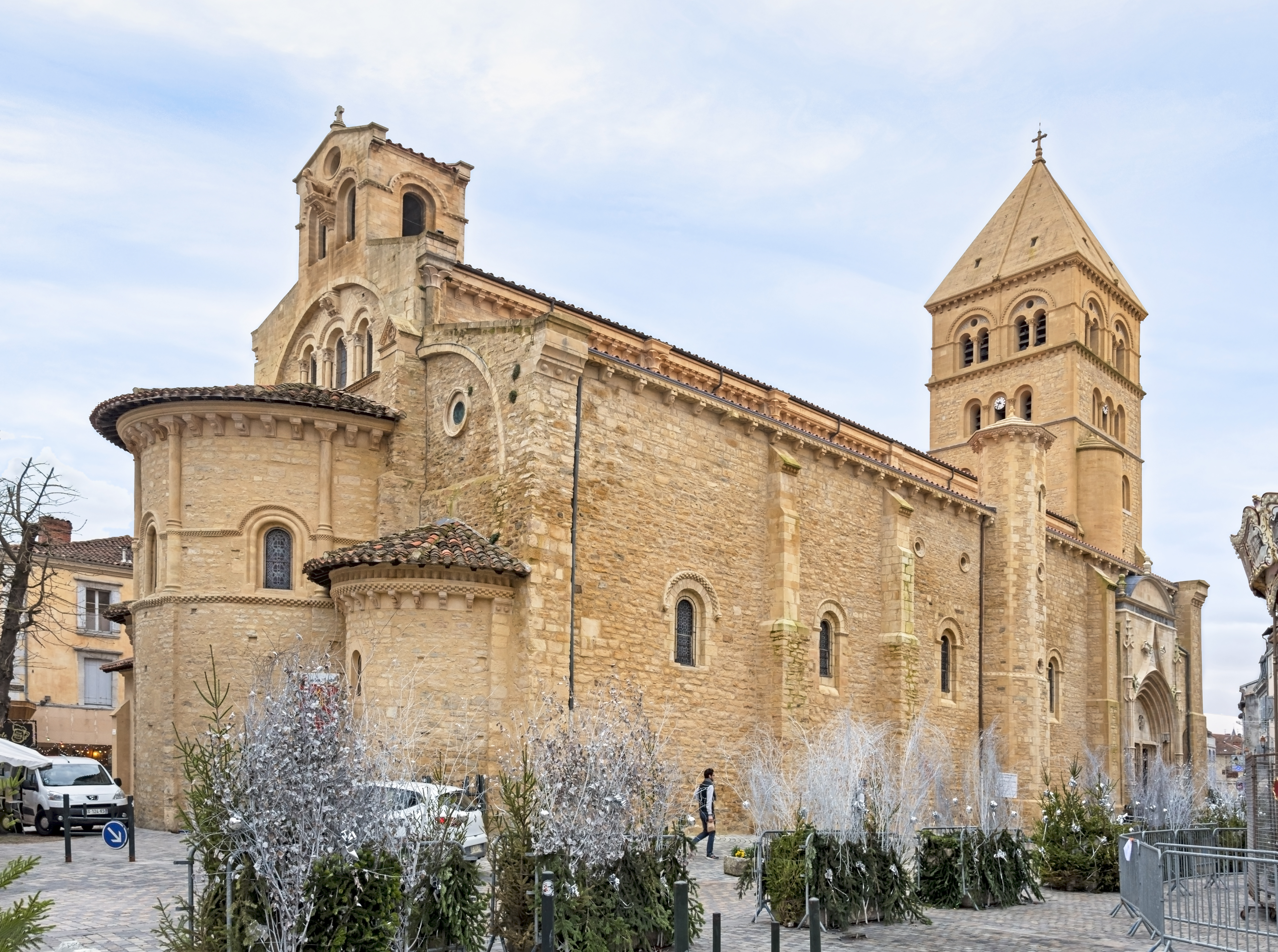
Le marché de Saint-Gaudens se tient au pied de la collégiale.
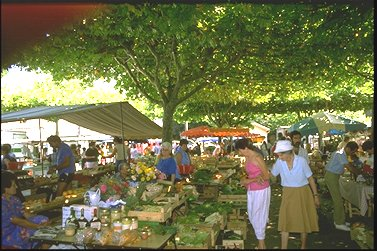
Le marché d'Eauze.
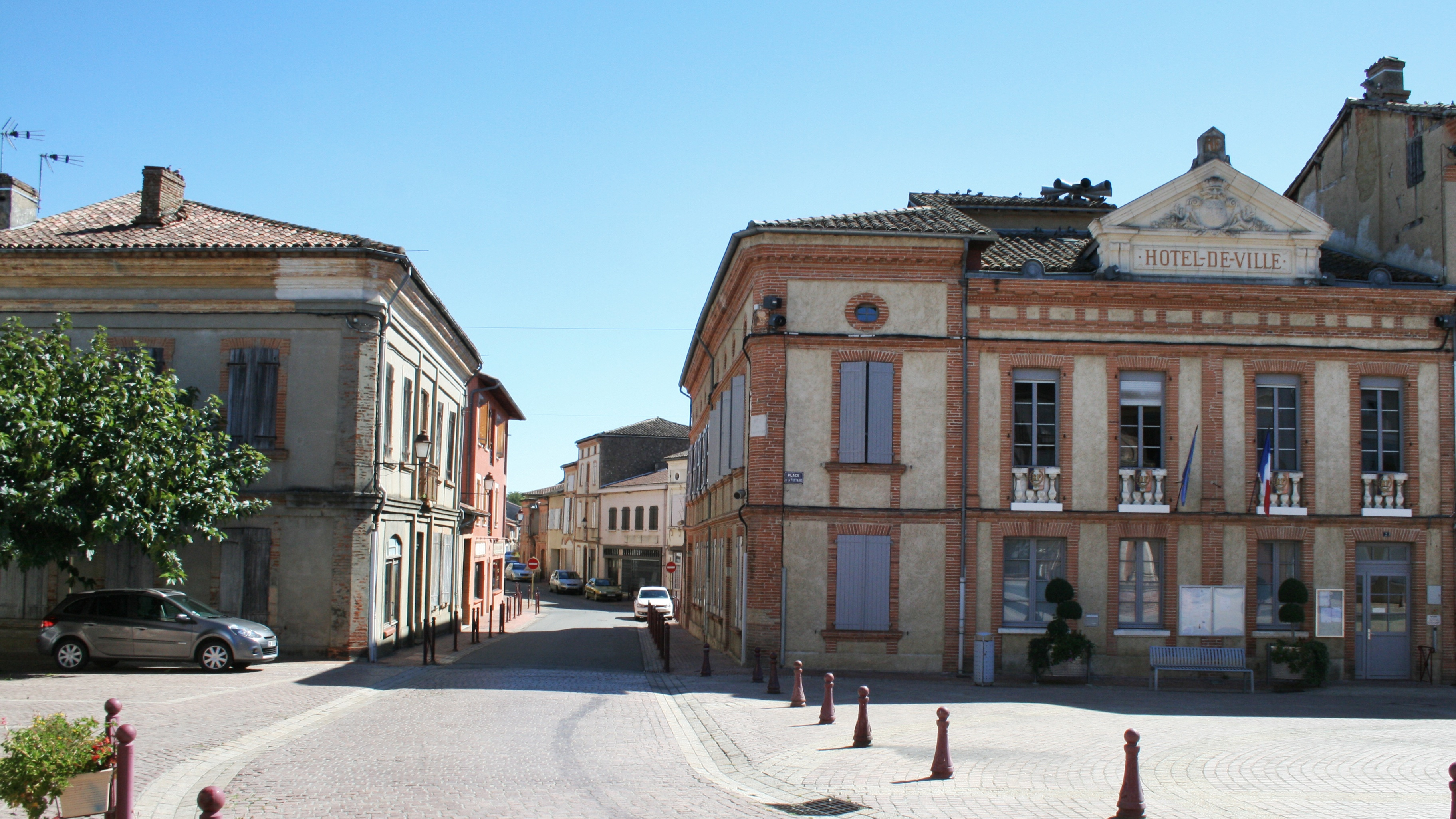
La commune de Samatan (ici, une place).
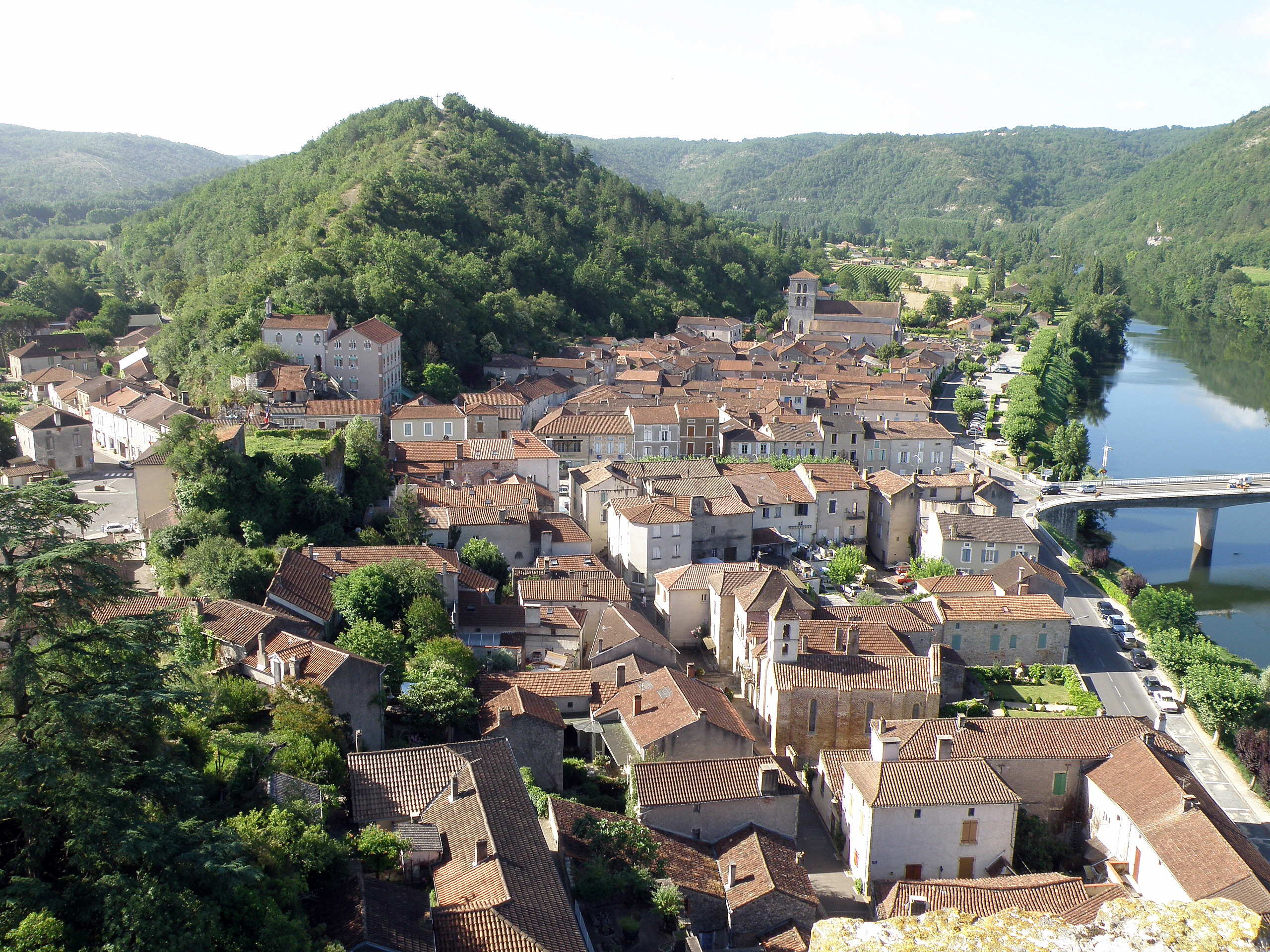
La commune de Luzech.
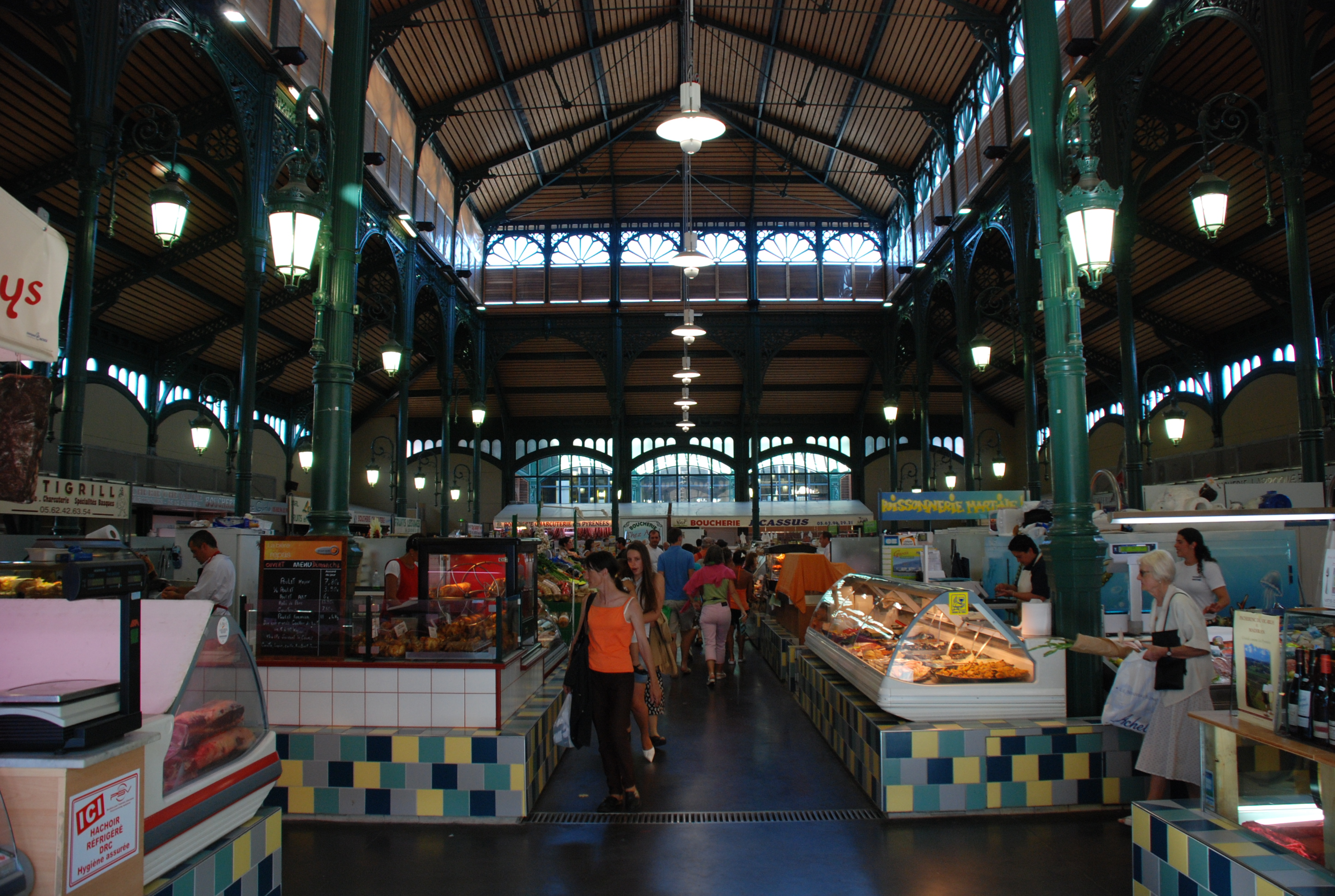
Les halles de Lourdes.
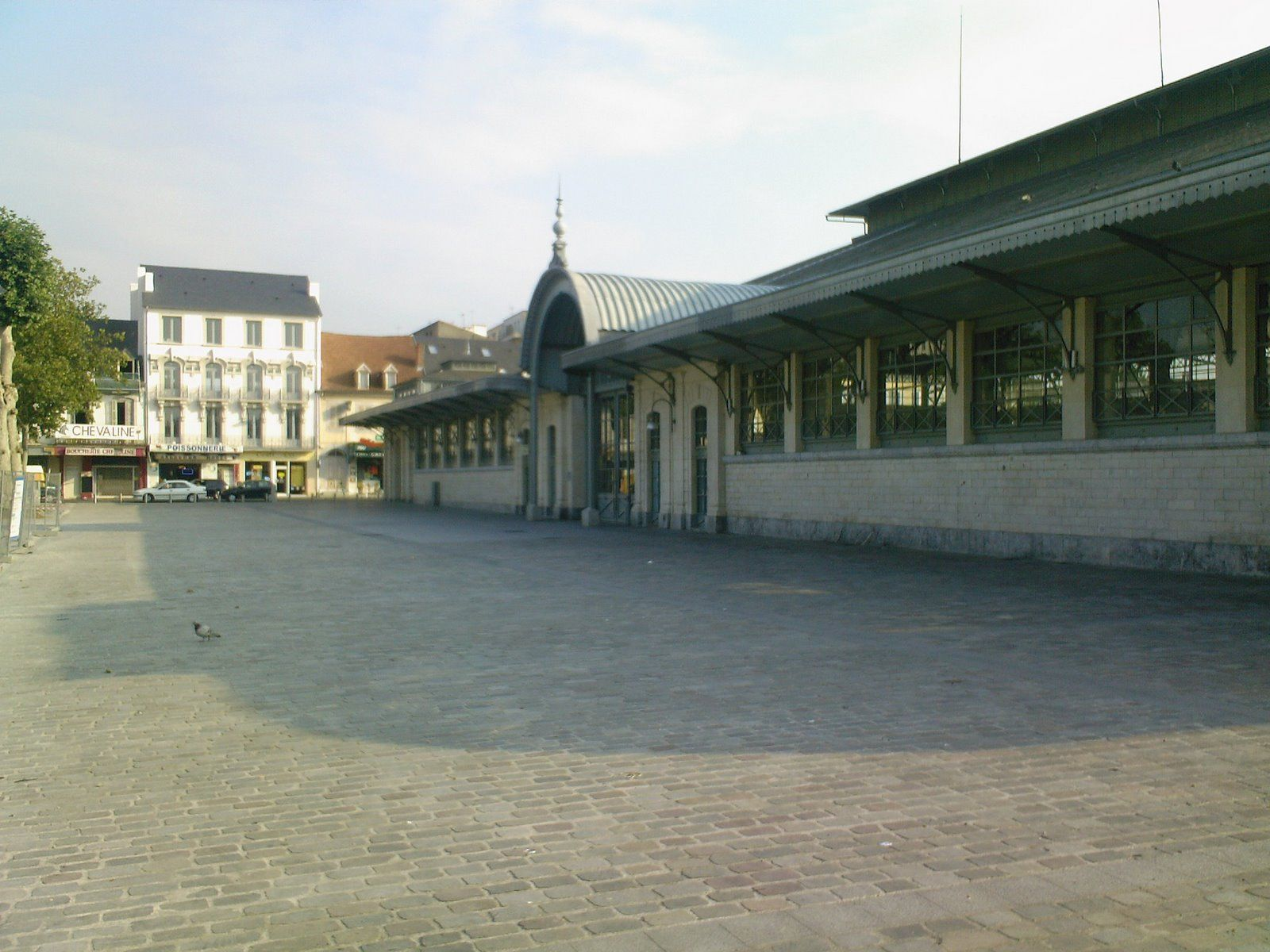
Les halles de Tarbes.
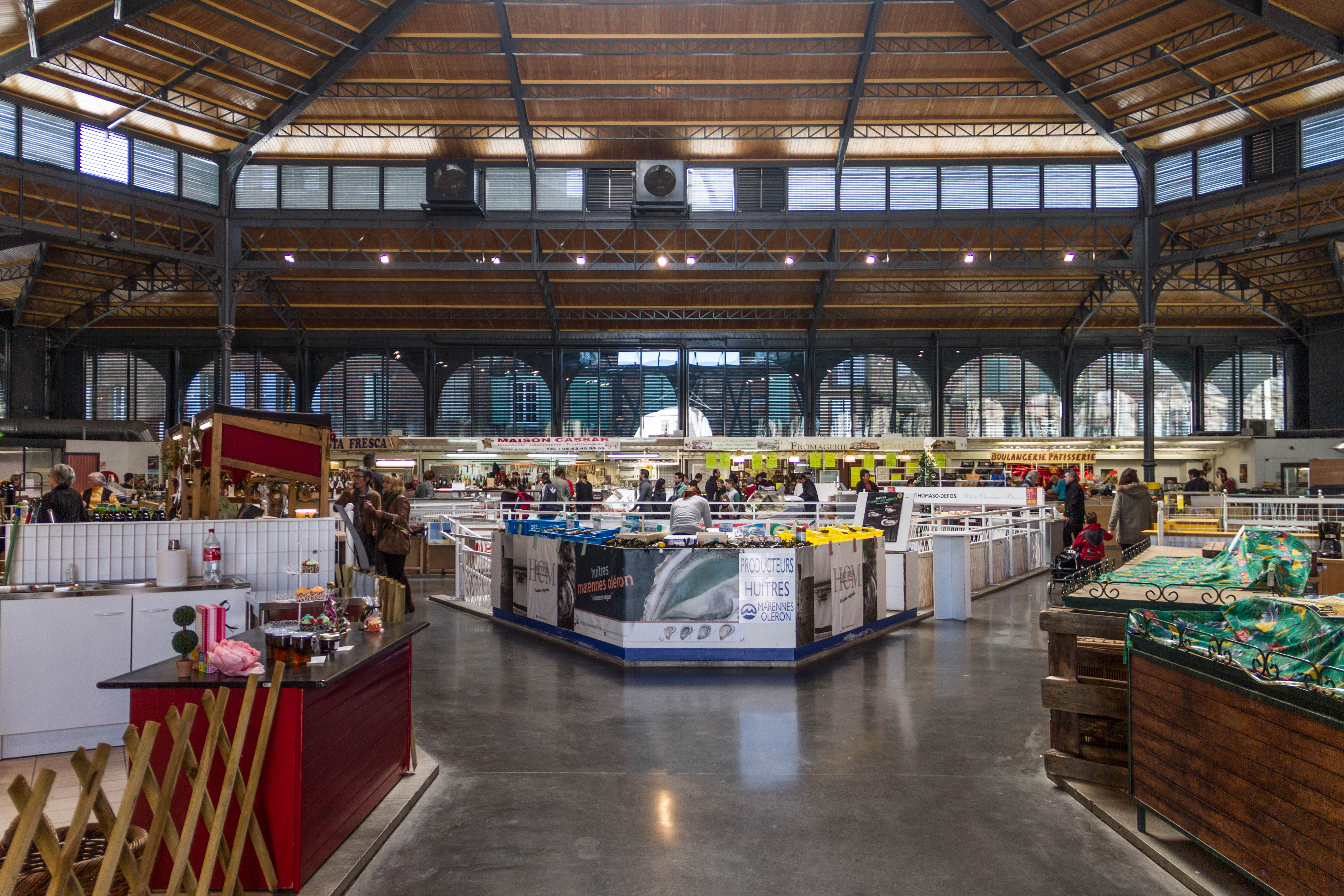
Le marché d'Albi.
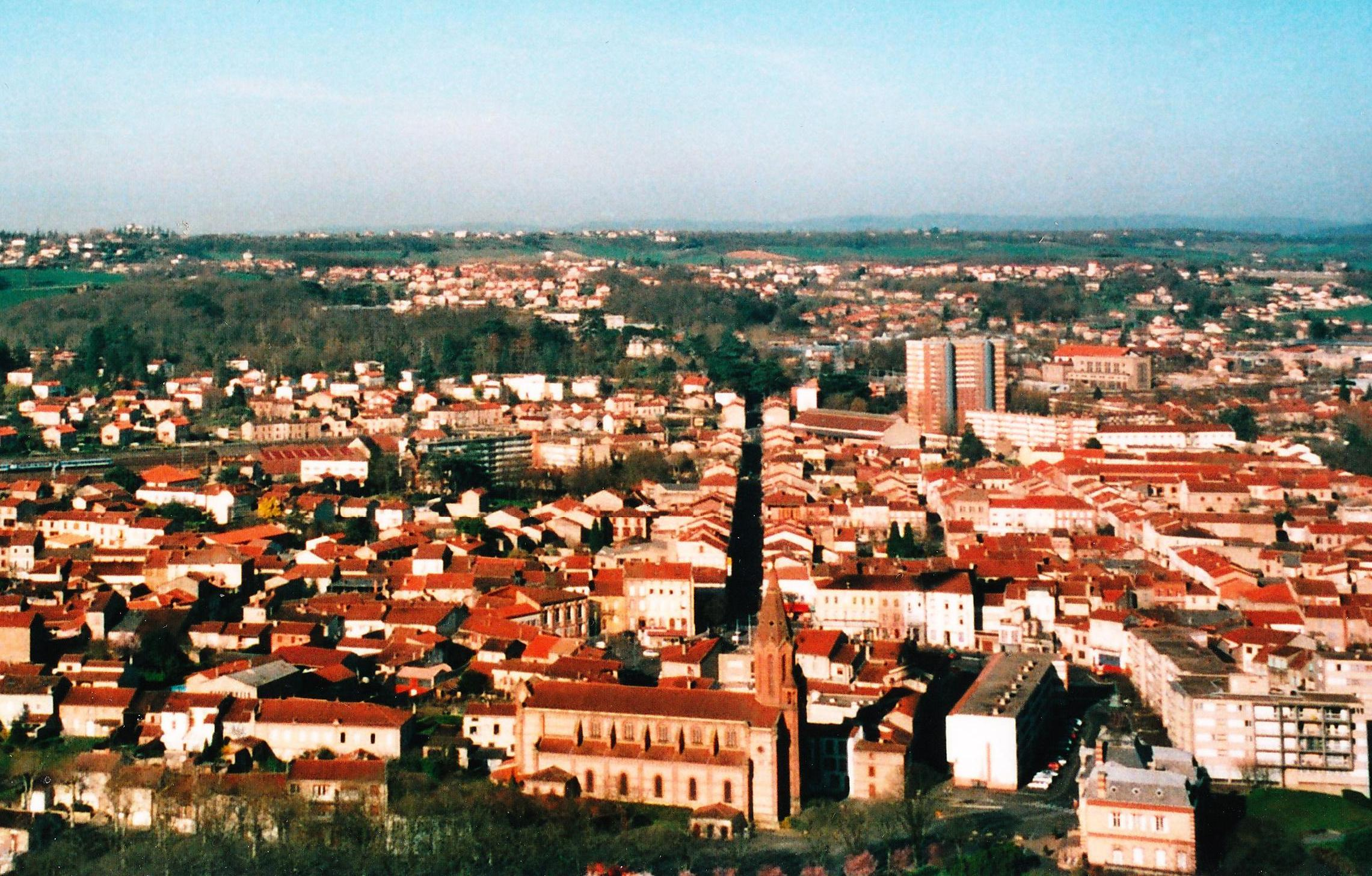
La commune de Carmaux.
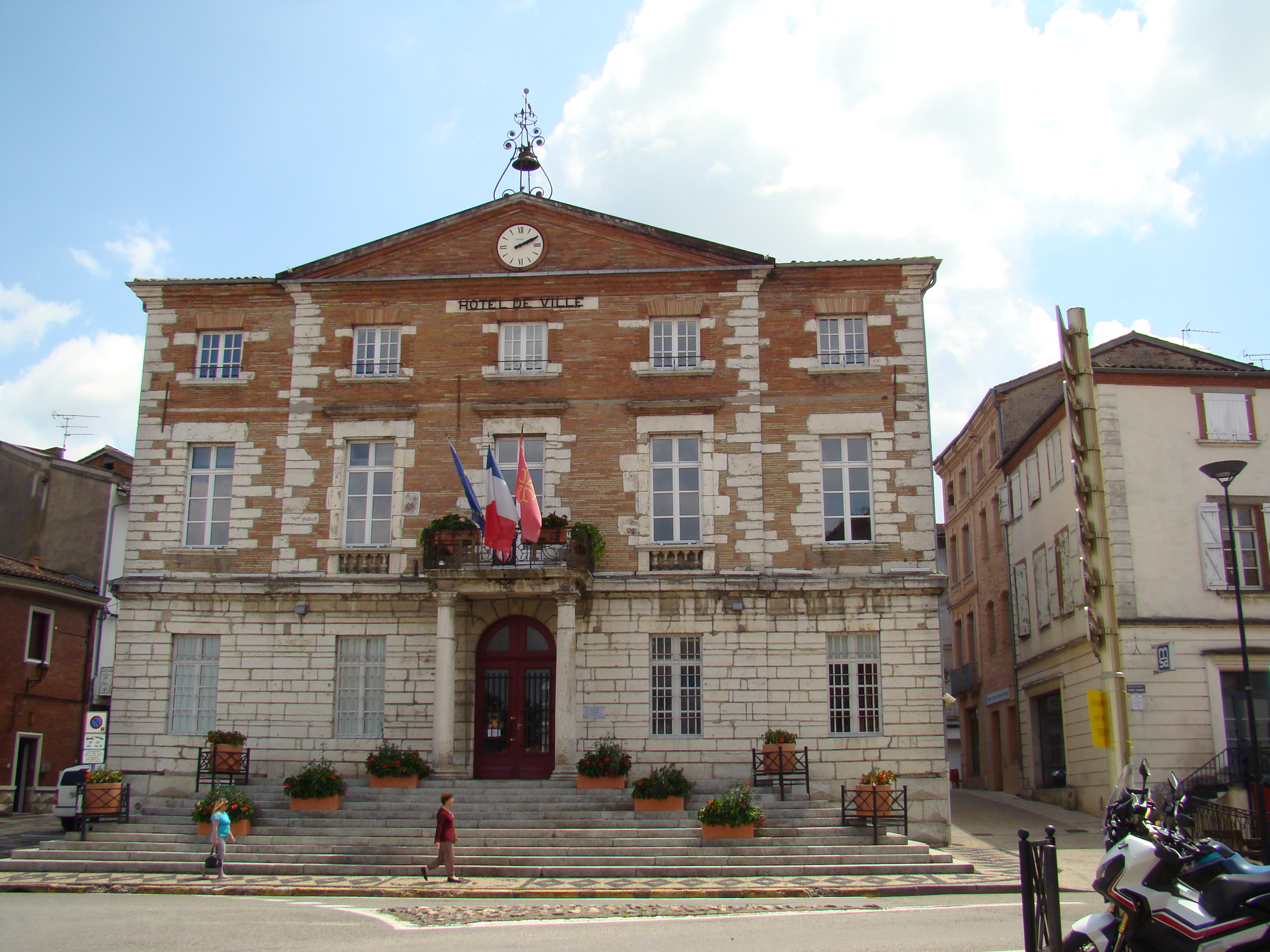
La commune de Caussade (ici, la mairie).
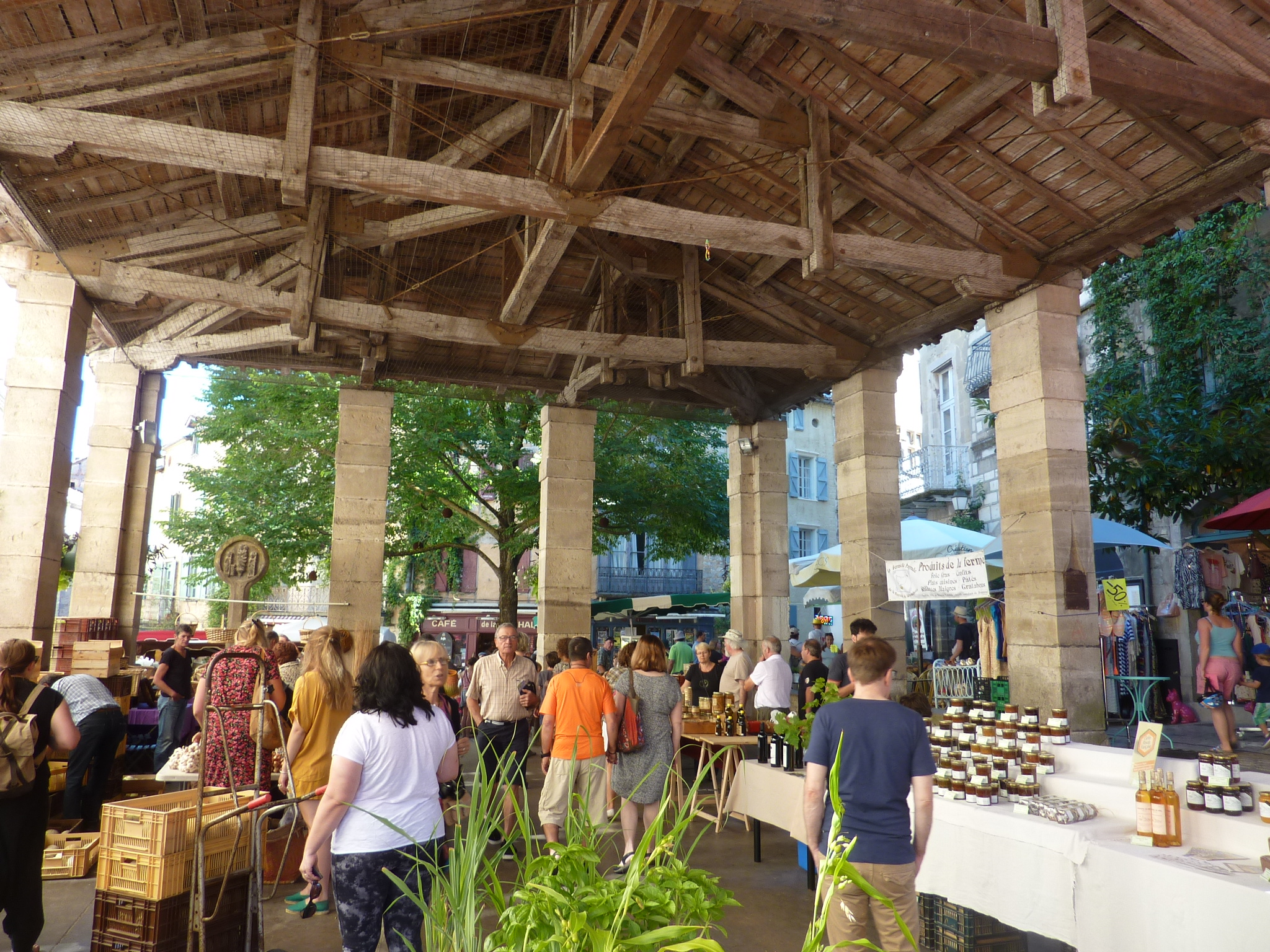
Le marché de Saint-Antonin-Noble-Val.

Avec 6 494 voix (33 %), sur les 19 807 au total, c'est donc le marché de Cahors qui se qualifie pour le concours national.

### Nord-Pas-de-Calais

#### Phase de vote régionale
Cette phase de vote se déroule du 15 janvier au 22 février 2018 sur le site du La Voix du Nord. Le tableau ci-après donne les résultats finaux :
| \| Cl. \| Département \| Marché en lice \| Votes \| \| --- \| ------------- \| ------------------------------------------ \| ----------- \| \| 1er \| Pas-de-Calais \| Marché d'Arras \| 32 % \| \| 2e \| Pas-de-Calais \| Marché de Audruicq \| 27 % \| \| 3e \| Pas-de-Calais \| Marché du Touquet \| Plus de 5 % \| \| 4e \| Pas-de-Calais \| Marché de Saint-Omer \| NC \| \| NC \| Pas-de-Calais \| Marché de Liévin \| NC \| \| NC \| Pas-de-Calais \| Marché de Boulogne-sur-Mer \| NC \| \| NC \| Pas-de-Calais \| Marché de Béthune \| NC \| \| NC \| Nord \| Marché d'Annappes (Villeneuve-d'Ascq) \| NC \| \| NC \| Nord \| Marché de Quesnoy-sur-Deûle \| NC \| \| NC \| Nord \| Marché de Petit-Fort-Philippe (Gravelines) \| NC \| \| NC \| Nord \| Marché de La Madeleine \| NC \| \| NC \| Nord \| Marché de Wazemmes (Lille) \| NC \| \| NC \| Nord \| Marché de la place du Concert (Lille) \| NC \| \| NC \| Nord \| Marché de Landrecies \| NC \| \| NC \| Nord \| Marché de Halluin \| NC \| \| NC \| Nord \| Marché de Douai \| NC \| \| NC \| Nord \| Marché de Croix \| NC \| \| NC \| Nord \| Marché de Cambrai \| NC \| \| NC \| Nord \| Marché de Bailleul \| NC \| \| NC \| Nord \| Marché d'Anzin \| NC \| |               | - Marchés en lice - Le marché d'Arras. - Le marché de Boulogne-sur-Mer. - Le marché des halles de Wazemmes à Lille. |             |
| Cl. | Département   | Marché en lice | Votes       |
| 1er | Pas-de-Calais | Marché d'Arras | 32 %        |
| 2e | Pas-de-Calais | Marché de Audruicq                                                                                                  | 27 %        |
| 3e | Pas-de-Calais | Marché du Touquet                                                                                                   | Plus de 5 % |
| 4e | Pas-de-Calais | Marché de Saint-Omer                                                                                                | NC          |
| NC | Pas-de-Calais | Marché de Liévin | NC          |
| NC | Pas-de-Calais | Marché de Boulogne-sur-Mer                                                                                          | NC          |
| NC | Pas-de-Calais | Marché de Béthune                                                                                                   | NC          |
| NC | Nord          | Marché d'Annappes (Villeneuve-d'Ascq)                                                                               | NC          |
| NC | Nord          | Marché de Quesnoy-sur-Deûle                                                                                         | NC          |
| NC | Nord          | Marché de Petit-Fort-Philippe (Gravelines)                                                                          | NC          |
| NC | Nord          | Marché de La Madeleine                                                                                              | NC          |
| NC | Nord          | Marché de Wazemmes (Lille)                                                                                          | NC          |
| NC | Nord          | Marché de la place du Concert (Lille)                                                                               | NC          |
| NC | Nord          | Marché de Landrecies                                                                                                | NC          |
| NC | Nord          | Marché de Halluin                                                                                                   | NC          |
| NC | Nord          | Marché de Douai | NC          |
| NC | Nord          | Marché de Croix | NC          |
| NC | Nord          | Marché de Cambrai                                                                                                   | NC          |
| NC | Nord          | Marché de Bailleul                                                                                                  | NC          |
| NC | Nord          | Marché d'Anzin | NC          |

Marchés en lice
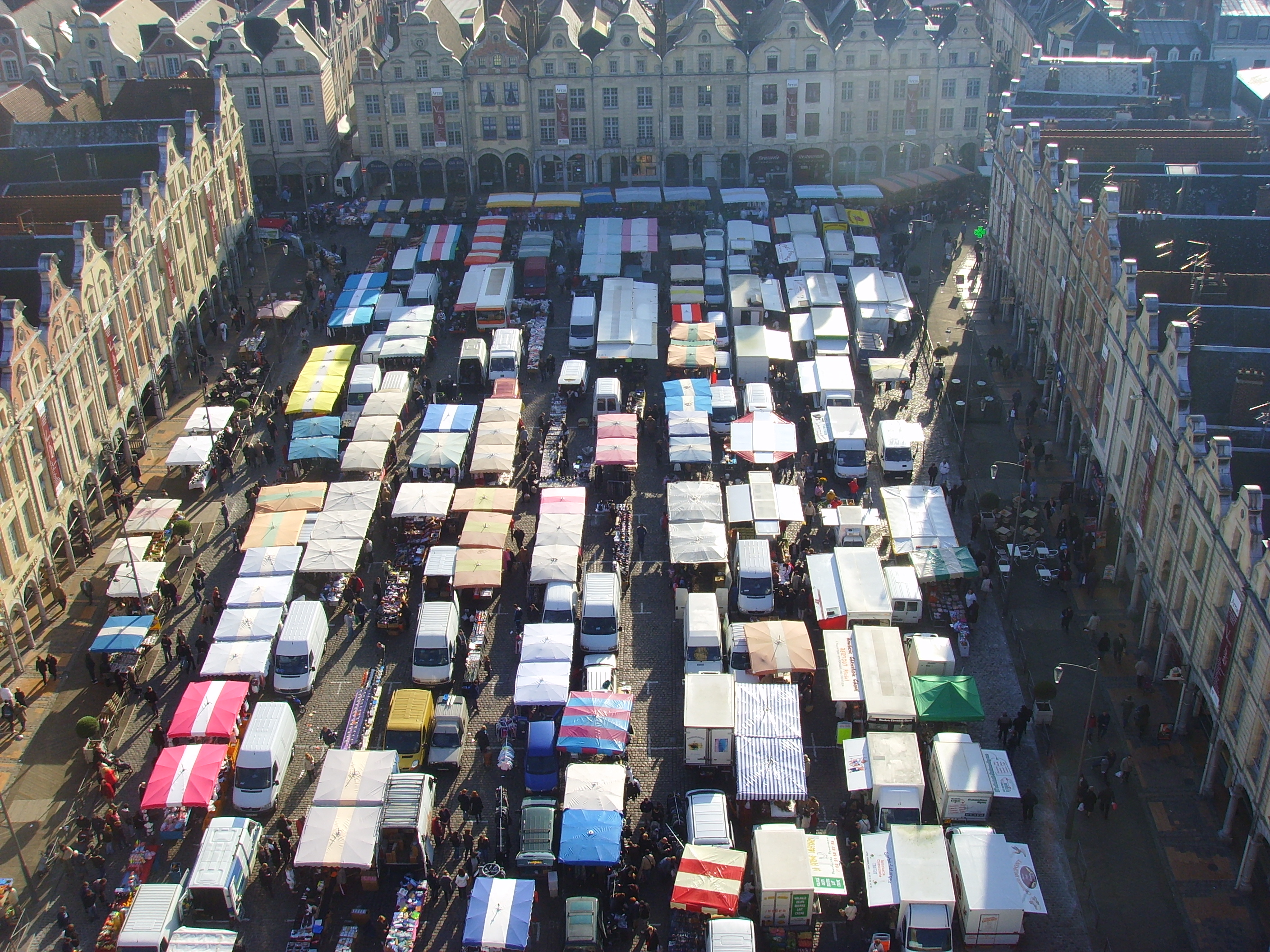
Le marché d'Arras.
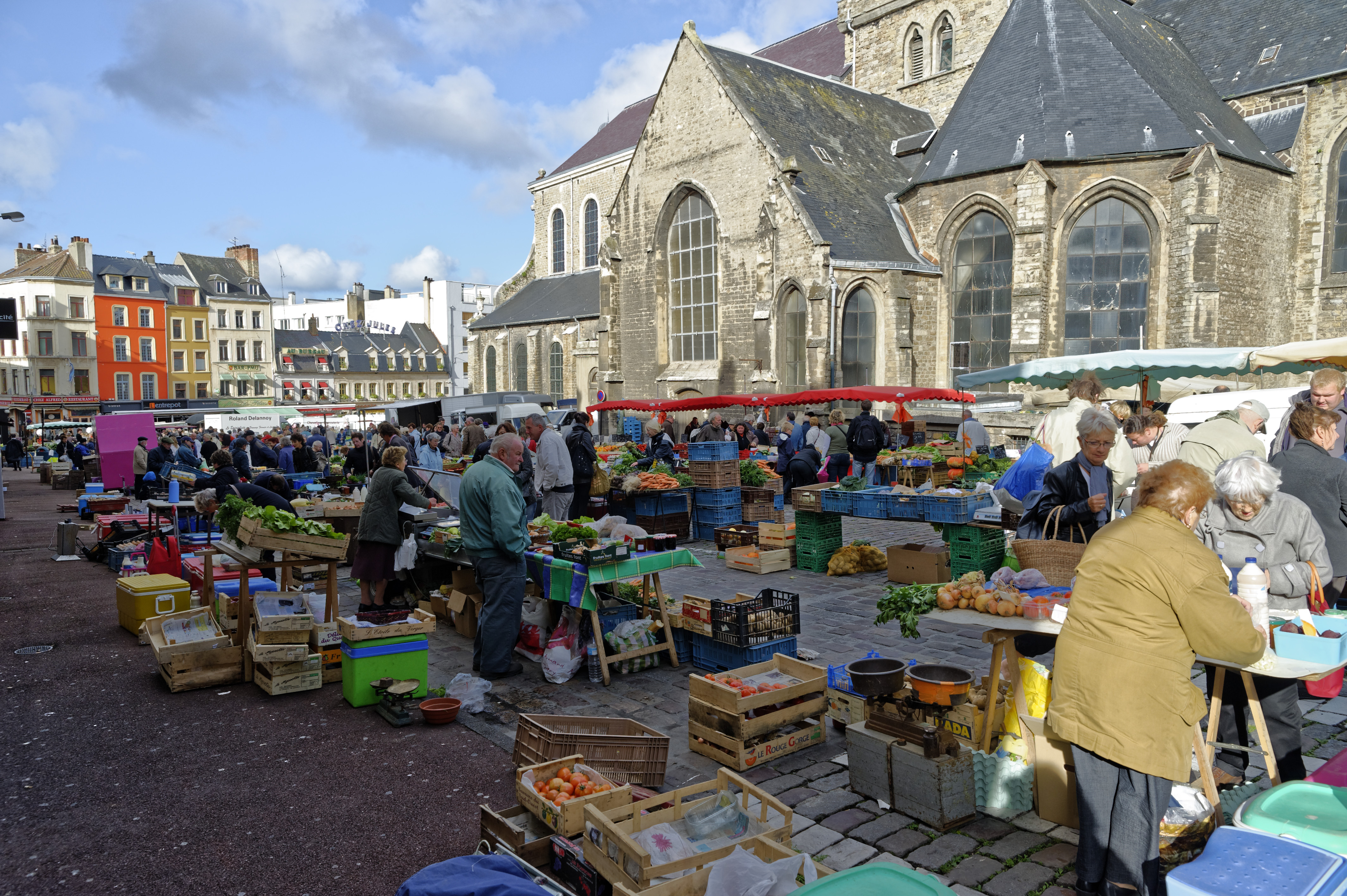
Le marché de Boulogne-sur-Mer.
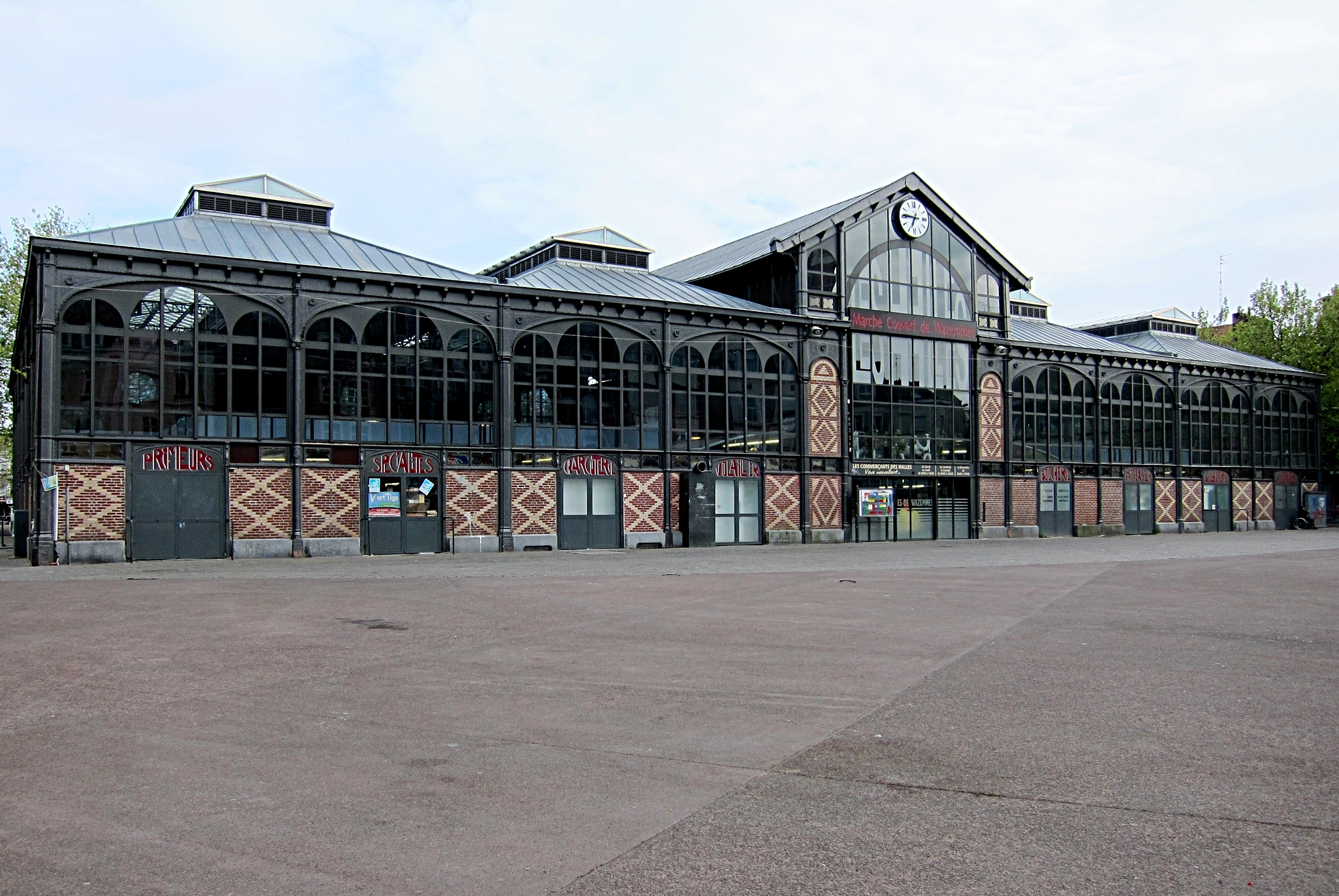
Le marché des halles de Wazemmes à Lille.

Avec 32 % des voix, sur les 29 217 au total, c'est donc le marché d'Arras qui se qualifie pour le concours national.

### Pays de la Loire

#### Phase de vote régionale
Cette phase de vote se déroule du 15 janvier au 20 février 2018 sur le site de Ouest-France. Le tableau ci-après donne les résultats finaux :
| \| Cl. \| Département \| Marché en lice \| \| --- \| ---------------- \| ------------------------------------------ \| \| 1er \| Loire-Atlantique \| Marché de Talensac (Nantes) \| \| NC \| Mayenne \| Marché de la place de la Trémoille (Laval) \| \| NC \| Mayenne \| Marché de Château-Gontier \| \| NC \| Sarthe \| Marché des Sablons (Le Mans) \| \| NC \| Sarthe \| Marché des Jacobins (Le Mans) \| \| NC \| Maine-et-Loire \| Marché de Saumur \| \| NC \| Vendée \| Halles des Sables-d'Olonne \| \| NC \| Vendée \| Marché de Moutiers-les-Mauxfaits \| |                  | - Marchés en lice - Le marché de Talensac à Nantes. - La place de la Trémoille (du marché) à Laval. - Le halles des Sables-d'Olonne. |
| Cl. | Département      | Marché en lice |
| 1er | Loire-Atlantique | Marché de Talensac (Nantes) |
| NC | Mayenne          | Marché de la place de la Trémoille (Laval)                                                                                           |
| NC | Mayenne          | Marché de Château-Gontier |
| NC | Sarthe           | Marché des Sablons (Le Mans) |
| NC | Sarthe           | Marché des Jacobins (Le Mans) |
| NC | Maine-et-Loire   | Marché de Saumur |
| NC | Vendée           | Halles des Sables-d'Olonne |
| NC | Vendée           | Marché de Moutiers-les-Mauxfaits |

Avec la majorité des voix, c'est donc le marché de Talensac (Nantes) qui se qualifie pour le concours national.

### Provence-Alpes-Côte d'Azur

#### Phase de vote régionale
Cette phase de vote se déroule du 15 janvier au 22 février 2018 sur le site de Nice-Matin, en partenariat avec Var-Matin. Le tableau ci-après donne les résultats finaux :
| \| Cl. \| Département \| Marché en lice \| Votes \| \| --- \| ----------------------- \| ------------------------------- \| ---------- \| \| 1er \| Var \| Marché de Sanary-sur-Mer \| 9 478 voix \| \| 2e \| Alpes-Maritimes \| Marché Cours Saleya (Nice) \| 4 737 voix \| \| 3e \| Var \| Marché de Lorgues \| 2 222 voix \| \| 4e \| Alpes-Maritimes \| Marché de Menton \| 1 773 voix \| \| 5e \| Alpes-Maritimes \| Marché Forville (Cannes) \| 1 411 voix \| \| 6e \| Var \| Marché Cours Lafayette (Toulon) \| 1 200 voix \| \| 7e \| Vaucluse \| Marché de L'Isle-sur-la-Sorgue \| 971 voix \| \| 8e \| Alpes-Maritimes \| Marché d'Antibes \| 945 voix \| \| 9e \| Var \| Marché de Hyères \| 790 voix \| \| 10e \| Bouches-du-Rhône \| Marché d'Aix-en-Provence \| 570 voix \| \| 11e \| Var \| Marché de Saint-Tropez \| 512 voix \| \| 12e \| Alpes-de-Haute-Provence \| Marché de Forcalquier \| 504 voix \| \| 13e \| Alpes-Maritimes \| Marché de Cagnes-sur-Mer \| 468 voix \| \| 14e \| Monaco \| Marché La Condamine (Monaco) \| 398 voix \| \| 15e \| Var \| Marché de Saint-Raphaël \| 374 voix \| \| 16e \| Var \| Marché de Salernes \| 289 voix \| \| 17e \| Bouches-du-Rhône \| Marché de Marseille \| 240 voix \| \| 18e \| Alpes-Maritimes \| Marché de Peymeinade \| 188 voix \| |                         | - Marchés en lice - Le marché de Sanary-sur-Mer se tient sur le quai du port. - Le marché Cours Saleya à Nice. - Le marché de Péronne se tient sur la place Audinot, au pied du château-fort. |            |
| Cl. | Département             | Marché en lice | Votes      |
| 1er | Var                     | Marché de Sanary-sur-Mer | 9 478 voix |
| 2e | Alpes-Maritimes         | Marché Cours Saleya (Nice) | 4 737 voix |
| 3e | Var                     | Marché de Lorgues | 2 222 voix |
| 4e | Alpes-Maritimes         | Marché de Menton | 1 773 voix |
| 5e | Alpes-Maritimes         | Marché Forville (Cannes) | 1 411 voix |
| 6e | Var                     | Marché Cours Lafayette (Toulon) | 1 200 voix |
| 7e | Vaucluse                | Marché de L'Isle-sur-la-Sorgue | 971 voix   |
| 8e | Alpes-Maritimes         | Marché d'Antibes | 945 voix   |
| 9e | Var                     | Marché de Hyères | 790 voix   |
| 10e | Bouches-du-Rhône        | Marché d'Aix-en-Provence | 570 voix   |
| 11e | Var                     | Marché de Saint-Tropez | 512 voix   |
| 12e | Alpes-de-Haute-Provence | Marché de Forcalquier | 504 voix   |
| 13e | Alpes-Maritimes         | Marché de Cagnes-sur-Mer | 468 voix   |
| 14e | Monaco                  | Marché La Condamine (Monaco) | 398 voix   |
| 15e | Var                     | Marché de Saint-Raphaël | 374 voix   |
| 16e | Var                     | Marché de Salernes | 289 voix   |
| 17e | Bouches-du-Rhône        | Marché de Marseille | 240 voix   |
| 18e | Alpes-Maritimes         | Marché de Peymeinade | 188 voix   |

Marchés en lice
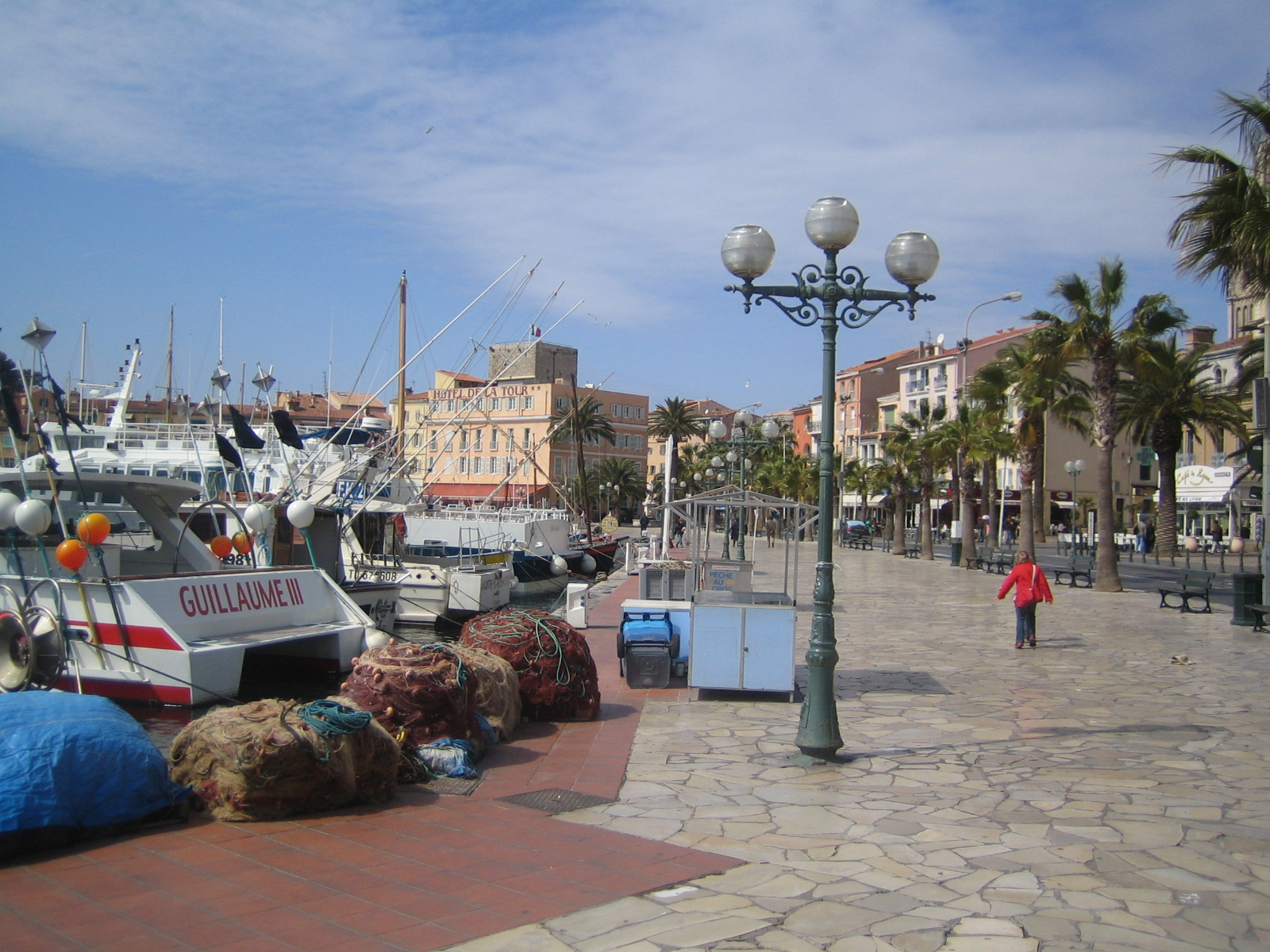
Le marché de Sanary-sur-Mer se tient sur le quai du port.
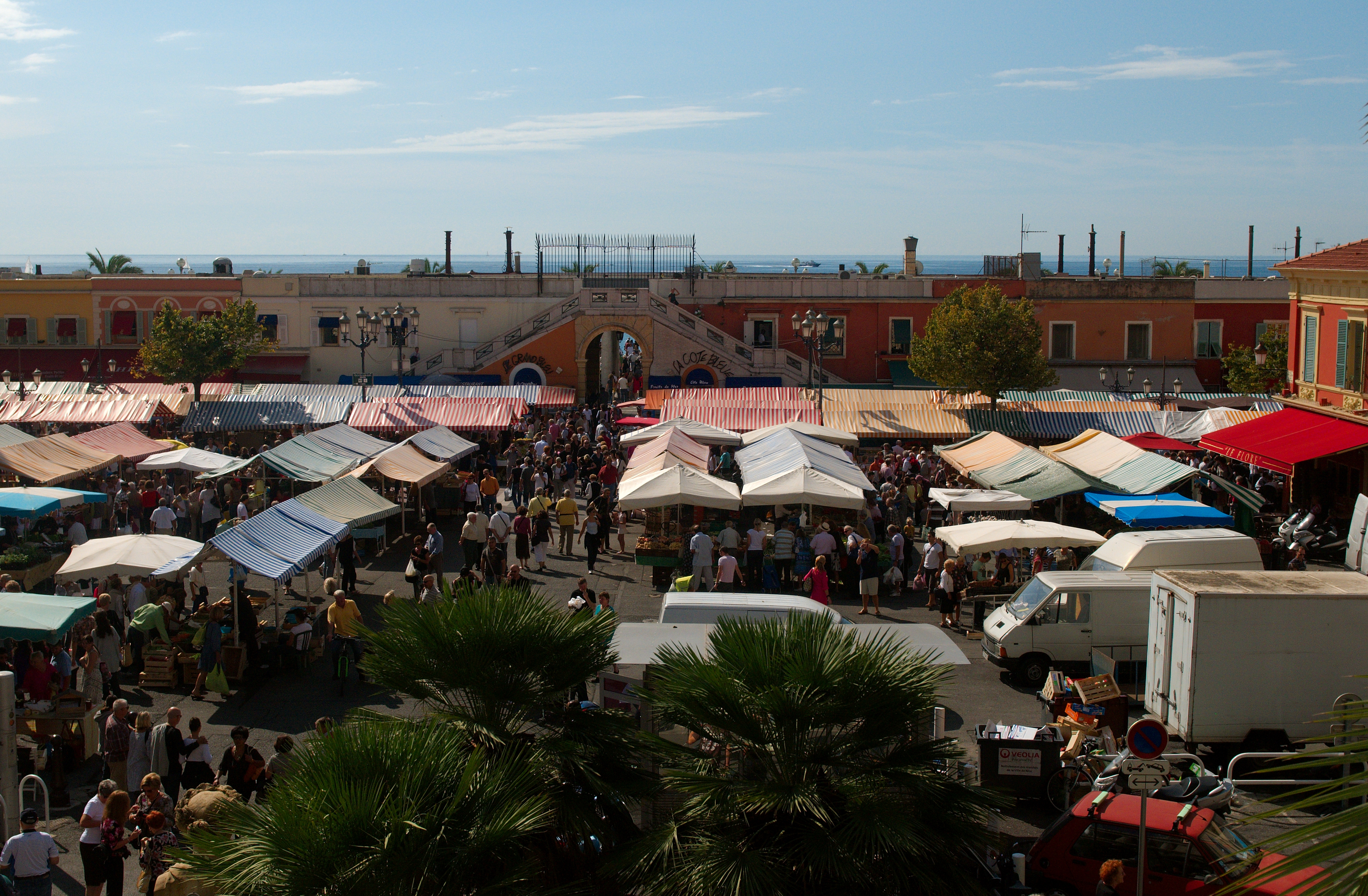
Le marché Cours Saleya à Nice.
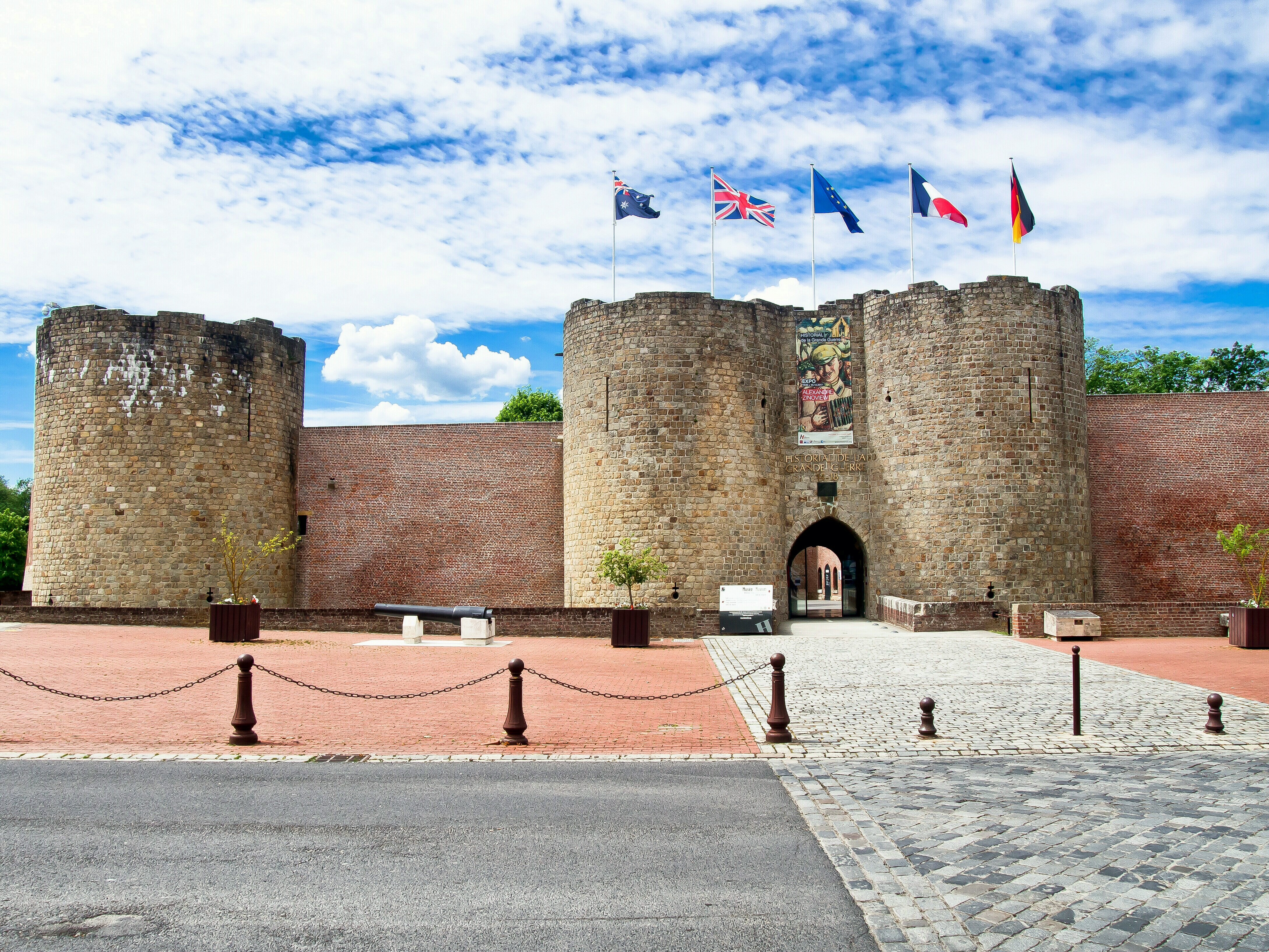
Le marché de Péronne se tient sur la place Audinot, au pied du château-fort.

Avec 9 478 voix, sur les plus de 26 000 au total, c'est donc le marché de Sanary-sur-Mer qui se qualifie pour le concours national.

### Picardie

#### Phase de vote régionale
Cette phase de vote se déroule du 15 janvier au 22 février 2018 sur le site du Courrier picard. Le tableau ci-après donne les résultats finaux :
| \| Cl. \| Département \| Marché en lice \| Votes \| \| --- \| ----------- \| -------------------------------- \| ---------- \| \| 1er \| Somme \| Marché de Saint-Valery-sur-Somme \| 1 666 voix \| \| 2e \| Somme \| Marché Saint-Leu (Amiens) \| NC \| \| 3e \| Oise \| Marché de Compiègne \| NC \| \| NC \| Aisne \| Marché de Saint-Quentin \| NC \| \| NC \| Oise \| Marché de Beauvais \| NC \| \| NC \| Somme \| Marché de Péronne \| NC \| |             | - Marchés en lice - Le marché de Saint-Valery-sur-Somme se tient sur le quai de bord de Somme. - Le marché Saint-Leu à Amiens se tient sue le quai Parmentier. - Le marché de Saint-Quentin. - Le marché de Beauvais. - Le marché de Péronne se tient sur la place Audinot, au pied du château-fort. |            |
| Cl. | Département | Marché en lice | Votes      |
| 1er | Somme       | Marché de Saint-Valery-sur-Somme | 1 666 voix |
| 2e | Somme       | Marché Saint-Leu (Amiens) | NC         |
| 3e | Oise        | Marché de Compiègne | NC         |
| NC | Aisne       | Marché de Saint-Quentin | NC         |
| NC | Oise        | Marché de Beauvais | NC         |
| NC | Somme       | Marché de Péronne | NC         |

Avec 1 666 voix, sur les plus de 4 000 au total, c'est donc le marché de Saint-Valery-sur-Somme qui se qualifie pour le concours national.

### Poitou-Charentes

#### Phase de vote départementale
Cette phase de vote se déroule du 15 janvier au 26 janvier 2018 sur le site de Sud Ouest. Ci-après, les résultats finaux :
Charente
- 1er : Halles de Cognac (52 %)
- 2e : Marché de Rouillac (13 %)
- 3e : Halles d'Angoulême (11 %)
- 3e : Marché Victor Hugo à Angoulême (11 %)
- 5e : Halles de Villebois-Lavalette (8 %)
- 6e : Marché de Gondeville (3 %)
- 7e : Marché de Barbezieux-Saint-Hilaire (0,5 %)
- 7e : Marché de Jarnac (0,5 %)
- 7e : Marché de Châteauneuf-sur-Charente (0,5 %)
- 7e : Marché de La Couronne (0,5 %)

Charente-Maritime
- 1er : Marché de Royan (30 %)
- 2e : Marché de Rochefort (24,3 %)
- 3e : Marché de La Flotte (16,5 %)
- 4e : Marché de La Rochelle (9,9 %)
- 5e : Marché de Saintes (6,7 %)
- 6e : Marché de Saint-Jean-d'Angély (4,3 %)
- 7e : Marché de la Pallice (3 %)
- 8e : Marché du Château-d'Oléron (2,6 %)
- 9e : Marché de Jonzac (1,9 %)
- 10e : Marché d'Aulnay (0,8 %)

Près de 16 000 personnes ont voté durant cette phase.

#### Phase de vote régionale
Cette phase de vote se déroule du 15 janvier au 22 février 2018 sur le site de Sud Ouest. Le tableau ci-après donne les résultats finaux :
| \| Cl. \| Département \| Marché en lice \| \| --- \| ----------------- \| ---------------- \| \| 1er \| Charente-Maritime \| Marché de Royan \| \| 2e \| Charente \| Halles de Cognac \| |                   | - Marchés en lice - Le marché de Royan. - Les halles de Cognac. |
| Cl. | Département       | Marché en lice                                                  |
| 1er | Charente-Maritime | Marché de Royan                                                 |
| 2e | Charente          | Halles de Cognac                                                |

Avec la majorité des voix, c'est donc le marché de Royan qui se qualifie pour le concours national.

### La Réunion

#### Phase de vote régionale

##### Pré-sélection
Cette phase de vote se déroule du 28 janvier au 4 février 2018 sur le site du Journal de l'île de La Réunion. Le tableau ci-après donne les résultats finaux :
| \| Cl. \| Département \| Marché en lice \| Votes \| \| --- \| ----------- \| -------------------------------- \| ---------- \| \| 1er \| La Réunion \| Marché de Saint-Paul \| 2 177 voix \| \| 2e \| La Réunion \| Marché de Saint-Pierre \| 1 784 voix \| \| NC \| La Réunion \| Marché de Saint-Joseph \| NC \| \| NC \| La Réunion \| Marché du Port \| NC \| \| NC \| La Réunion \| Marché de Saint-Leu \| NC \| \| NC \| La Réunion \| Marché du Chaudron (Saint-Denis) \| NC \| \| NC \| La Réunion \| Marché de Saint-Denis \| NC \| \| NC \| La Réunion \| Marché de Saint-Benoît \| NC \| |             | - Marchés en lice - Le marché de Saint-Paul. - Le marché de Saint-Pierre. - Le marché de Saint-Denis. - Le marché de Saint-Benoît. |            |
| Cl. | Département | Marché en lice | Votes      |
| 1er | La Réunion  | Marché de Saint-Paul | 2 177 voix |
| 2e | La Réunion  | Marché de Saint-Pierre | 1 784 voix |
| NC | La Réunion  | Marché de Saint-Joseph | NC         |
| NC | La Réunion  | Marché du Port | NC         |
| NC | La Réunion  | Marché de Saint-Leu | NC         |
| NC | La Réunion  | Marché du Chaudron (Saint-Denis)                                                                                                   | NC         |
| NC | La Réunion  | Marché de Saint-Denis | NC         |
| NC | La Réunion  | Marché de Saint-Benoît | NC         |

Marchés en lice
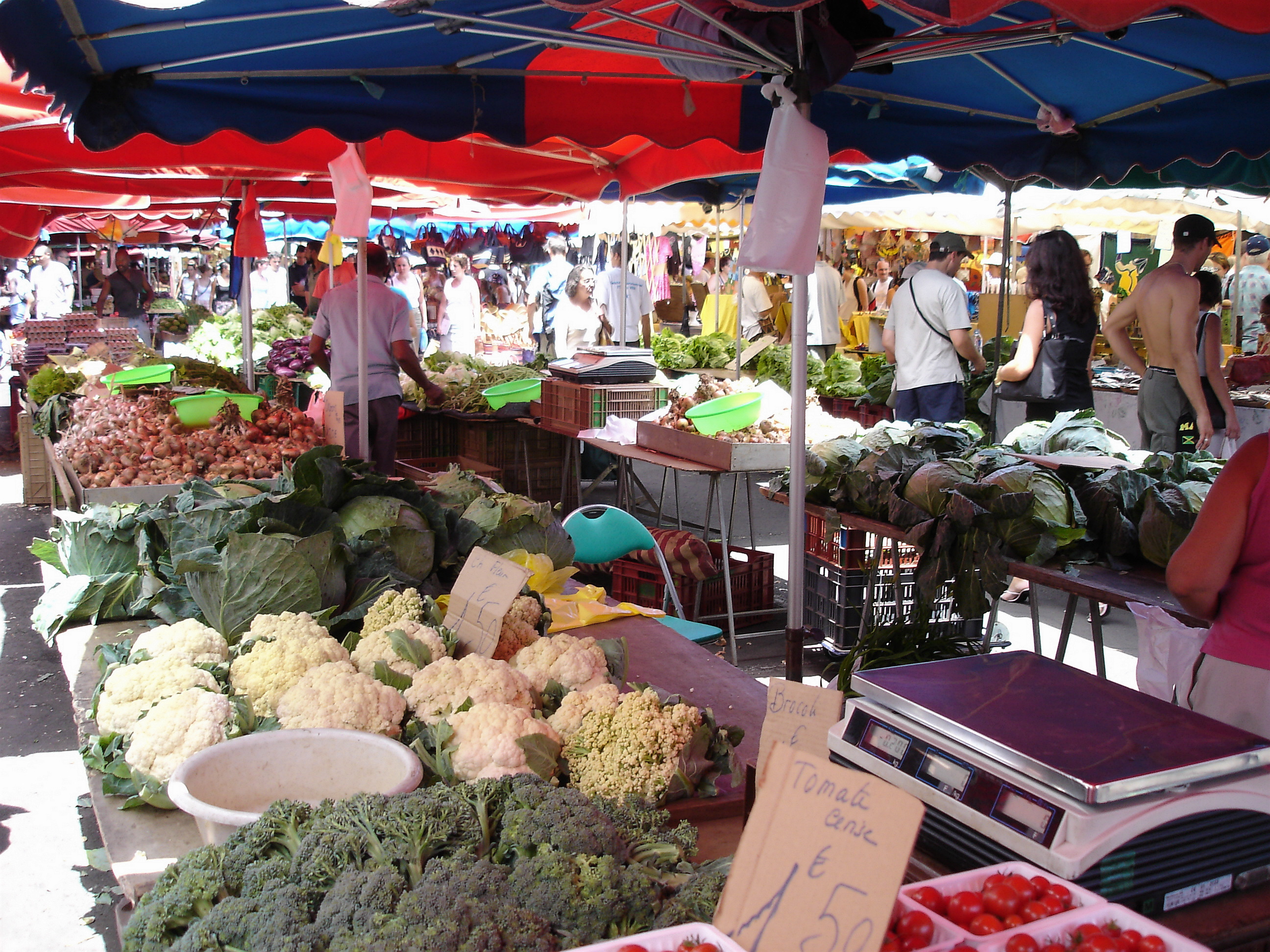
Le marché de Saint-Paul.
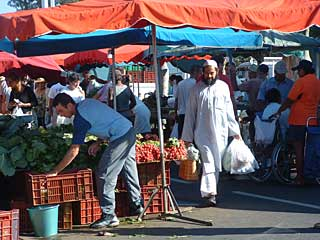
Le marché de Saint-Pierre.
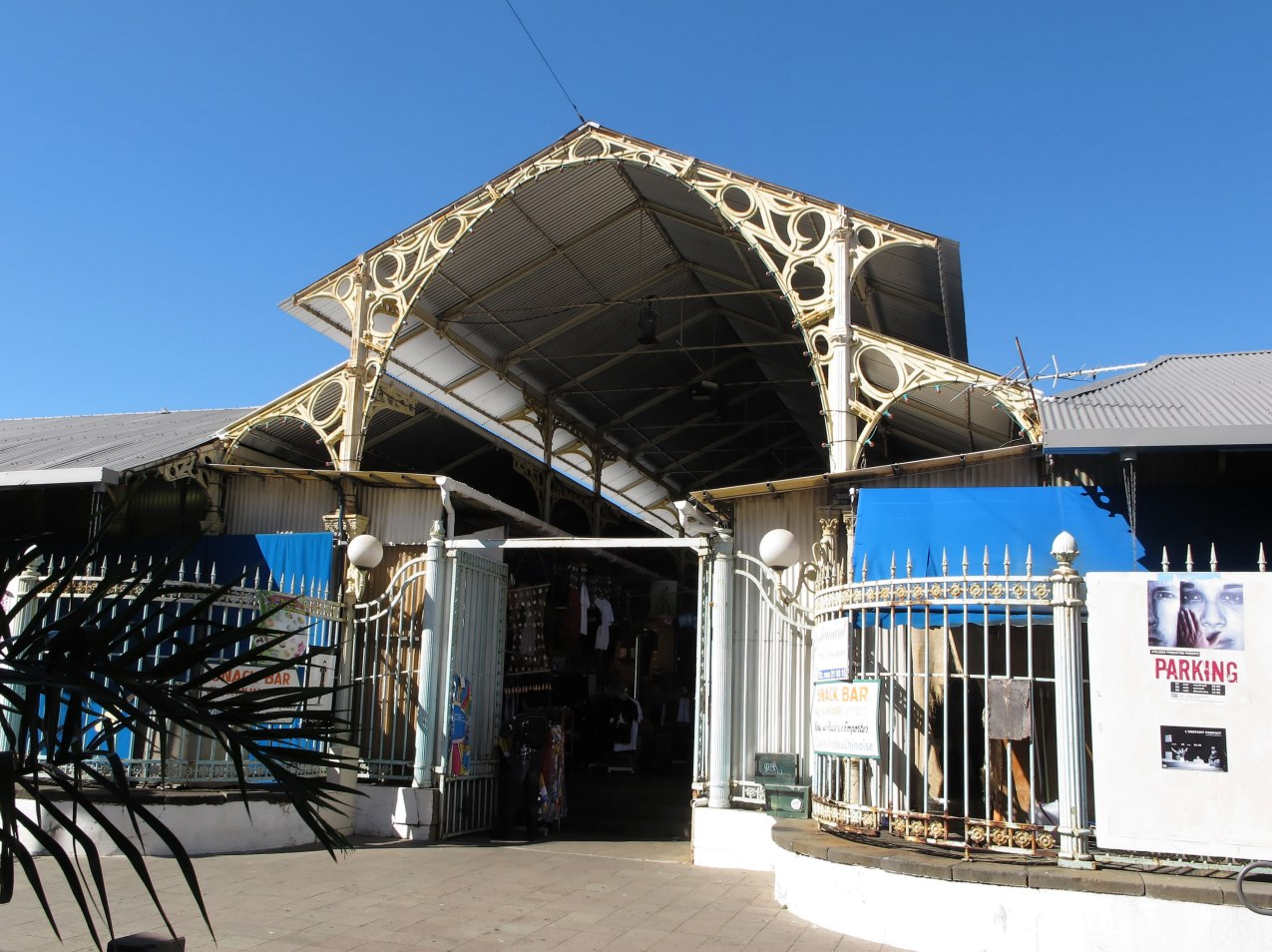
Le marché de Saint-Denis.
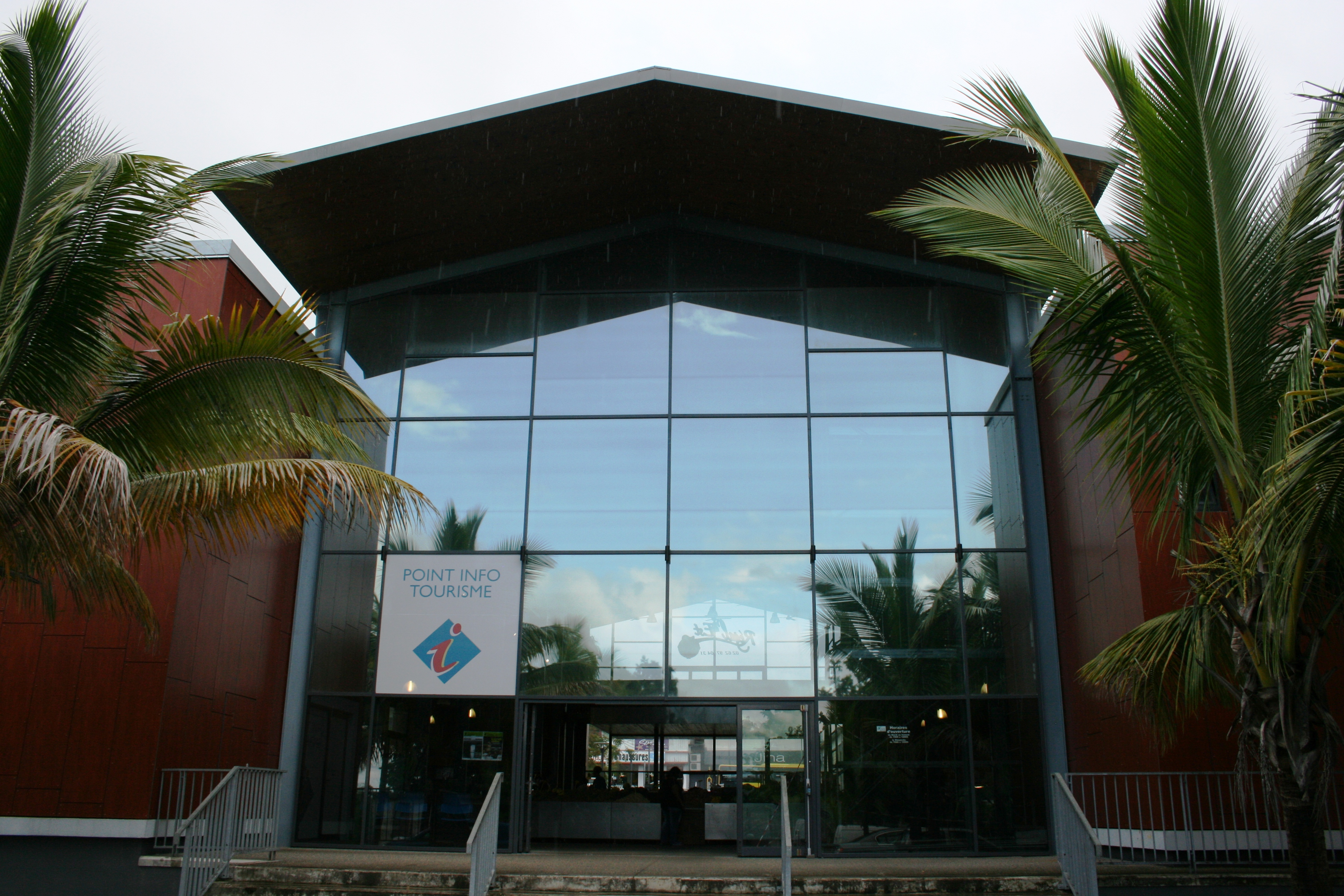
Le marché de Saint-Benoît.

La majorité des 7 100 personnes ayant voté, ont choisi les marchés de Saint-Paul et Saint-Pierre, qui se qualifient ainsi pour la finale régionale.

##### Sélection finale
Cette phase de vote se déroule du 7 février au 14 février 2018, toujours sur le site du Journal de l'île de La Réunion. Le tableau ci-après donne les résultats finaux :
| Cl. | Département | Marché en lice         | Votes      |
| --- | ----------- | ---------------------- | ---------- |
| 1er | La Réunion  | Marché de Saint-Pierre | 4 368 voix |
| 2e  | La Réunion  | Marché de Saint-Paul   | 4 211 voix |

Avec 4 368 voix, sur les 8 579 au total, c'est donc le marché de Saint-Pierre qui se qualifie pour le concours national.

### Rhône-Alpes

#### Phase de vote régionale
Cette phase de vote se déroule du 15 janvier au 15 février 2018 sur le site de Le Progrès. Le tableau ci-après donne les résultats finaux :
| \| Cl. \| Département \| Marché en lice \| \| --- \| ------------ \| ---------------------------------- \| \| 1er \| Ain \| Marché de Châtillon-sur-Chalaronne \| \| NC \| Haute-Savoie \| Marché d'Annecy \| \| NC \| Haute-Savoie \| Marché de Le Grand-Bornand \| |              | - Marchés en lice - Les halles de Châtillon-sur-Chalaronne. - Le marché d'Annecy. |
| Cl. | Département  | Marché en lice                                                                    |
| 1er | Ain          | Marché de Châtillon-sur-Chalaronne                                                |
| NC | Haute-Savoie | Marché d'Annecy                                                                   |
| NC | Haute-Savoie | Marché de Le Grand-Bornand                                                        |

Avec la majorité des voix, c'est donc le marché de Châtillon-sur-Chalaronne, qui se qualifie donc pour le concours national.

### Val de Loire

#### Phase de vote régionale
Cette phase de vote se déroule du 16 janvier au 22 février 2018 sur le site de La Nouvelle République du Centre-Ouest,. Le tableau ci-après donne les résultats finaux :
| \| Cl. \| Département \| Marché en lice \| Votes \| \| --- \| -------------- \| ------------------------------ \| ---------- \| \| 1er \| Indre-et-Loire \| Marché d'Amboise \| 2 343 voix \| \| 2e \| Indre-et-Loire \| Marché de Loches \| 1 552 voix \| \| 3e \| Deux-Sèvres \| Marché de Niort \| 1 316 voix \| \| 4e \| Vienne \| Marché de Chauvigny \| 810 voix \| \| 5e \| Indre \| Marché de Saint-Août \| 505 voix \| \| 6e \| Indre-et-Loire \| Marché de Langeais \| 392 voix \| \| 7e \| Vienne \| Marché de Neuville-de-Poitou \| 342 voix \| \| 8e \| Deux-Sèvres \| Marché de Thouars \| 318 voix \| \| 9e \| Loir-et-Cher \| Marché de Vendôme \| 281 voix \| \| 10e \| Indre \| Marché de Châteauroux \| 219 voix \| \| 11e \| Loir-et-Cher \| Marché de Blois \| 210 voix \| \| 12e \| Vienne \| Marché de Poitiers \| 176 voix \| \| 13e \| Deux-Sèvres \| Marché de Melle \| 148 voix \| \| 14e \| Loir-et-Cher \| Marché de Romorantin-Lanthenay \| 147 voix \| \| 15e \| Indre \| Marché de La Châtre \| 94 voix \| |                | - Marchés en lice - Le marché d'Amboise se tient au bord de la Loire. - Le marché des halles de Niort. - Le marché de Poitiers se tient au pied de Notre-Dame-la-Grande. |            |
| Cl. | Département    | Marché en lice | Votes      |
| 1er | Indre-et-Loire | Marché d'Amboise | 2 343 voix |
| 2e | Indre-et-Loire | Marché de Loches | 1 552 voix |
| 3e | Deux-Sèvres    | Marché de Niort | 1 316 voix |
| 4e | Vienne         | Marché de Chauvigny | 810 voix   |
| 5e | Indre          | Marché de Saint-Août | 505 voix   |
| 6e | Indre-et-Loire | Marché de Langeais | 392 voix   |
| 7e | Vienne         | Marché de Neuville-de-Poitou | 342 voix   |
| 8e | Deux-Sèvres    | Marché de Thouars | 318 voix   |
| 9e | Loir-et-Cher   | Marché de Vendôme | 281 voix   |
| 10e | Indre          | Marché de Châteauroux | 219 voix   |
| 11e | Loir-et-Cher   | Marché de Blois | 210 voix   |
| 12e | Vienne         | Marché de Poitiers | 176 voix   |
| 13e | Deux-Sèvres    | Marché de Melle | 148 voix   |
| 14e | Loir-et-Cher   | Marché de Romorantin-Lanthenay | 147 voix   |
| 15e | Indre          | Marché de La Châtre | 94 voix    |

Marchés en lice
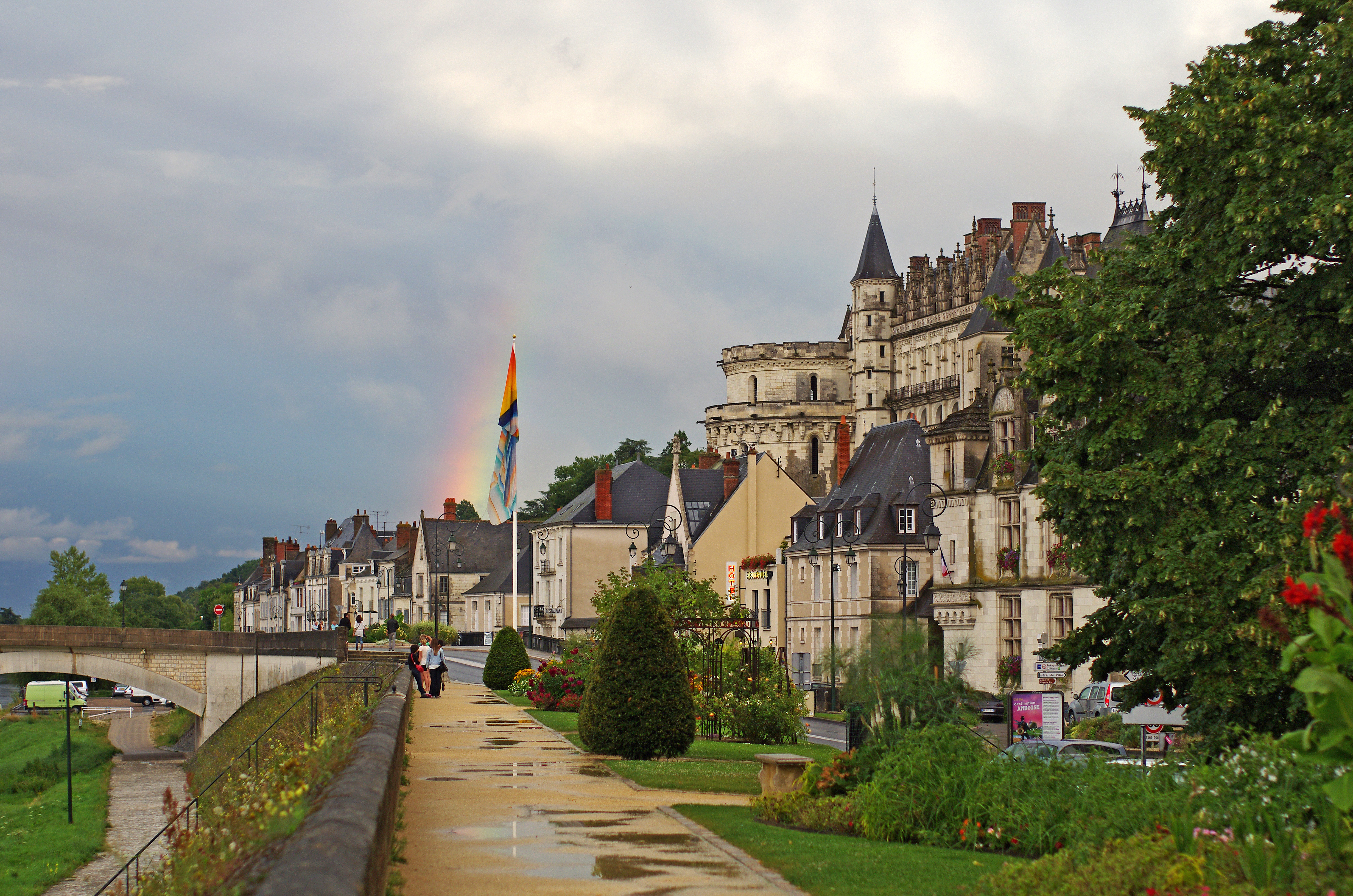
Le marché d'Amboise se tient au bord de la Loire.
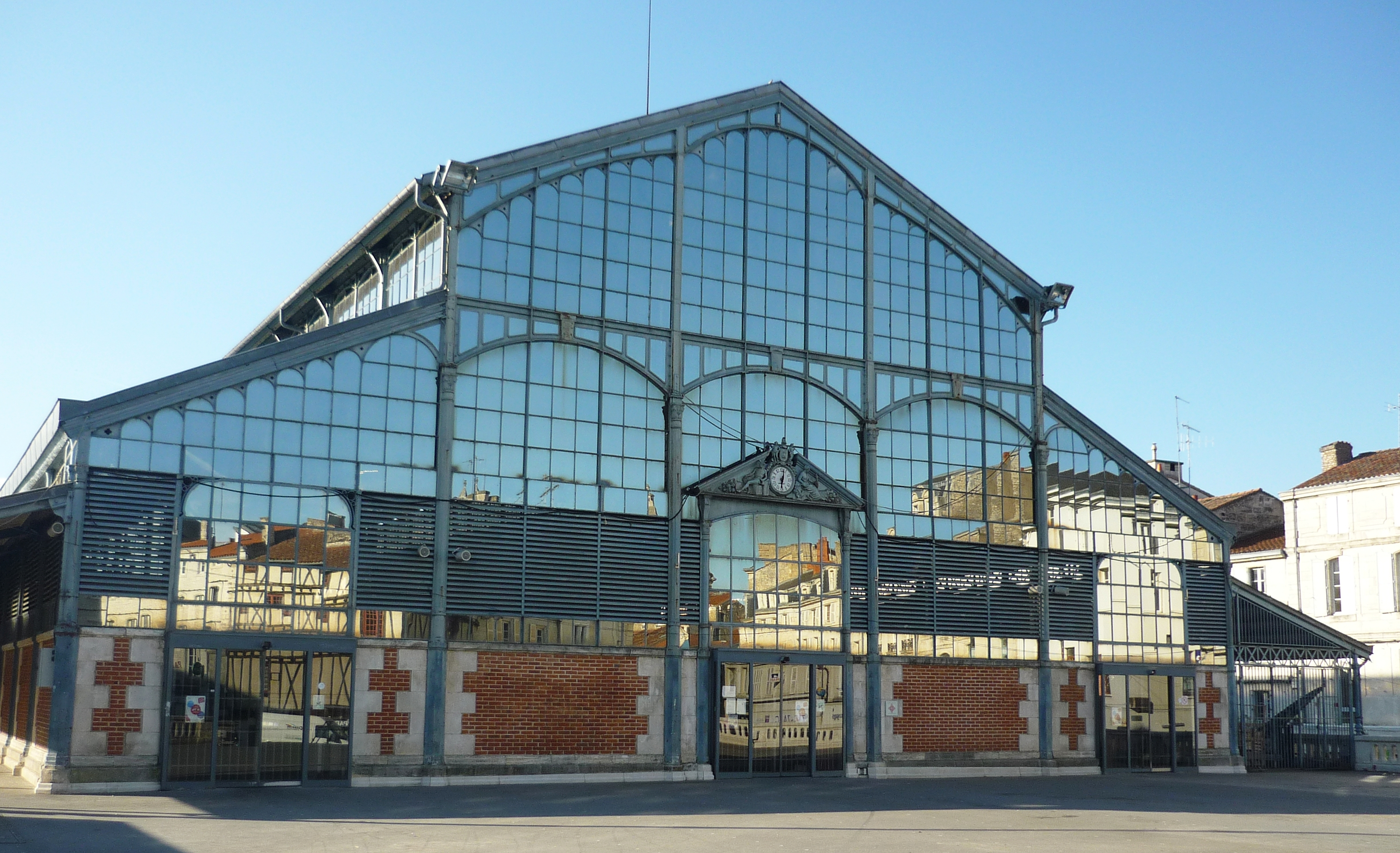
Le marché des halles de Niort.
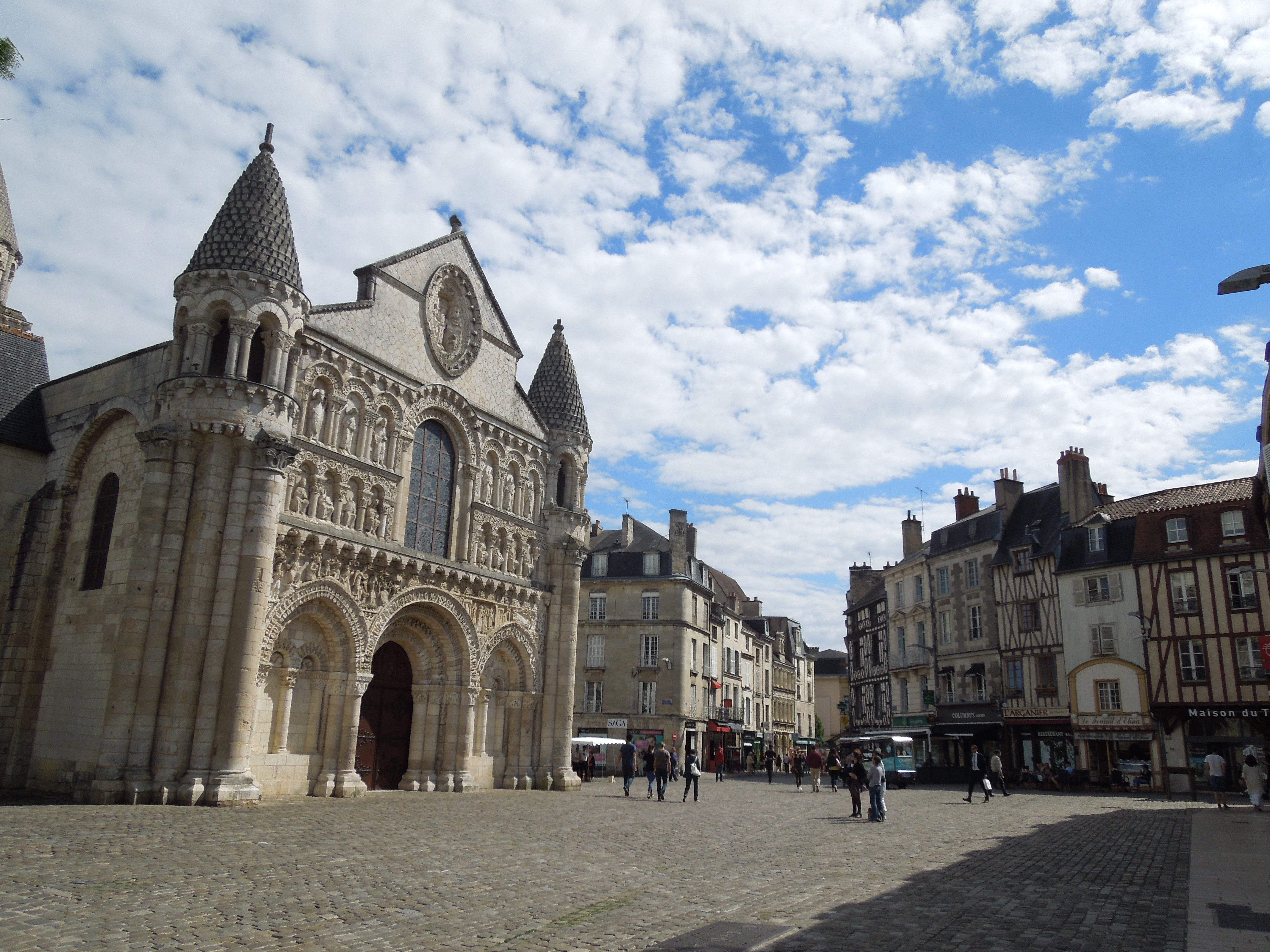
Le marché de Poitiers se tient au pied de Notre-Dame-la-Grande.

Avec 2 343 voix, sur les 8 853 au total, c'est donc le marché d'Amboise qui se qualifie pour le concours national.

## Quatrième édition (2021)

### Récapitulatif
Ci-après, la liste des 24 marchés sélectionnés pour le concours national,, :
| Ex-région                  | Marché en lice                     |
| -------------------------- | ---------------------------------- |
| Alsace                     | Marché d'Obernai                   |
| Aquitaine                  | Marché de Sarlat                   |
| Auvergne                   | Marché de Besse                    |
| Basse-Normandie            | Marché de Trouville                |
| Bourgogne                  | Marché de Chablis                  |
| Bretagne                   | Marché de Lesneven                 |
| Centre                     | Marché du Quai du Roi (Orléans)    |
| Champagne-Ardenne          | Marché des halles de Troyes        |
| Corse                      | Marché de l'Île-Rousse             |
| Franche-Comté              | Marché des halles (Vesoul)         |
| Haute-Normandie            | Marché de Sotteville-lès-Rouen     |
| Île-de-France              | Marché des halles de l'Isle-Adam   |
| Languedoc-Roussillon       | Marché des halles de Narbonne      |
| Limousin                   | Marché Marceau (Limoges)           |
| Lorraine                   | Marché Central (Nancy)             |
| Martinique                 | Marché du François                 |
| Midi-Pyrénées              | Marché de Saint-Girons             |
| Nord-Pas-de-Calais         | Marché d'Étaples-sur-Mer           |
| Pays de la Loire           | Marché des Sables-d'Olonne         |
| Provence-Alpes-Côte d'Azur | Marché de Toulon                   |
| Picardie                   | Marché Saint-Leu (Amiens)          |
| Poitou-Charentes           | Marché de Rochefort                |
| La Réunion                 | Marché du Chaudron (Saint-Denis)   |
| Rhône-Alpes                | Marché de Châtillon-sur-Chalaronne |